# Église Saint-Eustache de Paris
Pour les articles homonymes, voir Saint-Eustache et Église Saint-Eustache.
L’église Saint-Eustache est une église paroissiale catholique située 146, rue Rambuteau dans le 1er arrondissement de Paris, au cœur du quartier des Halles. Elle est la troisième plus grande église de Paris derrière Notre-Dame et Saint-Sulpice.
Elle est dédiée à saint Eustache, né Placidus (ou Placidas), général romain amateur de chasse converti au christianisme dont les symboles et attributs — lettres S et E entrelacées, cor de chasse, cerf portant une croix entre ses bois — sont perceptibles, par exemple, à l'extérieur de l'église sur les gables des deux transepts, et sur des piédestaux à l'intérieur.

## Historique

### La chapelle Sainte-Agnès et la première église paroissiale Saint-Eustache

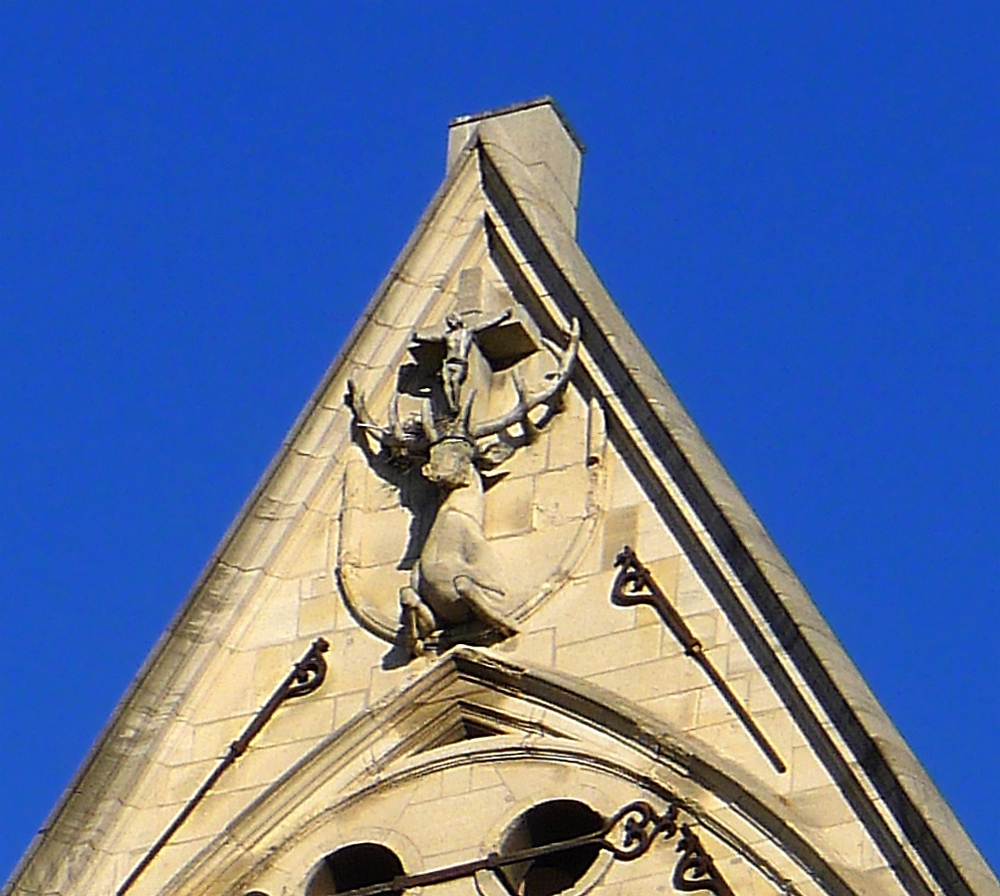
Cerf porteur de crucifix, attribut de saint Eustache, gable du transept sud.

Les origines de l'église Saint-Eustache remontent au début du XIIIe siècle. Une chapelle consacrée à sainte Agnès fut le premier édifice construit. Une crypte portant ce nom jouxte encore l'église côté oriental. Cette chapelle, construite à côté de la porte Coquillière et de la porte Montmartre (sur l'enceinte de Philippe-Auguste), serait le don d'un bourgeois de Paris, Jean Alais, qui l'aurait fait bâtir en remerciement du droit que le roi Philippe Auguste lui avait octroyé de prélever un denier sur chaque panier de poisson qui arrivait aux Halles.
Dès 1223, Sainte-Agnès fut érigée en paroisse et prit le nom de Saint-Eustache. La raison la plus probable de la nouvelle appellation serait le transfert d'une relique du martyr saint Eustache dans la nouvelle église, relique jusqu'alors détenue par l'abbaye de Saint-Denis. L'église fut plusieurs fois remaniée et agrandie au fur et à mesure de l'accroissement de la population du quartier.
Au XIVe siècle, le roi Philippe VI conservait sa protection royale, notamment pour les confréries de la Madeleine qui y assuraient la messe. Juste avant sa mort, en août 1483, Louis XI la confirma par lettres patentes.

### L'église de 1532 à 1637

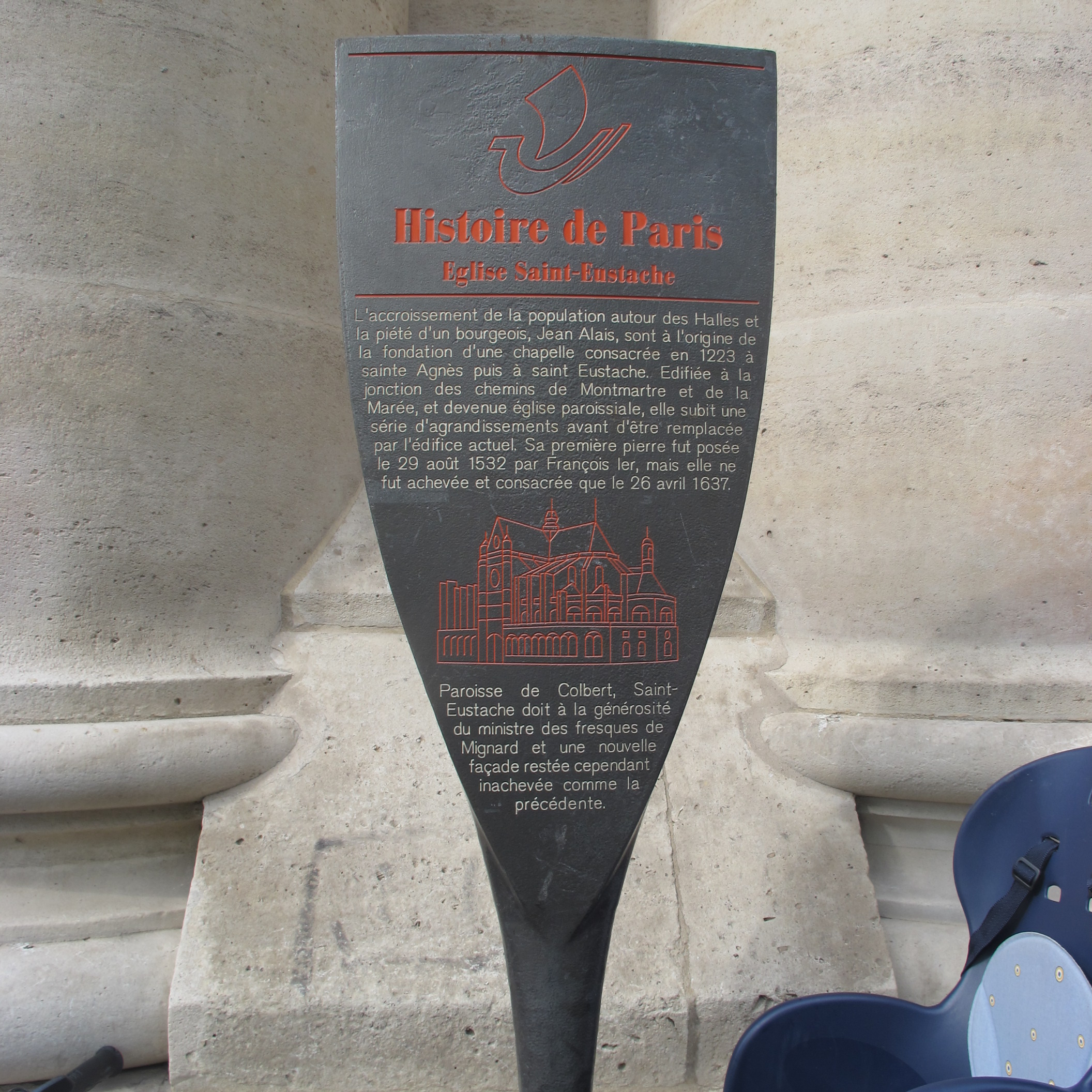
Panneau Histoire de Paris.

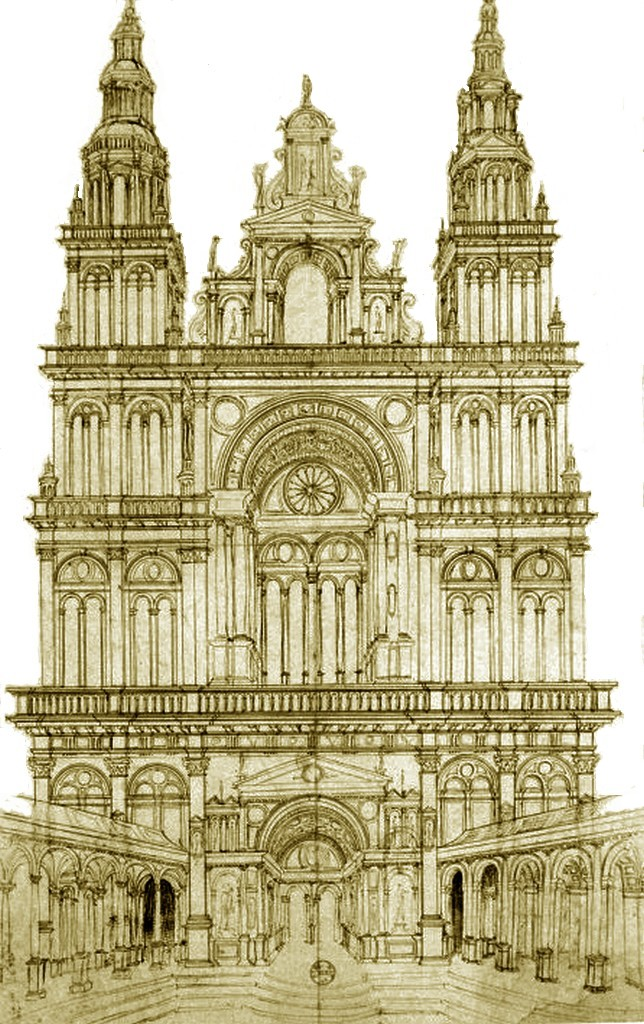
Projet de façade dessinée par Jacques Androuet du Cerceau, Paris, BnF.

Plan de l'église en 1642 (façade modifiée depuis).

En 1532, il fut enfin décidé de construire une église digne du cœur de Paris. La première pierre de l'édifice actuel fut posée le 19 août par Jean de la Barre, prévôt des marchands. Les travaux furent successivement confiés à Boccador, Nicolas Le Mercier et Charles David, gendre du précédent. Bâtie dans un style gothique en pleine Renaissance, l'église dégage un caractère architectural harmonieux où l'antique des colonnes grecques et romaines côtoie les lignes encore présentes du Moyen Âge. L'objectif était de faire du gothique avec du plein-cintre. Ainsi, l'église a l'élévation de style gothique, les courbures du roman et les ornements de la Renaissance ; tous ces caractères réunis donnent à l'édifice un caractère unique.
Sa construction fut ralentie par de fréquentes difficultés de financement. On a pu parler de six campagnes de construction.
René Benoist, curé de l'église Saint-Eustache en 1569, acquit une telle influence sur les paroissiens qu'il fut surnommé le « pape des Halles ». En 1578, il fit imprimer une requête afin d'obtenir des secours pour l'achèvement de son église. Commencée en 1532, elle n'avait pu être terminée, et Benoist lui-même n'avait pas encore entrepris de travaux, malgré la « plus grande affluence de peuple qu'en aucune église paroissiale de la France et par aventure de la chrétienté ». La lettre obtint sans doute quelque somme d'argent, car on construisit à cette époque plusieurs piliers de la nef et plusieurs autres fenêtres.

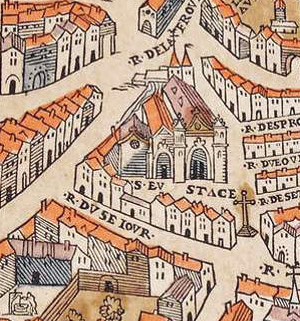
Église Saint-Eustache sur le plan de Truschet et Hoyau (1550).
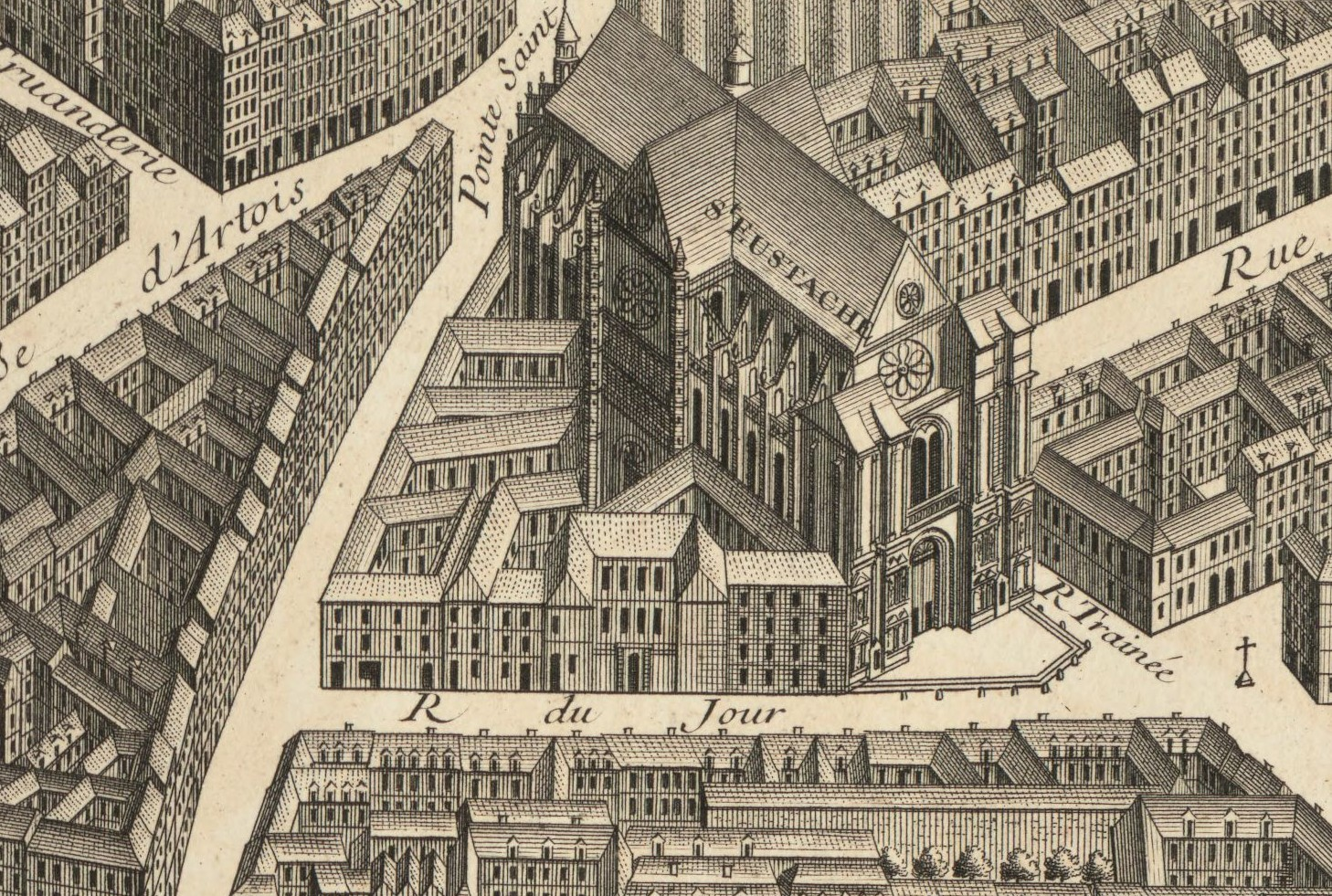
L'église avant 1739 sur le plan de Turgot.

Après maintes interruptions, l'église fut terminée en 1633 et consacrée le 26 avril 1637 par Jean-François de Gondi, archevêque de Paris.
Charles de la Fosse fut chargé du décor de la chapelle des Mariages et peignit Adam et Ève et Le Mariage de la Vierge (1667-1670). Ces œuvres étaient le pendant de celles de son rival Mignard dans la chapelle du Baptême. Ces peintures furent détruites lors de la construction du nouveau portail.

Évolution de la façade occidentale entre la fin du
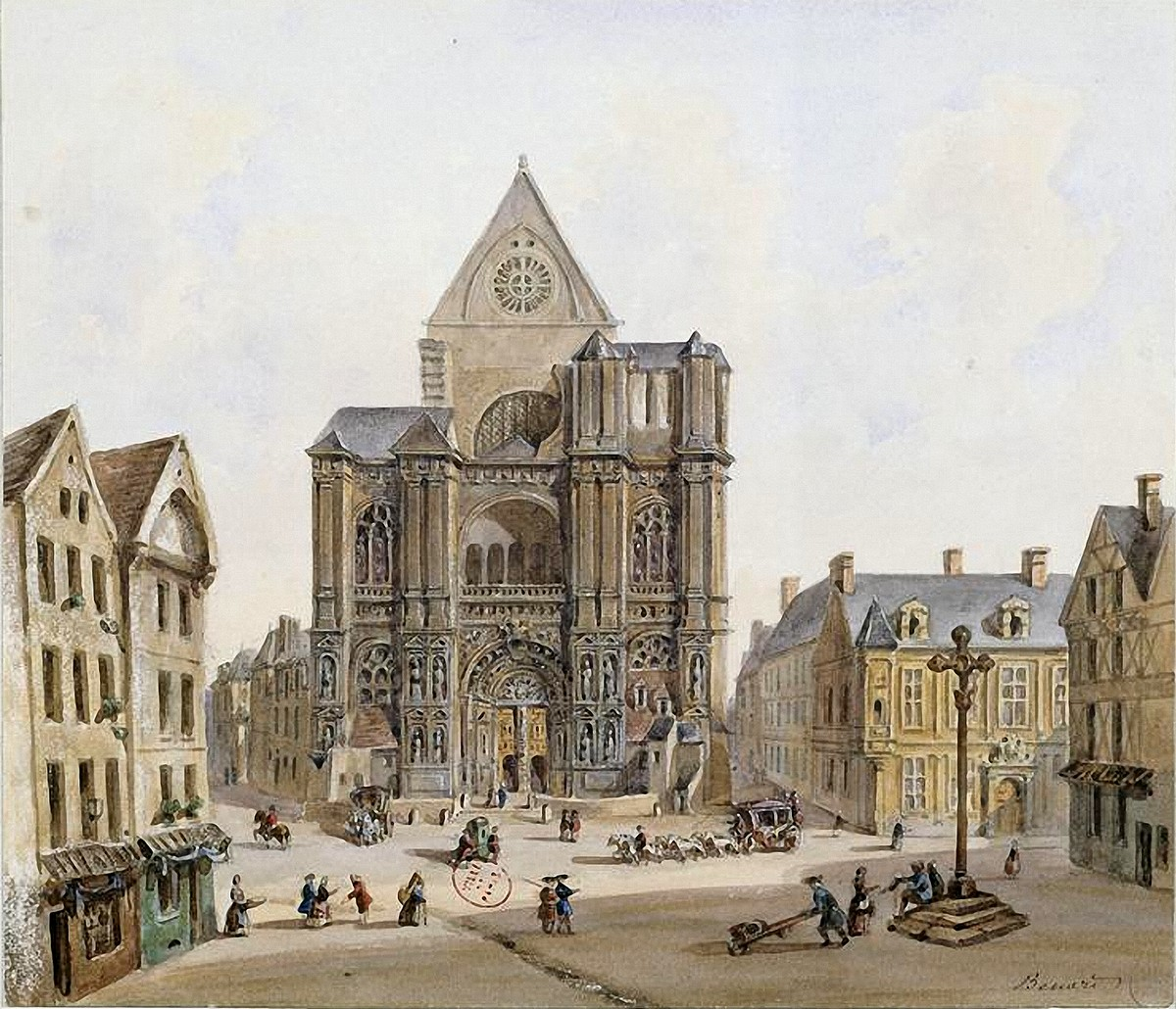
Évolution de la façade occidentale entre la fin du XVIe et le début du XVIIIe siècle
- Ancienne façade du XVIe siècle.
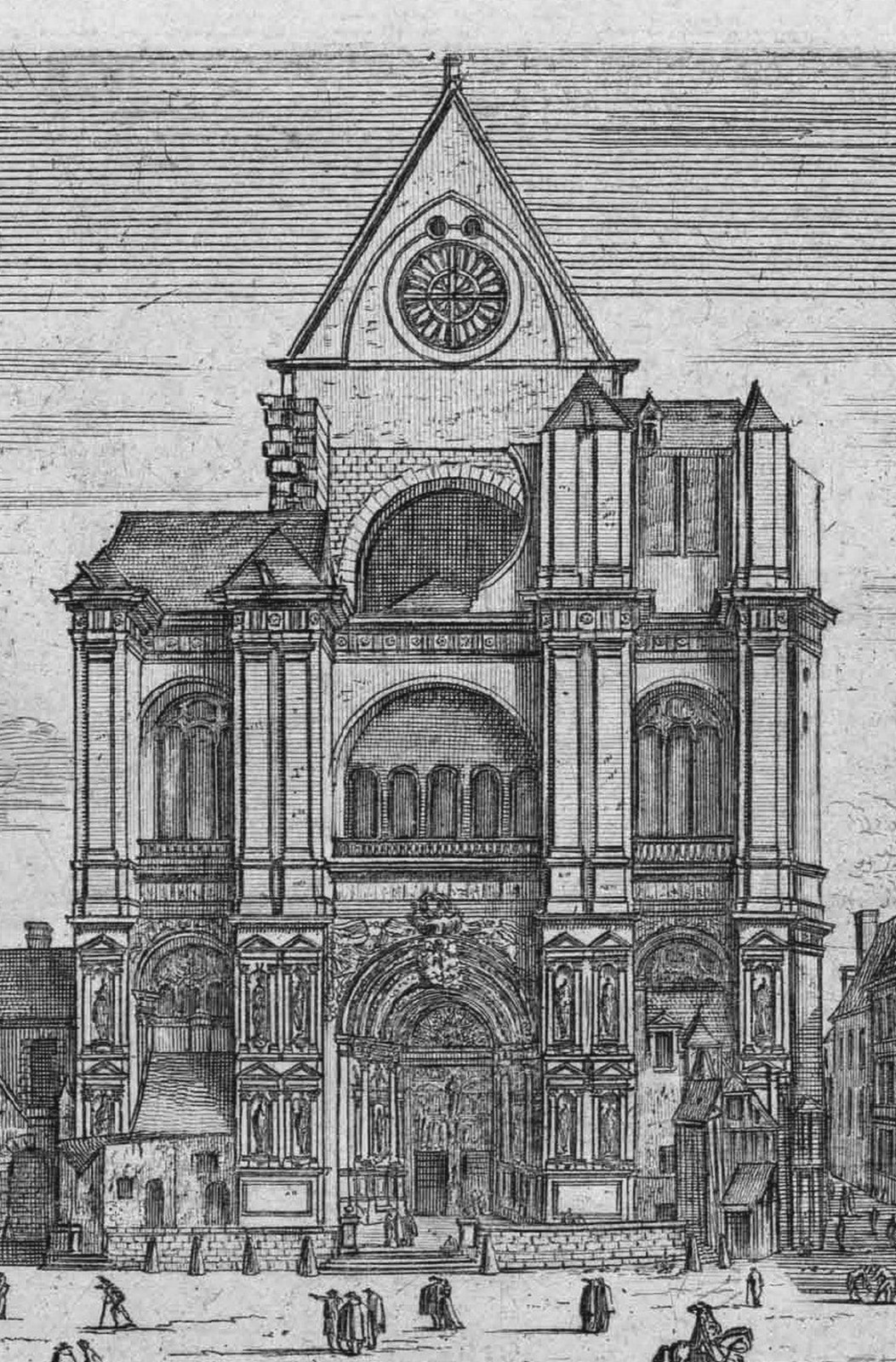
Ancienne façade occidentale de Saint-Eustache.

### L'église de 1754
L'ancienne façade occidentale, dont les tours étaient restées inachevées, fut fragilisée par la construction de deux chapelles commandées en 1665 par Colbert qui était paroissien et premier marguillier de Saint-Eustache. Le sous-œuvre devant être repris, il fut décidé de rebâtir la façade après sa démolition ainsi que celle de la première travée de la nef et des bas-côtés. Un nouveau projet fut dessiné par Louis Le Vau dont Colbert devait assurer le financement.

Projets de la façade occidentale de Saint-Eustache
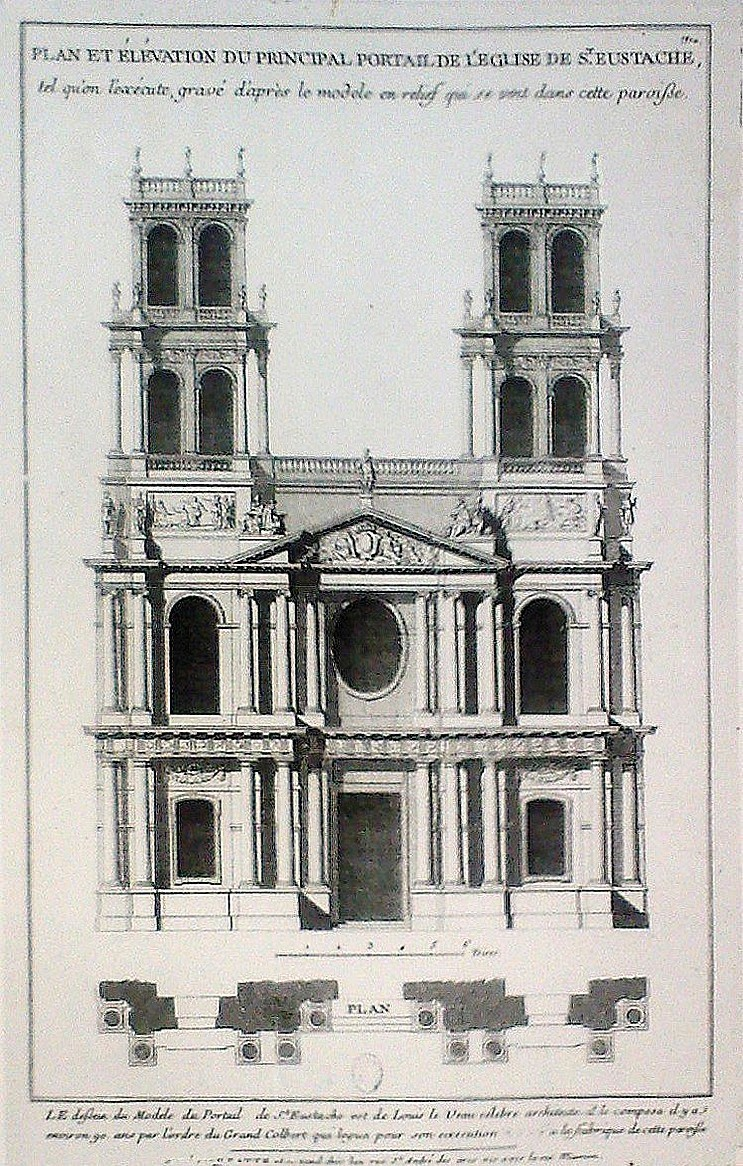
Projet de façade dessinée par Louis Le Vau au XVIIe siècle.
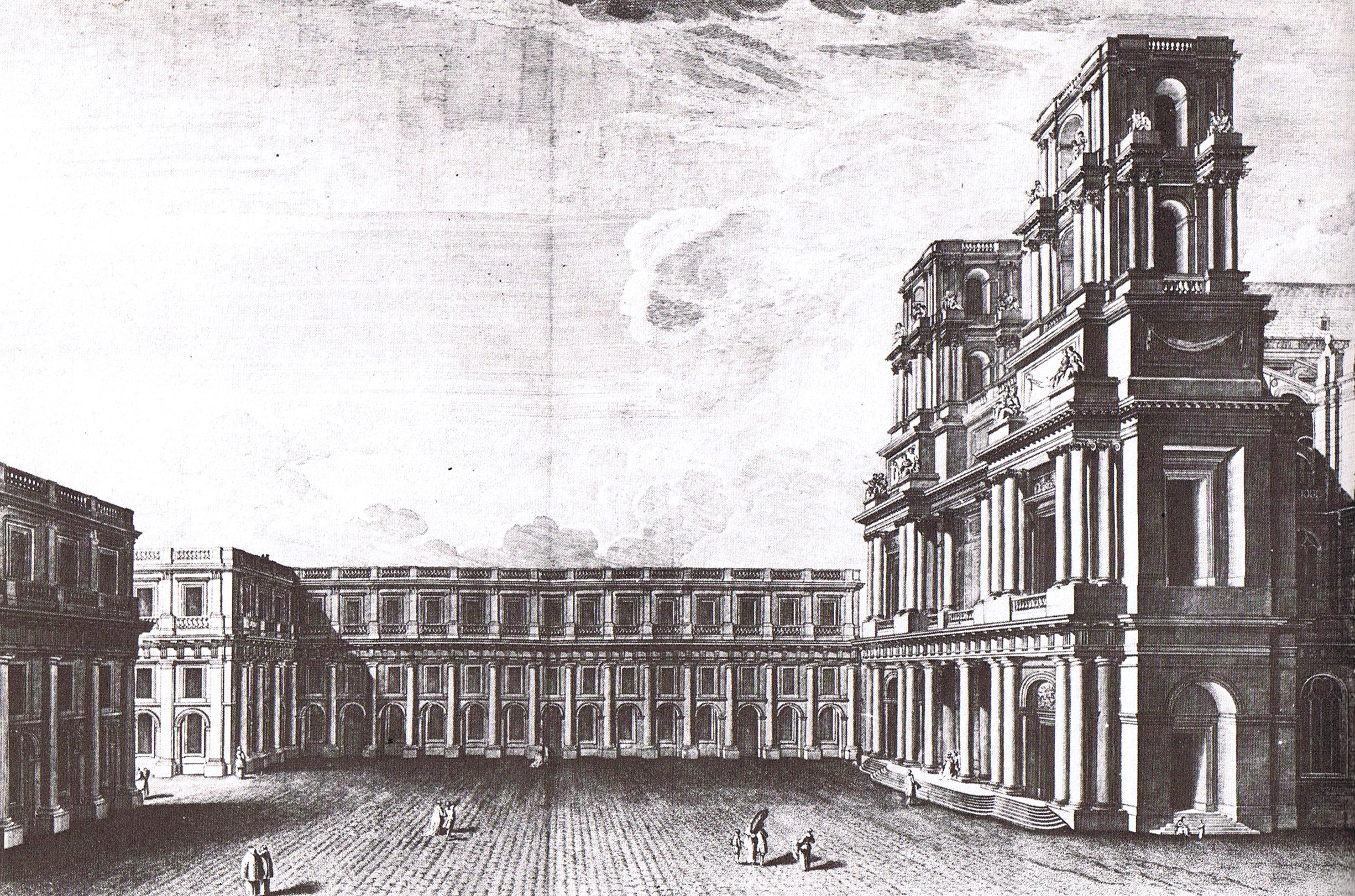
Projet d'aménagement de la place Saint-Eustache par Jean Hardouin-Mansart de Jouy (1754).

Ce ne fut pourtant que le 22 mai 1754 que le duc de Chartres en posa la première pierre. Jean Hardouin-Mansart de Jouy en devenait l'architecte. Sa construction traîna en longueur par manque de moyens, et le projet initial, qui comprenait deux tours à deux étages reliées entre elles par une galerie, se vit transformé par le lourd fronton qui écrase la façade. De 1772 à 1788, les travaux furent repris par l'architecte Louis-Pierre Moreau qui laissa la tour sud inachevée, dans l'état où nous la voyons encore aujourd'hui.
L'église, déjà grande, aurait probablement atteint une taille et une hauteur impressionnantes si les difficultés rencontrées à son élaboration avaient été moins nombreuses.
En 1790, Saint-Eustache est l'une des 51 paroisses urbaines du diocèse de Paris.

### XIXesiècle
Durant les Trois Glorieuses (1830), les alentours furent le théâtre d'affrontement entre les insurgés et la troupe.

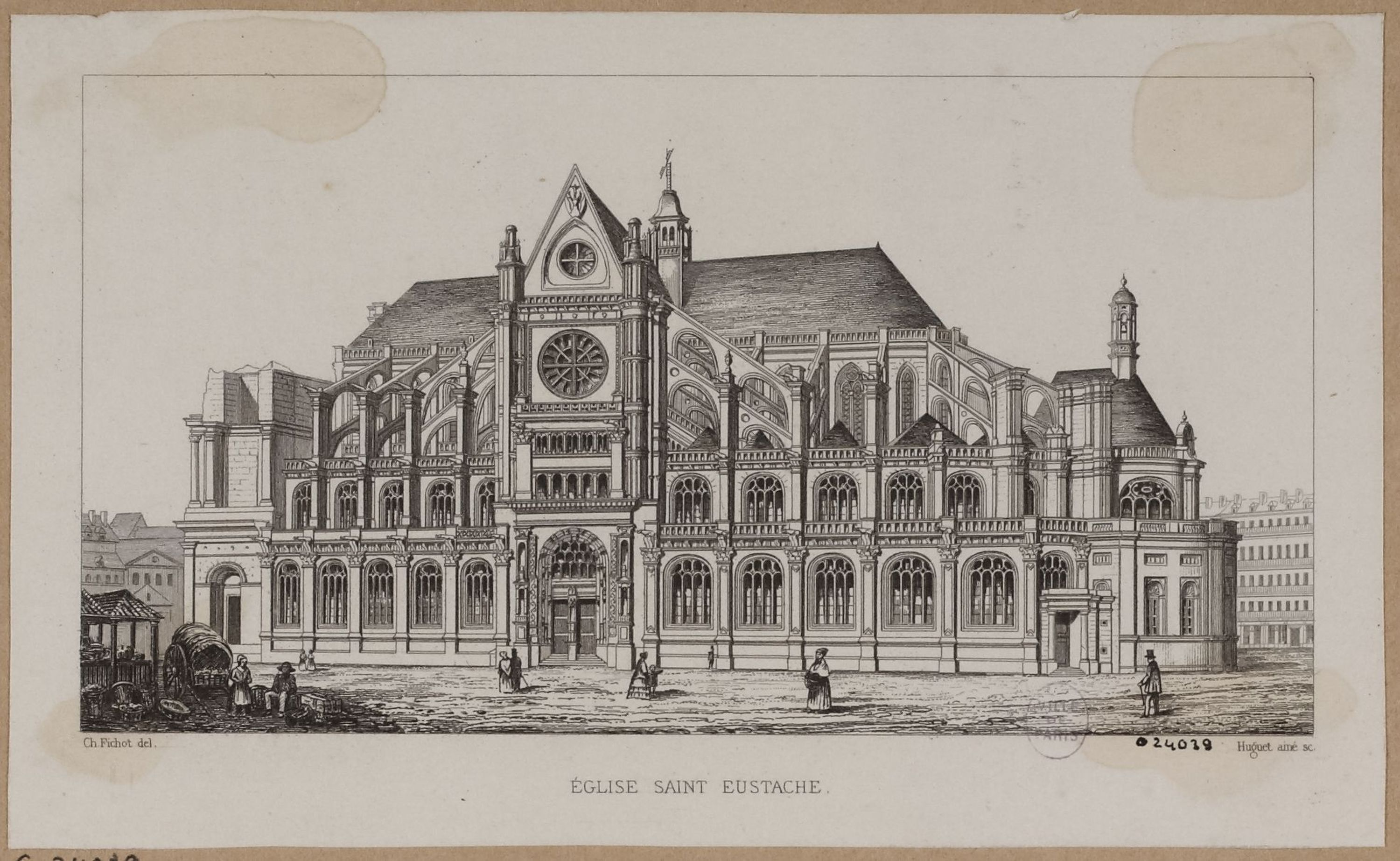
Apparence au XIXe siècle.
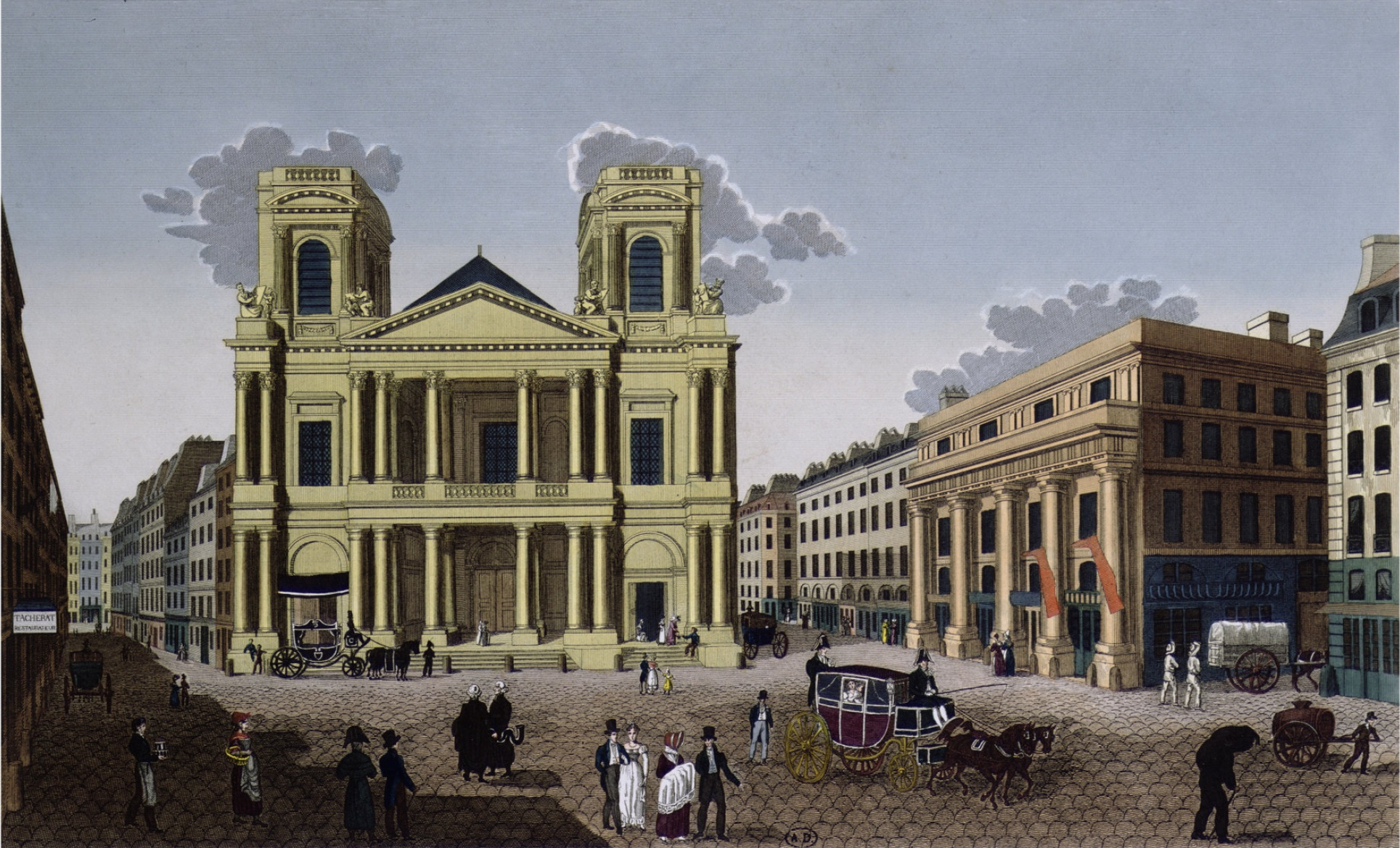
Église vers 1810-1820 (la façade est telle qu'elle devait se présenter une fois achevée[réf. nécessaire]).
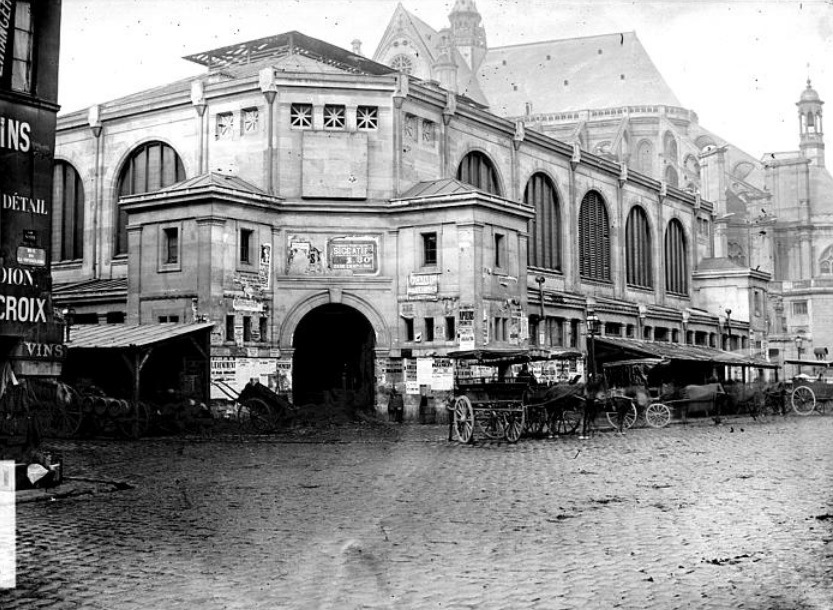
Le chevet de l'église en 1866, derrière le premier pavillon des Halles construit en 1851 et détruit en 1866.
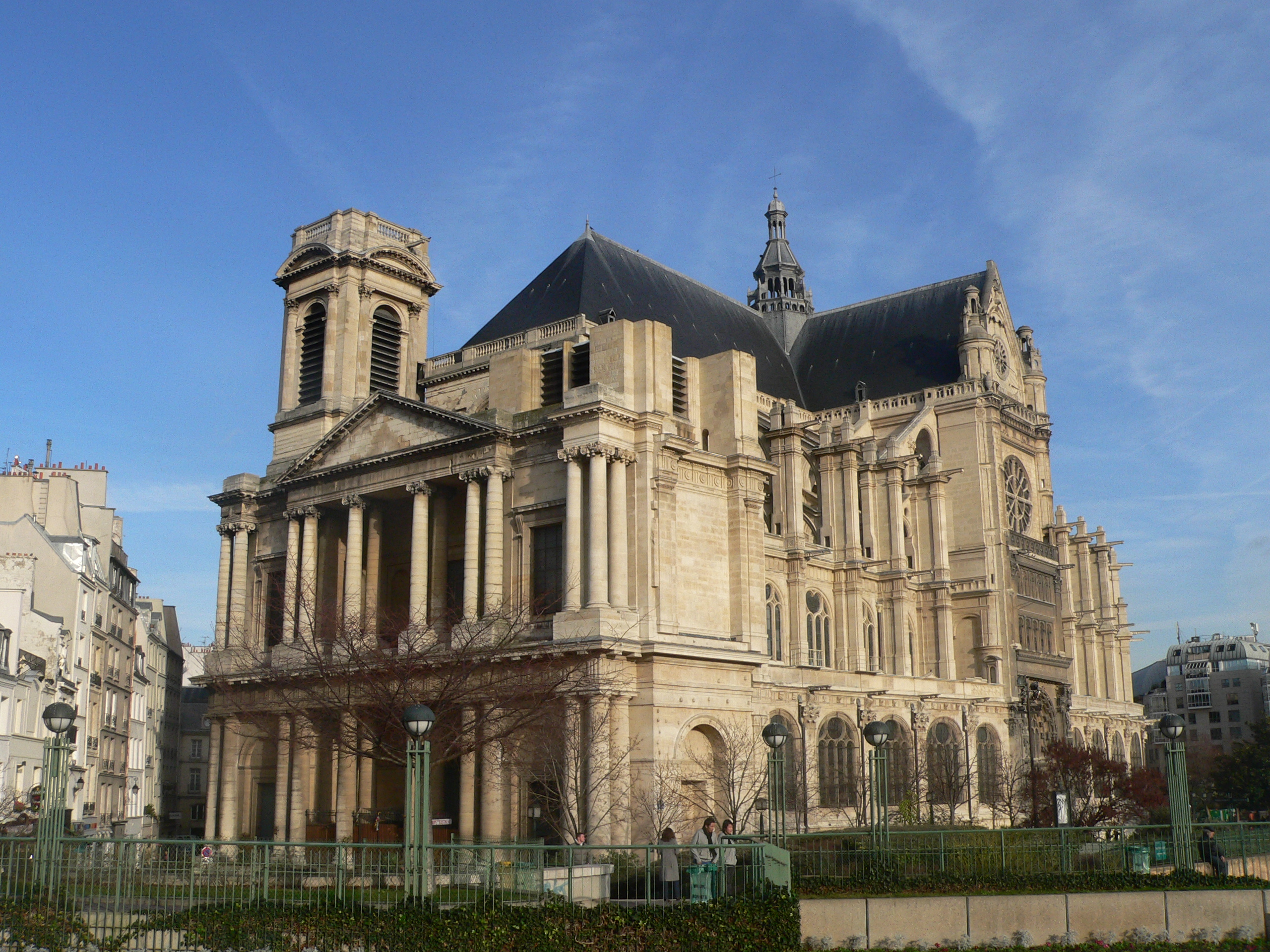
Façade actuelle avec sa tour sud inachevée.

### Restaurations desXXeetXXIesiècles
En 1862, l'église est classée monument historique. En 1922, la paroisse est confiée à une congrégation religieuse masculine, la Société de l'Oratoire de Jésus et de Marie.
Dans les années 1980 a lieu la restauration du grand comble, la toiture au-dessus de la nef. Au début des années 2000, c'est la façade sud qui est restaurée travée par travée.
En octobre 2016, un échafaudage est monté pour restaurer le pignon du transept sud et mécaniser la porte, la paroisse voulant en faire l'entrée principale ouverte sur le jardin et faciliter l’accès des personnes à mobilité réduite. Les travaux d'une durée de 18 mois et d'un coût de 2,7 millions d'euros seront supportés par la Ville de Paris et l'État, ainsi que la publicité à hauteur de 750 000 € avec l'affichage sur les bâches des échafaudages d'un annonceur par mois par la Société JCDecaux,.

### Événements et personnalités liés à la paroisse Saint-Eustache de Paris

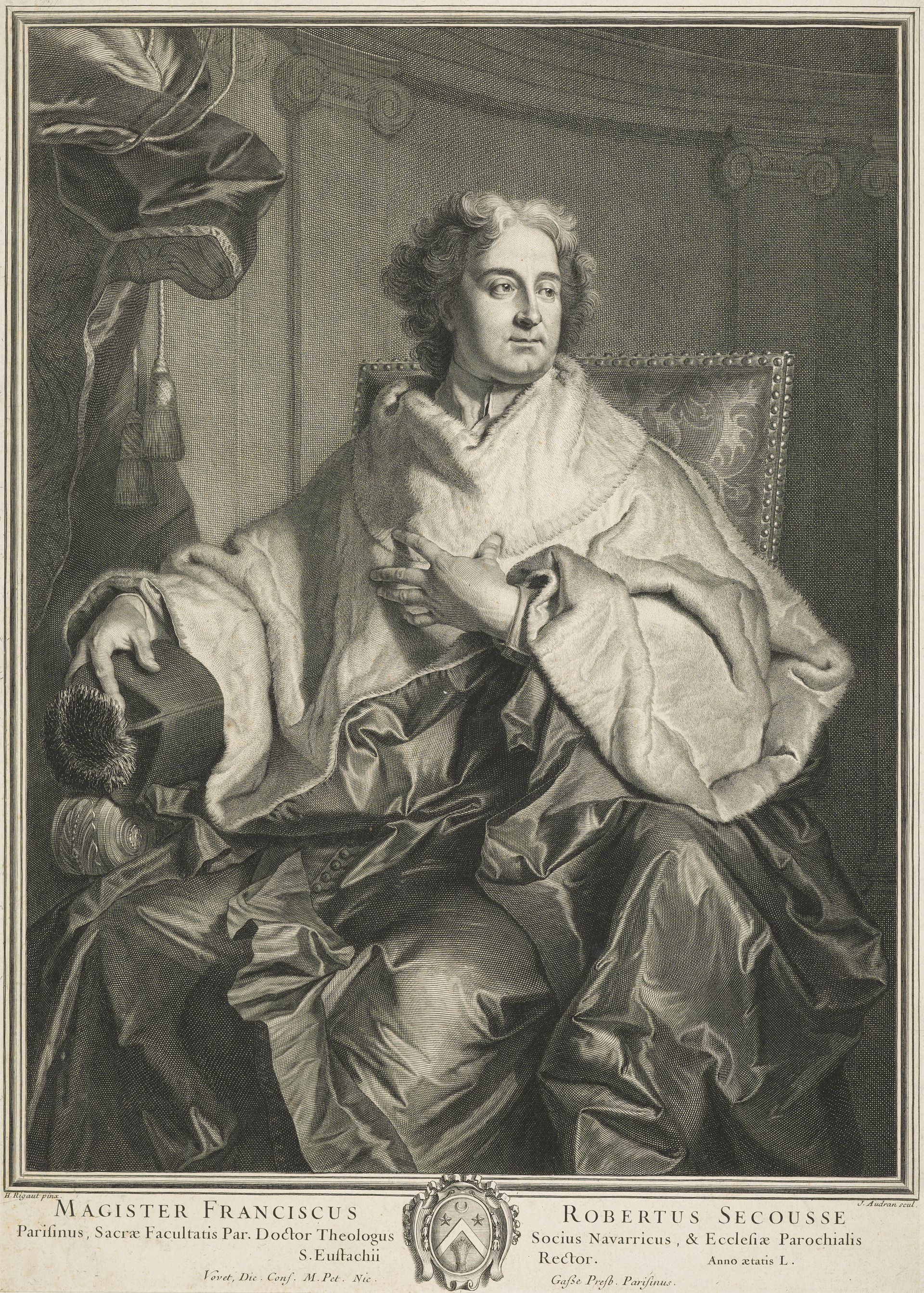
Jean Audran, Portrait de François-Robert Secousse, gravure d'après Hyacinthe Rigaud.

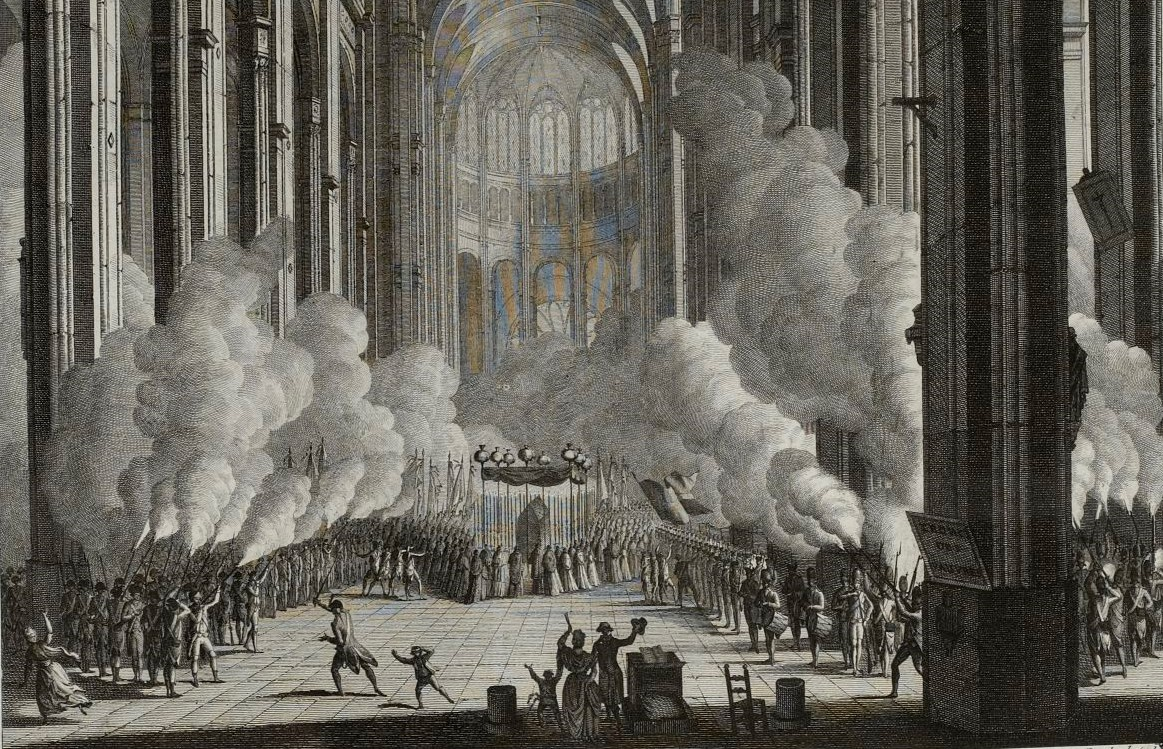
Jean-Louis Prieur, Pompe funèbre de Mirabeau le 4 avril 1791, Vizille, musée de la Révolution française.

L'église Saint-Eustache a été le lieu de nombreux baptêmes, mariages et sépultures de grandes personnalités.
Richelieu (1585), Molière (1622), Jean-François Regnard (1655), le prince Eugène de Savoie-Carignan (1668), Louis Armand de Brichanteau (1683) et madame de Pompadour (1721) y ont été baptisés.
Louis XIV y fit sa première communion vers 1649.
S'y sont mariés Sully (1583) avec Anne de Courtenay, Pomponne (1660) avec Catherine Ladvocat, et Lully (1662) avec Madeleine Lambertet.
Le corps de Mirabeau est déposé dans l'église le lendemain de sa mort, le 3 avril 1791, où Joseph-Antoine Cerutti prononce son oraison funèbre, avant que sa dépouille ne soit transférée au Panthéon.
Y sont inhumés Voiture (1648), Vaugelas (1650), Pierre Fenouillet (1652), Colbert (1683), Scaramouche (1694), l'amiral de Tourville (1701), Mme de Tencin (1749), Marivaux (1763), Rameau (1764), François de Chevert (1769). Les obsèques de La Fontaine (1695), Anna Maria Pertl, mère de Mozart (1778) et de Mirabeau (1791), y furent célébrées, ainsi que celles de Marie Laforêt, le 7 novembre 2019, de Gaspard Ulliel, le 27 janvier 2022 et de Michel Blanc, le 10 octobre 2024.
L'oraison funèbre de Turenne y fut prononcée en 1676 par Fléchier. C'est également à Saint-Eustache que Massillon a prononcé son sermon Sur le petit nombre des élus en 1704. Les traits de François-Robert Secousse (1696-1771), curé de Saint-Eustache, nous restent connus par le portrait qu'en grava Jean Audran d'après Hyacinthe Rigaud. Plus tard, Berlioz y dirigea la première exécution de son Te Deum le 30 avril 1855 et Liszt, celle de sa Messe solennelle, le 15 mars 1856. Le 18 décembre 2012, le chanteur Laurent Voulzy donna un concert unique au sein de cette église dans le cadre de sa tournée « Lys & Love Tour ».
À la suite de l'incendie de la cathédrale Notre-Dame le 15 avril 2019, des événements religieux majeurs se déroulent à l'église Saint-Eustache, tels que les messes de Pâques et de Noël 2019, pendant toute la durée des travaux de restauration de Notre-Dame.

## Architecture

Plan de l'église en 2015.

### Plan
L'église Saint-Eustache s'articule autour d'une nef flanquée de bas-côtés doubles et d'une rangée de chapelles. Les chapelles du bas-côté sud présentent la particularité d'avoir une profondeur croissante pour respecter le tracé de l'ancienne rue Trainée, aujourd'hui place René-Cassin.
Le transept est non saillant. Le chœur est entouré d'un double déambulatoire et d'une rangée de chapelles.
Les dimensions de la nouvelle église rappellent celles de la cathédrale Notre-Dame ; l'édifice est toutefois moins long et moins large, mais dispose d'une hauteur sous voûte supérieure.
- Longueur extérieure : 105 mètres ;
- Largeur extérieure (au niveau du transept) : 43,5 mètres ;
- Hauteur sous voûte : 33,46 mètres.

### Extérieur

Vues générales
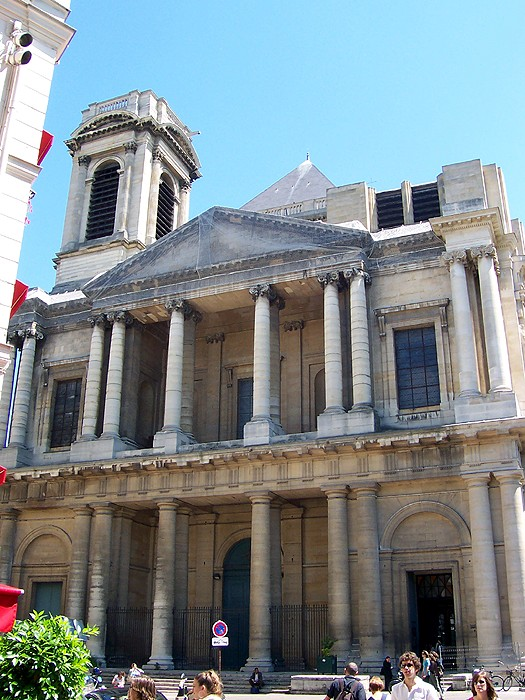
Façade ouest.
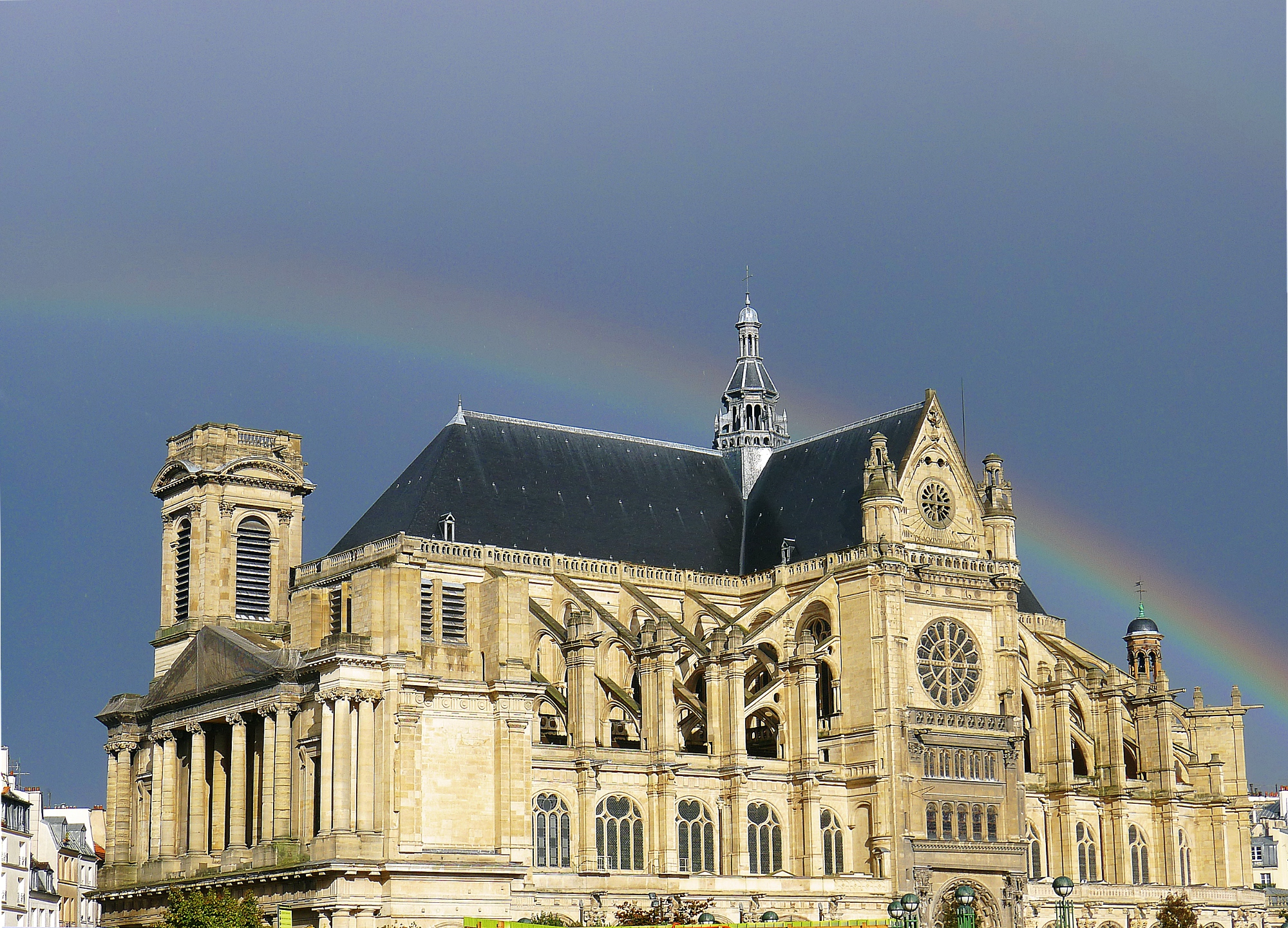
Vue du sud-ouest.
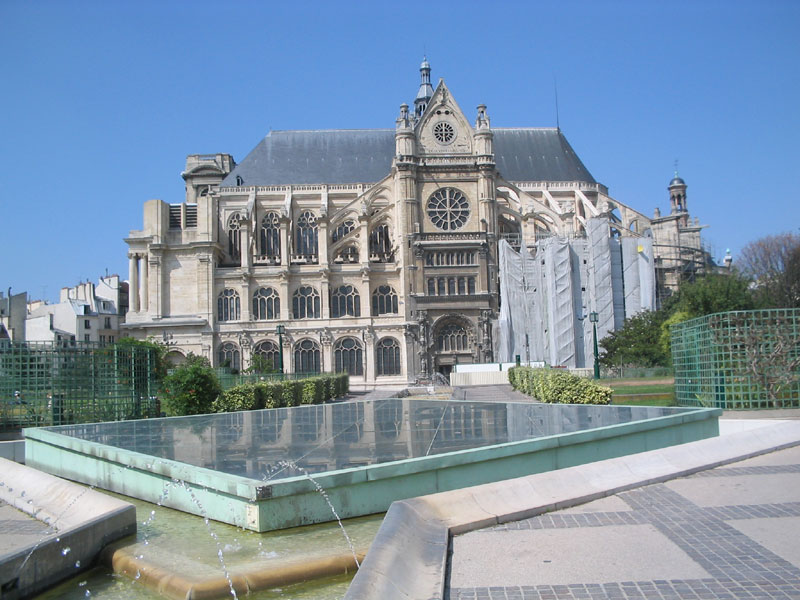
Vue du sud, jardin des Halles.
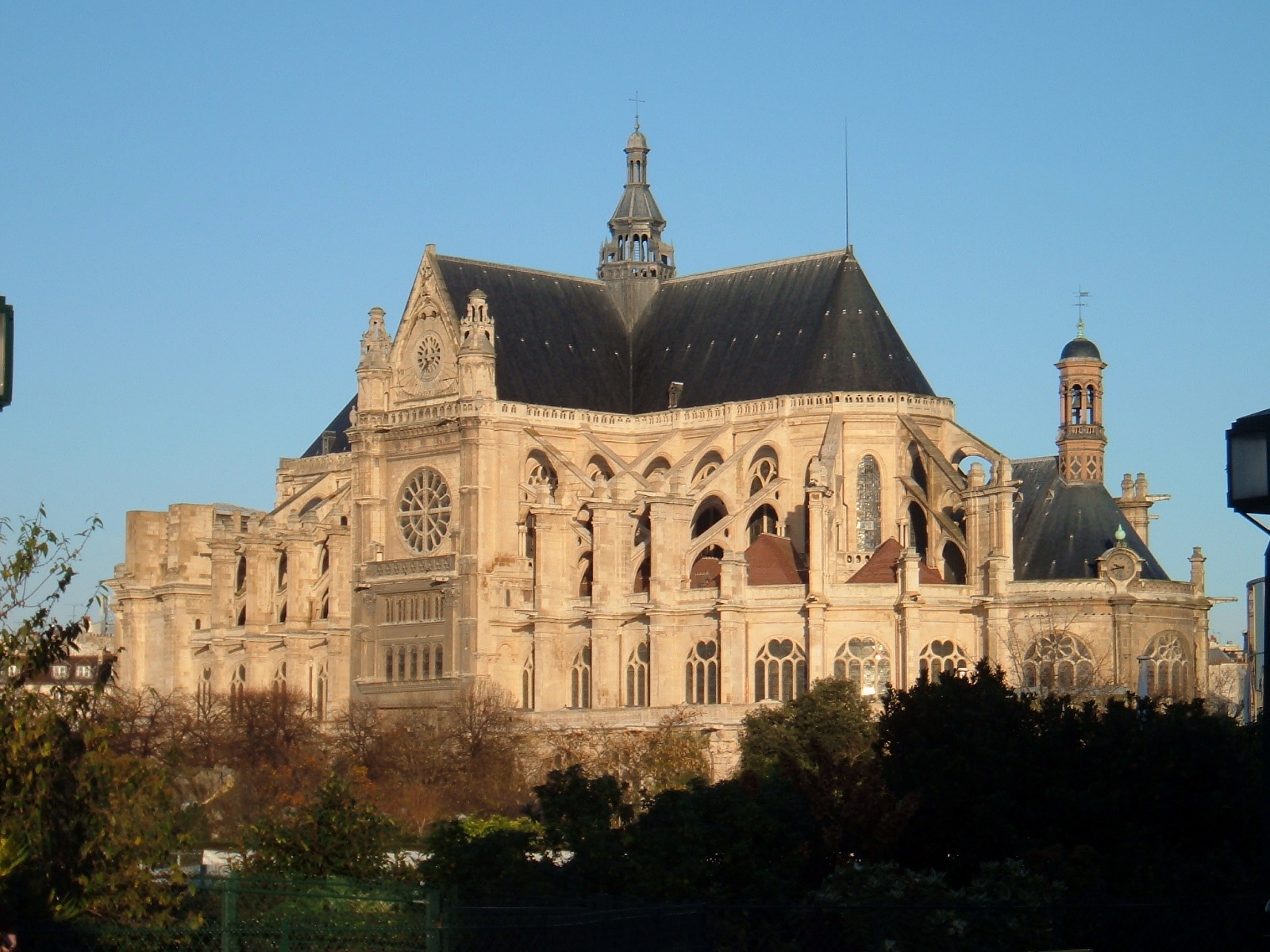
Vue sud-est.
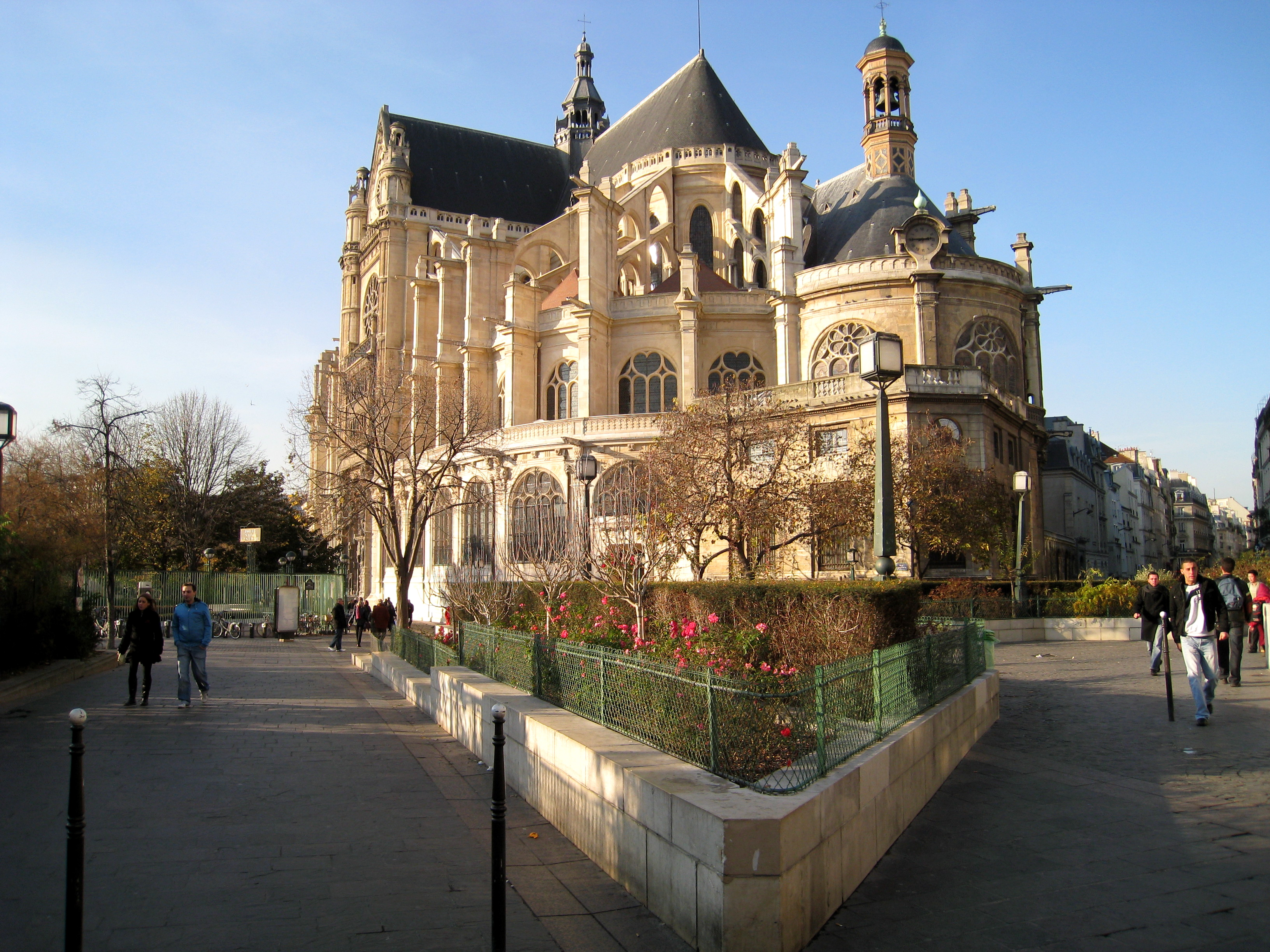
Angle sud-est.
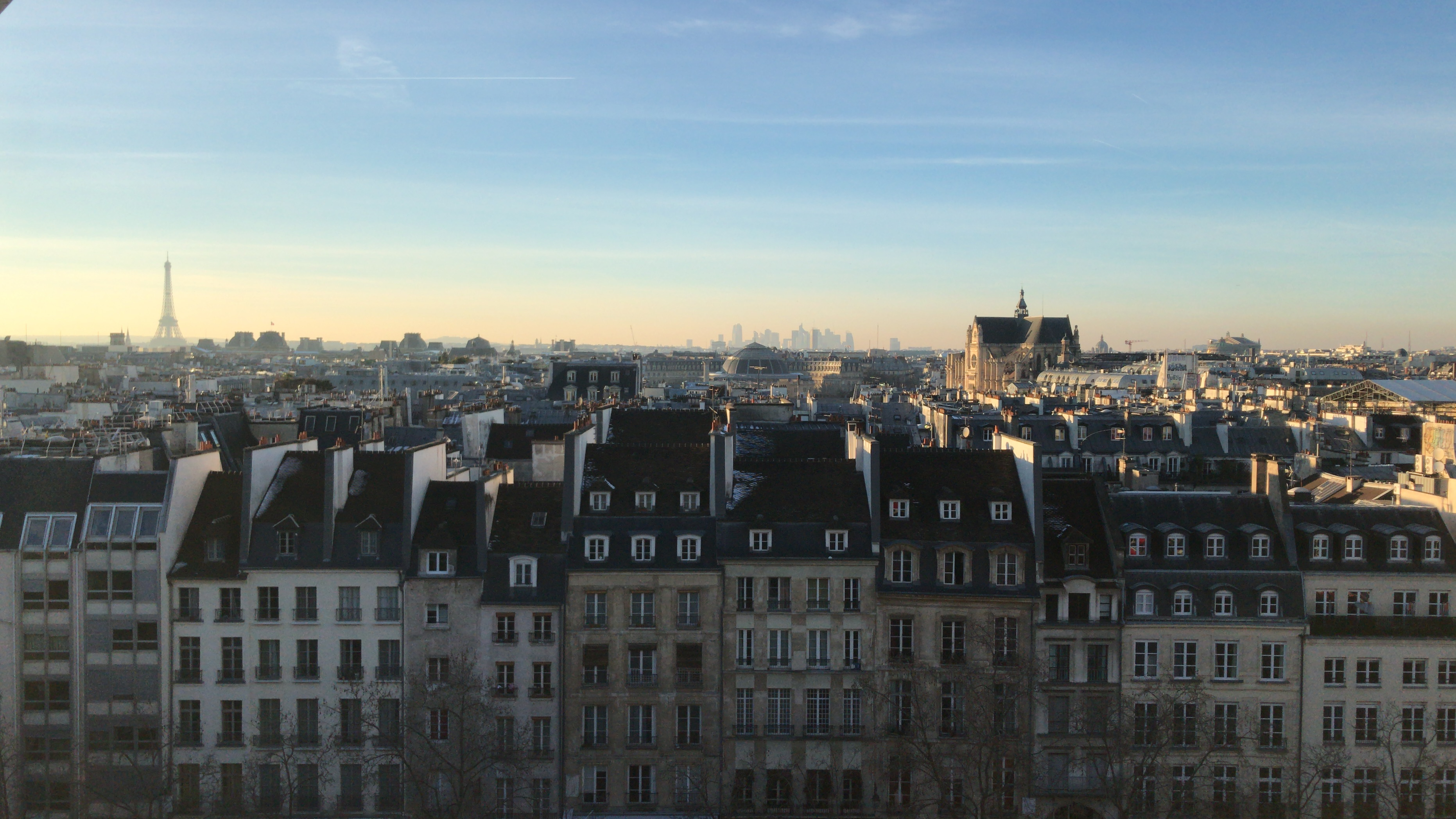
L'église Saint-Eustache (à droite) vue du Centre Pompidou.

Détail du chevet
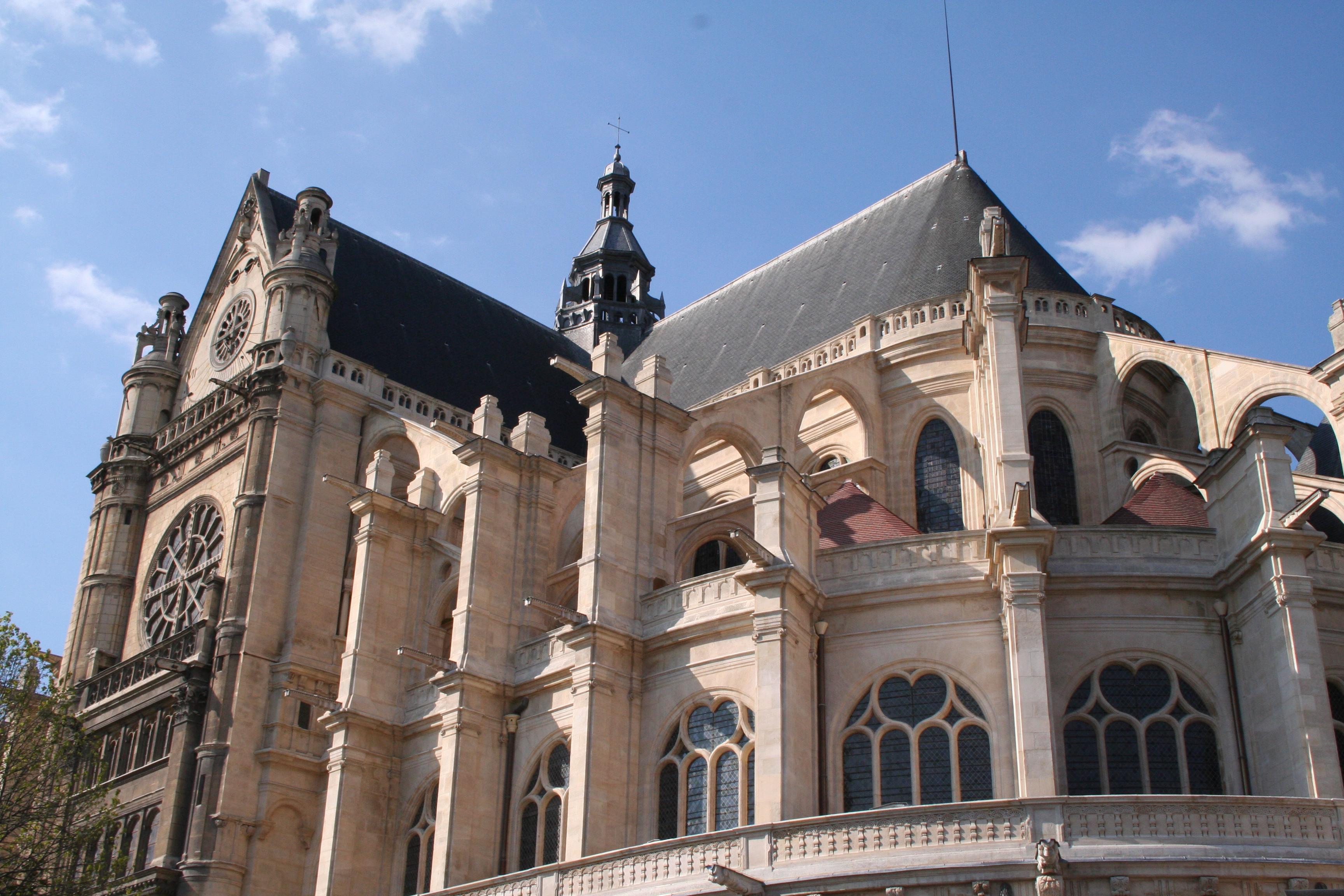
Vue sur le chœur.
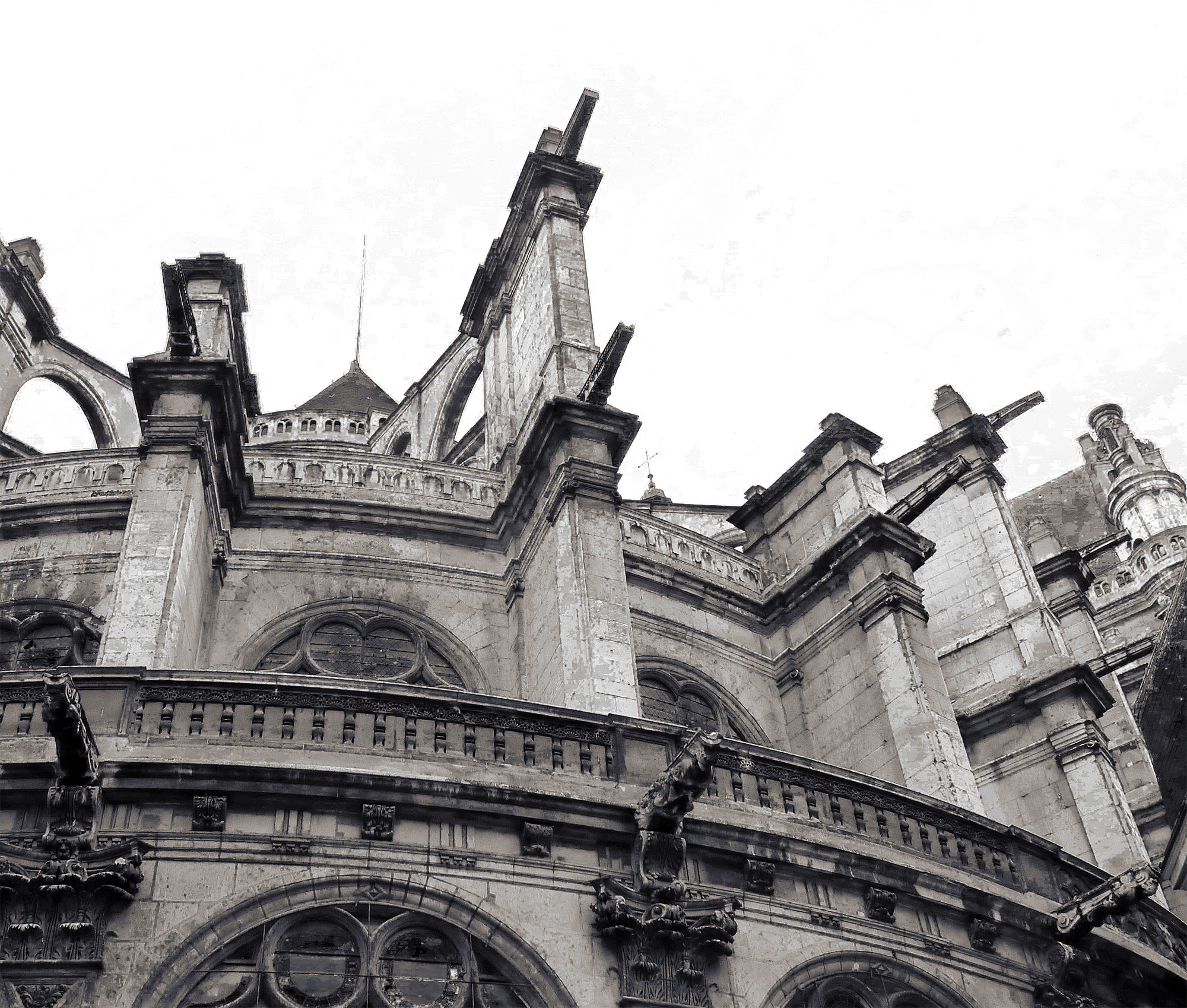
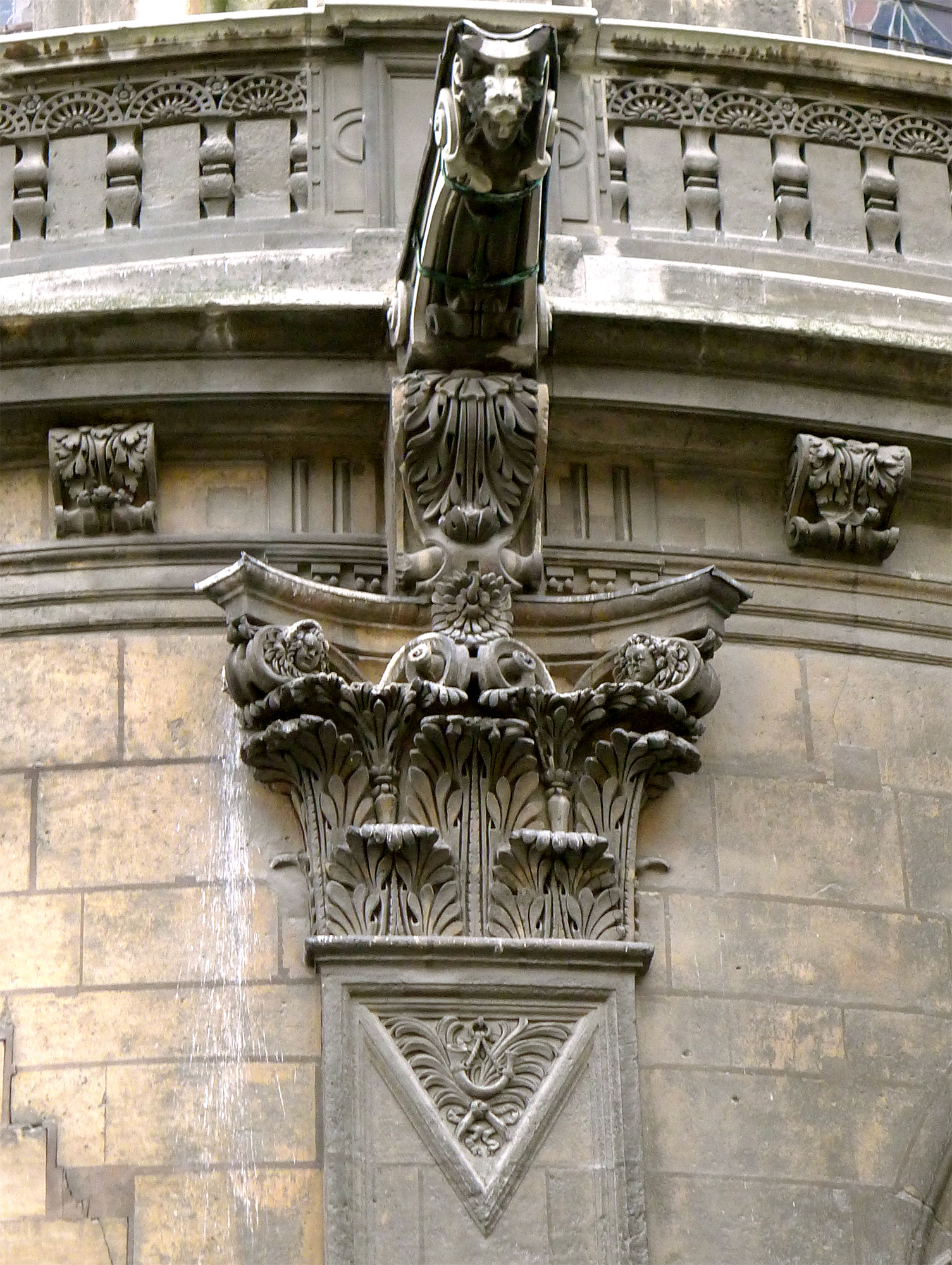
Détail architectural.

Entrée nord de l'église
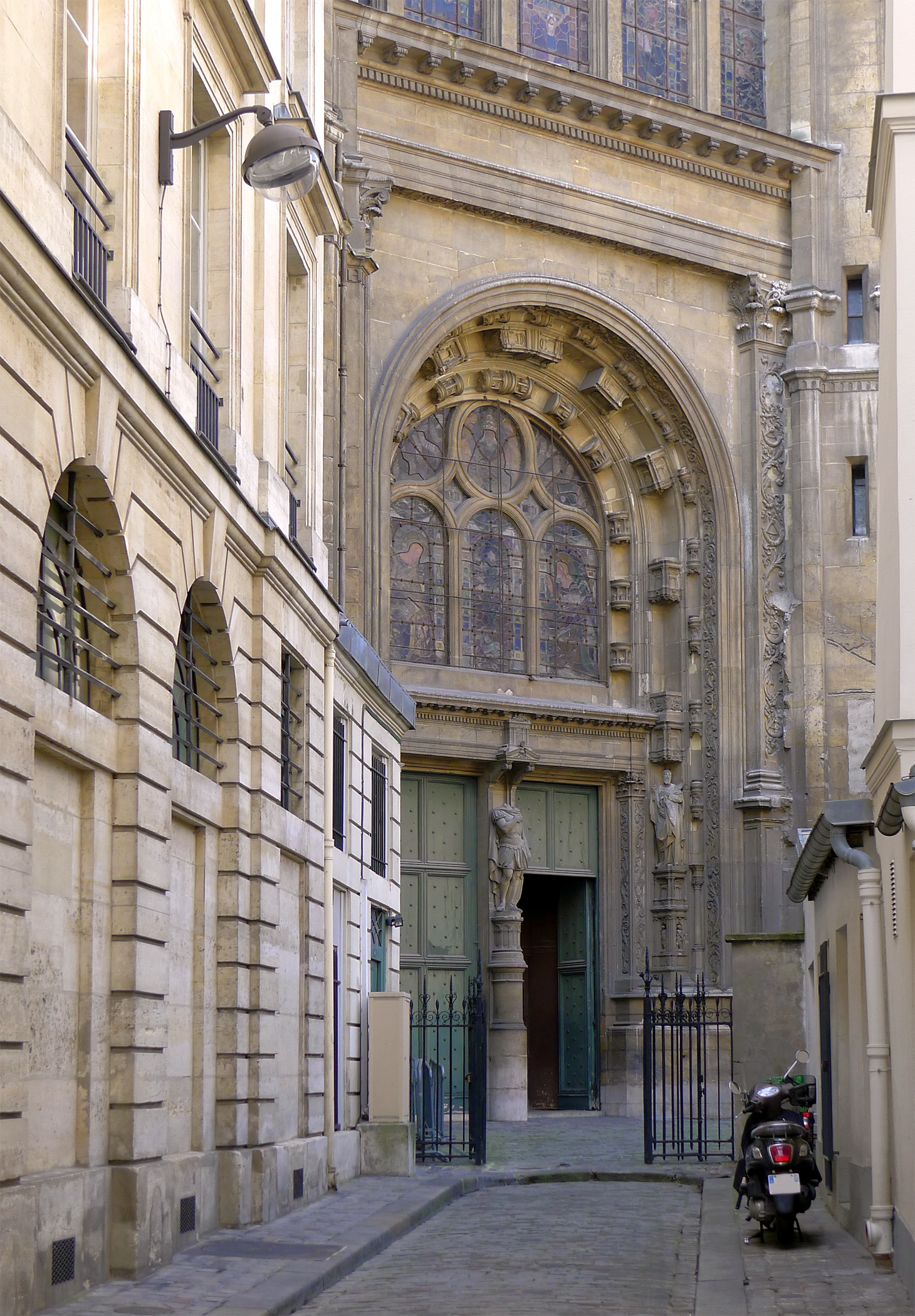
Entrée nord de l'église, impasse Saint-Eustache.
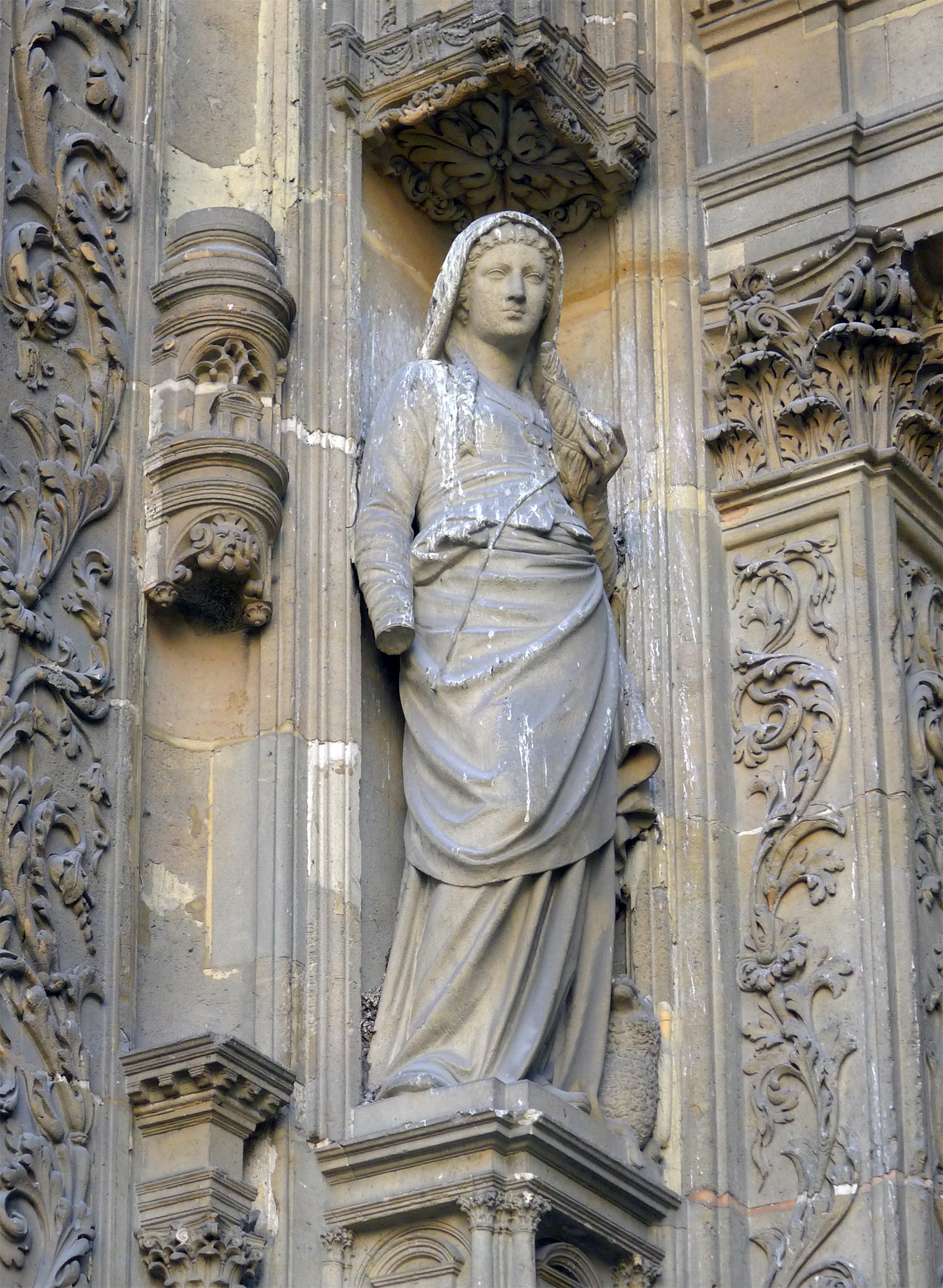
Statue de sainte Geneviève.
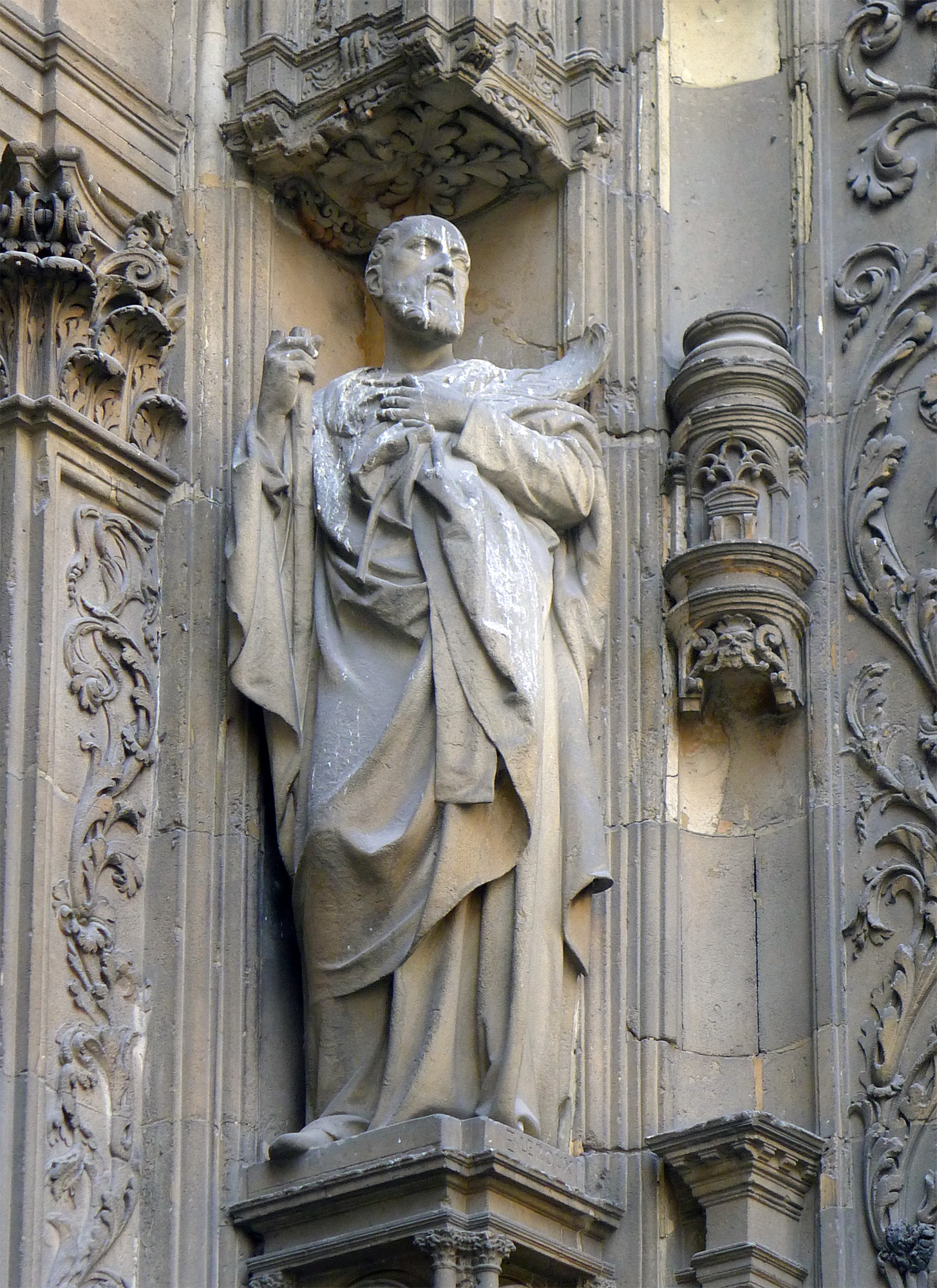
Statue de saint Denis.

L'église Saint-Eustache possède un cadran solaire ainsi qu'une méridienne, tous deux positionnés sur sa façade sud. Situé à plus de 30 mètres de hauteur sur le transept sud, le cadran est légèrement déclinant et mesure environ 6,5 × 2,5 m. Le stylet est planté un peu en dessous du centre de la rosace au point de convergence de toutes les lignes horaires. La méridienne, quant à elle, se trouve au-dessus et à gauche du portail sud et mesure 3 mètres de haut. Ses lignes, gravées dans la pierre, indiquent tous les quarts d'heure entre 11 heures du matin et 1 heure de l'après-midi.

Transept sud et son cadran solaire
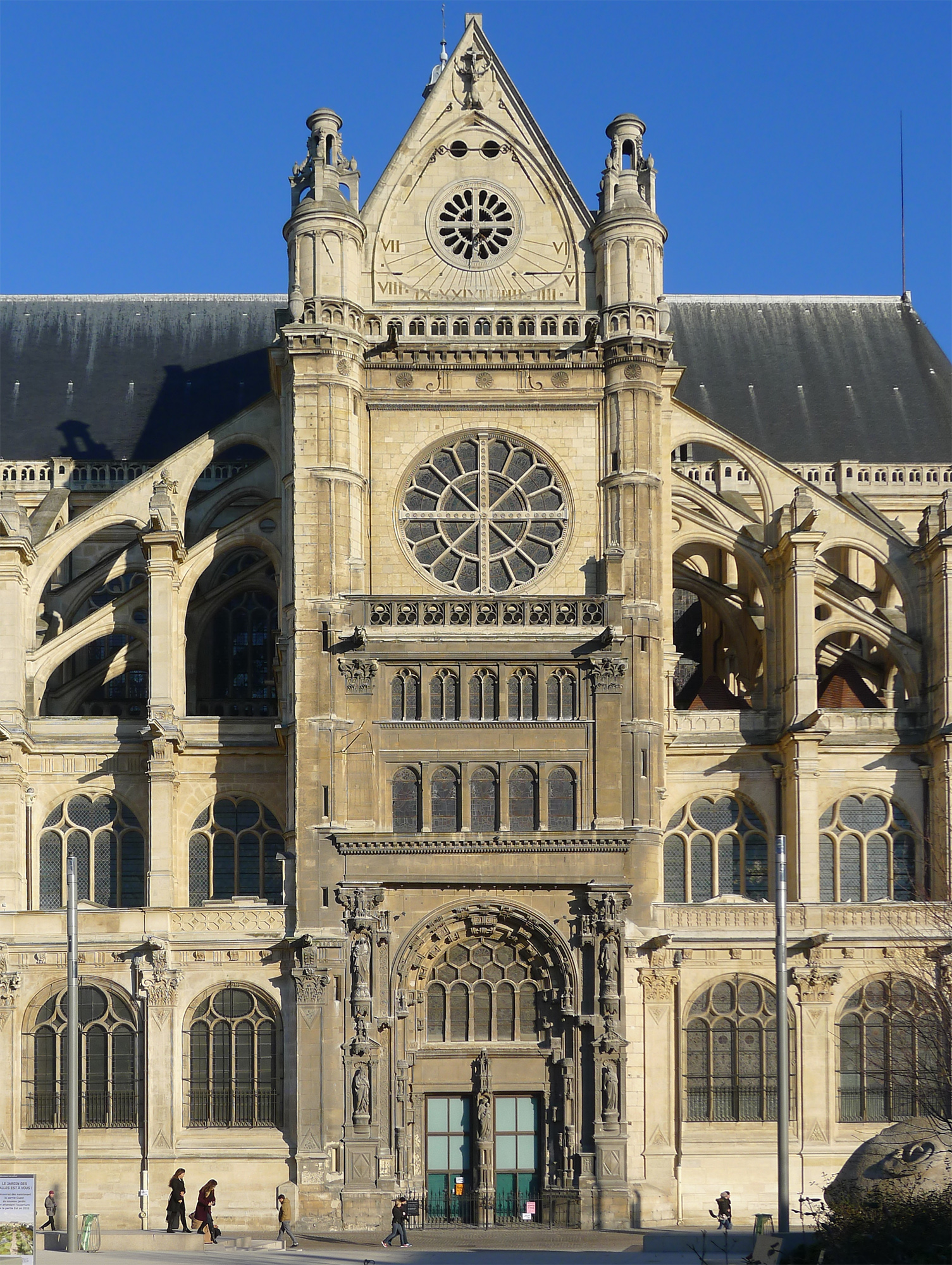
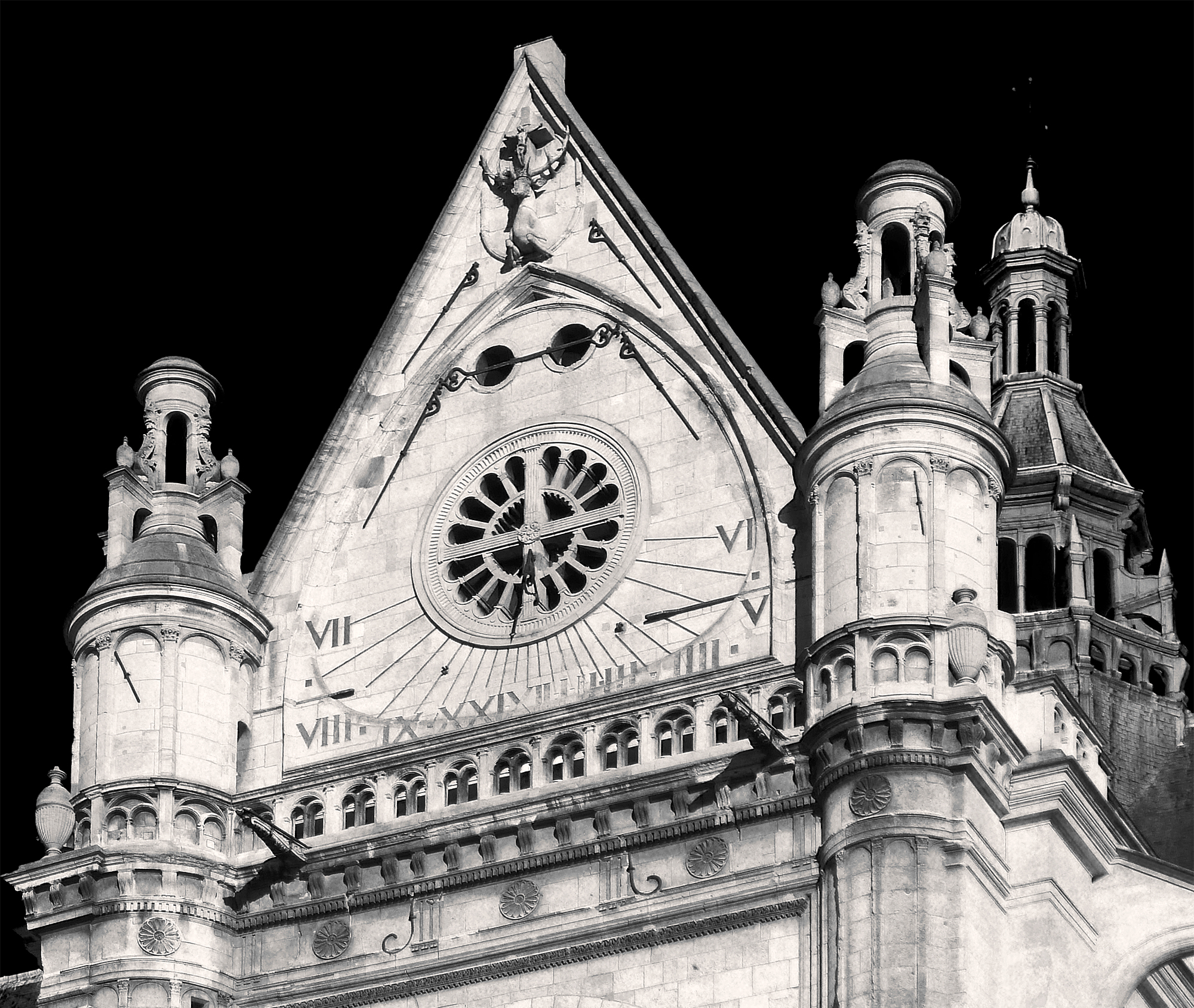
Cadran solaire.
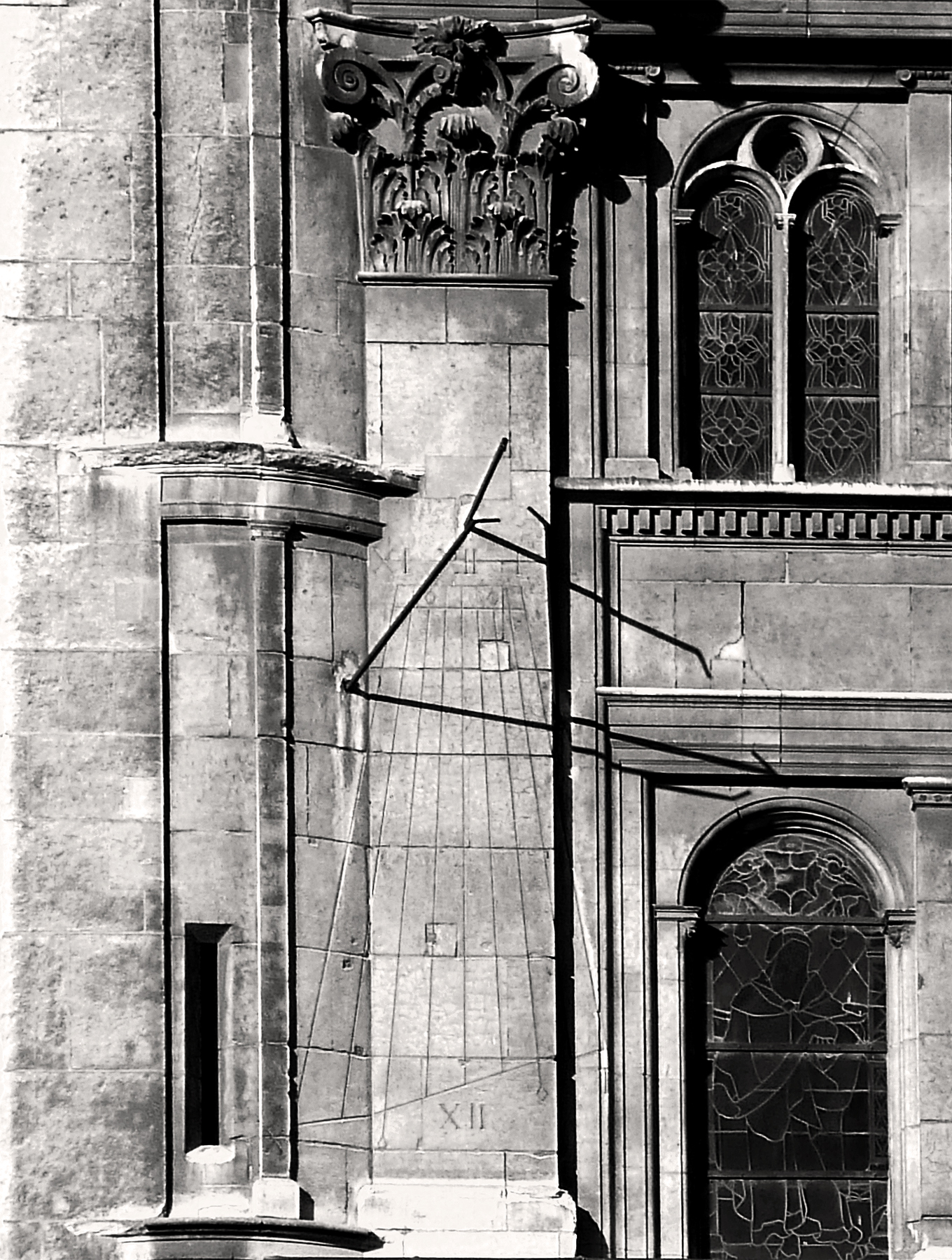
Méridienne.

### Intérieur
L'église Saint-Eustache relève stylistiquement du gothique flamboyant et du style Renaissance. Elle impressionne tout particulièrement le visiteur par la hauteur de sa nef (33 m) identique à celle de Notre-Dame (33 m).

#### Nef et transept
La nef est flanquée de bas-côtés doubles et d'une rangée de chapelles ; le transept est non saillant à l'extérieur ; le chœur est entouré par un double déambulatoire et une rangée de chapelles.
La hauteur de voûte ainsi que ses imposantes masses verticales avec ogives et clés pendantes se réfèrent au gothique flamboyant alors que la juxtaposition des ordres antiques, les piliers flanqués de pilastres et la riche décoration des chapiteaux traduisent plus, quant à eux, le style Renaissance.

Vues générales de la nef
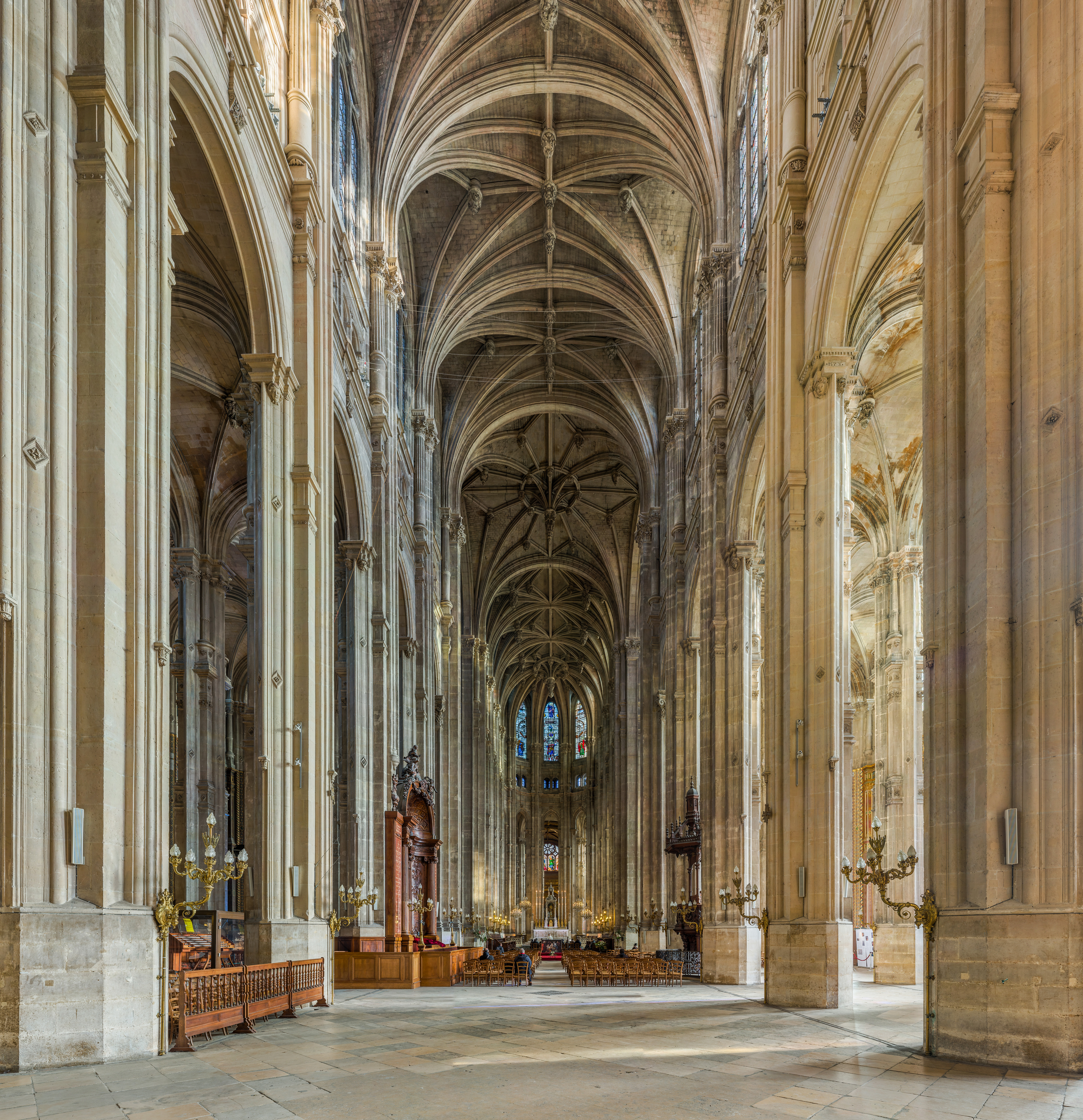
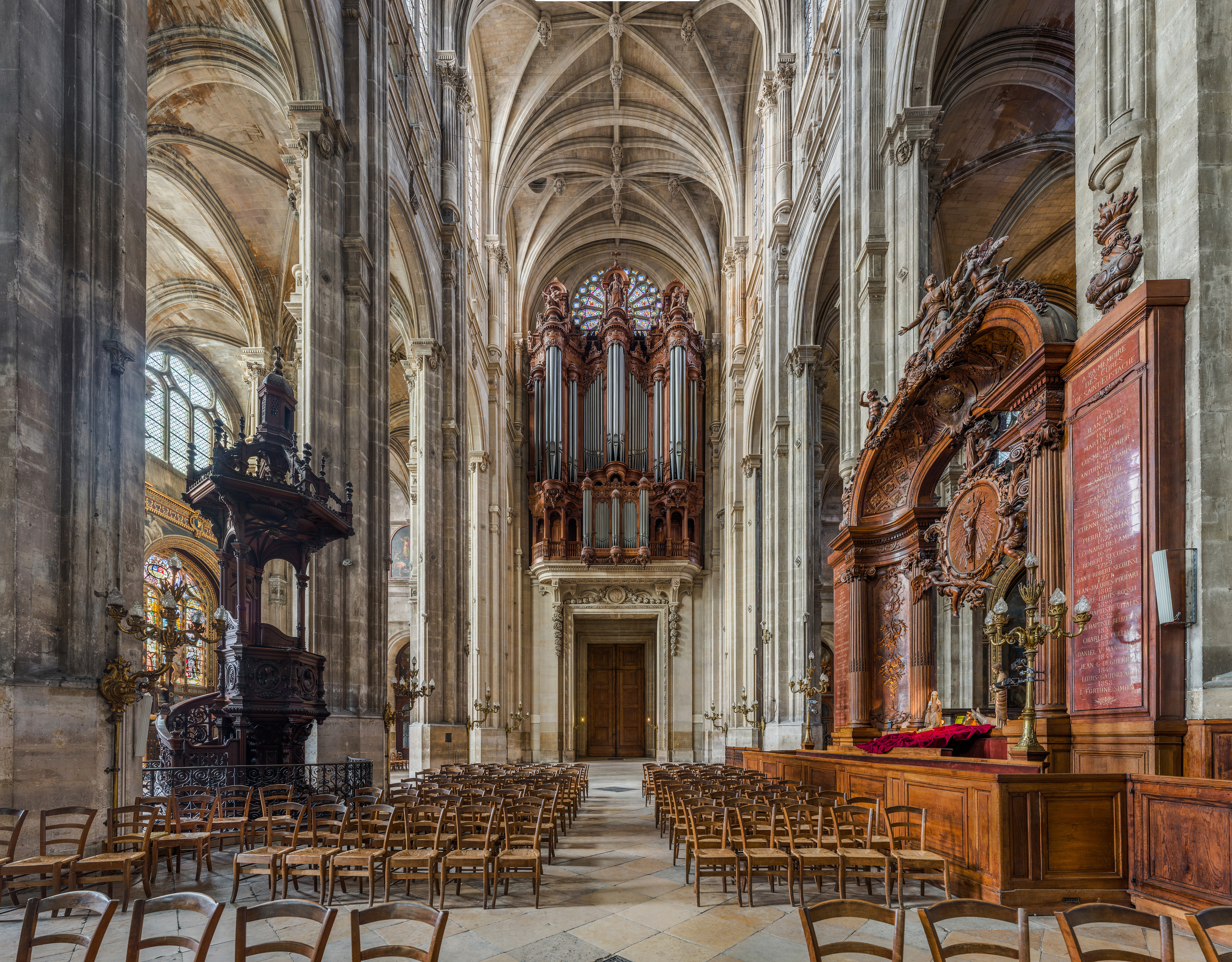

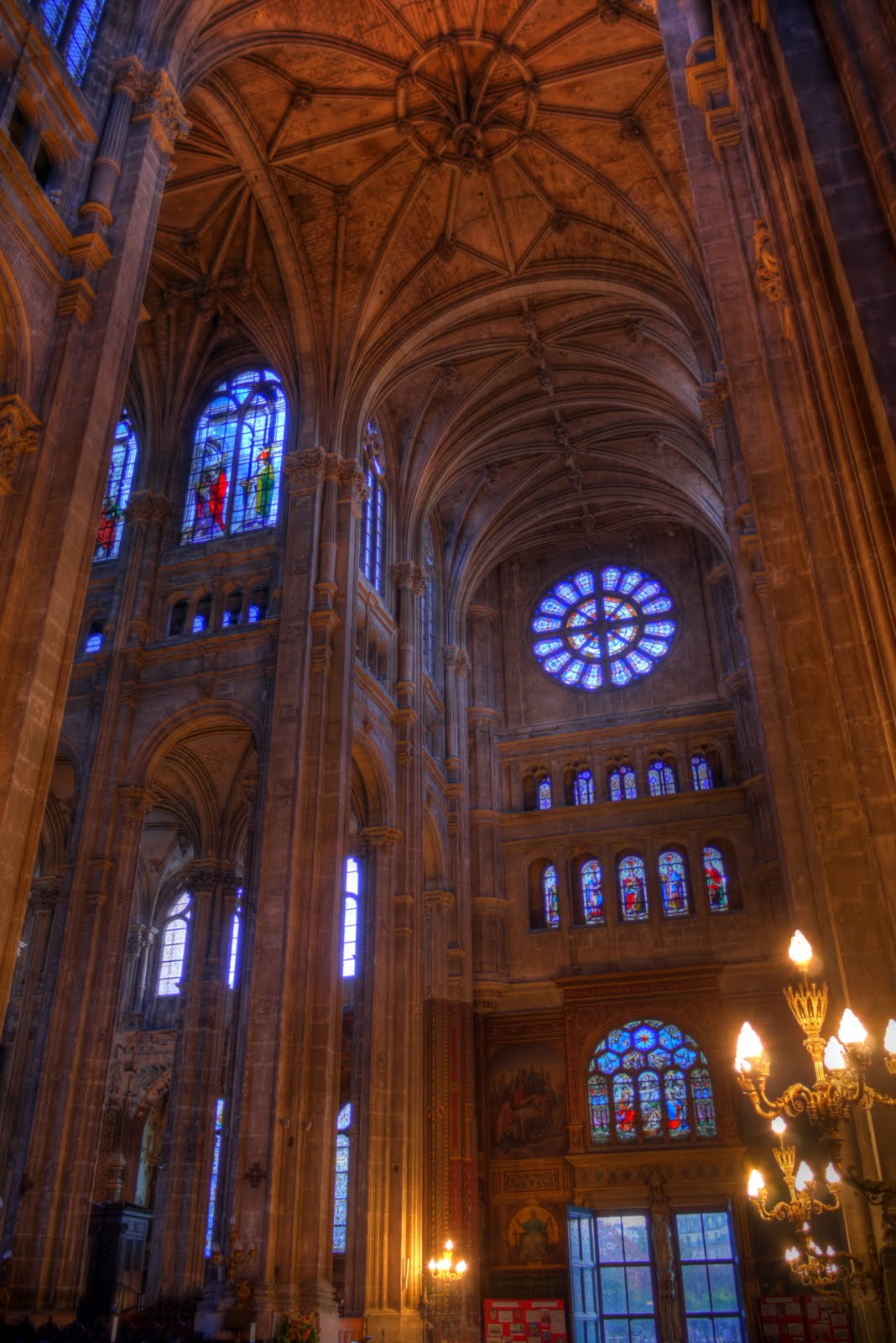
Transept sud.
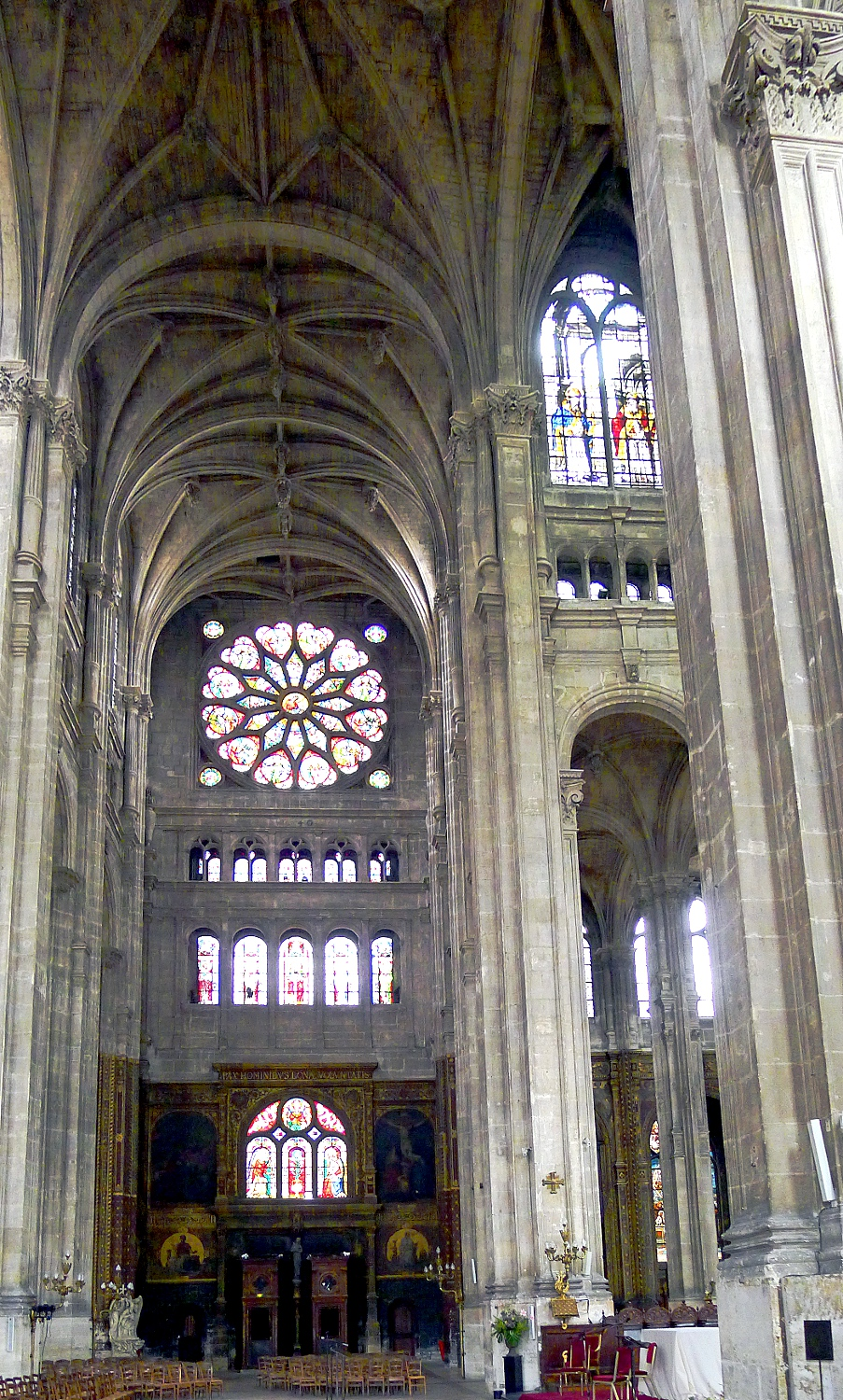
Transept nord.
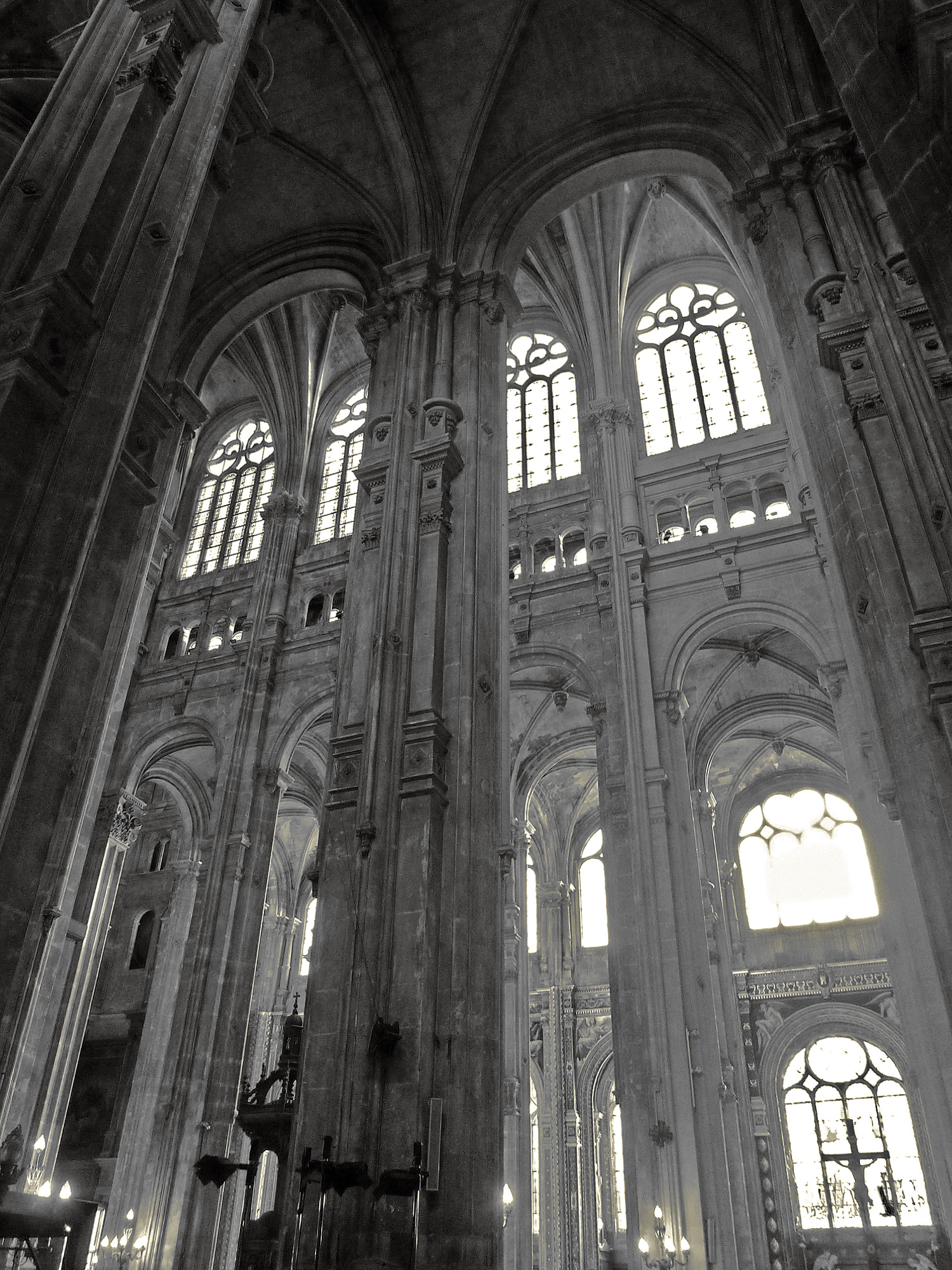
Travées.
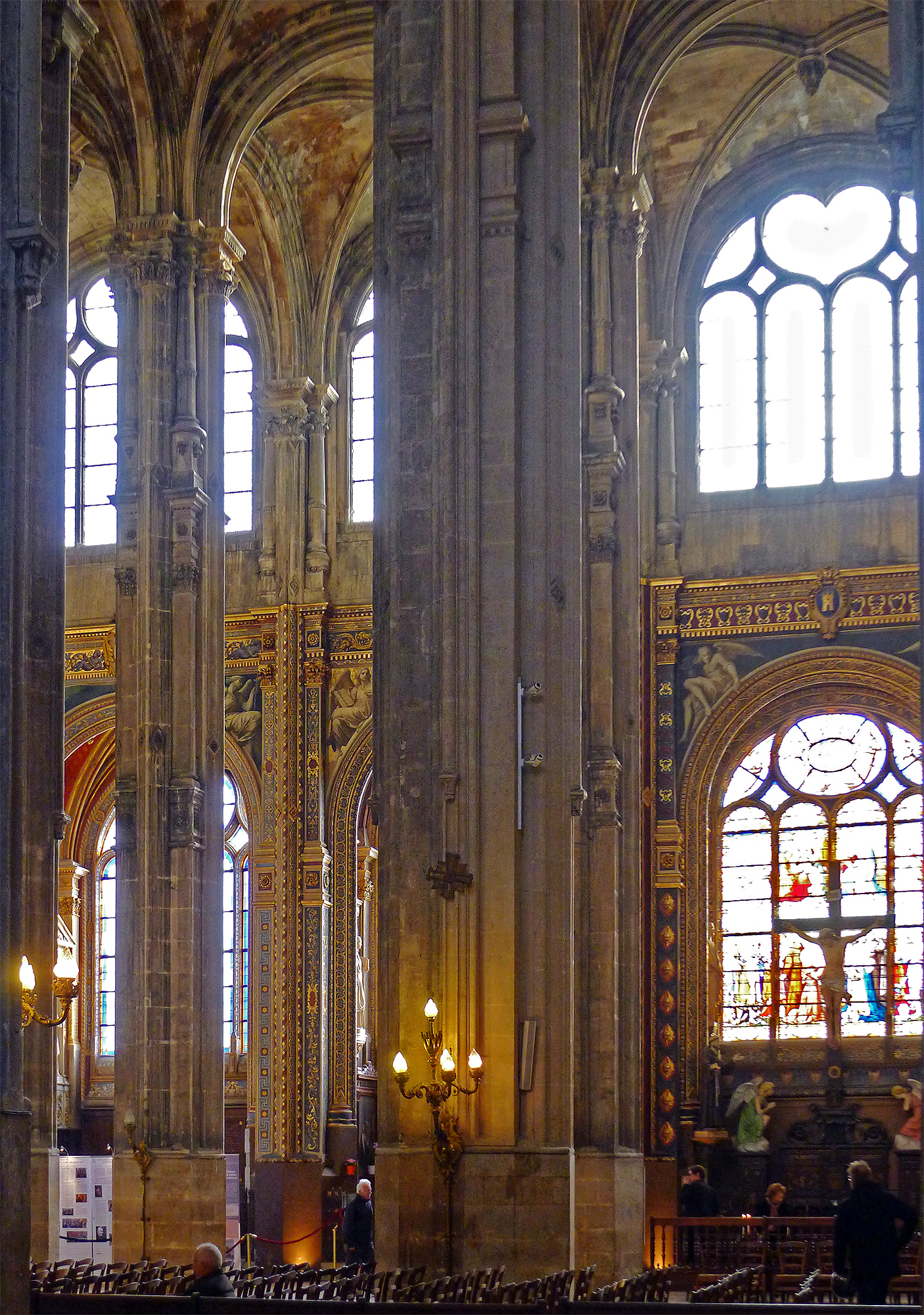
Piliers.

#### Chœur
L'abside se caractérise par les remarquables vitraux d'Antoine Soulignac (1631), au nombre de neuf, et ses décorations en gothique flamboyant, notamment sa clé pendante du chœur. La décoration de style Renaissance se manifeste, elle, sur les piliers : têtes d'anges, feuillages, etc. Le chœur possède également des stalles, installées après la Révolution, ainsi qu'un maître-autel dessiné par Victor Baltard.

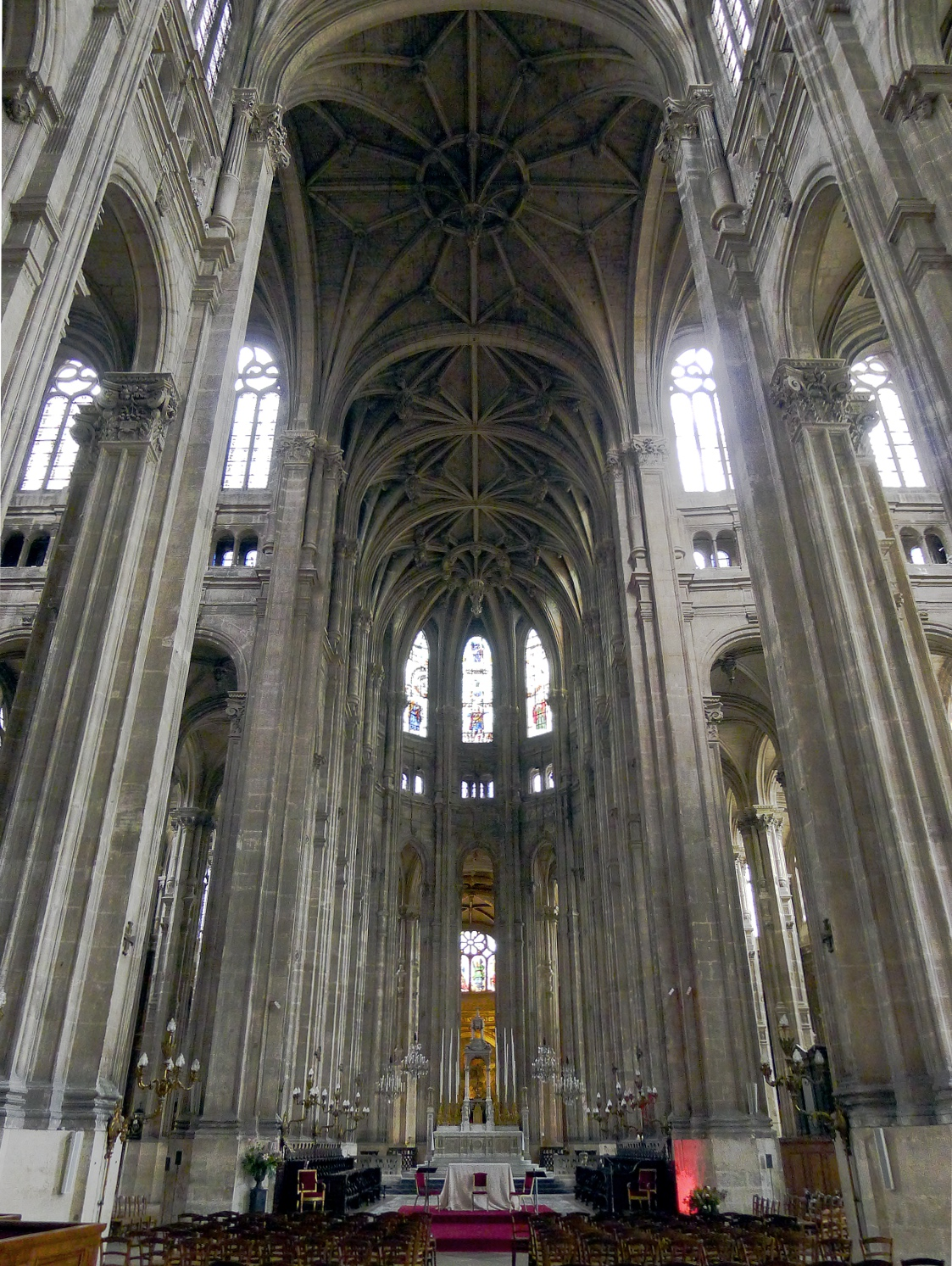
Le chœur vu de la nef.
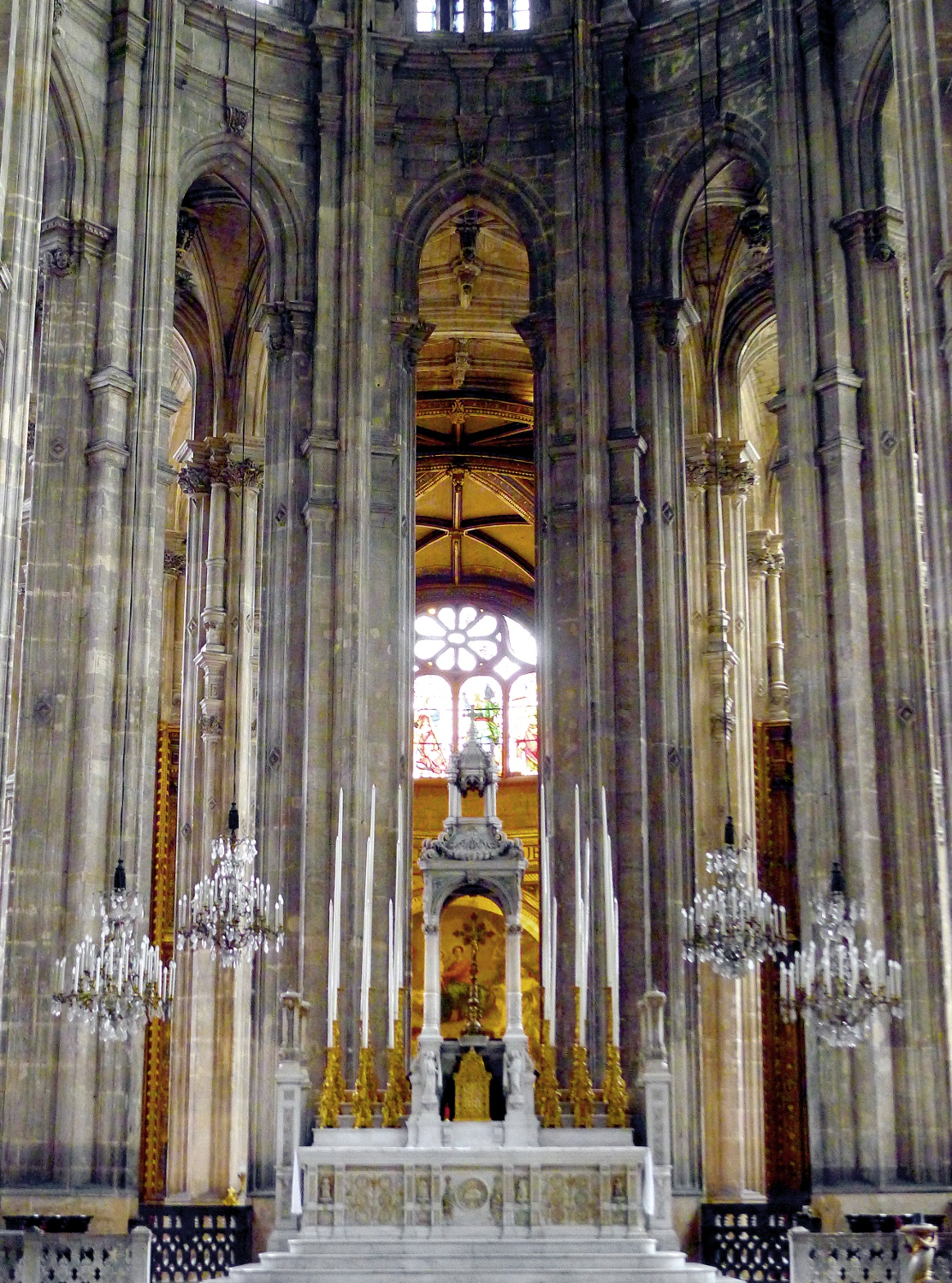
Chœur.
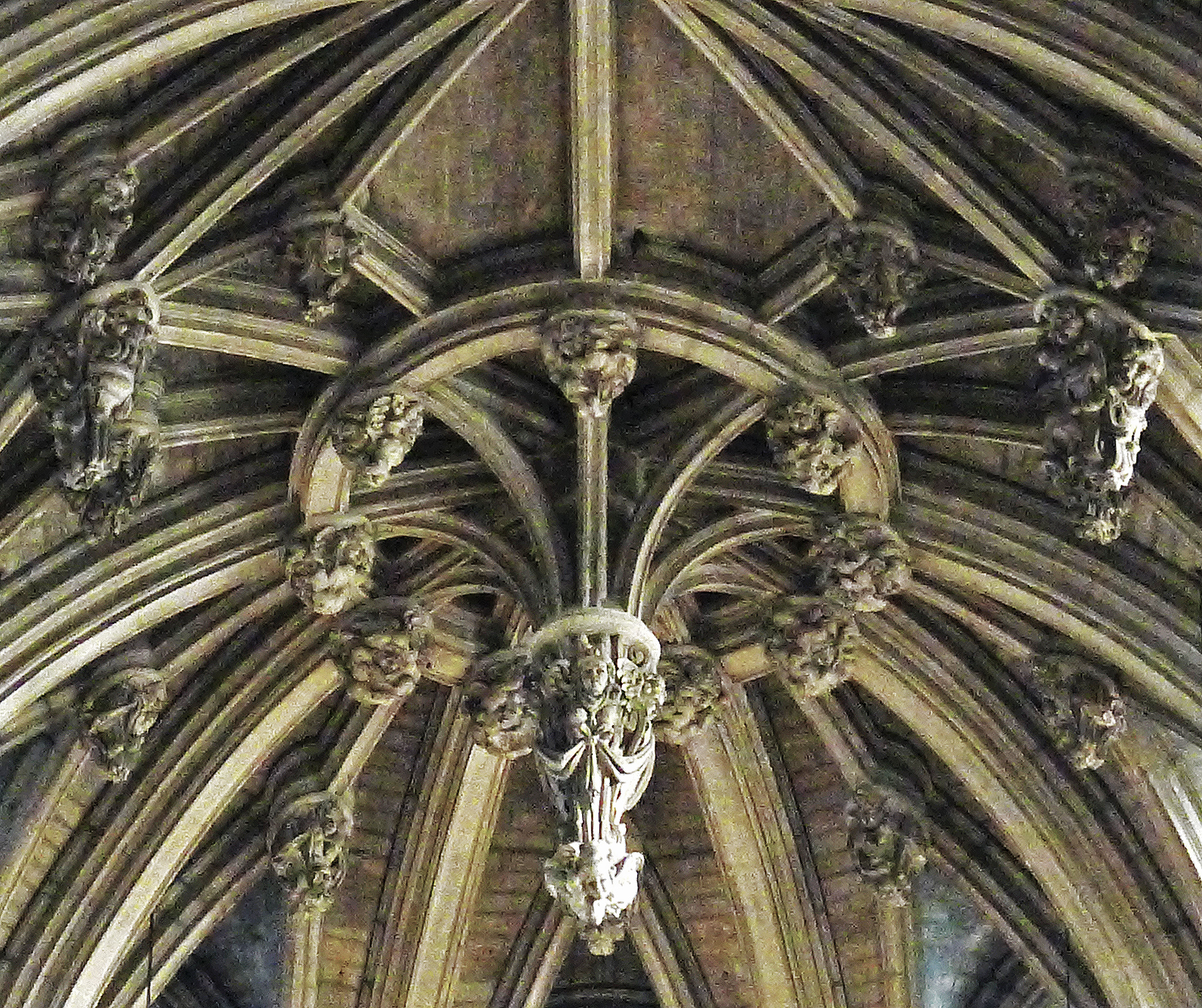
Clé pendante du chœur.
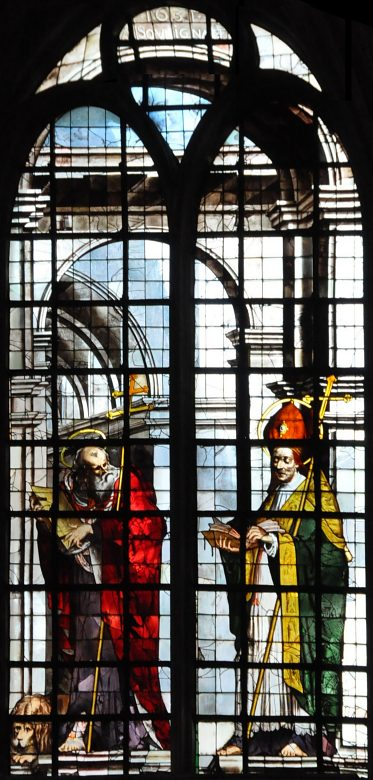
Antoine Soulignac, Saint Jérôme, saint Ambroise, vitrail.

### Réception
L'architecture hybride de l'église Saint-Eustache fut assez vite critiquée.

« L'architecte y a fait paraître une horrible confusion du Gothique et de l'Antique et a tellement corrompu et massacré l'un et l'autre, pour ainsi dire, que l'on n'y peut rien distinguer de régulier et de supportable ; ce qui fait que l'on doit plaindre avec raison la grande dépense que l'on a faite dans cette Fabrique, sous la conduite du misérable maçon qui en a donné les dessins. »

— G. Brice, Nouvelle description de la ville de Paris, 5e édition, 1706.

« On voulait appliquer les formes de l’architecture romaine antique, que l’on connaissait mal, au système de construction des églises ogivales, que l’on méprisait sans les comprendre. C’est sous cette inspiration indécise que fut commencée et achevée la grande église de Saint-Eustache de Paris, monument mal conçu, mal construit, amas confus de débris empruntés de tous côtés, sans liaison et sans harmonie ; sorte de squelette gothique revêtu de haillons romains cousus ensemble comme les pièces d’un habit d’arlequin. »

— Viollet-le-Duc, Dictionnaire raisonné de l’architecture française du XIe au XVIe siècle, 1854-1868.

Quelques exemples stylistiques
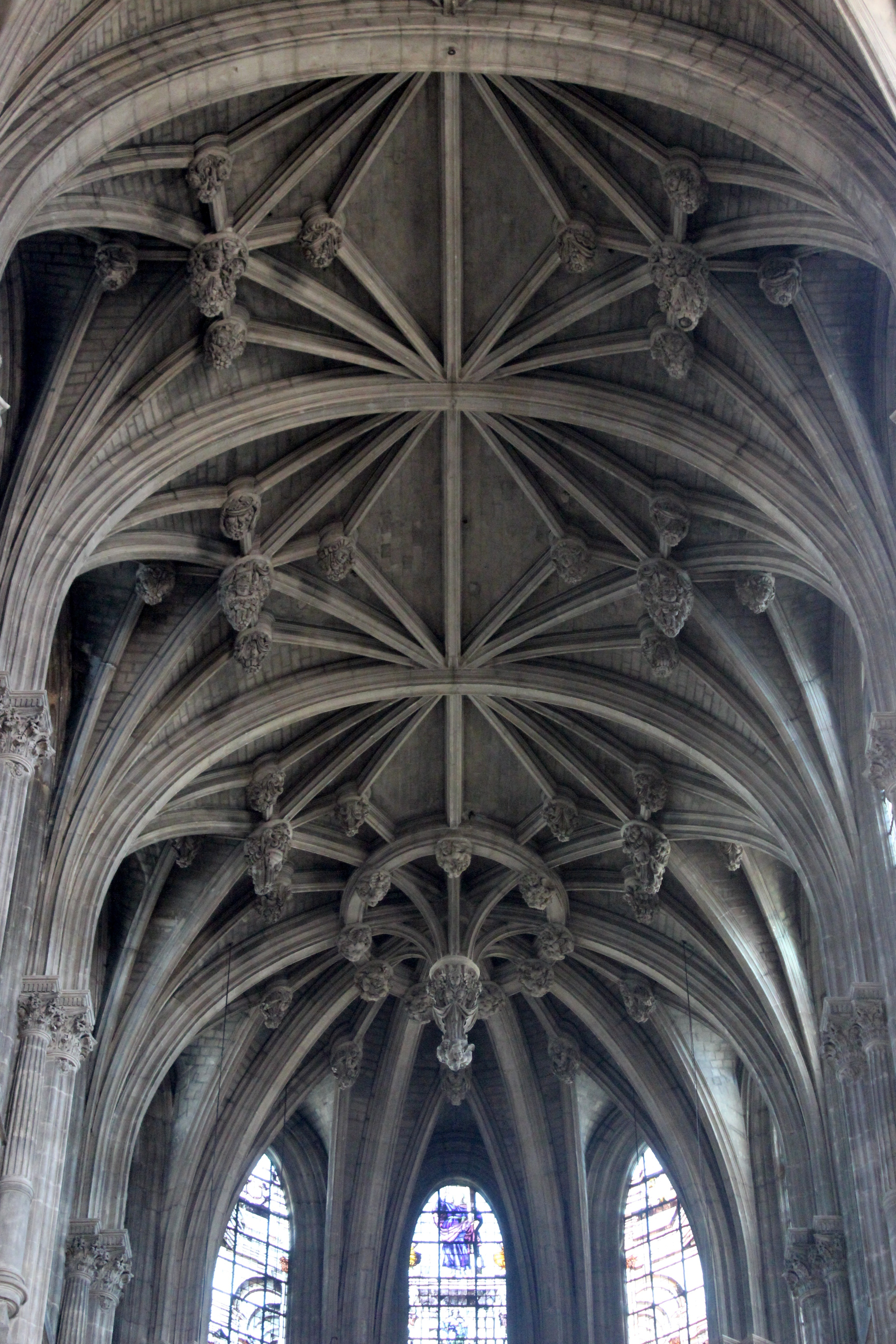
Motifs gothiques.
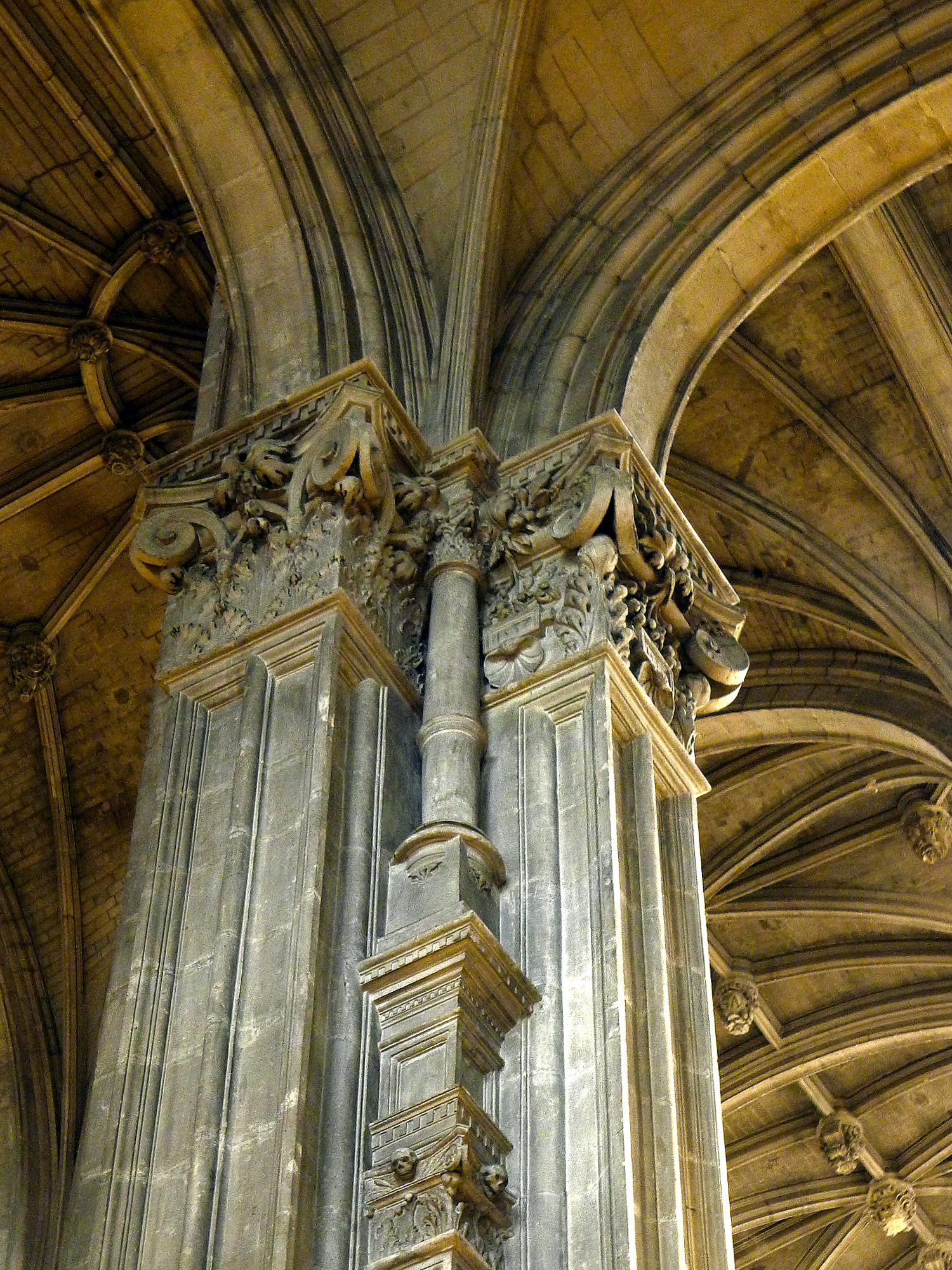
Motifs gothiques et Renaissance.
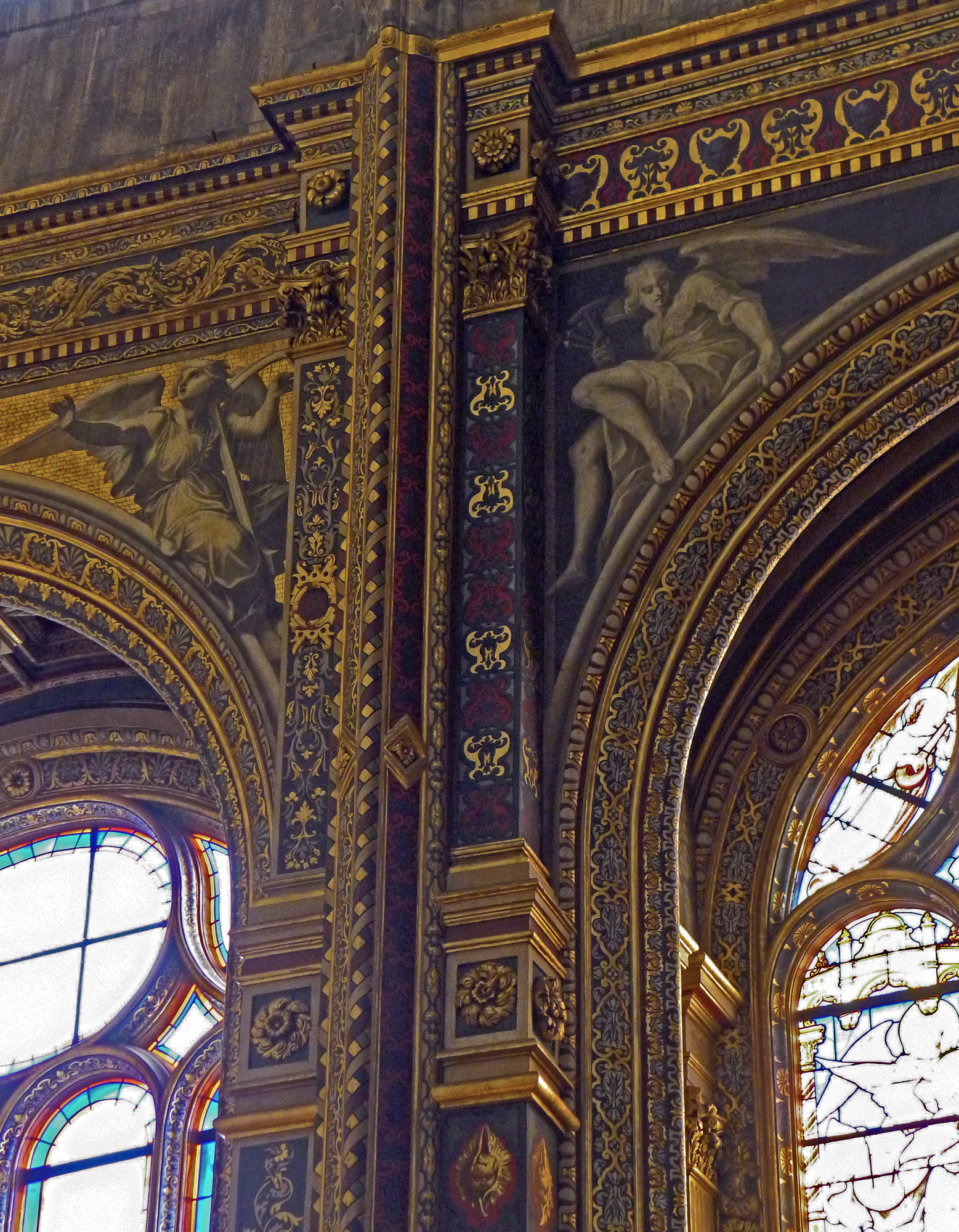
Motifs Renaissance.
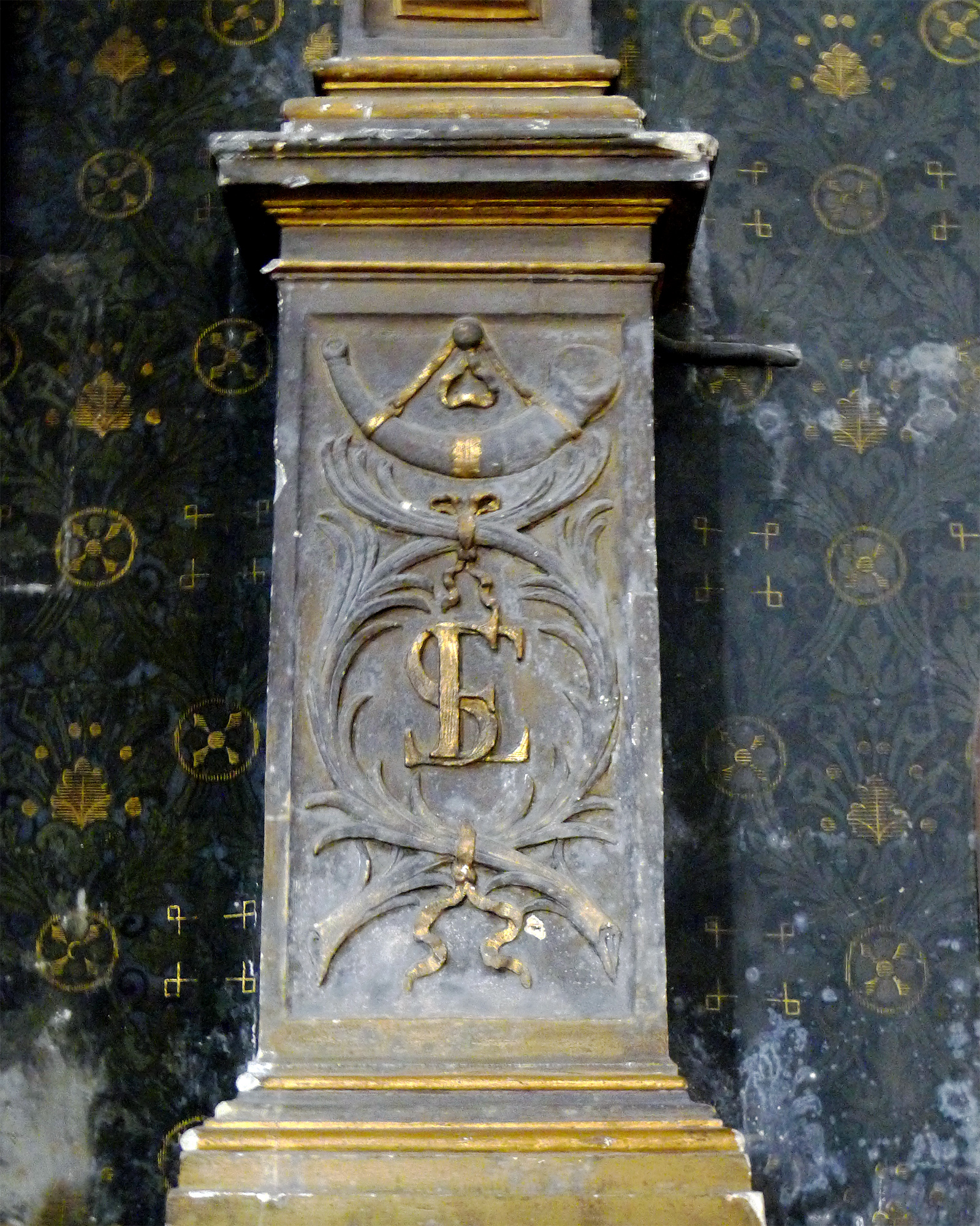
Piédestal avec attributs de saint Eustache.

## Mobilier et décors intérieurs

### Décors d'origine desXVIIesiècleet duXVIIIesiècle

#### Vitraux du chœur (1631)

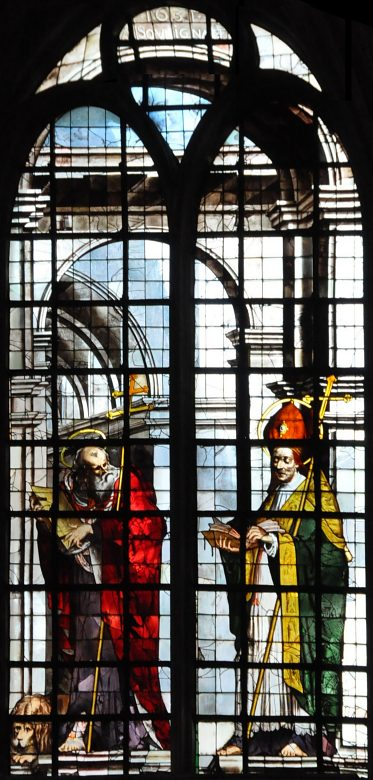
Antoine Soulignac, Saint Jérôme et Saint-Ambroise (1631).

Quand la construction de l'église s'achève, au début du XVIIe siècle, l'art du vitrail coloré est largement en déclin en France. Les verrières qui garnissent les fenêtres hautes du chœur sont parmi les rares vitraux colorés de cette époque. Ils ont été réalisés en 1631 par le peintre-verrier Antoine Soulignac sur des cartons attribués à Philippe de Champaigne. Ils ont été restaurés après 1871 par Prosper Lafaye.

#### Le Martyre de saint Eustachede Simon Vouet, vers 1635

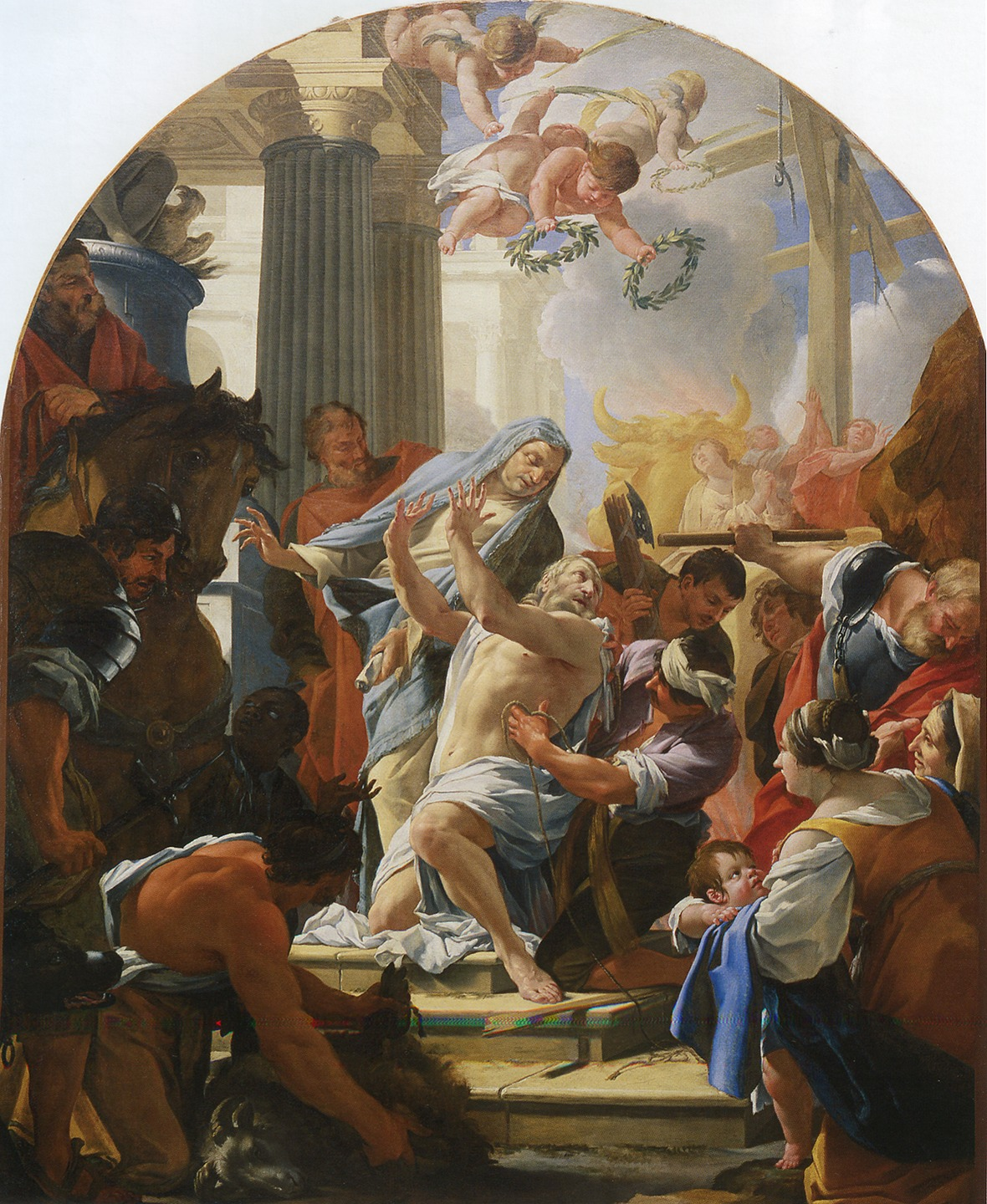
Simon Vouet, Le Martyre de saint Eustache (1635), huile sur toile,.

Lors de sa construction dans les années 1630, le chœur de l'église Saint-Eustache est paré d'un maître-autel architecturé, conformément au goût de l'époque. Financé par Claude de Bullion, surintendant des Finances, ce maître-autel était l'un des plus grands de Paris. Pour décorer sa partie centrale, deux toiles sont commandées, vers 1635, à Simon Vouet : l'une représentant Le Martyre de saint Eustache et l'autre, L'Apothéose de saint Eustache, la seconde étant placée au-dessus de la première.
Vouet, revenu de Rome en 1627, est alors la figure dominante de la peinture parisienne. Il est également l'auteur des tableaux ornant les maîtres-autels des églises Saint-Nicolas-des-Champs (1629), Saint Paul-Saint Louis (1639-1642) et Saint-Merri (vers 1645).
Victime du changement de goût, le maître-autel architecturé de l'église est détruit au XVIIIe siècle. Les tableaux de Vouet sont cependant réutilisés dans le nouvel autel et c'est probablement à cette occasion que Le Martyre de saint Eustache, originellement de format rectangulaire, est cintré. Après les confiscations révolutionnaires, les deux tableaux sont séparés : L'Apothéose de saint Eustache et de sa famille est envoyée en 1809 au musée de Nantes et le Martyre de saint Eustache est vendu en 1810 au cardinal Fesch. Ce dernier tableau est finalement racheté par la préfecture de la Seine en 1855 pour être rendu à l'église Saint-Eustache.
Le Martyre de saint Eustache est maintenant accroché au niveau du transept, à droite sur un pilier, en hauteur.
Eustache, général romain converti au christianisme, y est représenté détournant ses yeux du dieu païen que l'empereur Trajan lui demande d'adorer. L'empereur le condamne alors à être brûlé vif dans un taureau d'airain avec sa femme et ses deux fils, visibles au milieu des fumées dégagées par le brasier. Des angelots porteurs de couronnes de lauriers manifestent la reconnaissance divine et anticipent l'accueil d'Eustache et de sa famille auprès de Dieu. Ce tableau, intensément dramatique, au coloris froid et lumineux, marque l'apogée, vers 1635, du style lyrique développé par Vouet après son retour de Rome en 1627.

#### Peintures murales duXVIIesiècle
- Chapelle Saint-Joseph (4e travée, gauche)[16] ;
- Chapelle Saint-Vincent-de-Paul (9e travée, gauche). XVIIe siècle[17] ;
- Chapelle Sainte-Madeleine (10e travée, gauche)[18] ;
- Chapelle des saints Anges (9e travée, droite)[19].

#### Le tombeau de Colbert (1685)

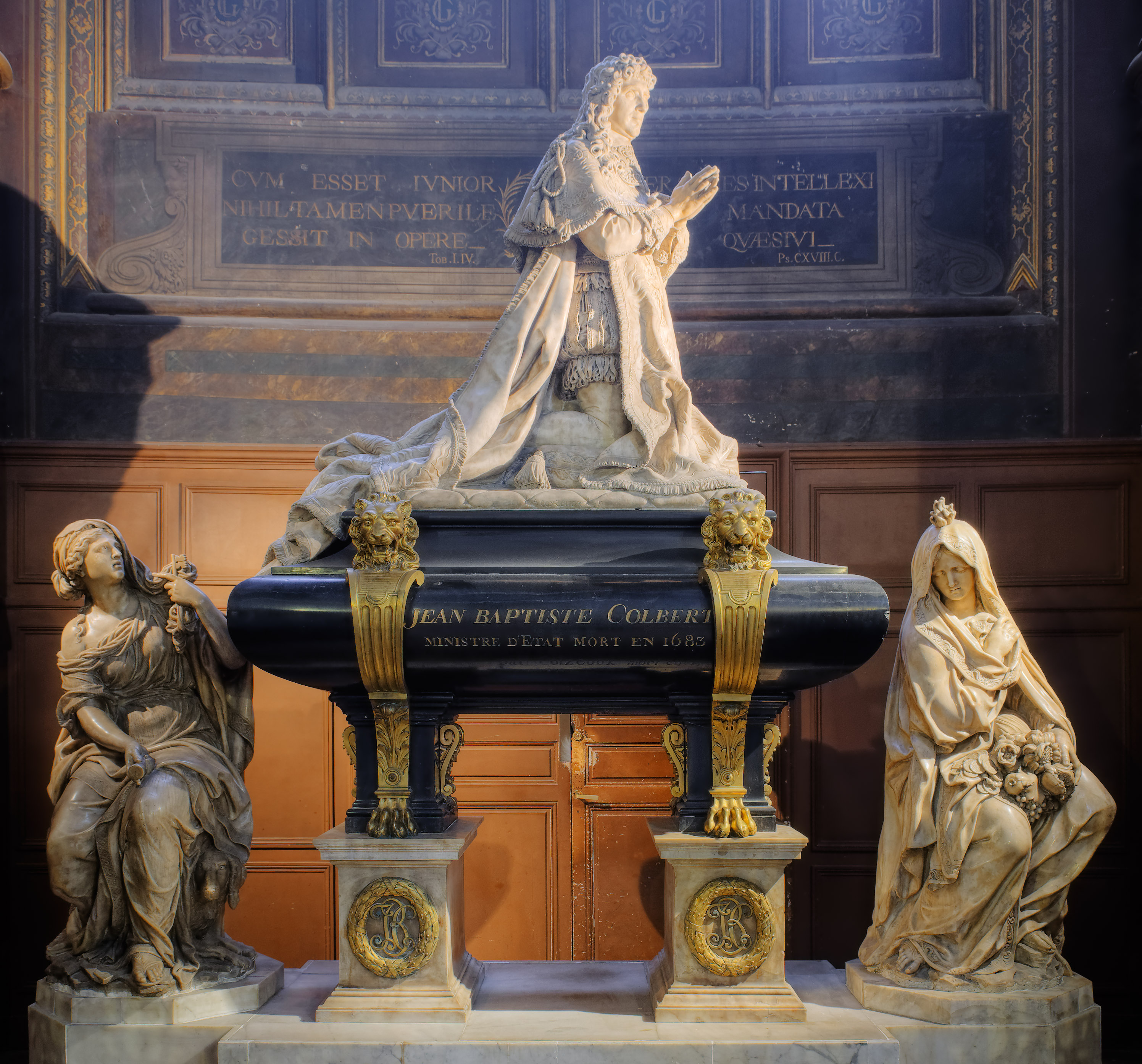
Vue d'ensemble.
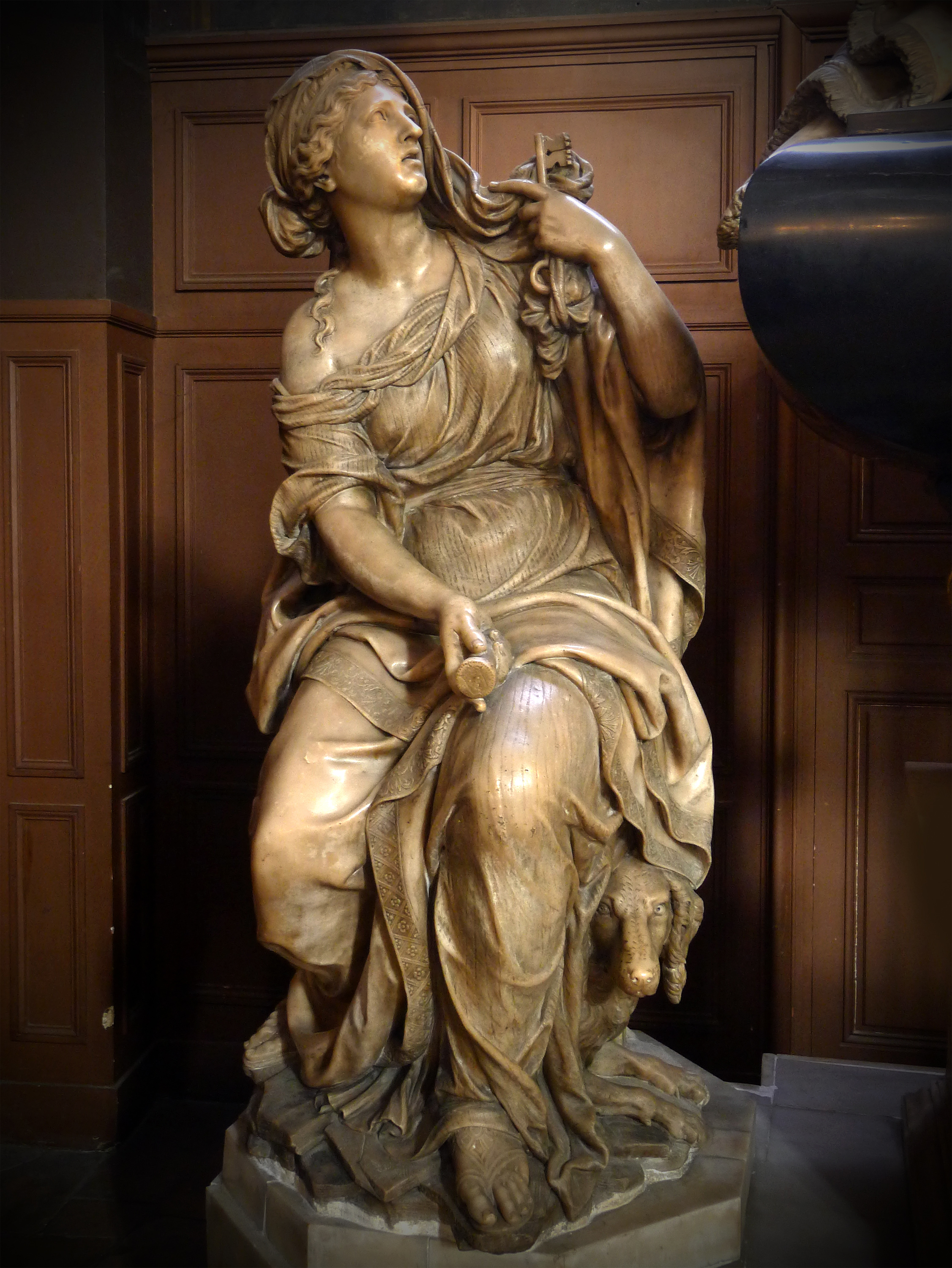
La Fidélité.
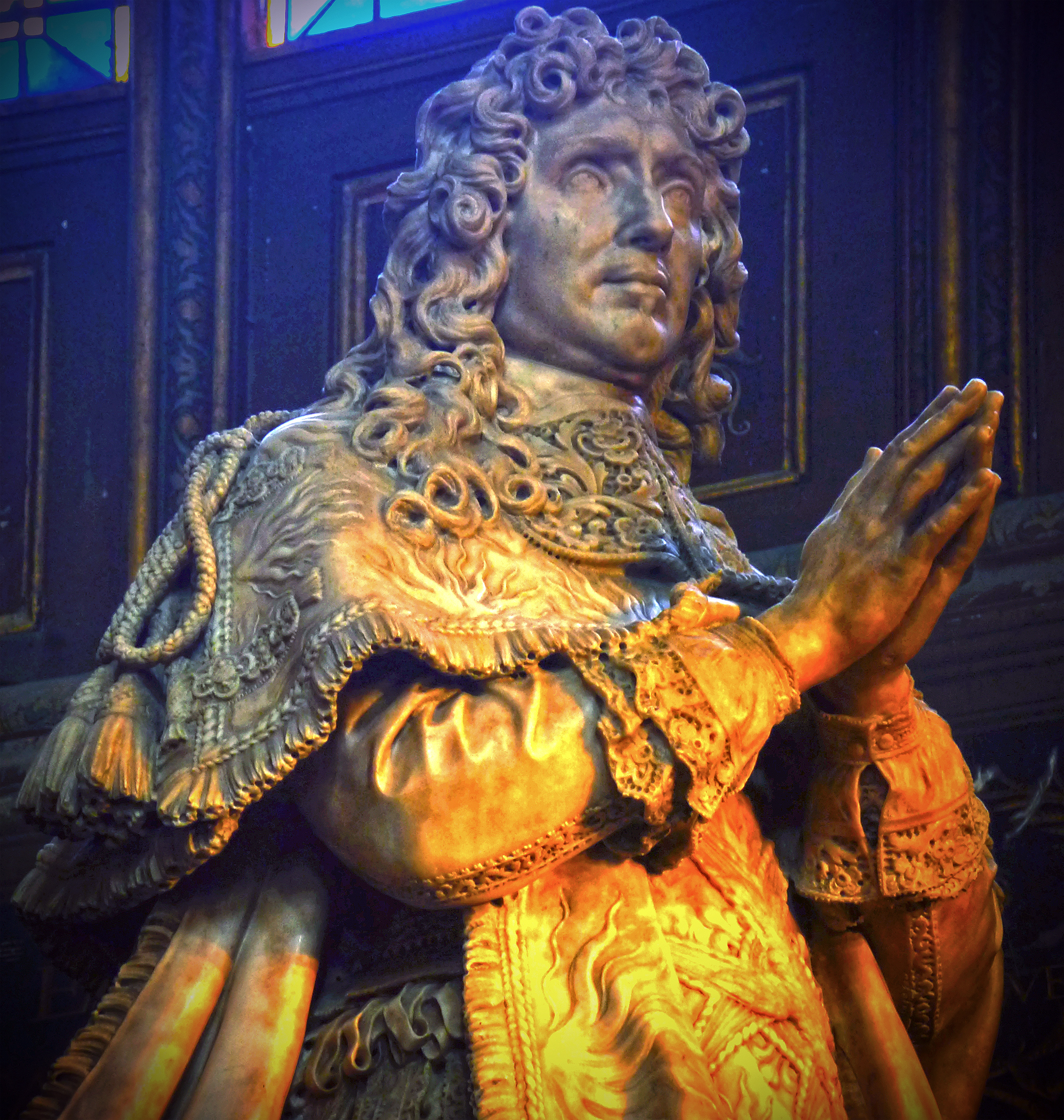
Détail de la statue de Colbert représenté en orant.
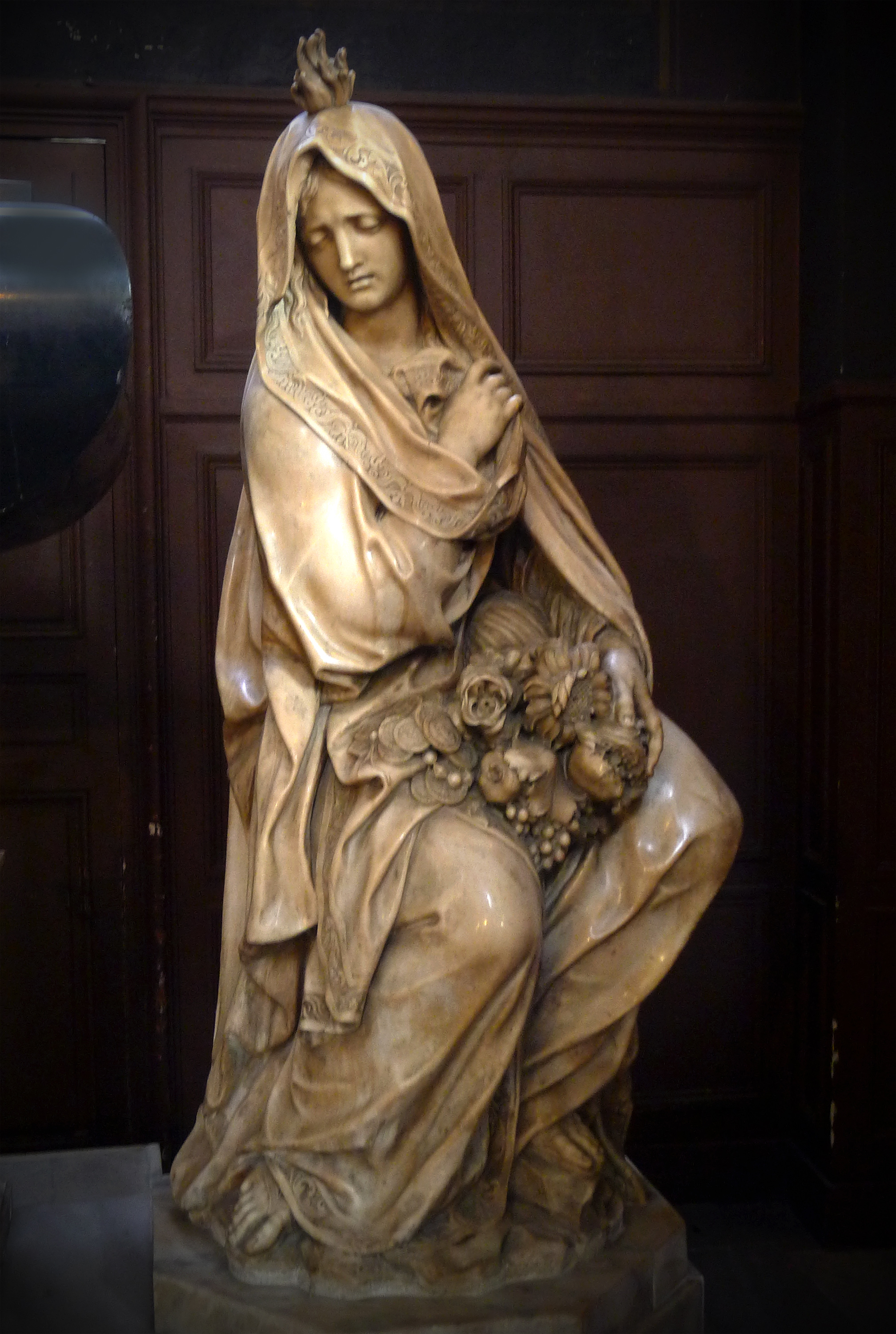
La Foi ou L'Abondance.

À sa mort en 1683, Colbert est inhumé dans l'église Saint-Eustache, dont il était paroissien. Deux ans après, sa veuve, Marie Charron, commande aux sculpteurs Antoine Coysevox et Jean-Baptiste Tuby l'exécution d'un monument funéraire dont le dessin est fourni par Charles Le Brun. D'une esthétique représentative de l'art baroque, ce tombeau prenait place sous une arcade donnant sur la chapelle de la Vierge.
Une statue de Colbert en orant, à genoux, les mains jointes, revêtu du manteau de chevalier de l'ordre du Saint-Esprit, repose sur un sarcophage de marbre noir. Le sarcophage est supporté par deux hautes consoles posées sur un grand soubassement flanqué par les statues assises de la Fidélité (à gauche, par Coysevox) et de la Foi ou l'Abondance (à droite, par Tuby). Le dessin de Le Brun prévoyait un ange descendant de l'arcade en tenant une Bible ouverte que lisait Colbert. Cet ange disparaît à la Révolution quand le tombeau de Colbert est démantelé et ses principaux éléments sont confisqués, puis exposés au musée des Monuments français. En 1817, les principaux éléments du tombeau sont rendus à l'église Saint-Eustache et installés à un nouvel emplacement, dans la chapelle Saint-Louis-de-Gonzague, où ils sont toujours.

#### Banc d'œuvre (1720)

Banc d'œuvre par Pierre Lepautre
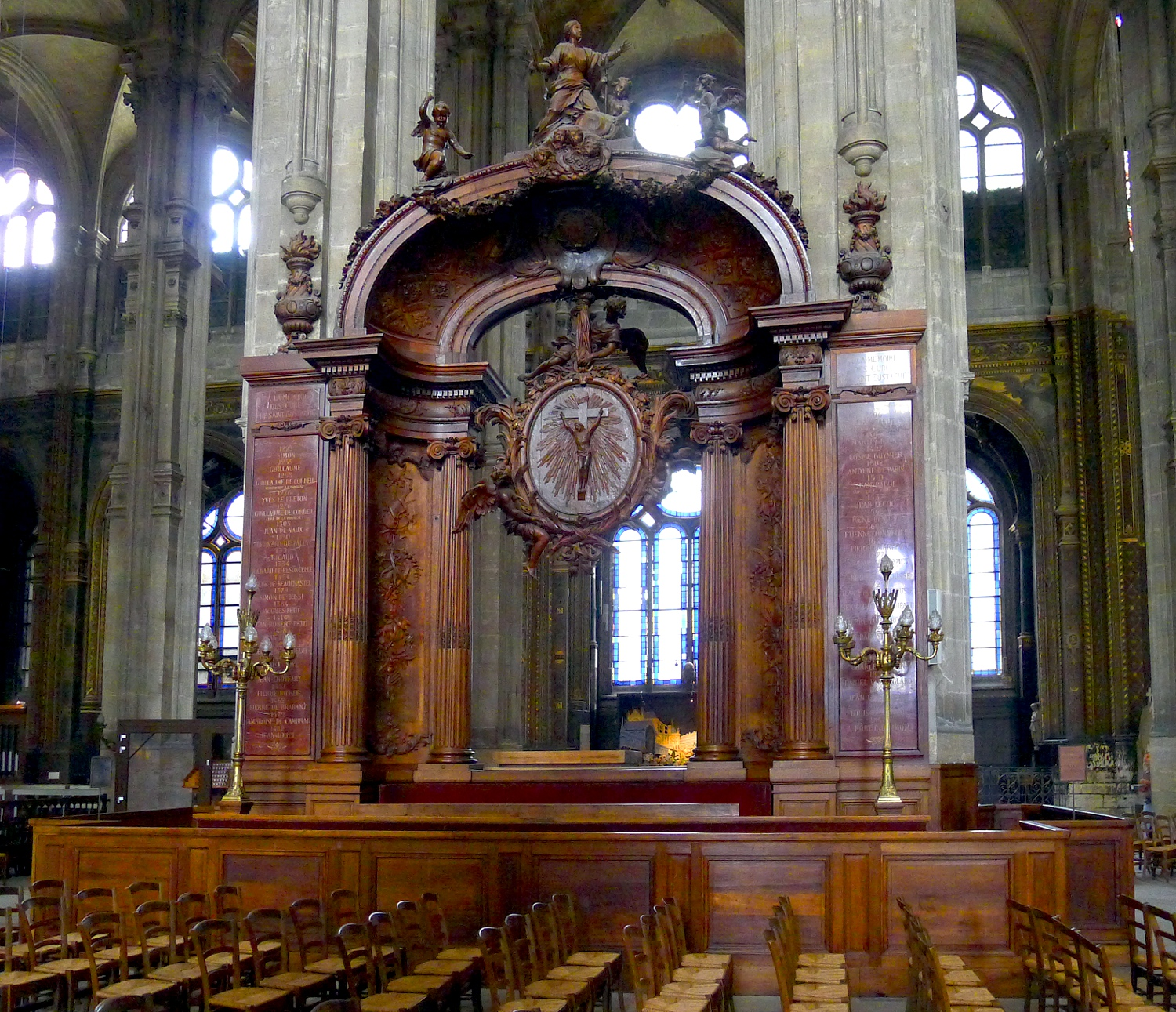
Vue d'ensemble.
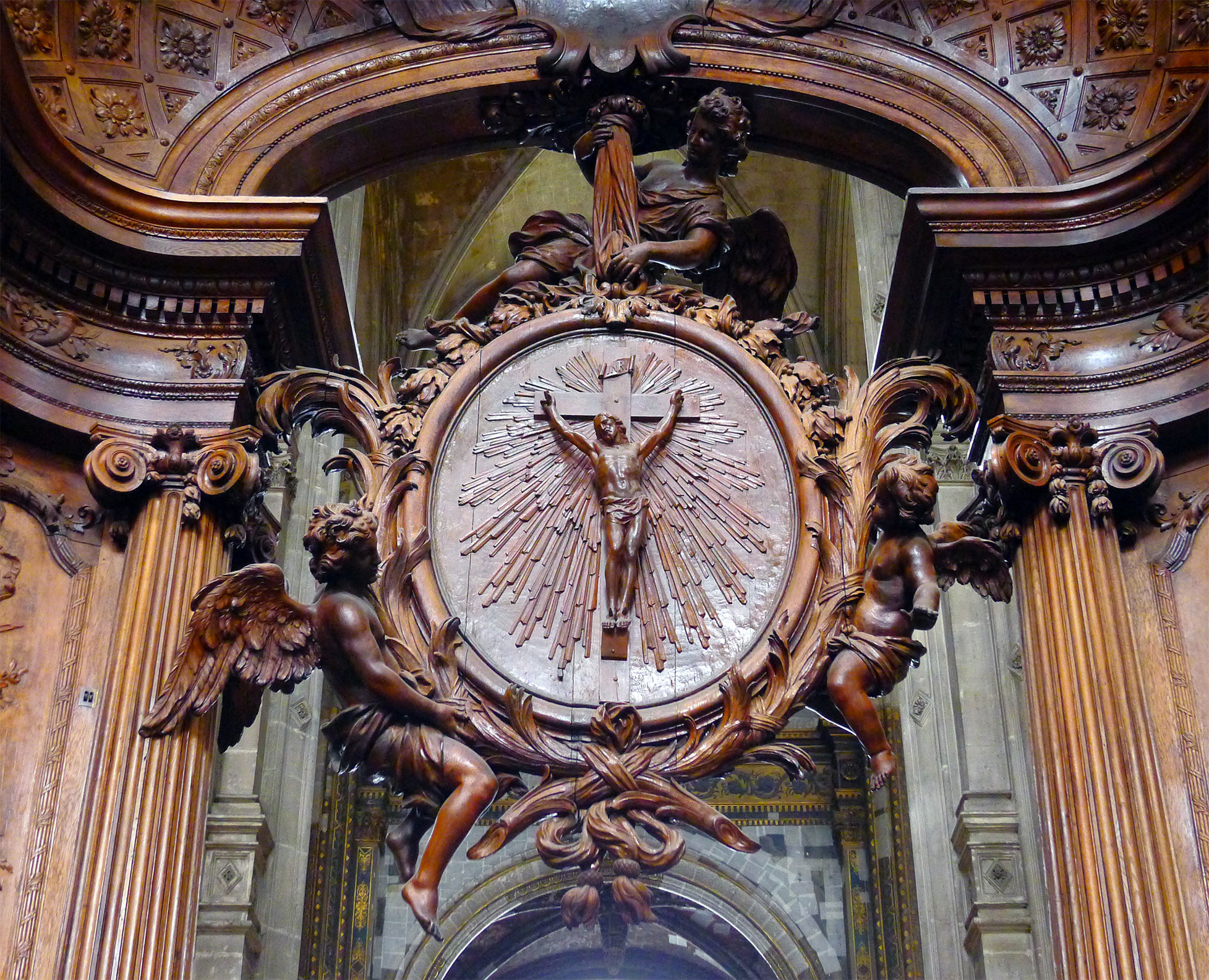
Médaillon central.
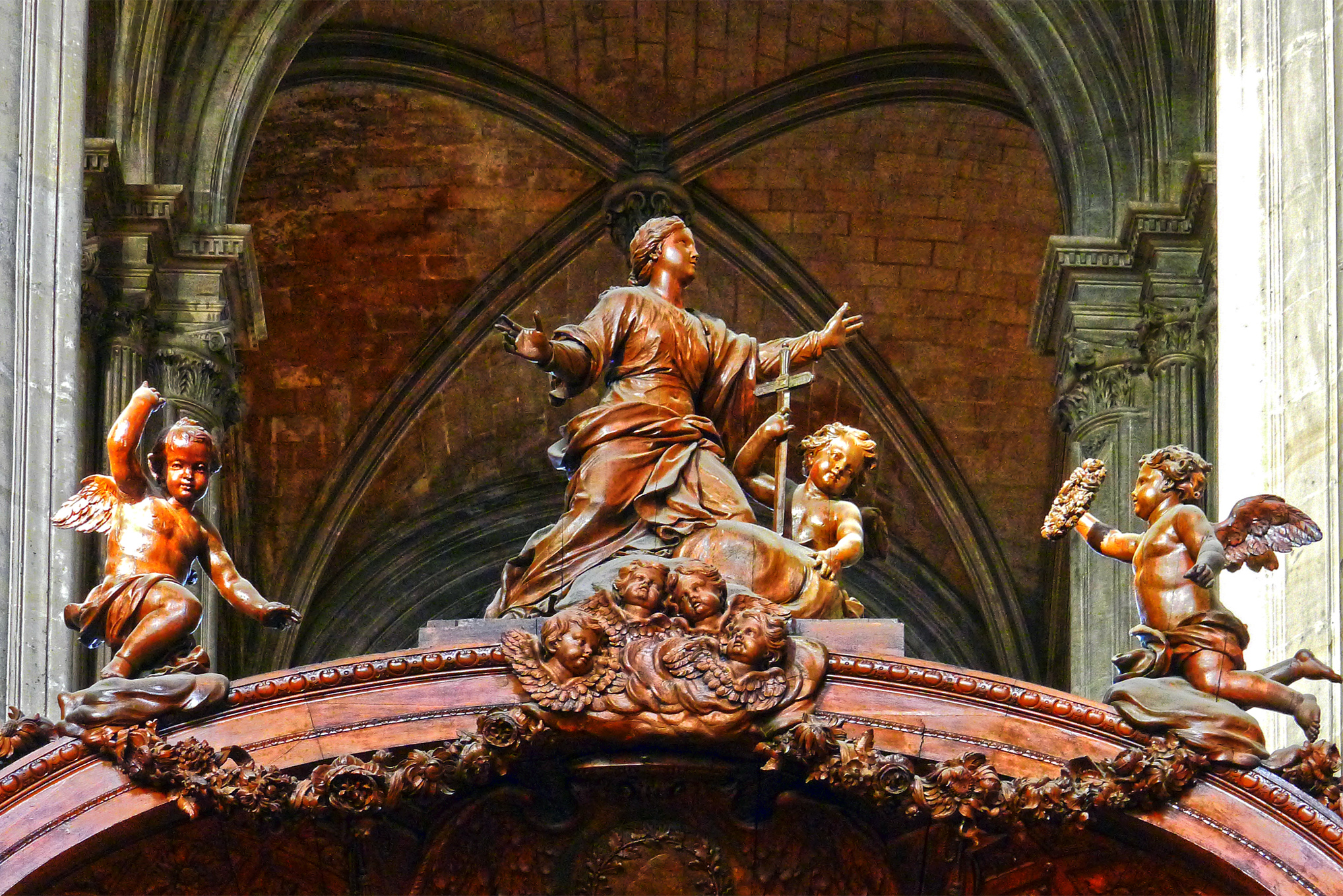
Apothéose de sainte Agnès.
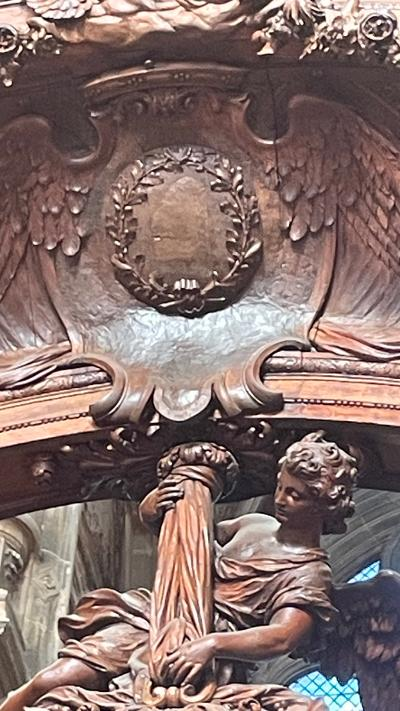
Médaillon portant un bonnet phrygien.

Dans la nef de l'église, entre deux piliers au niveau de la quatrième travée, se dresse un banc d'œuvre monumental et richement décoré.
Réalisé par Pierre Lepautre en 1720 sur les dessins de Jean-Sylvain Cartaud, c'est l'un des rares bancs d’œuvre datant de l'Ancien Régime encore visibles à Paris. Il a la forme d'un portique auquel un grand médaillon, tenu par des anges et orné d'un Christ en croix, est suspendu. La voûte, soutenue par quatre colonnes cannelées ioniques, est couronnée par une apothéose de sainte Agnès. Au centre de l’arc, dans un médaillon, figure un bonnet phrygien datant de la Révolution,.

### Décors duXIXesiècle

#### Mobilier dessiné par Baltard
De 1842 à 1860, l'architecte Victor Baltard supervise la restauration de l'église. En 1842, il est chargé de concevoir un nouveau maître-autel. Après l'incendie de 1844, qui détruit les trois premières travées de l'église, Baltard dessine le buffet du nouvel orgue et une nouvelle chaire.
La chaire à prêcher a été sculptée par Victor Pyanet sur un carton de Victor Baltard. Sa cuve est ornée de bas-reliefs en médaillons représentant les vertus théologales (Foi, Espérance et Charité).

Chaire de Baltard et Pyanet
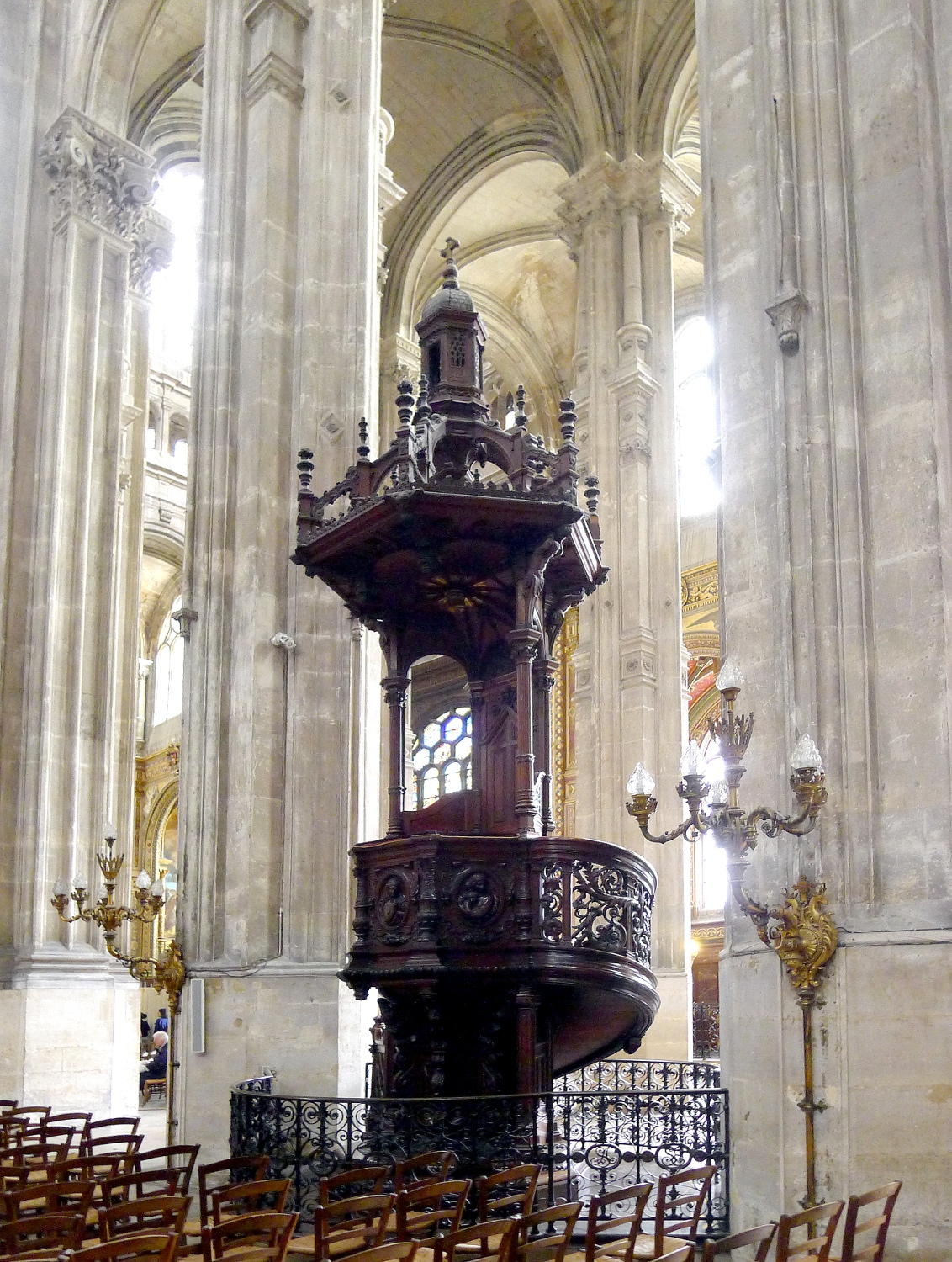
Chaire dessinée par Victor Baltard et sculptée par Victor Pyanet.
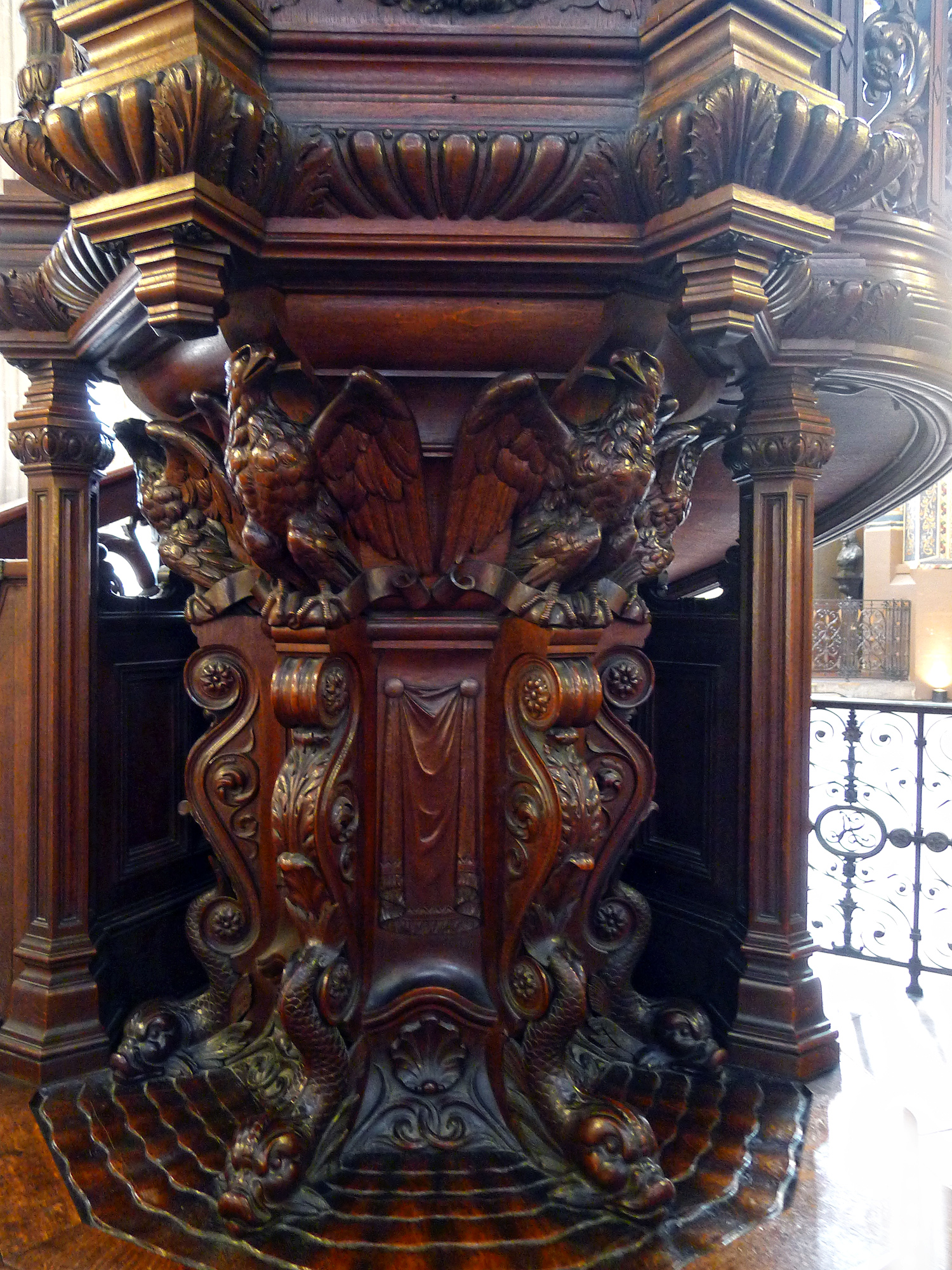
Support de la cuve.
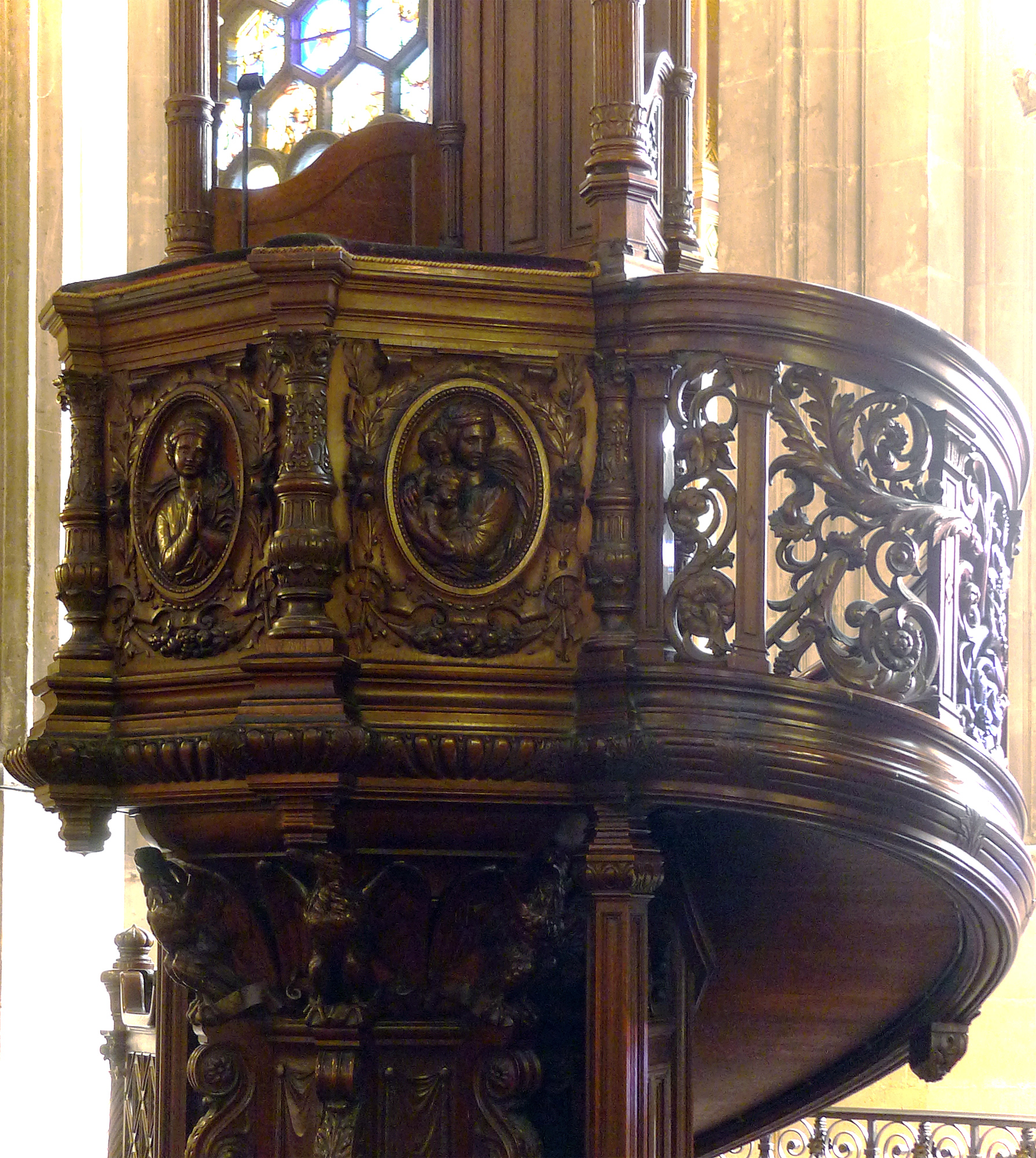
Cuve et escalier.
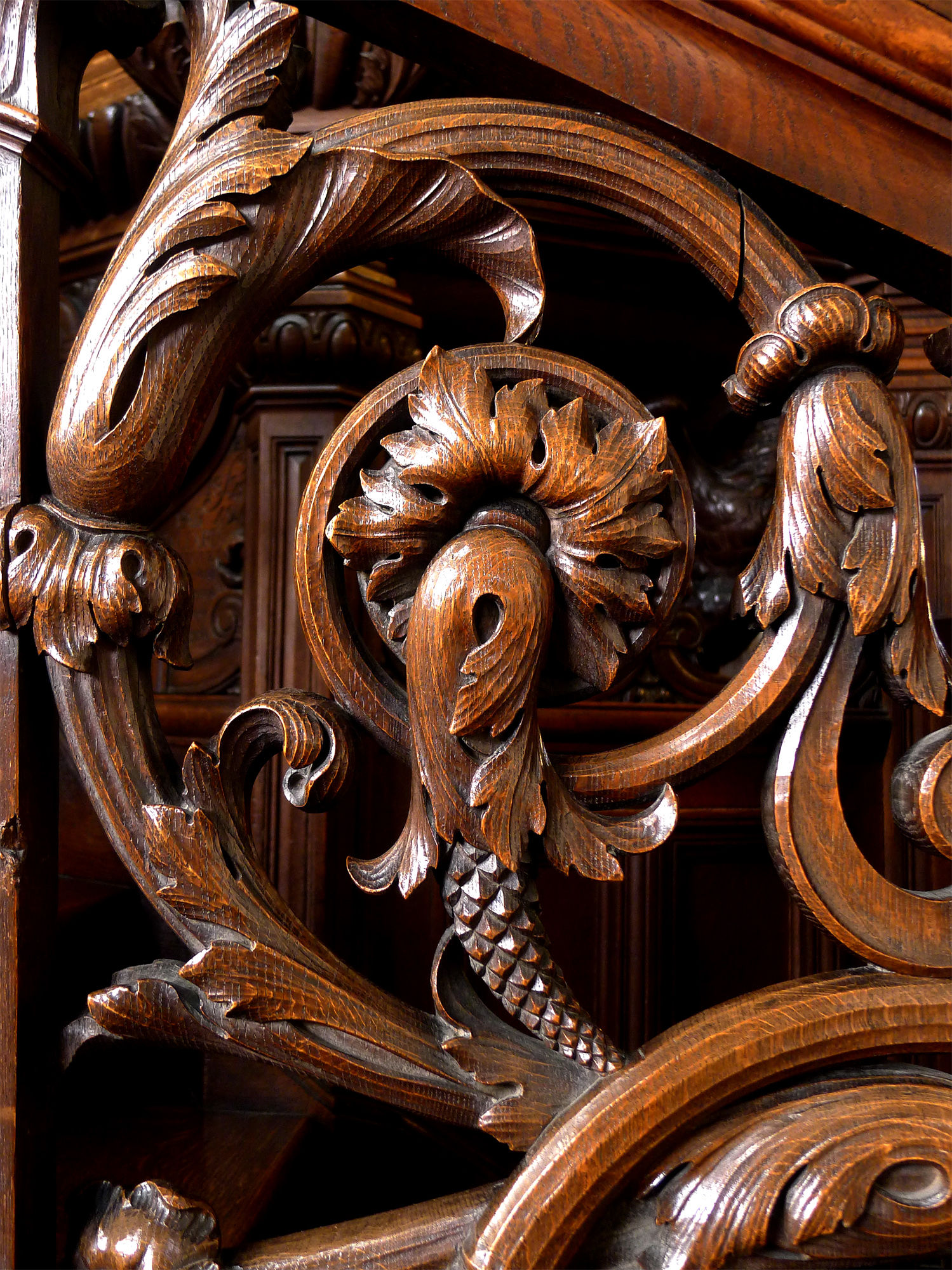
Détail des sculptures de l'escalier.
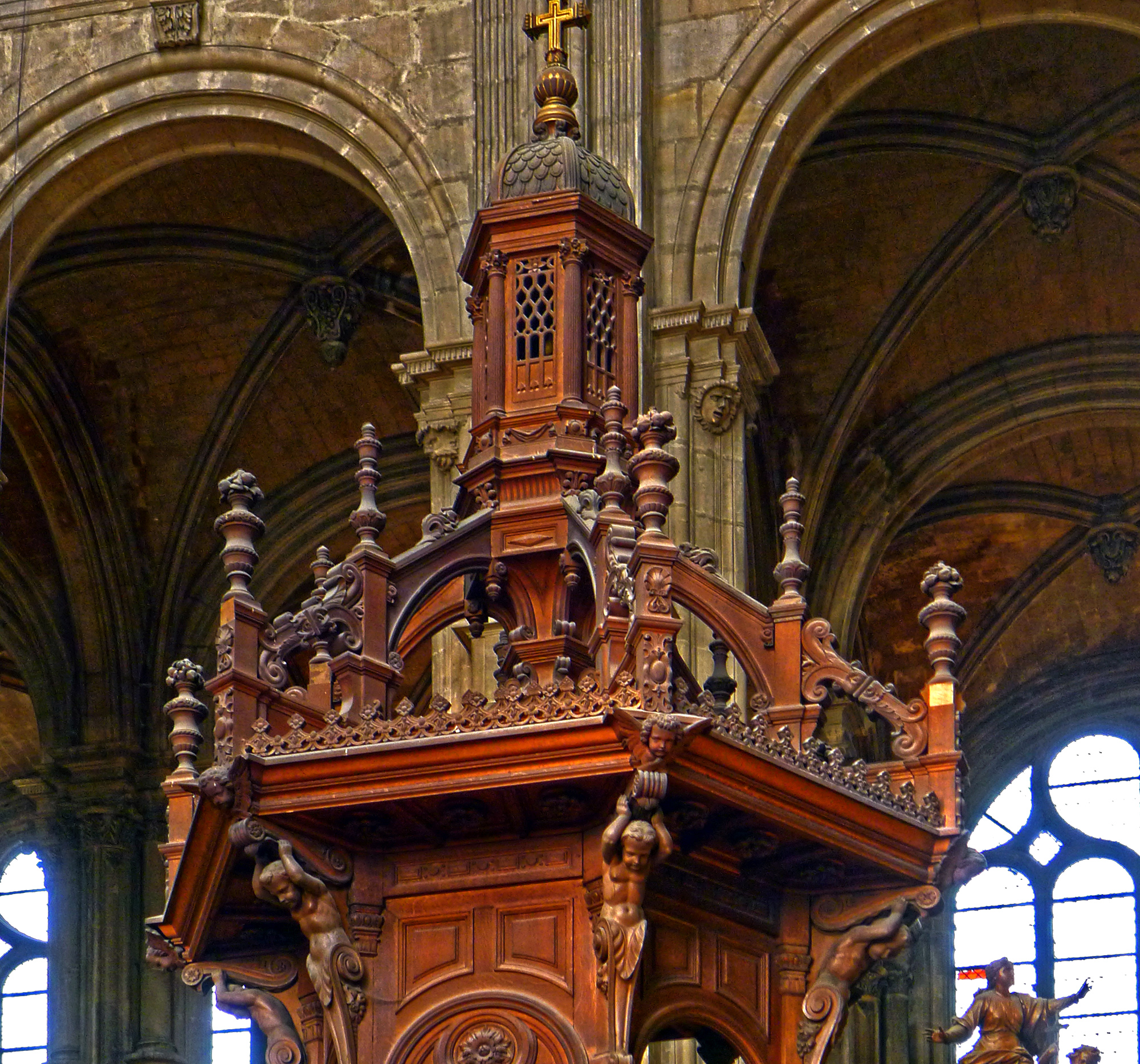
Abat-voix.

#### Peintures murales
En 1850, un vaste programme de décoration des chapelles latérales est entrepris. De nombreux artistes reconnus, souvent d'anciens lauréats du prix de Rome, y participent. L'église Saint-Eustache offre de ce fait un remarquable panorama de la peinture religieuse du milieu du XIXe siècle.
- Chapelle de la Rédemption : peintures d'Auguste-Barthélemy Glaize ;
- Chapelle Notre-Dame-des-Sept-Douleurs : peintures de Léon Riesener ;
- Chapelle Saint-Eustache : peintures d'Alphonse Le Hénaff[23] ;
- Chapelle Saint-Louis : peintures de Félix-Joseph Barrias[24] ;
- Chapelle Sainte-Geneviève: peintures d'Auguste Pichon ;
- Chapelle Saint-Pierre l'exorciste : peintures de Pierre Claude François Delorme ;
- Chapelle Saint-Louis-de-Gonzague : peintures de Jean-Louis Bézard[25] ;
- Chapelle des catéchismes : peintures d'Émile Signol ;
- Chapelle Saint-André : peintures d'Isidore Pils[26] ;
- Chapelle Sainte-Anne : peintures d'Hippolyte Lazerges ;
- Chapelle Sainte-Agnès : peintures de Théophile Vauchelet ;
- Chapelle du Sacré-Cœur : peintures de Charles-Philippe Larivière ;
- Chapelle des âmes du Purgatoire : sculpture d'Antoine Étex ;
- Chapelle Saints-Innocents : sculpture d'Henry de Triqueti.

Sculptures
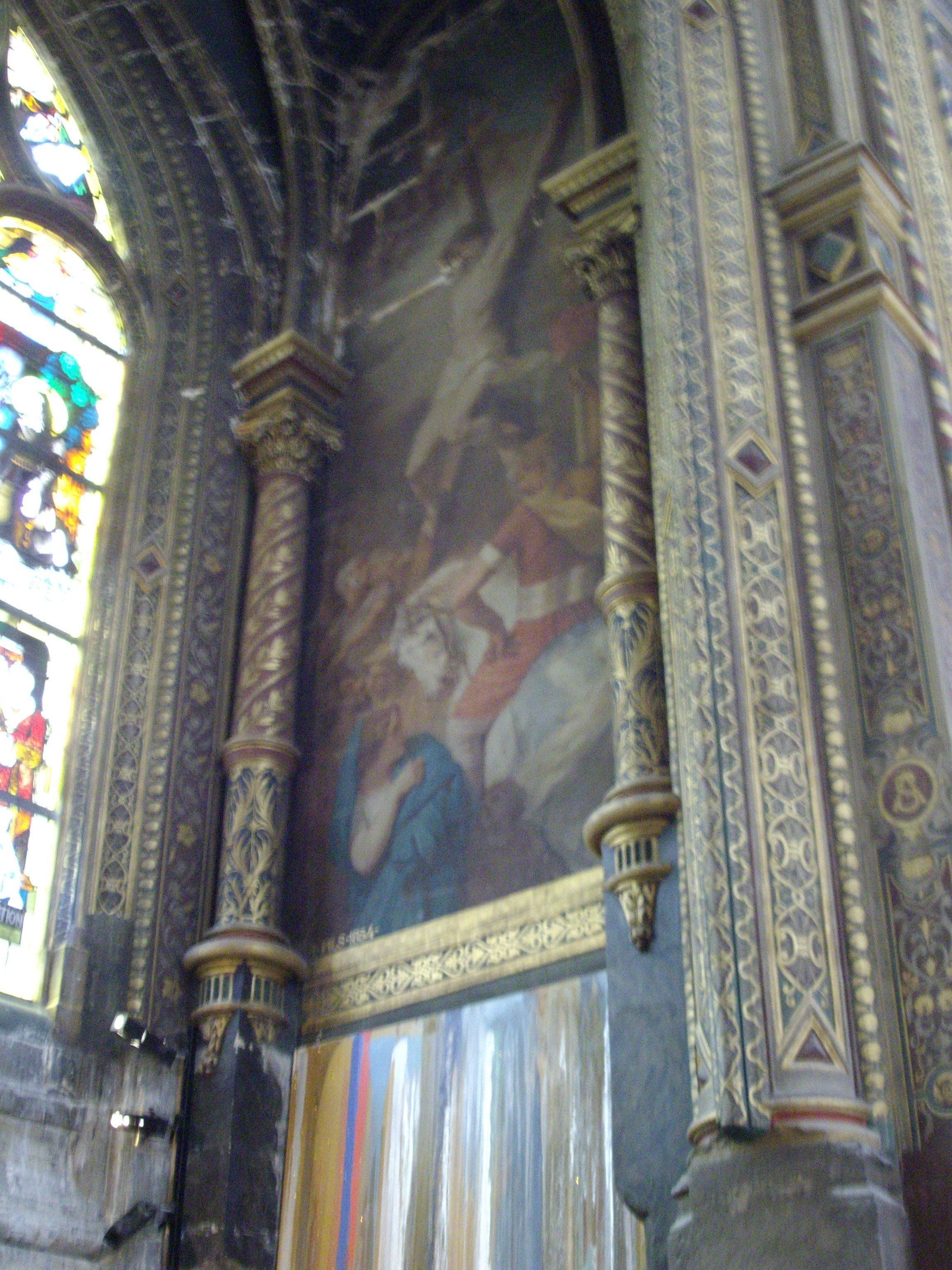
Isidore Pils, Le Martyre de saint André.
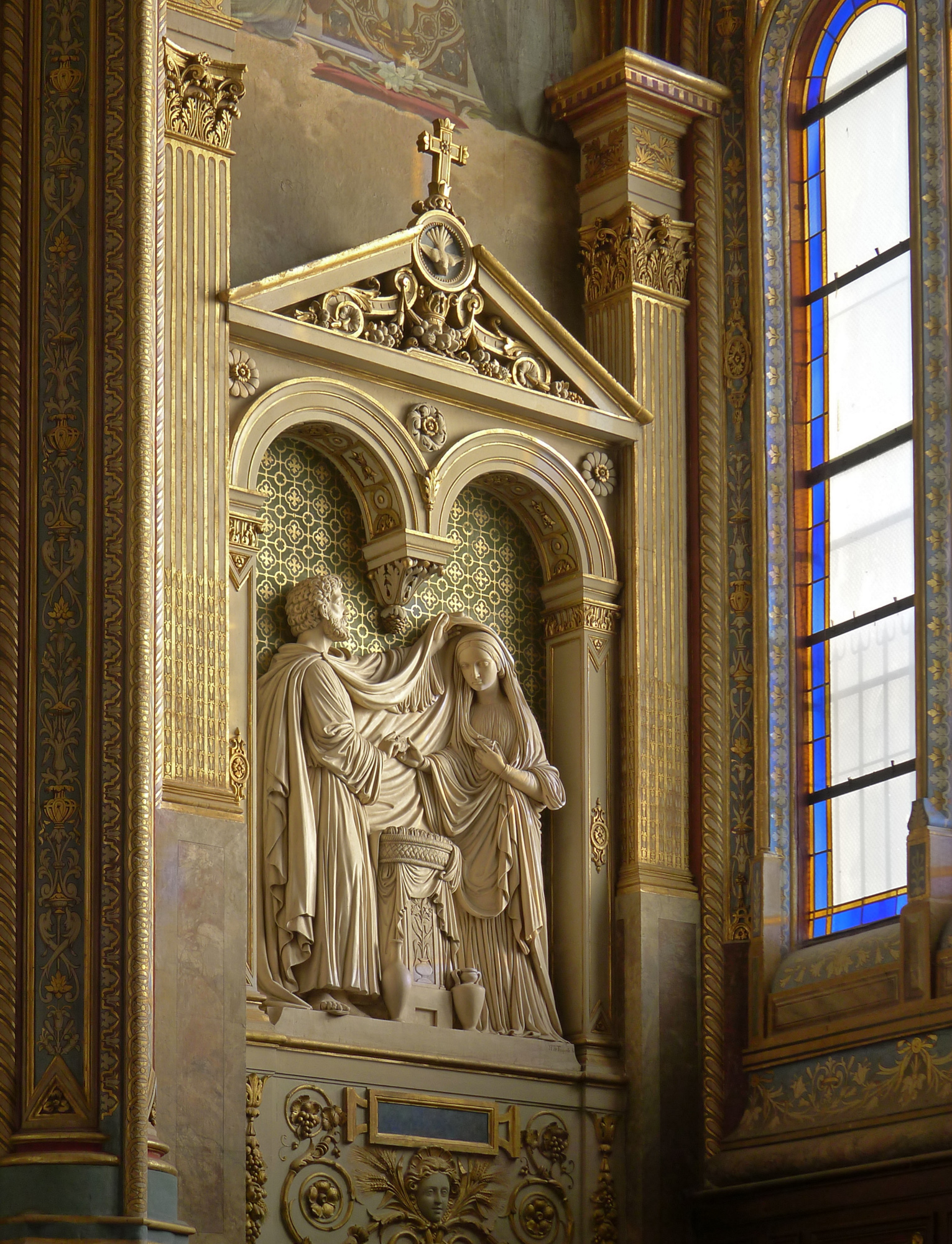
Chapelle des Saints-Innocents, Henry de Triqueti, Le Mariage de la Vierge.

La décoration de la chapelle de la Vierge est confiée à Thomas Couture.

Peintures de Thomas Couture
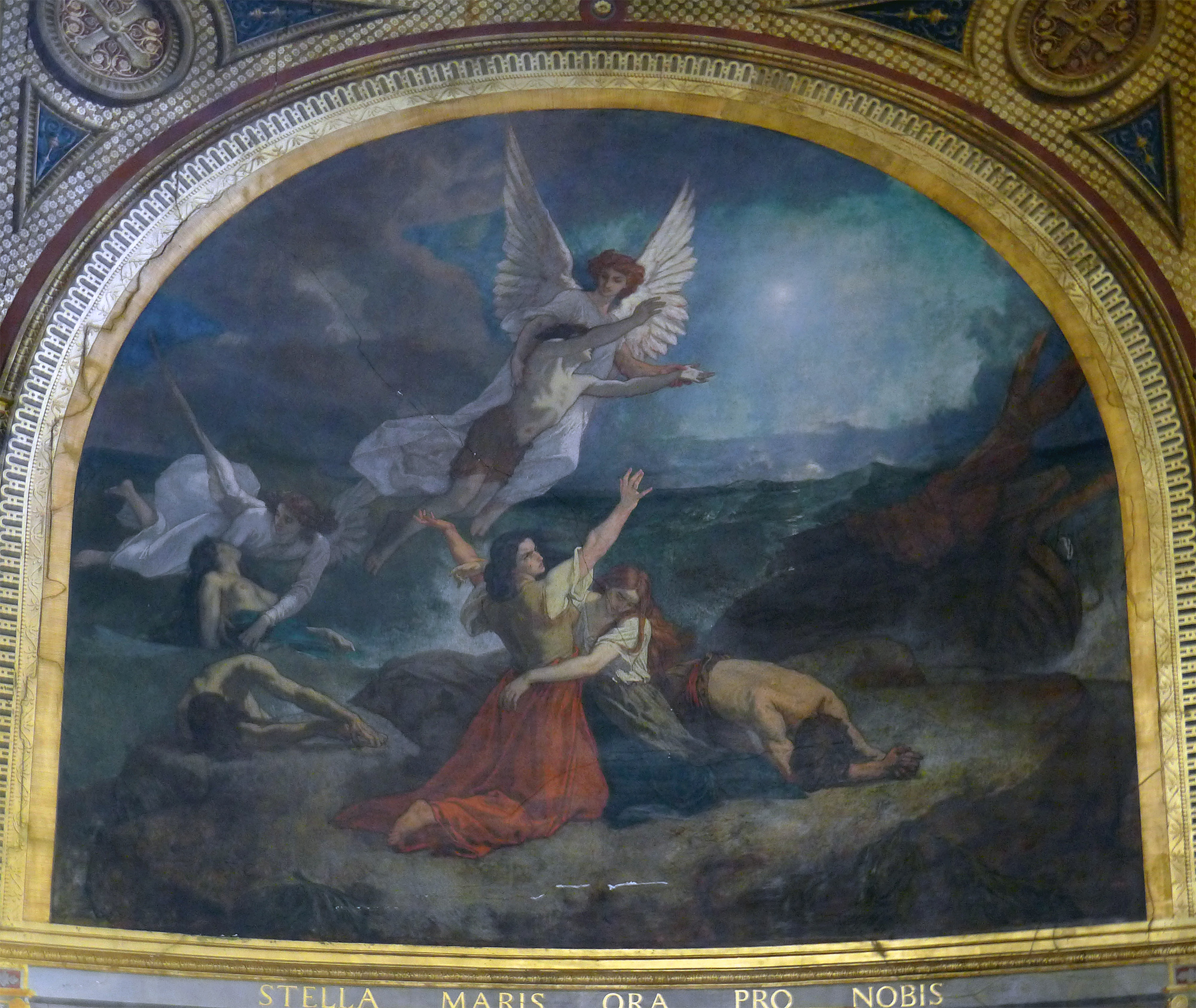
Panneau de gauche : La Vierge étoile des marins.
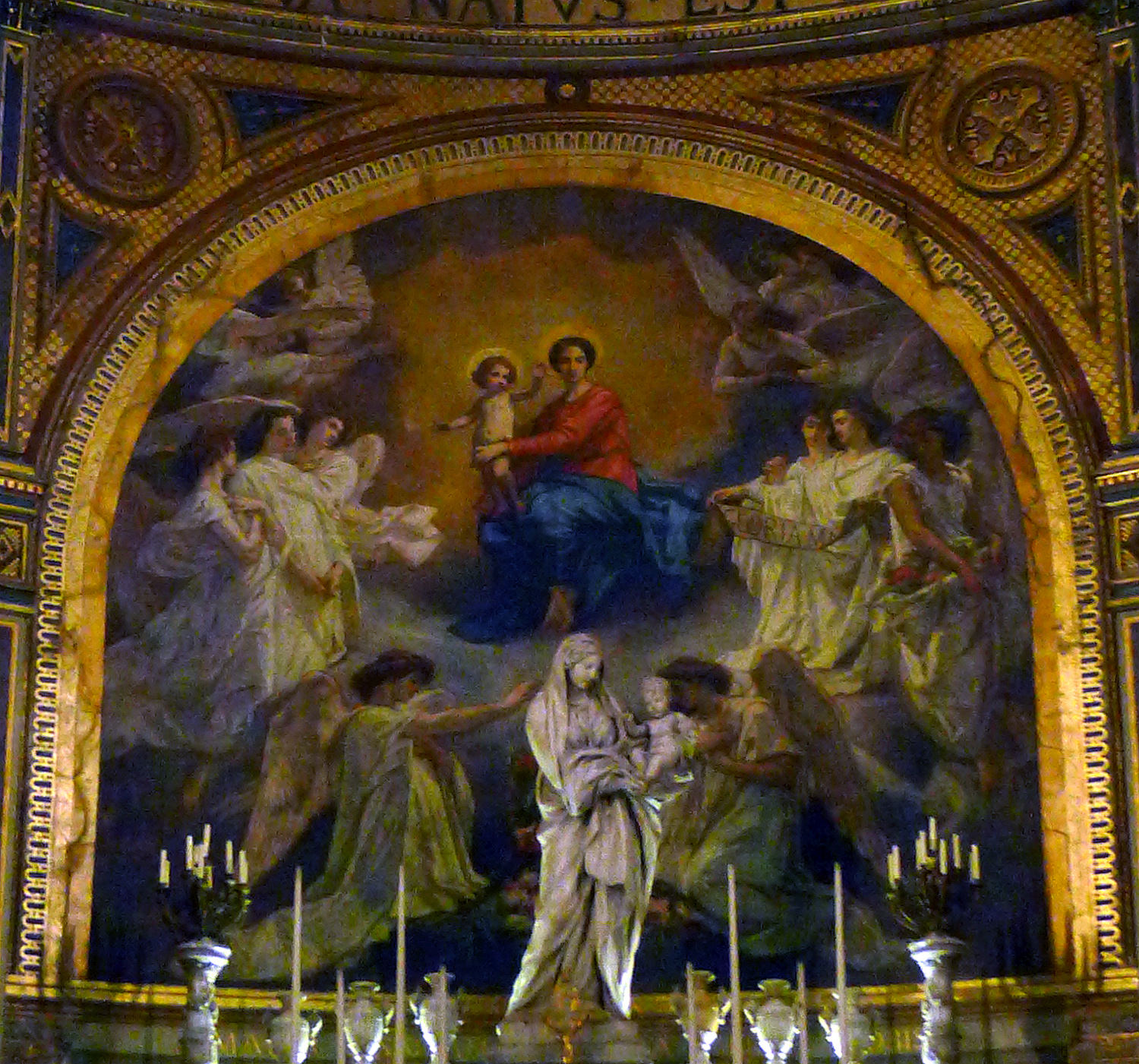
Panneau central : La Vierge triomphante adorée par les Anges.
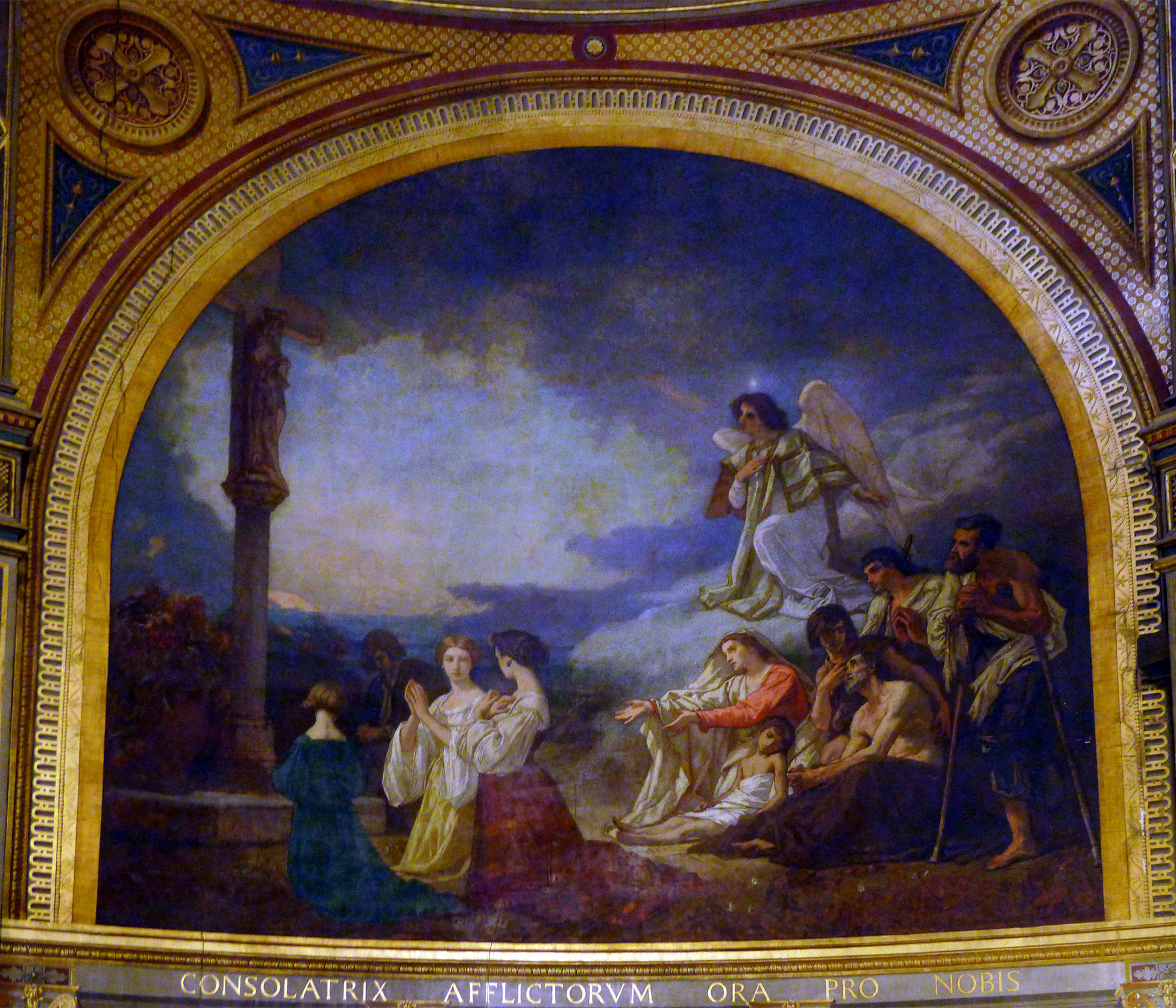
Panneau de droite : La Vierge consolatrice des affligés.

Sculptures
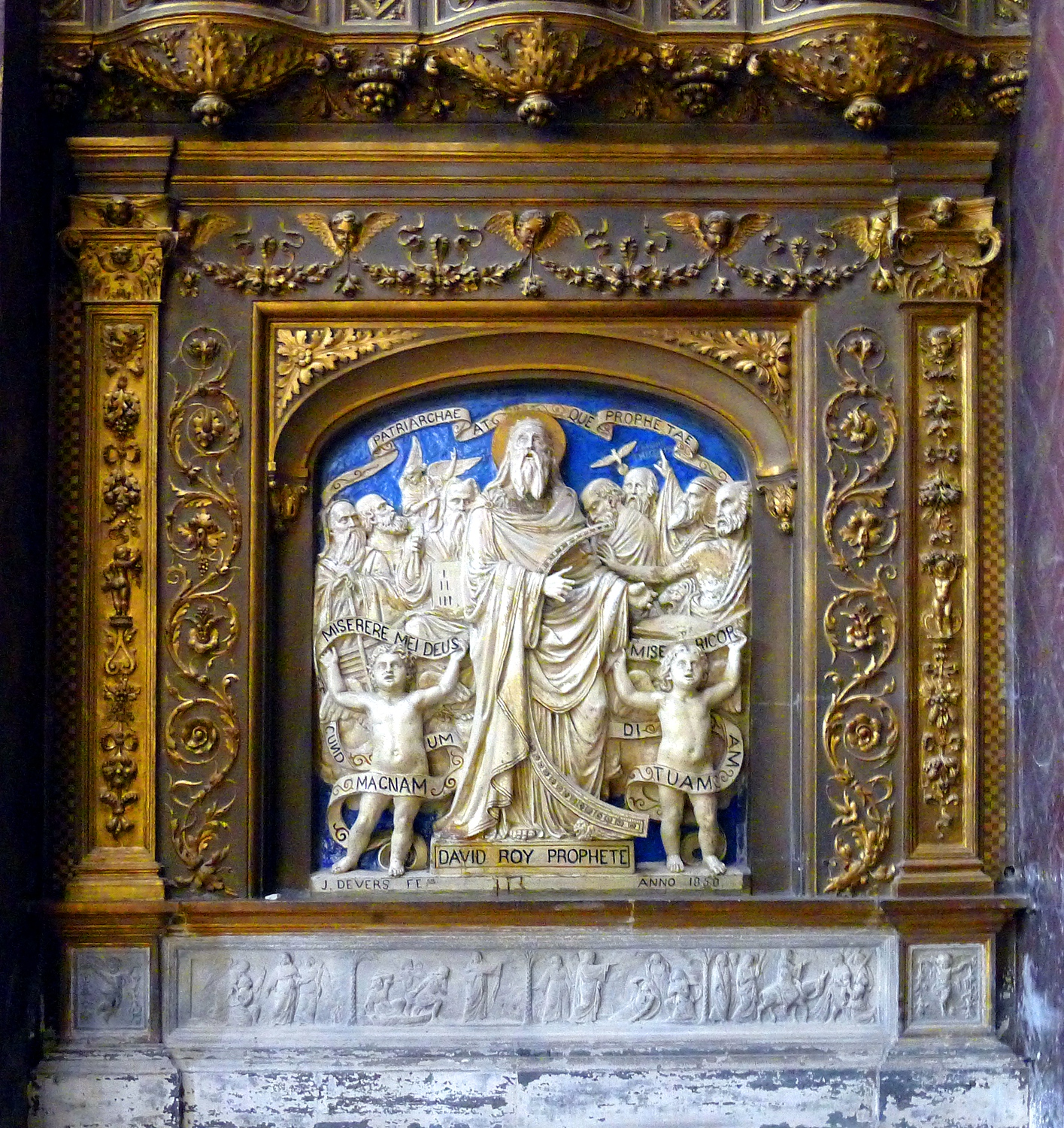
Haut-relief, David roi prophète (1850).
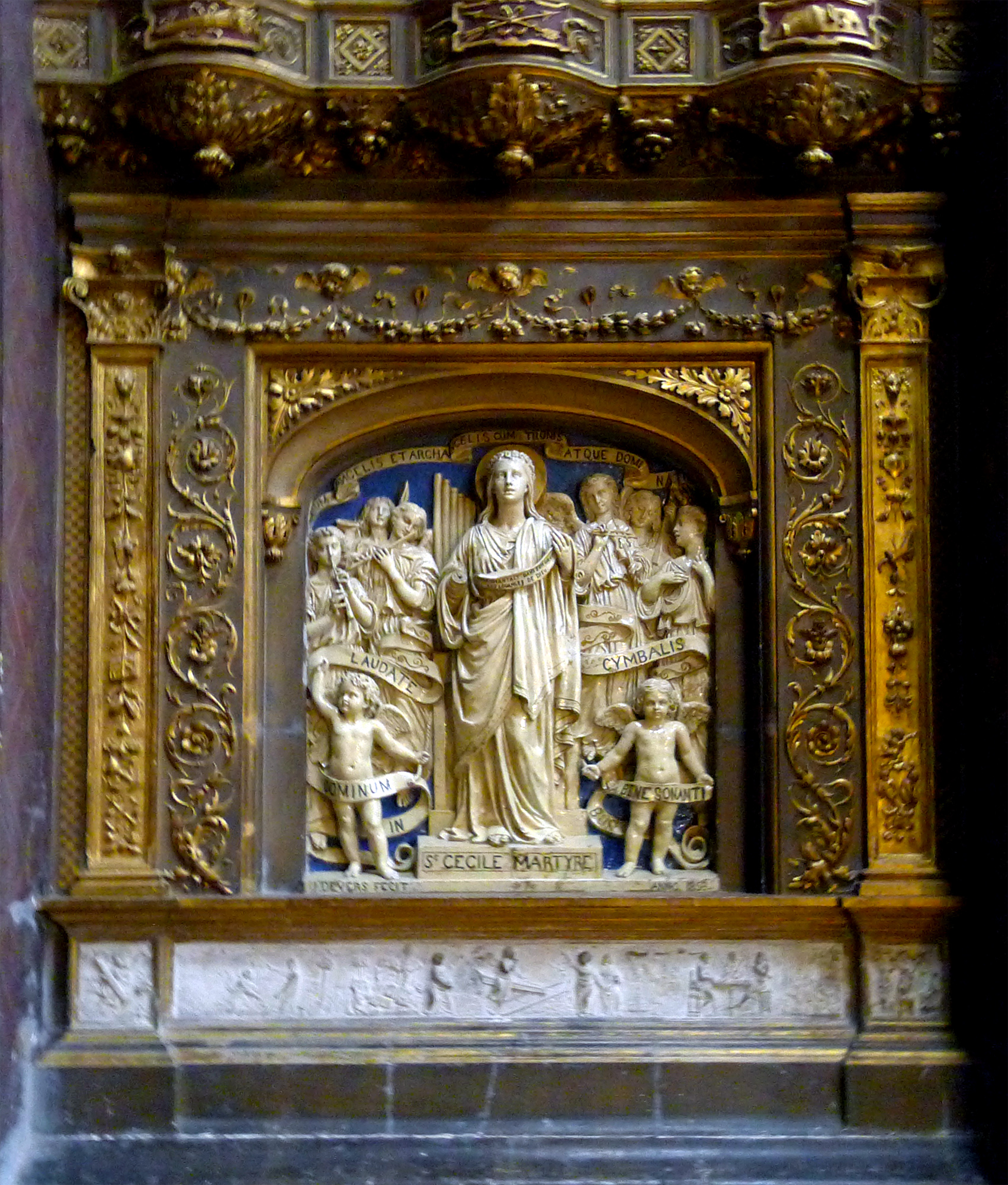
Haut-relief, Sainte Cécile martyre.
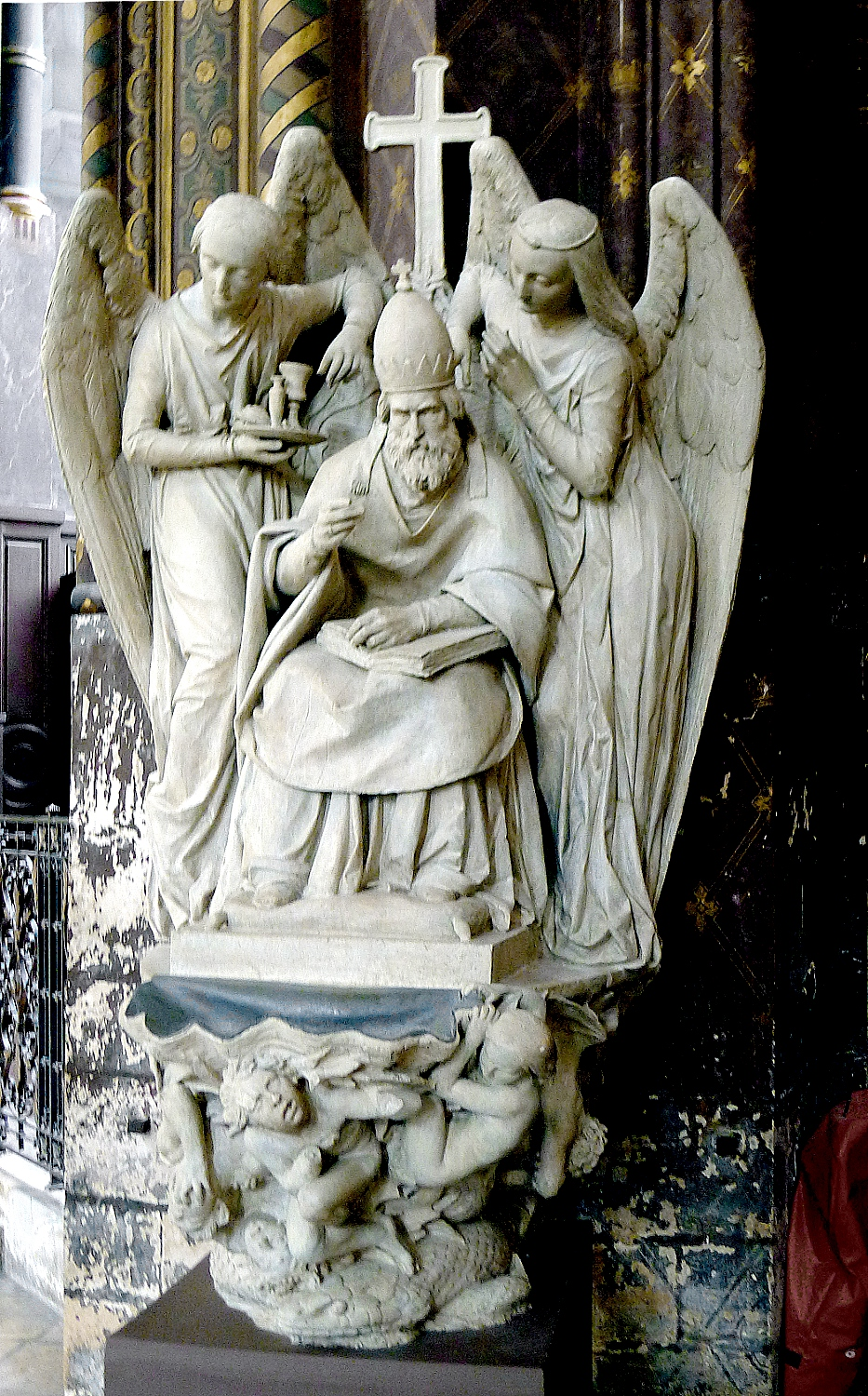
Louis-Eugène Bion, Le Pape Alexandre II instituant l'usage de l'eau bénite (1834), bénitier en plâtre.
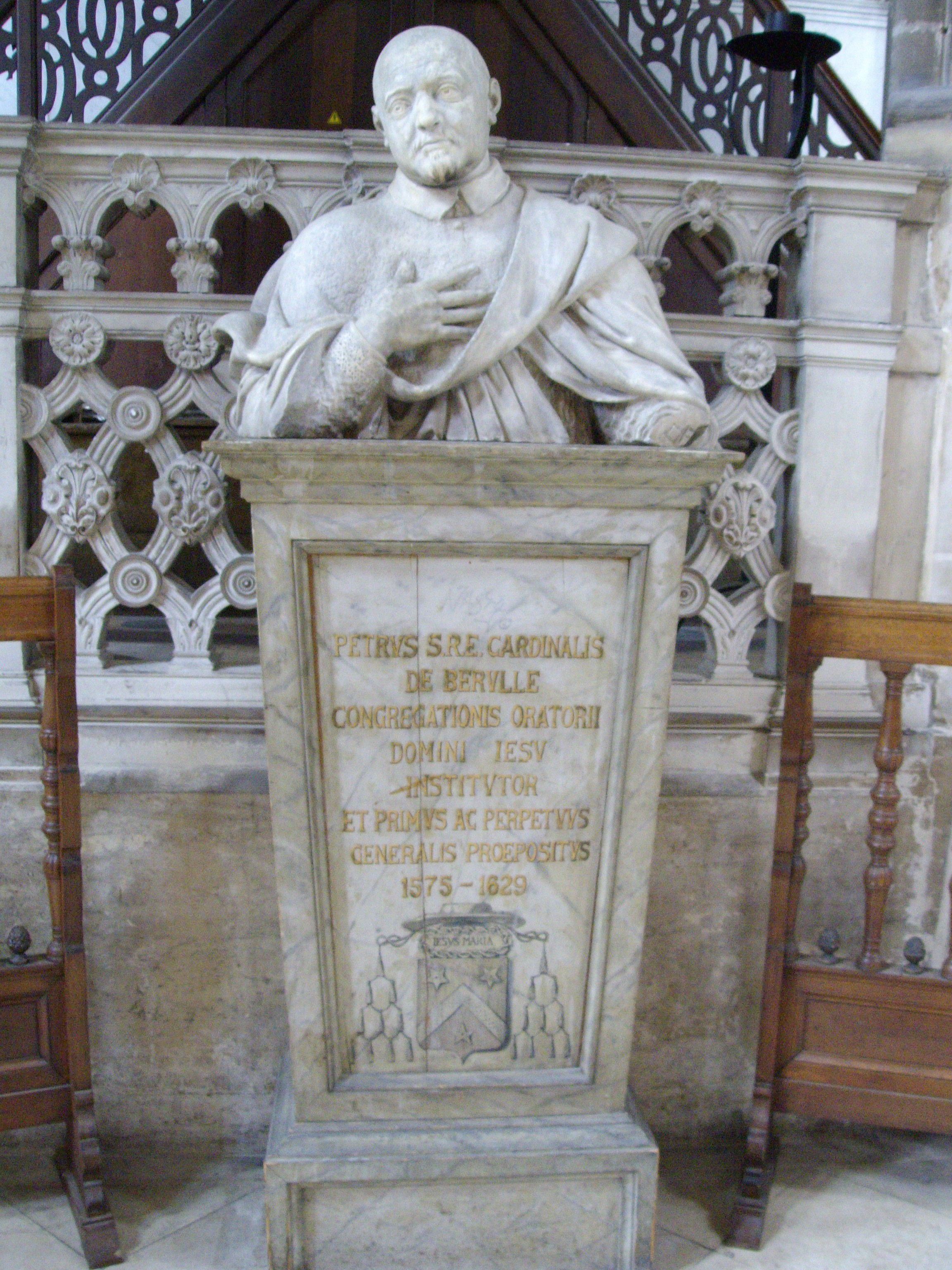
Buste de Pierre de Bérulle.
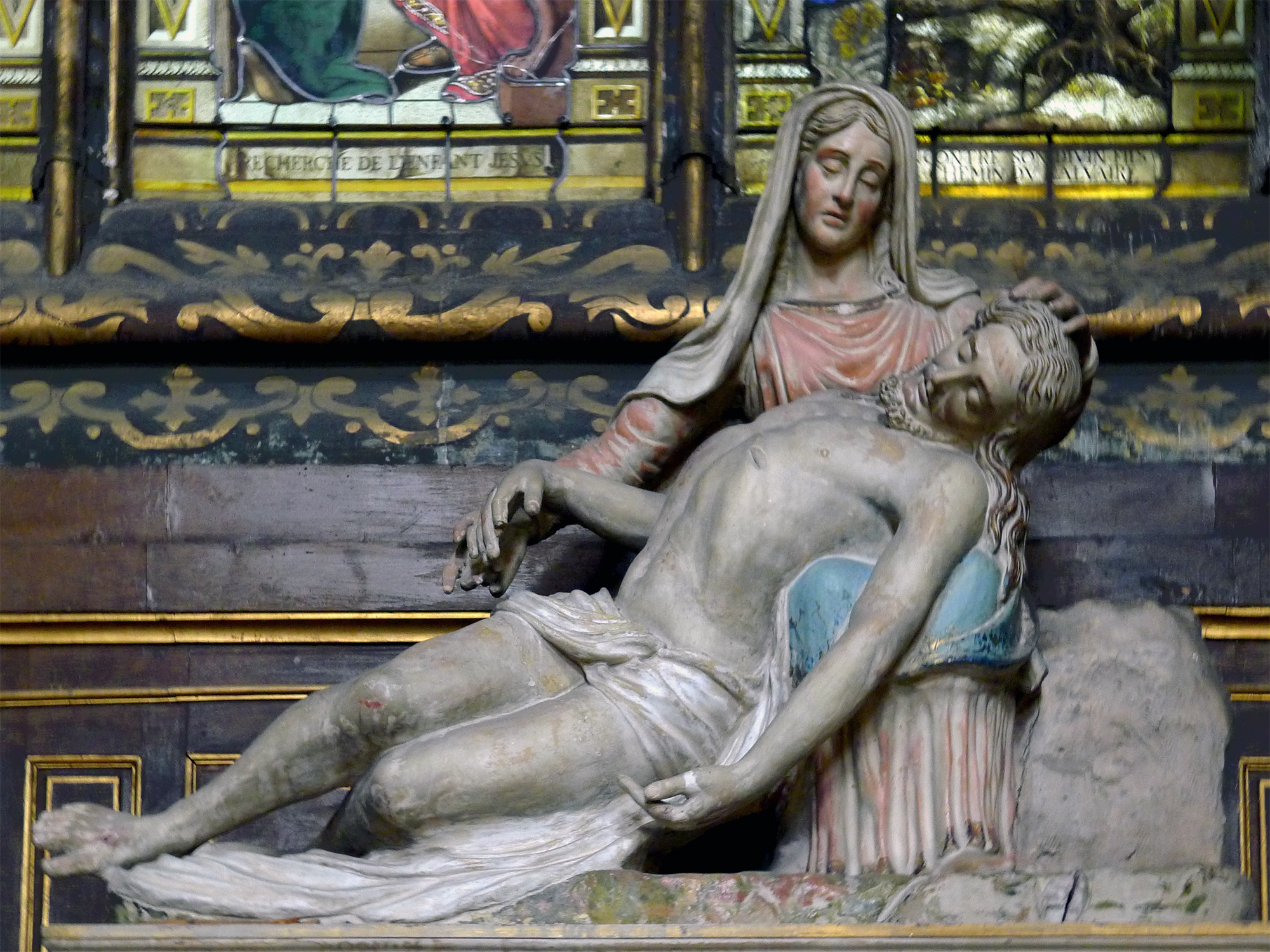
Vierge de Pitié.

#### Vitraux

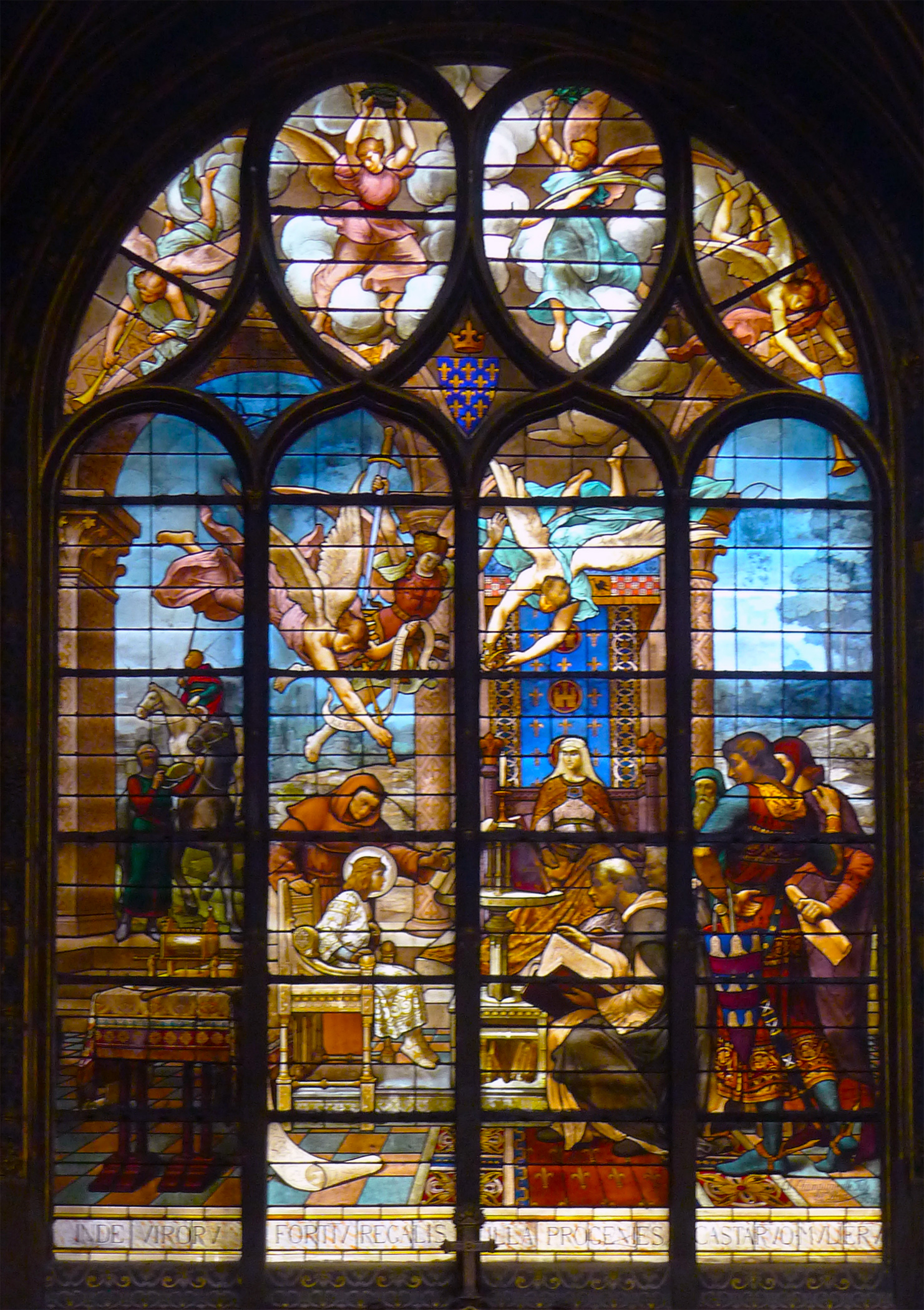
L'Éducation de Louis IX de Charles Champigneulle (chapelle St-Louis).
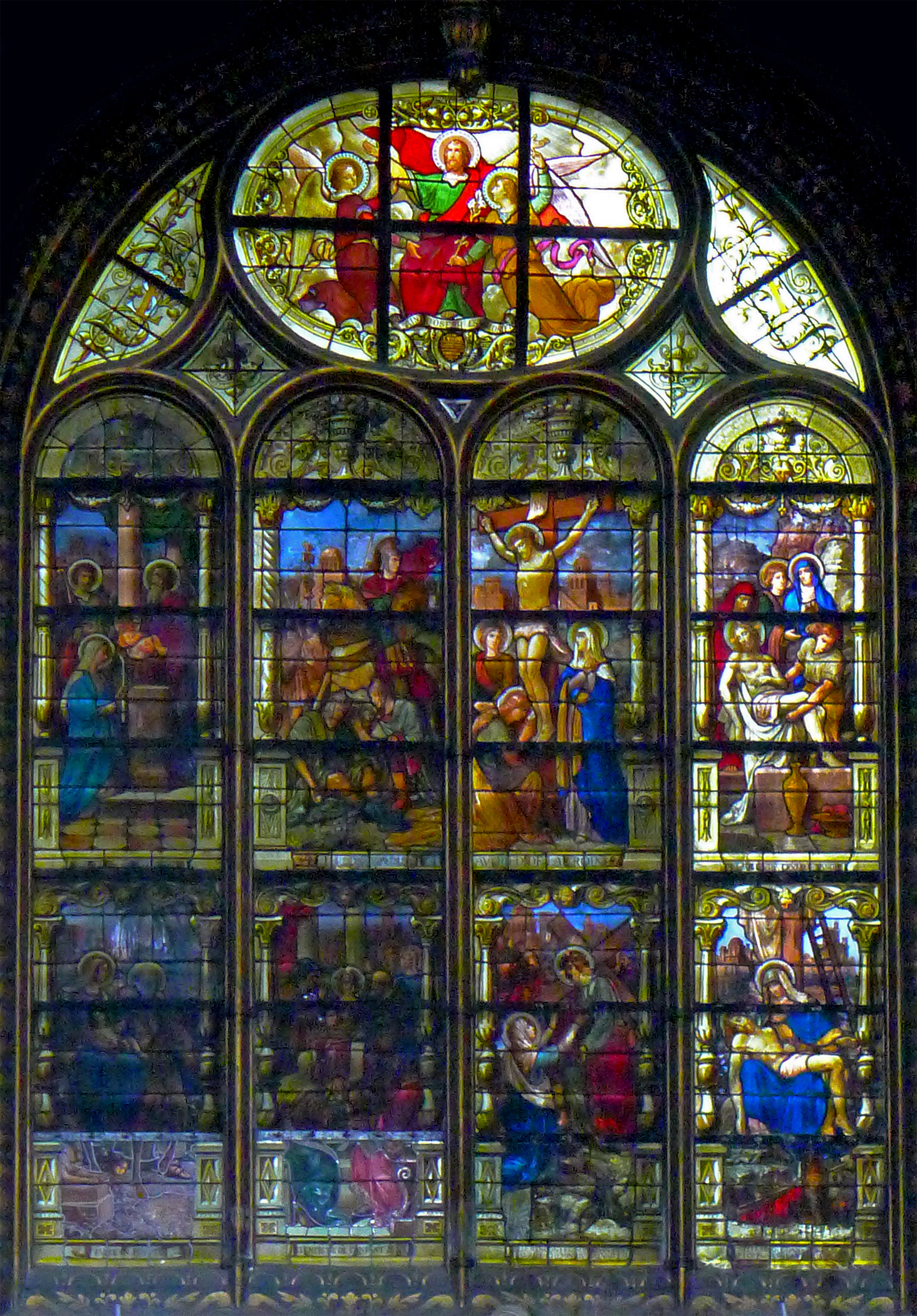
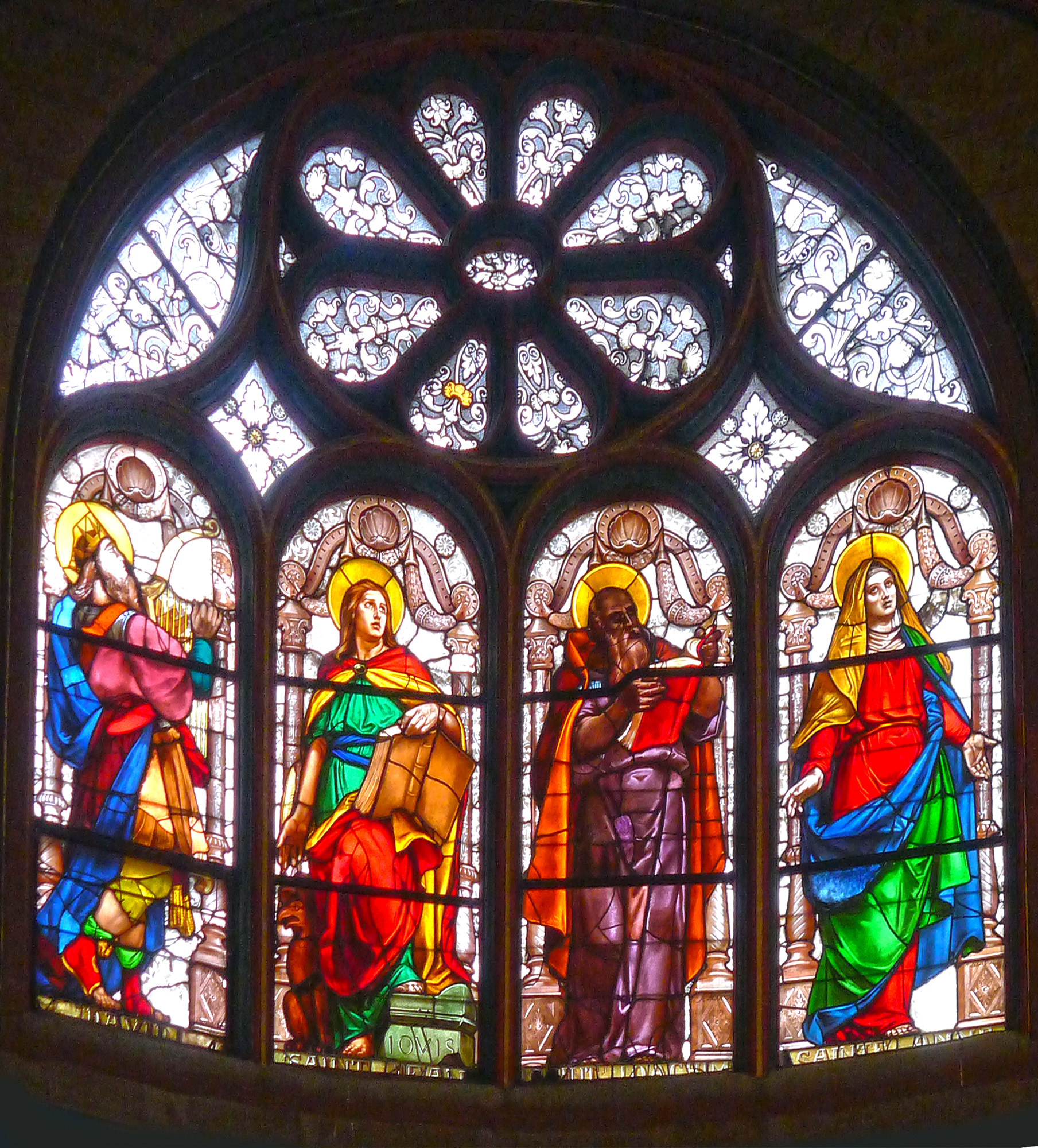
Vitrail de la chapelle de la Vierge.
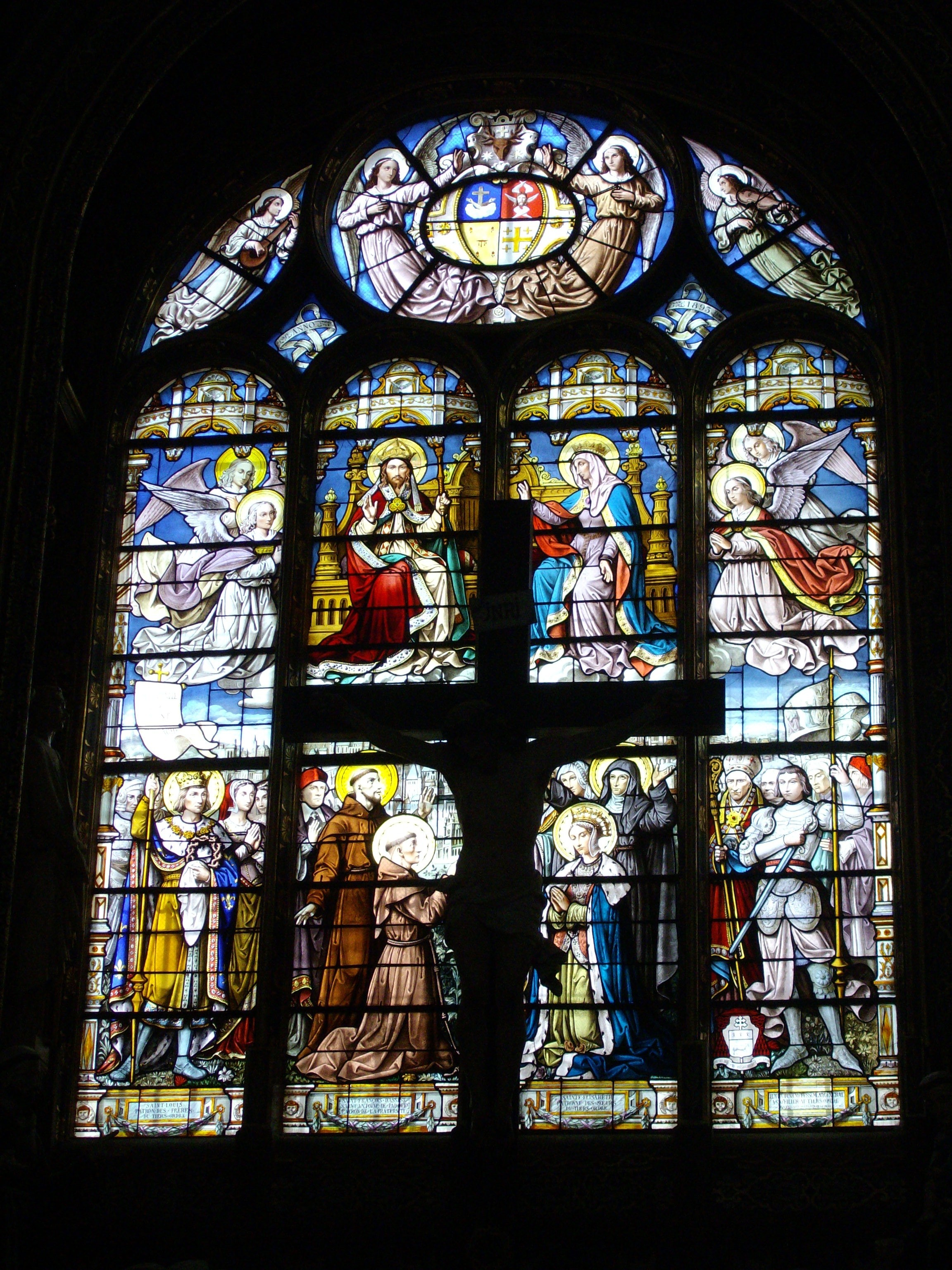
Vitrail de la chapelle du Calvaire.
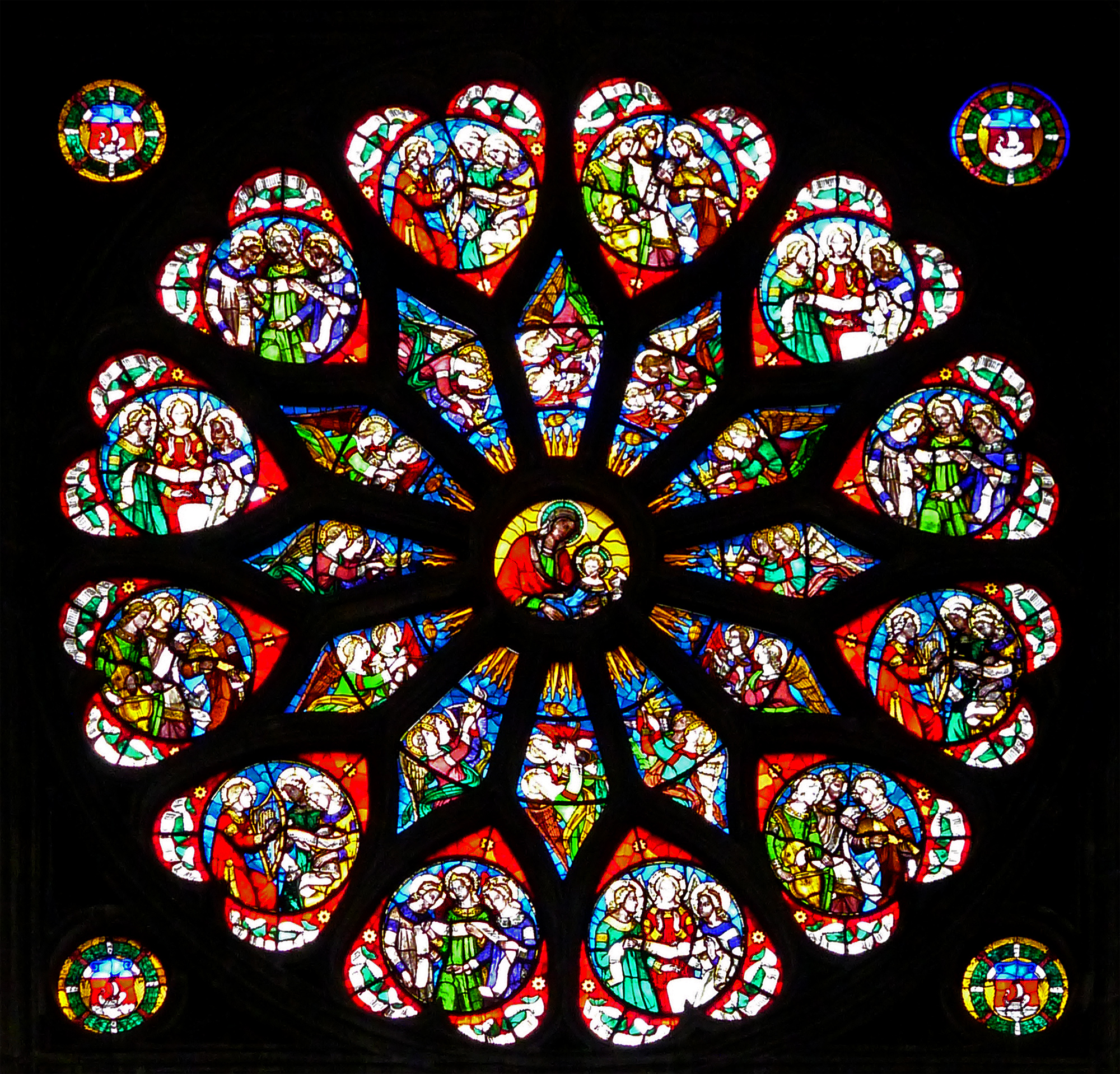
Rosace du croisillon nord (XIXe siècle).
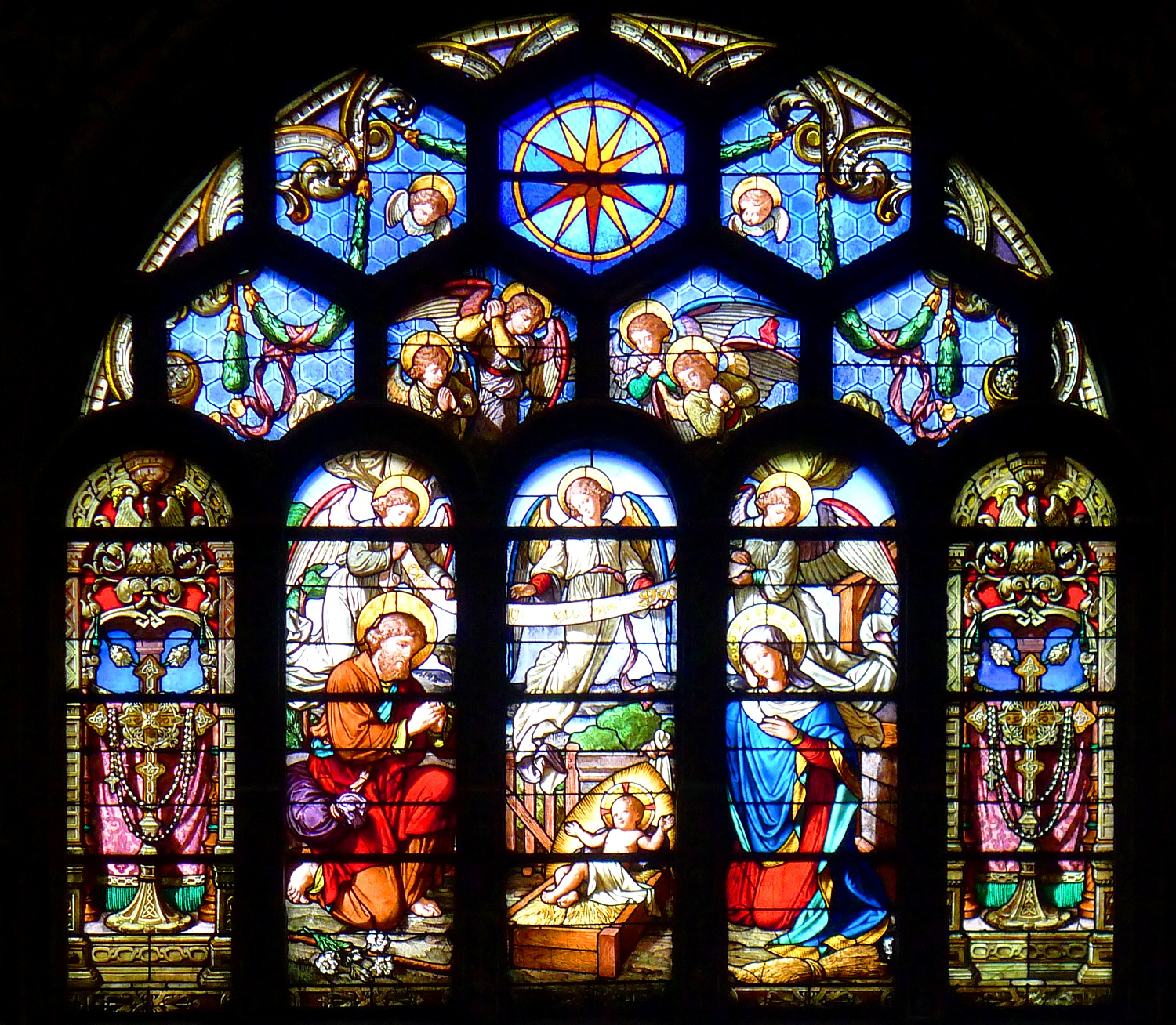
Verrière du transept sud : La Nativité (XIXe siècle).
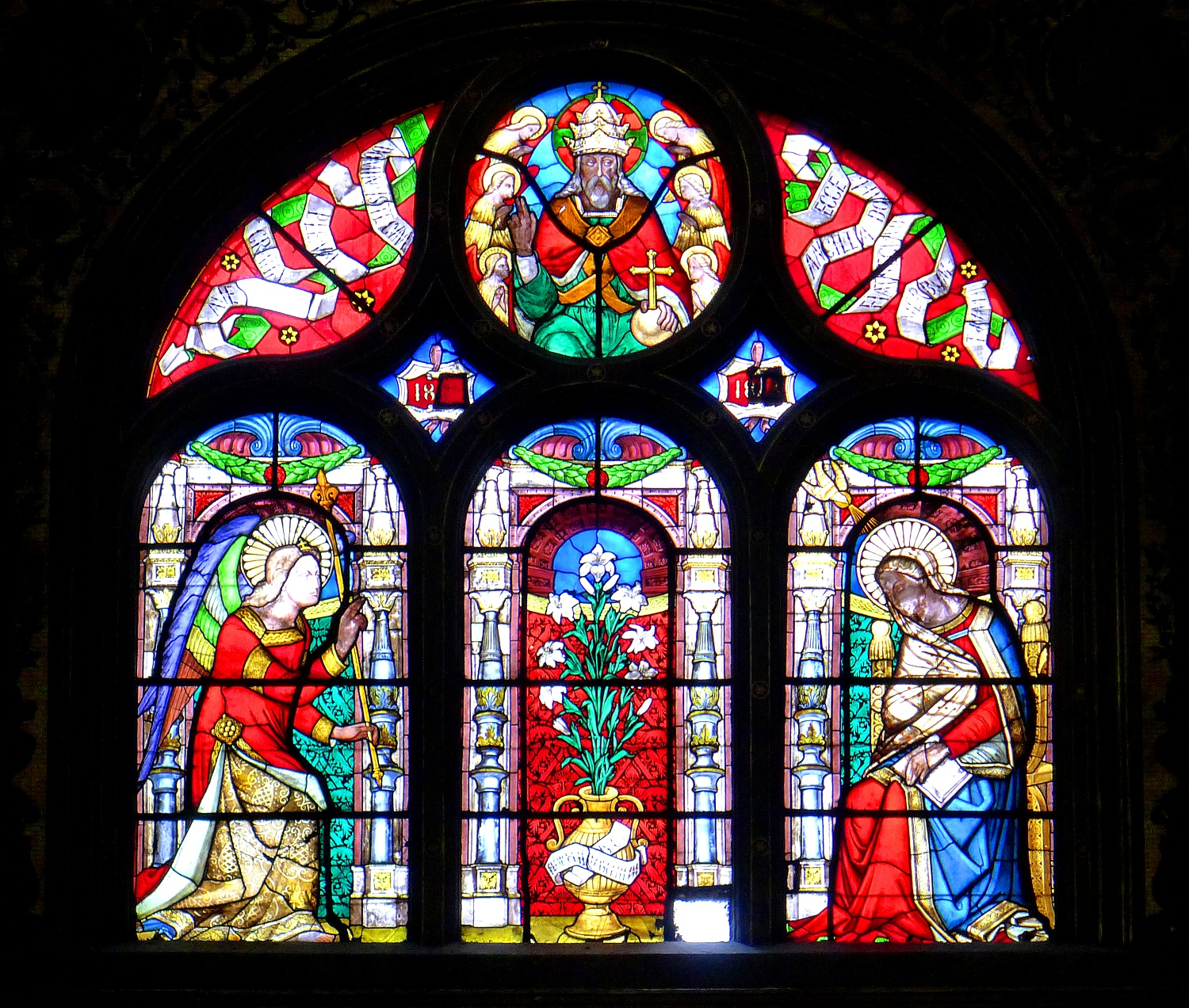
Verrière du transept nord : L'Annonciation (XIXe siècle).

### Décors duXXesiècle

#### Peintures et sculptures
Œuvres contemporaines présentes à Saint-Eustache :
- Le départ des fruits et légumes du cœur de Paris le 28 février 1969, par Raymond Mason, restauré en 2023, se trouve face à la chapelle Saint-Joseph.
- L'un des neuf exemplaires du triptyque, La Vie du Christ de Keith Haring, en bronze recouvert d'une patine d'or blanc, se trouve dans la chapelle Saint-Vincent-de-Paul[28]. Par un curieux hasard, la fresque de Simon Vouet qui le surplombe et qui représente le triomphe eschatologique de l'Église sur le mal, résume le Nouveau Testament en étant encadrée par l'évocation de son premier et de son dernier chapitre, à savoir, au-dessous dans un camaïeu de roses, la naissance de la Vierge entourée d'anges, dont le nouveau-né rappelle l'enfant rayonnant du triptyque également encadré d'anges, et au-dessus l'Apocalypse, avec saint Jean et la Bête de l'Apocalypse[29] à sept têtes, à laquelle fait écho l'être à douze membres au centre de l'œuvre de Keith Haring.

#### Vitraux

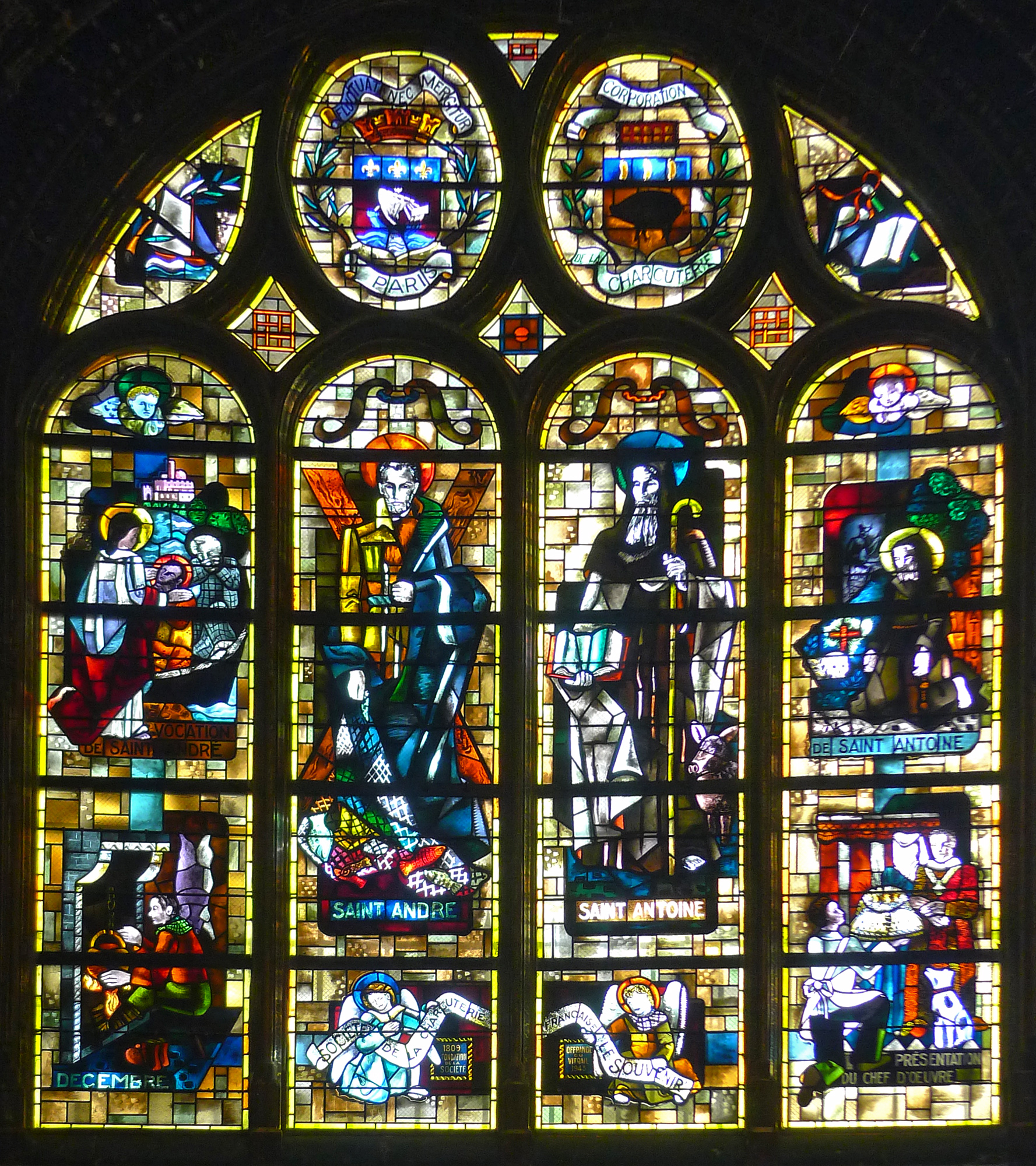
Vitrail Le Souvenir de la Société française de charcuterie (1945).

### Description du décor des chapelles
Les 25 chapelles de l'église sont distribuées depuis le revers de la façade occidentale, au nord (côté gauche), en remontant vers le déambulatoire derrière le chœur à l'est, pour redescendre par le sud (à droite) et revenir au revers de la façade occidentale.
Chapelles du collatéral gauche
1. Chapelle de la Rédemption
2. Chapelle des Fonts baptismaux
3. Chapelle Notre-Dame-des-Sept-Douleurs
4. Chapelle Saint-Joseph
5. Chapelle Saint-Eustache

Chapelles du déambulatoire (côté gauche)
1. Chapelle des Ménardeau
2. Chapelle Saint-Louis
3. Chapelle Sainte-Geneviève
4. Chapelle Saint-Vincent-de-Paul
5. Chapelle Sainte-Madeleine
6. Chapelle Saint-Pierre l'exorciste
7. Chapelle Saint-Louis-de-Gonzague

Chapelle axiale
1. Chapelle de la Vierge

Chapelles du déambulatoire (côté droit)
1. Chapelle des Catéchismes
2. Chapelle de la Miséricorde
3. Chapelle des Charcutiers (anciennement chapelle Saint-André)
4. Chapelle des Saints-Anges
5. Chapelle Sainte-Anne
6. Chapelle Sainte-Agnès
7. Chapelle du Sacré-Cœur

Chapelles du collatéral droit
1. Chapelle des Âmes du Purgatoire
2. Chapelle Saints-Innocents
3. Chapelle Sainte-Cécile
4. Chapelle du Calvaire
5. Chapelle de la Ville de Paris

### Chapelles du collatéral gauche
1- Chapelle de la Rédemption
Peintures d'Auguste-Barthélemy Glaize (XIXe siècle).
2- Chapelle des fonts baptismaux

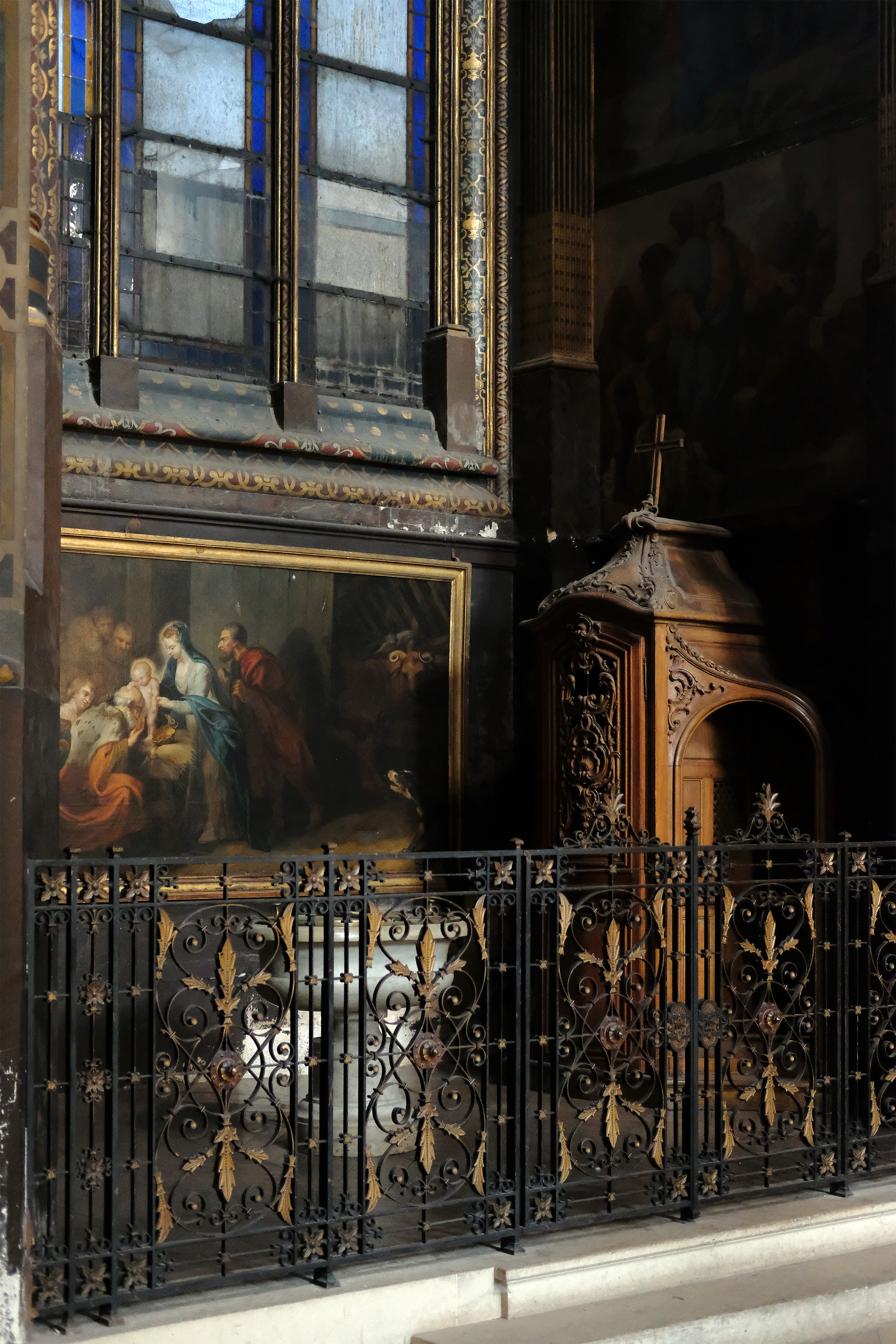
Chapelle des fonts baptismaux.
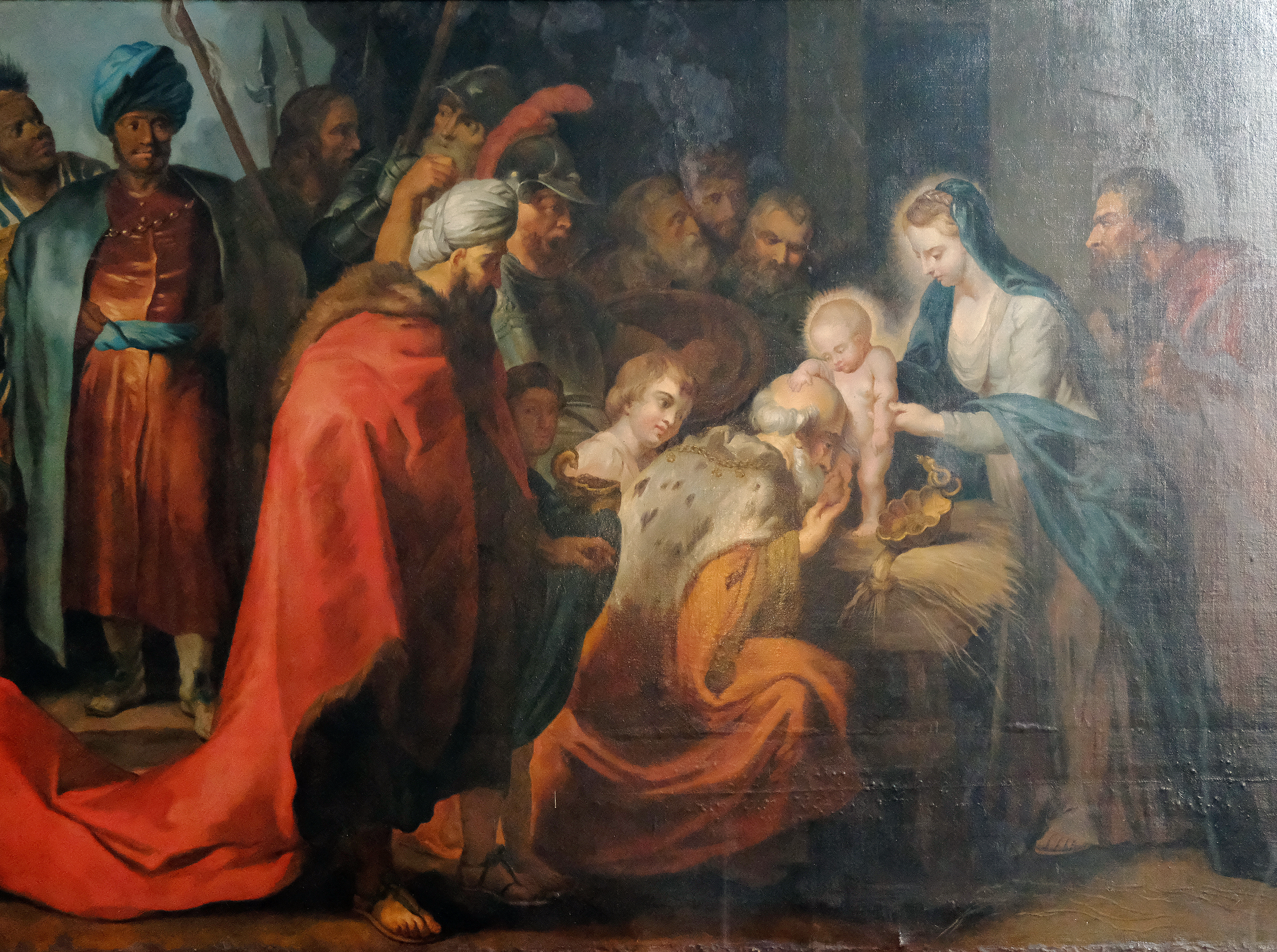
Détail de L'Adoration des mages d'après Rubens.

3- Chapelle Notre-Dame-des-Sept-Douleurs
Peintures de Léon Riesener (XIXe siècle) ; statue d'une Vierge de douleur.

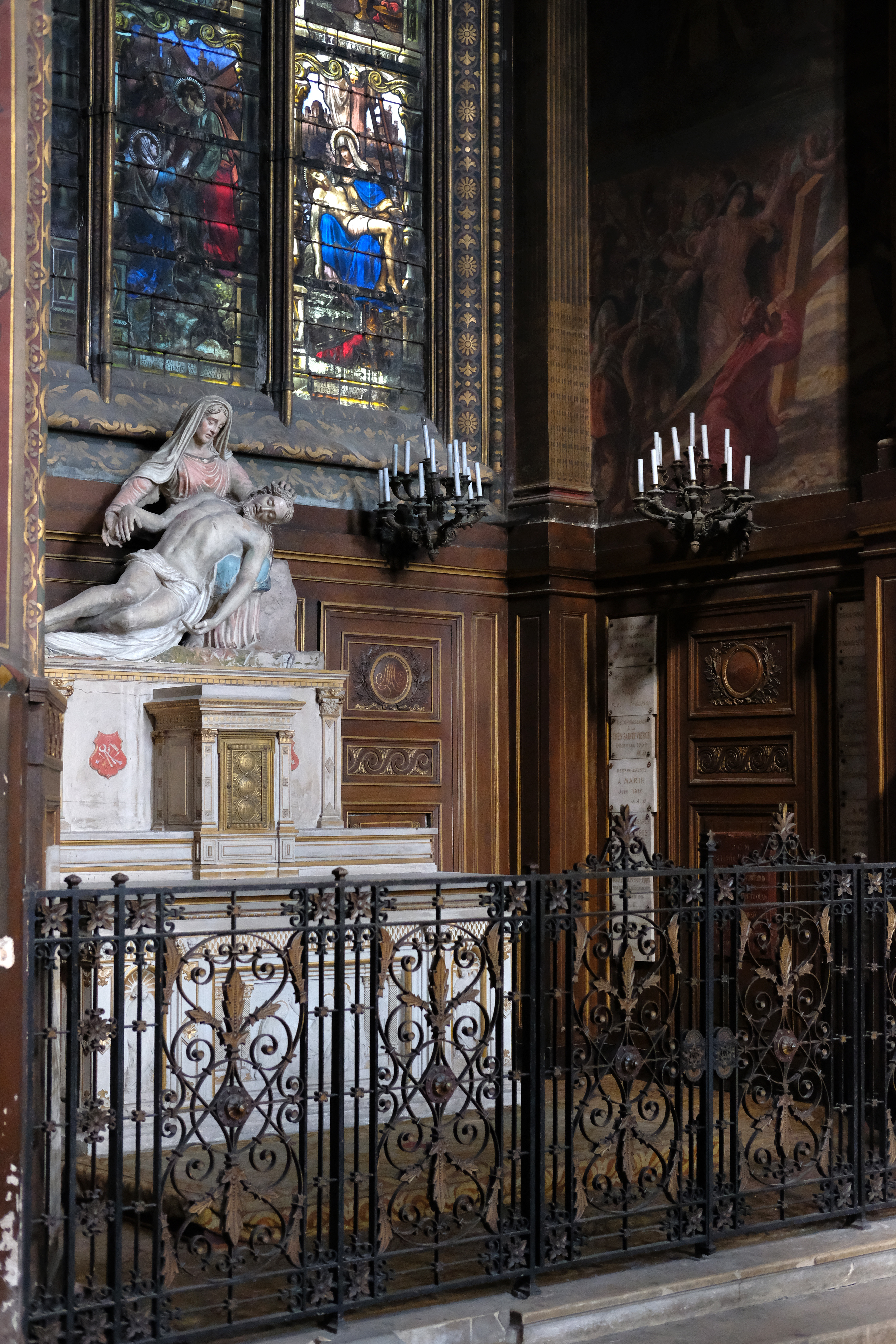
La chapelle vue du sud-ouest.
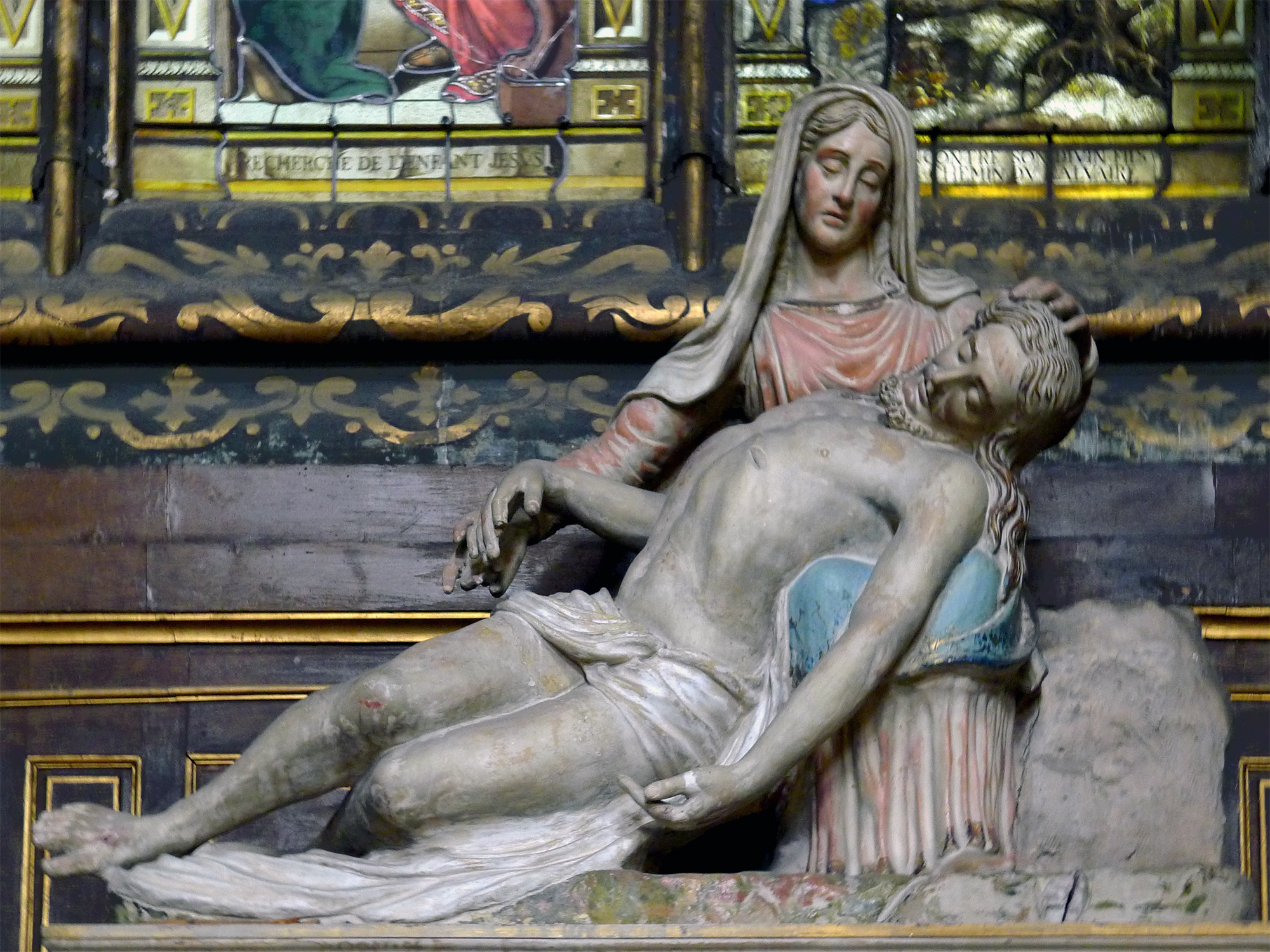
Vierge de douleur.

4- Chapelle Saint-Joseph
Peintures murales du XVIIe siècle (restées anonymes), sans doute badigeonnées de blanc au XVIIIe, dégagées et en partie repeintes en 1850, sous la direction de Victor Baltard, par Louis Basset, restaurées en 2022-2023 : 
- sur le mur de gauche : en bas, L'Apparition aux disciples d'Emmaüs, L'Apparition à la Madeleine, L'Apparition aux Saintes Femmes ; en haut (création  de 1850), L'Assomption.
- sur le mur de droite : en bas, Gardes assoupis près du tombeau du Christ ; en haut, (création  de 1850), La Résurrection.

5- Chapelle Saint-Eustache
Peintures d'Alphonse Le Hénaff (XIXe siècle).

### Chapelles du déambulatoire gauche
2- Chapelle Saint-Louis
Peintures de Félix-Joseph Barrias (XIXe siècle), dont Saint Louis en prière devant la croix.

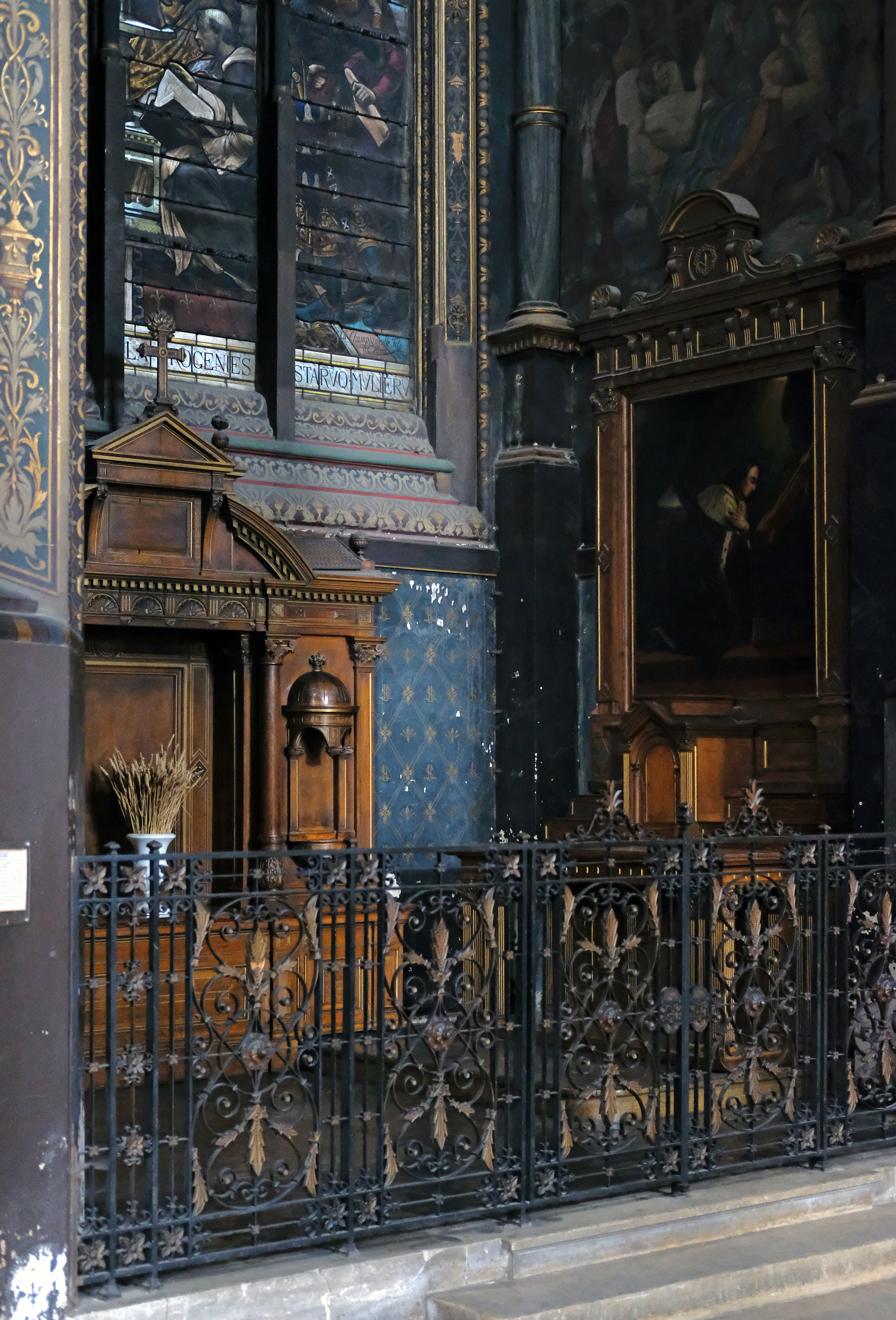
Chapelle vue du sud-ouest.
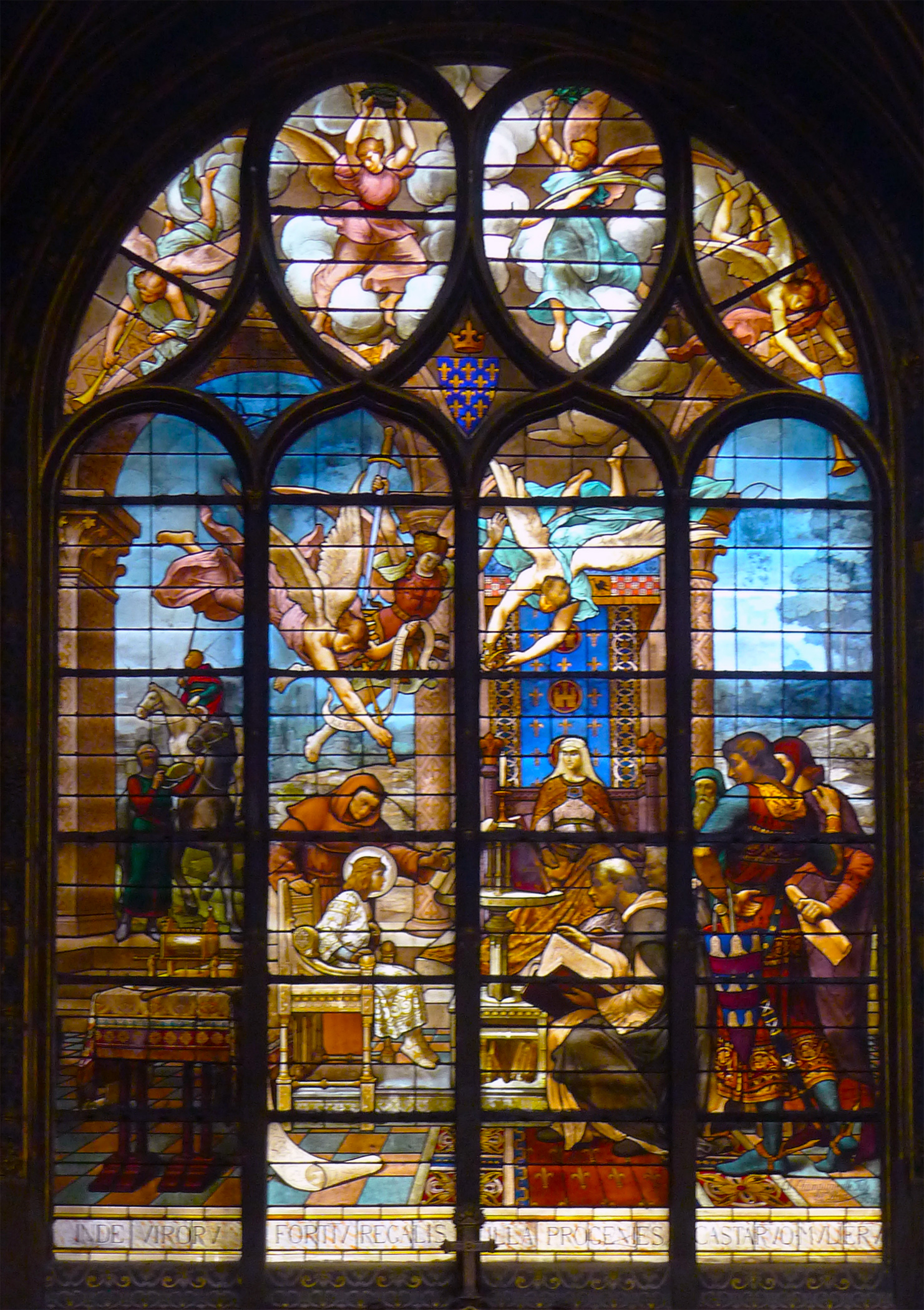
Vitrail du XIXe siècle, L'Éducation de Louis IX.

3- Chapelle Sainte-Geneviève

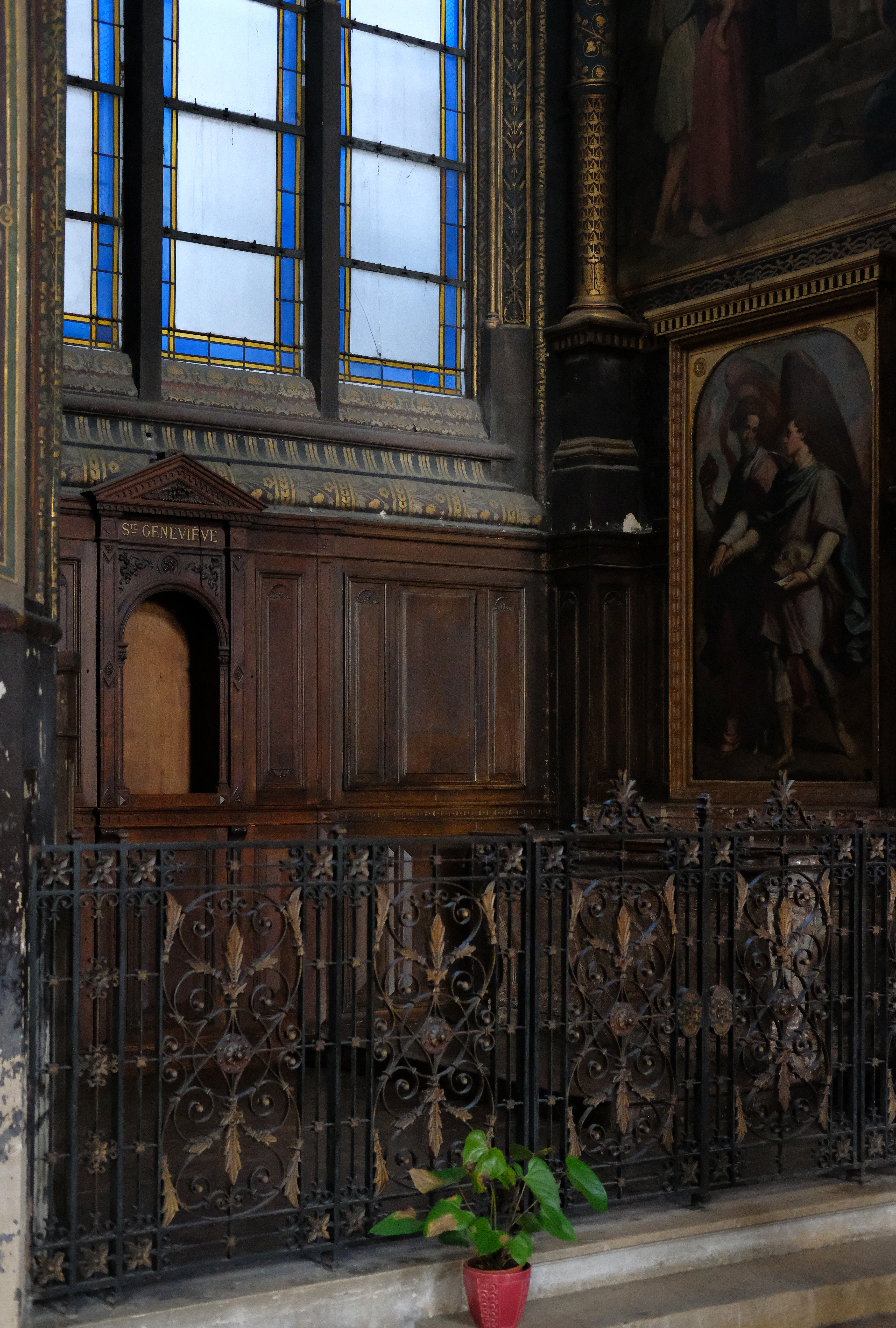
Chapelle Sainte-Geneviève.
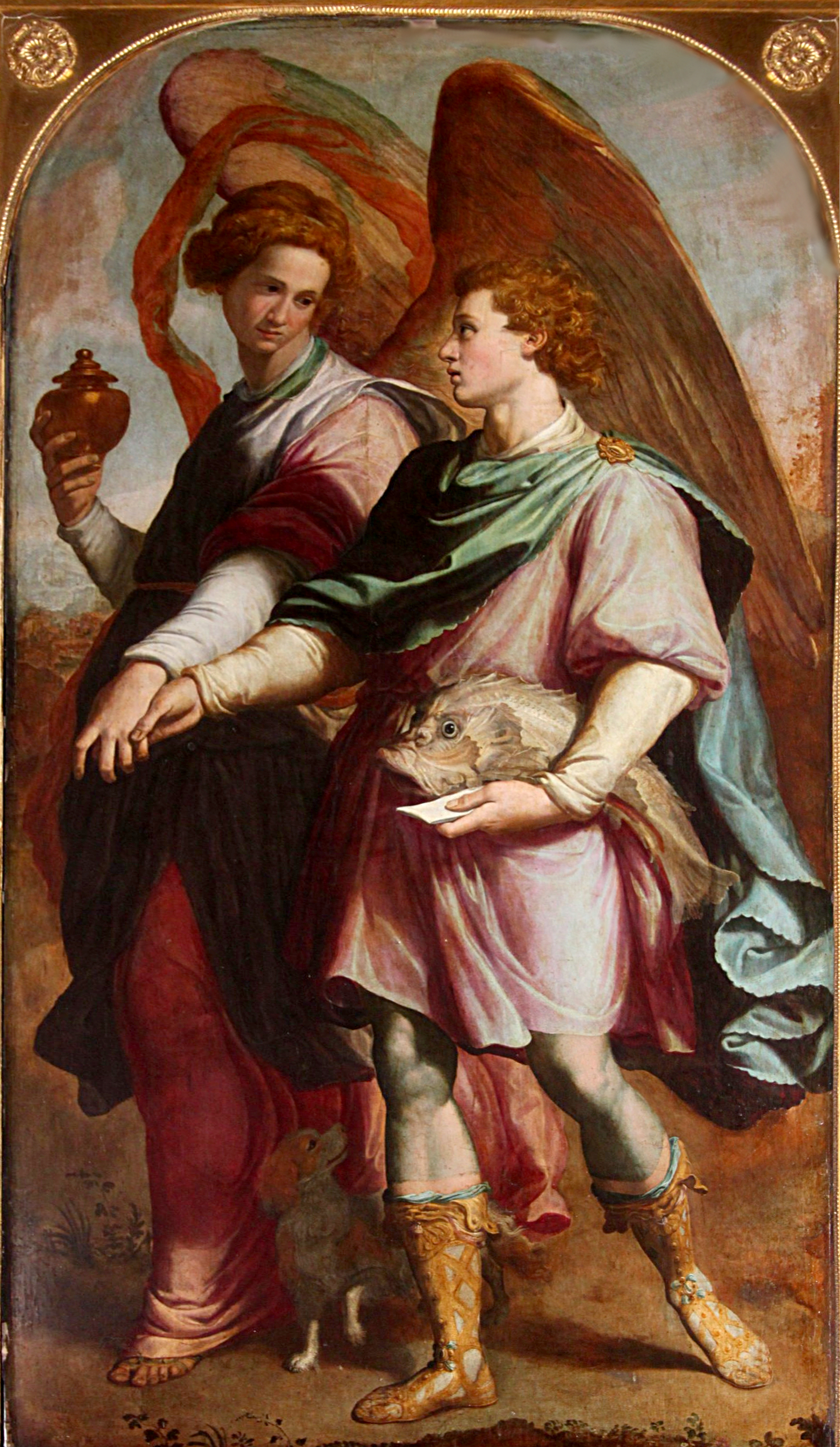
Santi di Tito, Tobie et l'ange (1575).

Peinture d'Auguste Pichon (XIXe siècle)
Tobie et l'ange de Santi di Tito (1575),. À l'origine, ce tableau ornait la sacristie de la basilique San Marco de Florence. Envoyé à Vienne lors d'un prétendu échange de tableaux entre l'empereur d'Autriche et le grand-duc de Toscane en 1792-1793 (il n'existe pas de trace de tableau en provenance d'Autriche ni dans la basilique de San Marco ni dans son musée), il fit partie des œuvres d'art saisies en 1809, a priori en Autriche par Vivant Denon, directeur du musée du Louvre, et fut finalement déposé à l'église Saint-Eustache en 1811 ;
4- Chapelle Saint-Vincent-de-Paul

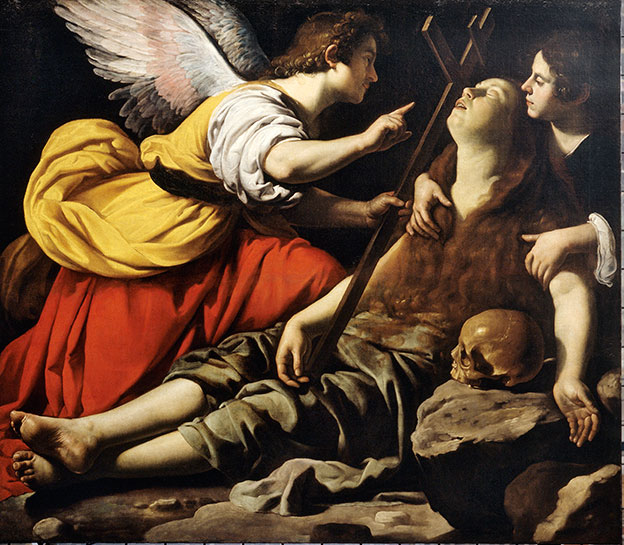
Tableau de Rutilio Manetti.

En 1803, le nom de saint Vincent de Paul fut donné à cette chapelle en souvenir du séjour du saint sur le territoire de la paroisse de 1613 à 1623, alors qu'il était précepteur de la famille de Gondi. Elle présente, en dépôt de la Ville de Paris, une œuvre de Keith Haring, La Vie du Christ (vers 1989) un triptyque en bronze et patine d’or blanc. Elle est décorée de peintures murales du XVIIe siècle.
5- Chapelle Sainte-Madeleine
L'Extase de la Madeleine de Rutilio Manetti, (vers 1625), huile sur toile de 130 × 160 cm, se trouve depuis 1933 dans cette cinquième chapelle du déambulatoire.
La composition est inspirée de La Madeleine et deux anges de Simon Vouet et de L'Extase de la Madeleine de Francesco Rustici à Florence (palais Pitti).
Cette chapelle possède également des peintures murales du XVIIe siècle.
6- Chapelle Saint-Pierre l'exorciste
Les Pèlerins d'Emmaüs : ce tableau a pu, durant une période, être considéré comme la copie d'un Pierre Paul Rubens, puis la restauration menée par la COARC (Conservation des œuvres d'art religieuses et civiles de la ville de Paris) en 2019-2020 a permis de l'authentifier comme étant bien du maître et de son atelier. Ce sont les repentirs et modifications dans la composition qui ont permis de s’en assurer. Comme cela était courant à l'époque, des élèves de Rubens ont pu participer pour les parties les moins importantes. Ce tableau est une oeuvre de jeunesse de Rubens, peinte pendant sa période italienne, et on y sent l'influence du Caravage,.
Peintures de Pierre Claude François Delorme (XIXe siècle).
7- Chapelle Saint-Louis-de-Gonzague
C'est dans cette chapelle, à gauche de la chapelle de la Vierge, que se trouve un chef-d'œuvre de la sculpture baroque du XVIIe siècle : le Tombeau de Jean-Baptiste Colbert. D'après un dessin de Charles Le Brun, ce monument funéraire a été réalisé par Antoine Coysevox et Jean-Baptiste Tuby. Peintures de Jean-Louis Bézard (XIXe siècle).

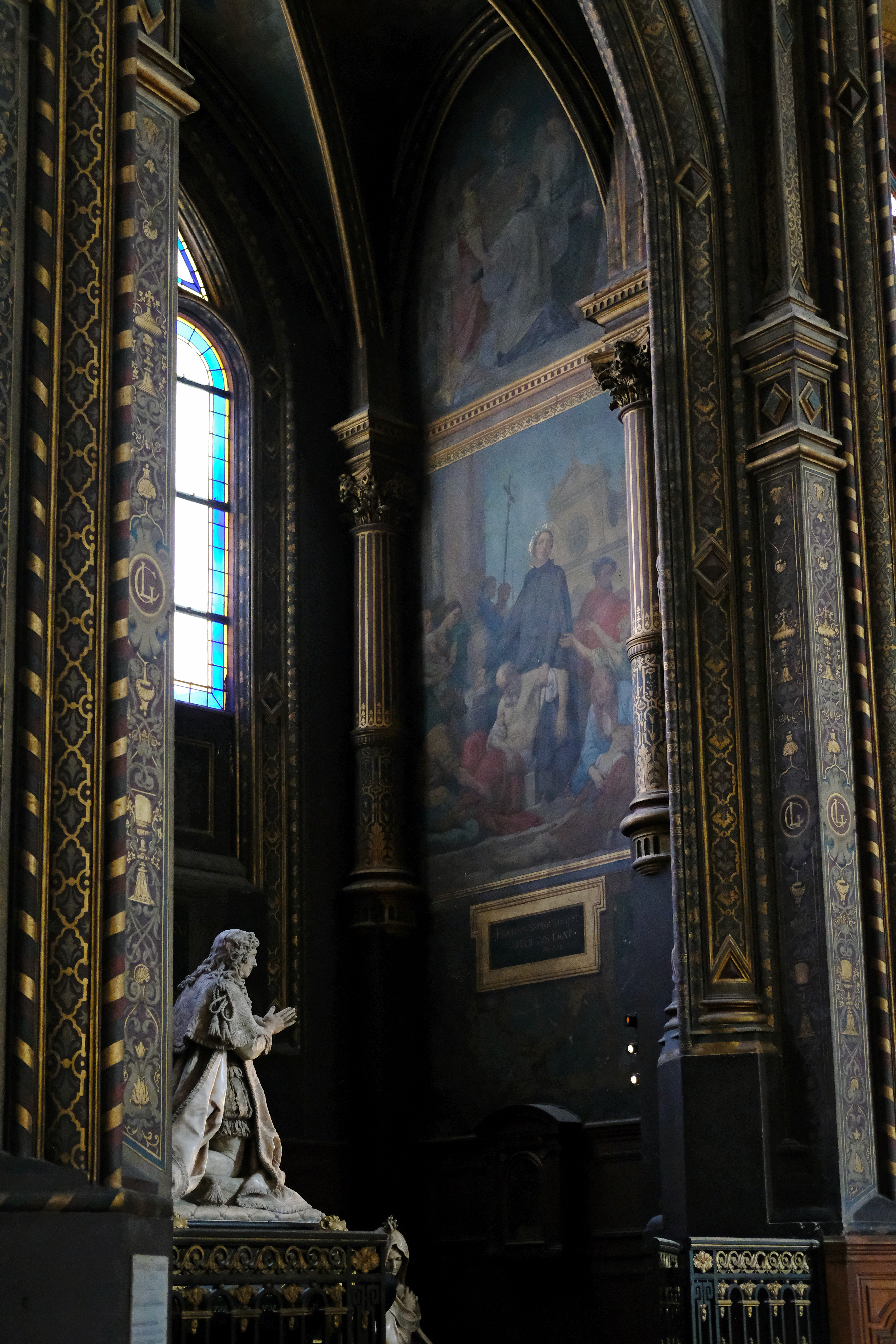
Chapelle vue de l'ouest.
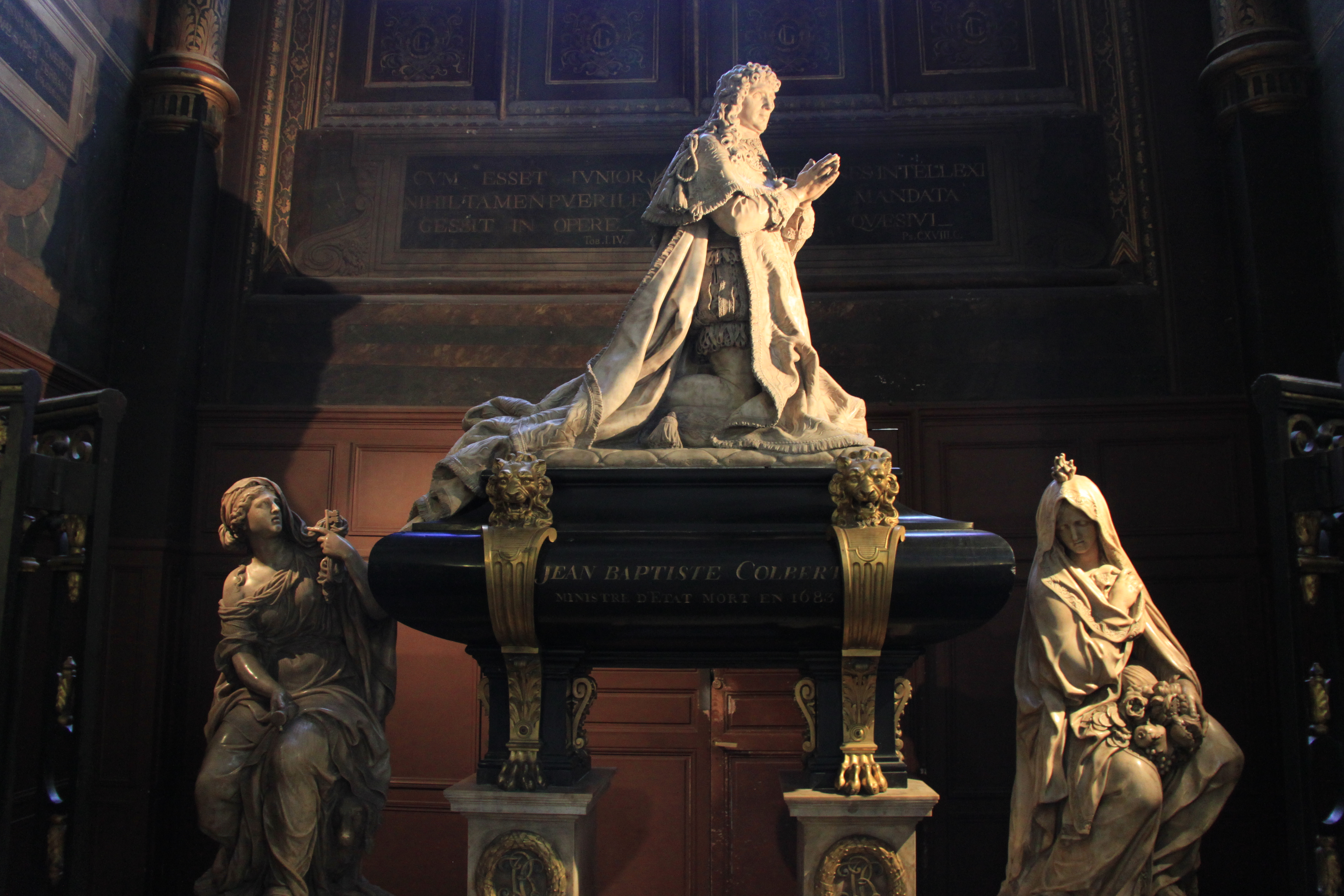
Antoine Coysevox et Jean-Baptiste Tuby d'après Charles Le Brun, Tombeau de Jean-Baptiste Colbert.

Chapelle de la Vierge
La chapelle de la Vierge fut construite en 1640. La décoration d'origine, composée de marbres, boiseries et tableaux, a disparu, saccagée, lors de la Révolution. Restaurée de 1801 à 1804, elle fut inaugurée par le pape Pie VII le 22 décembre de cette dernière année lorsque celui-ci vint à Paris pour le couronnement de Napoléon Ier. Progressivement embellie, cette chapelle absidiale, avec une voûte nervurée en cul-de-four, abrite désormais en son centre une sculpture de la Vierge à l'Enfant de Jean-Baptiste Pigalle que le peintre Thomas Couture a mis en valeur par trois grandes toiles marouflées sur le thème des litanies de la Vierge. Les vitraux sont du XIXe siècle et représentent une série de rois et de saints.

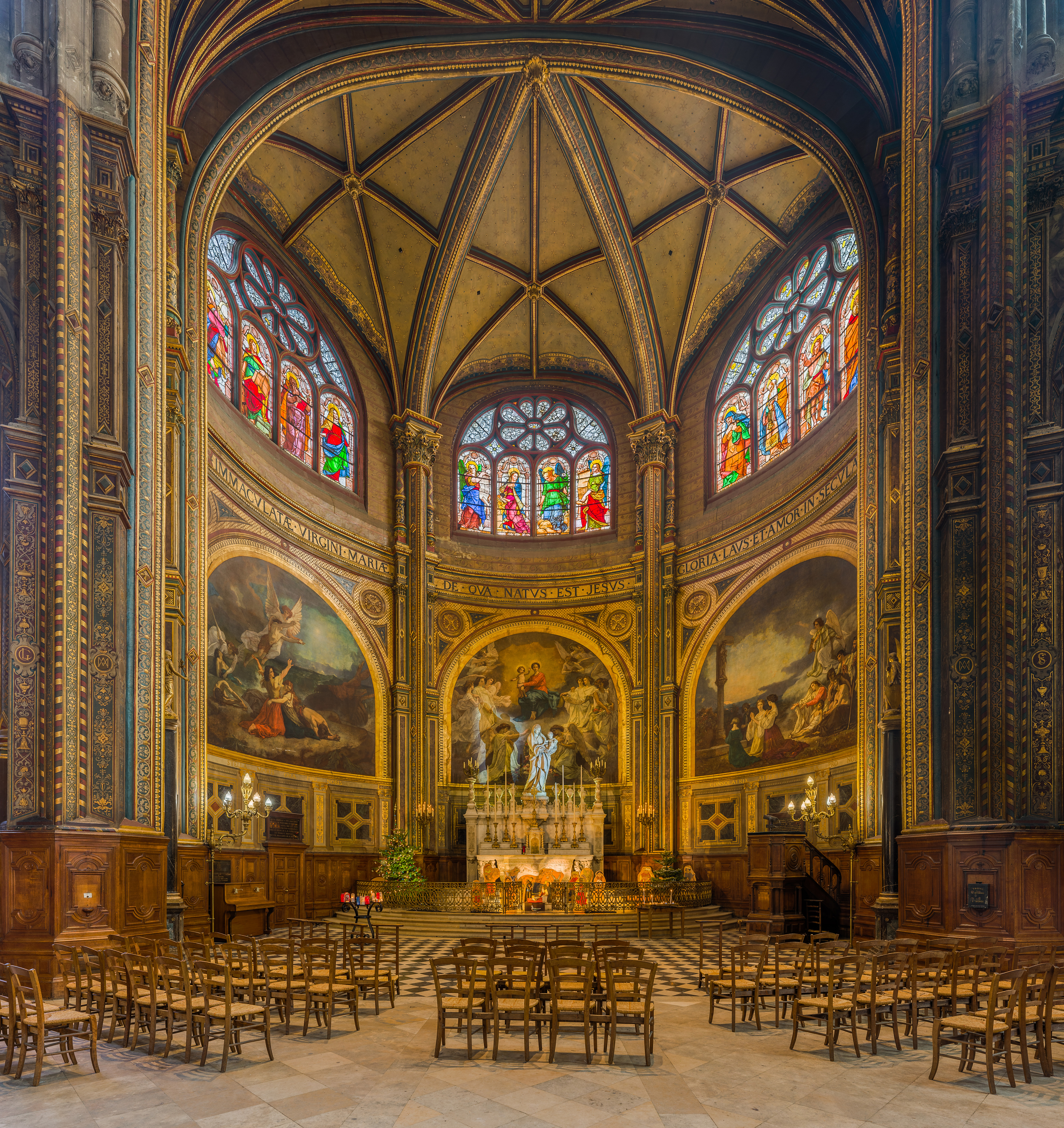
Chapelle de la Vierge.
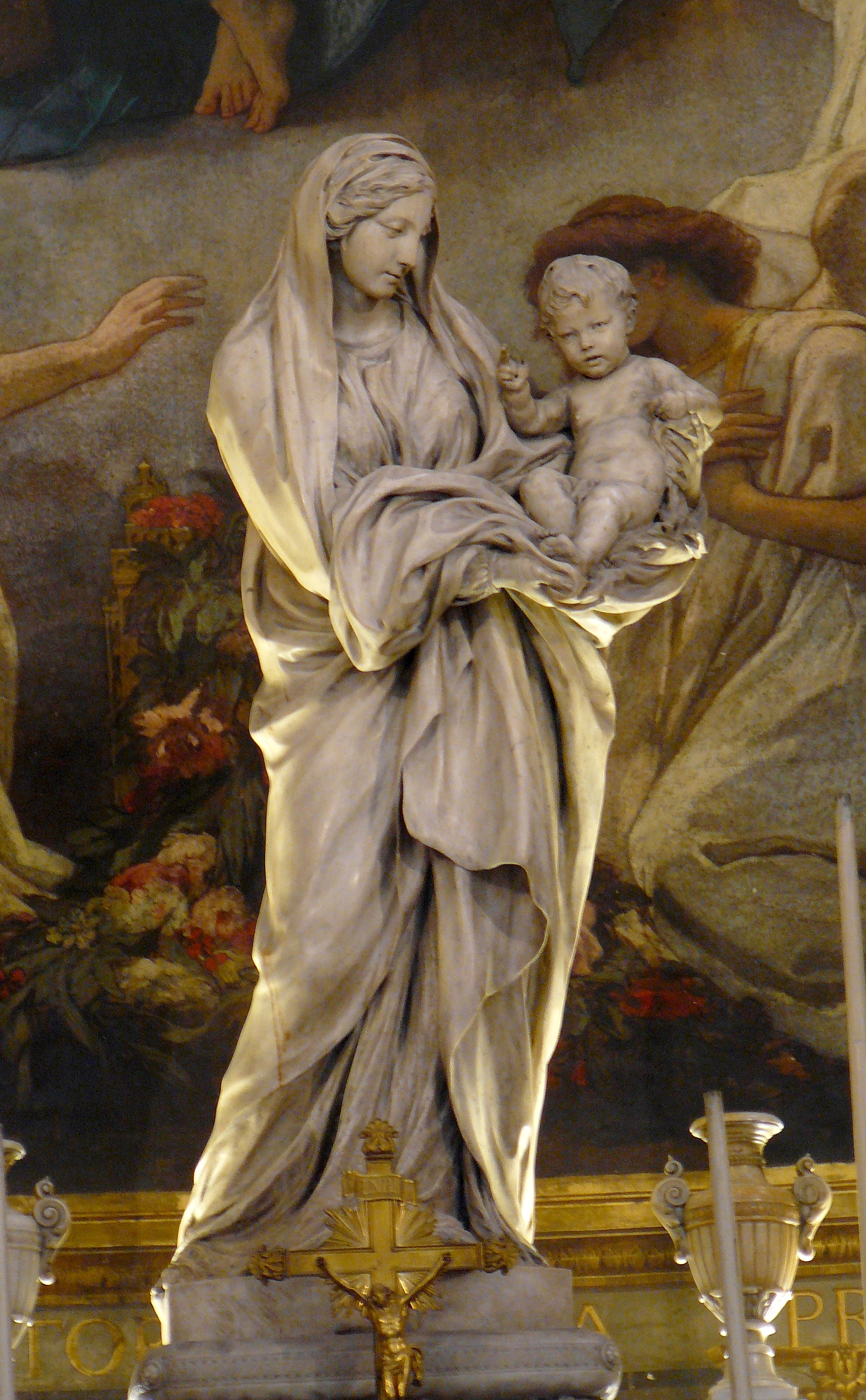
Jean-Baptiste Pigalle, La Vierge à l'Enfant (1748).
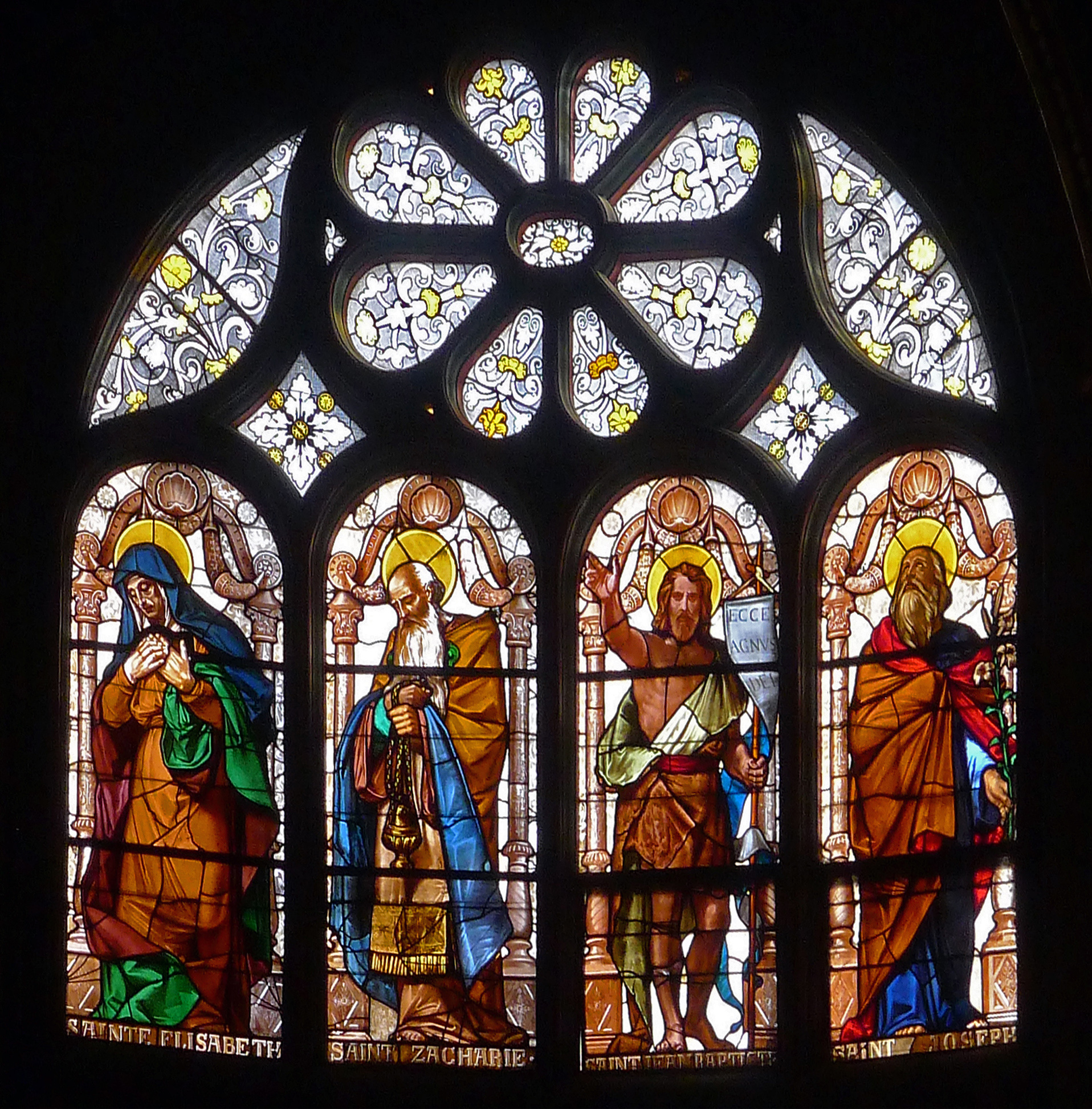
Vitraux du XIXe siècle.

Chapelle des catéchismes
Peintures d'Émile Signol (XIXe siècle).
Chapelle des Charcutiers (anciennement chapelle de Saint-André)
Peintures d'Isidore Pils, dont Le Martyre de saint André (XIXe siècle) ; présence d'un vitrail de 1945 sur le thème du souvenir à la mémoire de la Société de la charcuterie française fondée en 1809, pour laquelle une messe est célébrée chaque année dans cette chapelle.
Deux panneaux de John Armleder (2000).

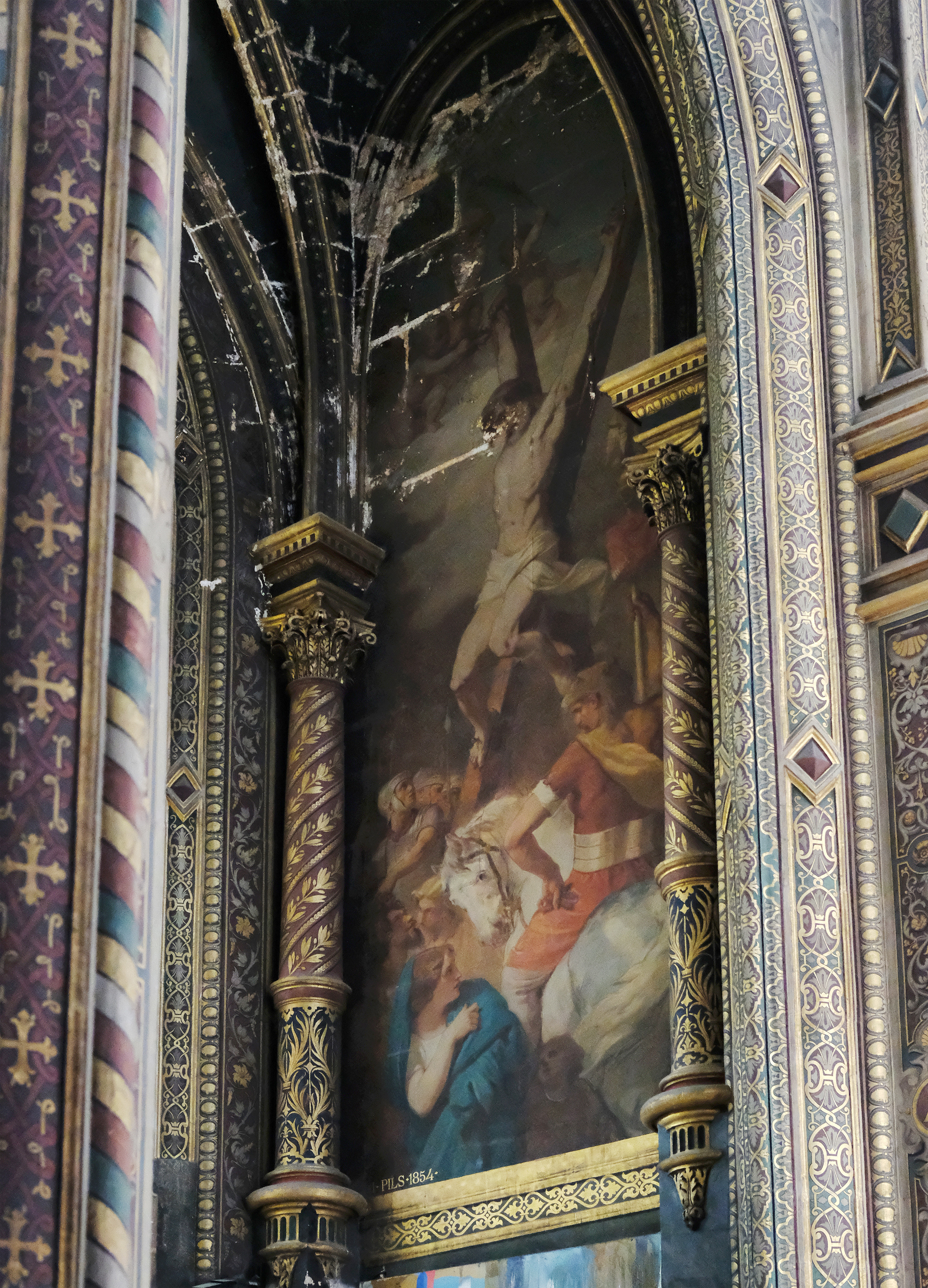
Isidore Pils, Le Martyre de saint André.
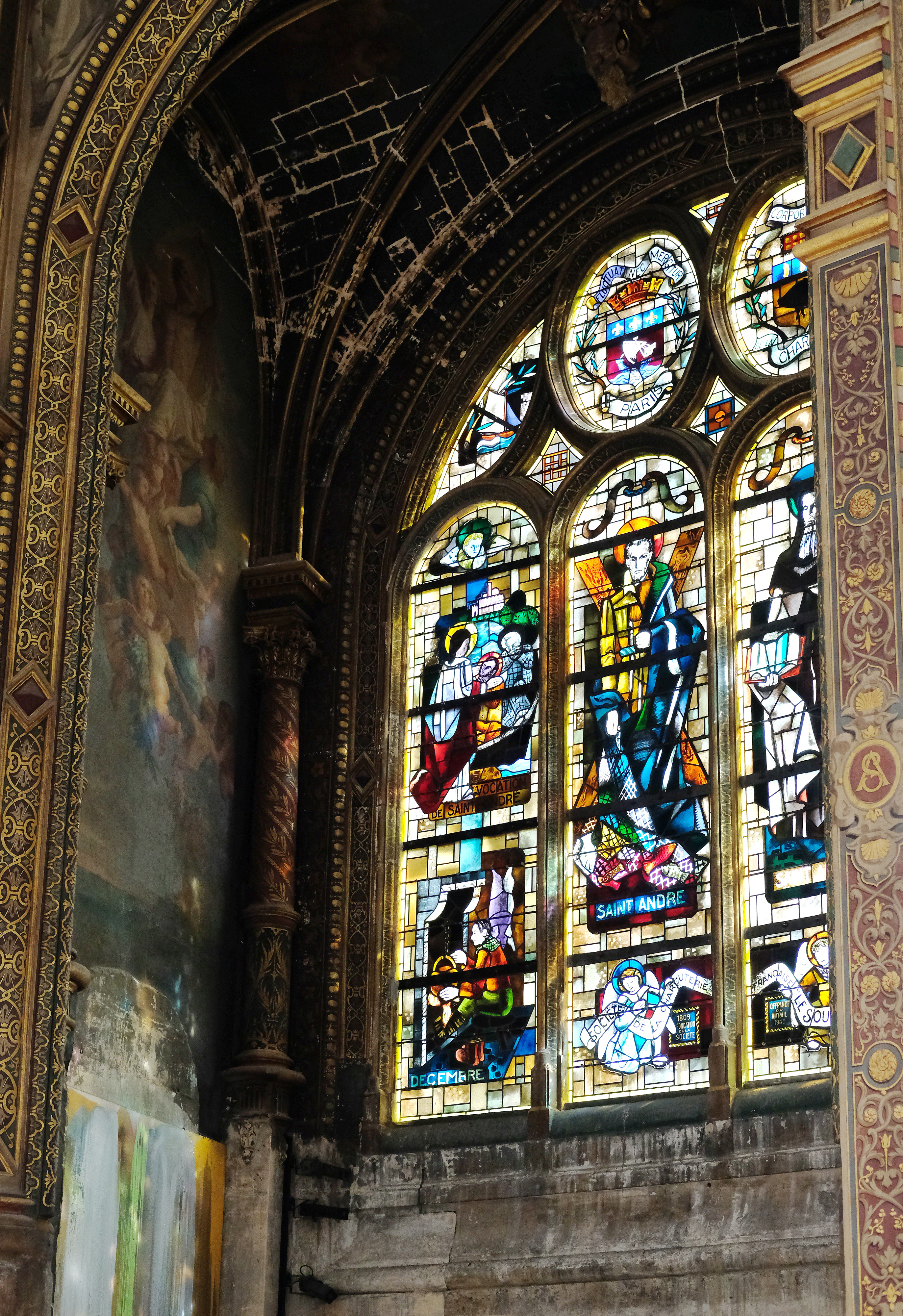
Côté est de la chapelle, détail du vitrail (1945).

Chapelle des Saints-Anges
Peintures murales du XVIIe siècle.
Cette chapelle fit l’objet en 1633 d’un marché de décoration passé entre la famille des du Val et le peintre Antoine Ricard (1600-1652). Les membres de la famille du Val, Charles du Val, son épouse Lucrèce de Montivilliers, son fils Claude en ecclésiastique ainsi que ses gendres, figurent sur la fresque de cette chapelle. Une inscription rappelle que les peintures ont été recouvertes d’un badigeon pendant la Révolution, puis restaurées sous la conduite de Baltard en 1850.
Tableau d'Armand Cambon, Les Saints Anges portant à Dieu les prières des hommes, exposé au Salon de 1866.

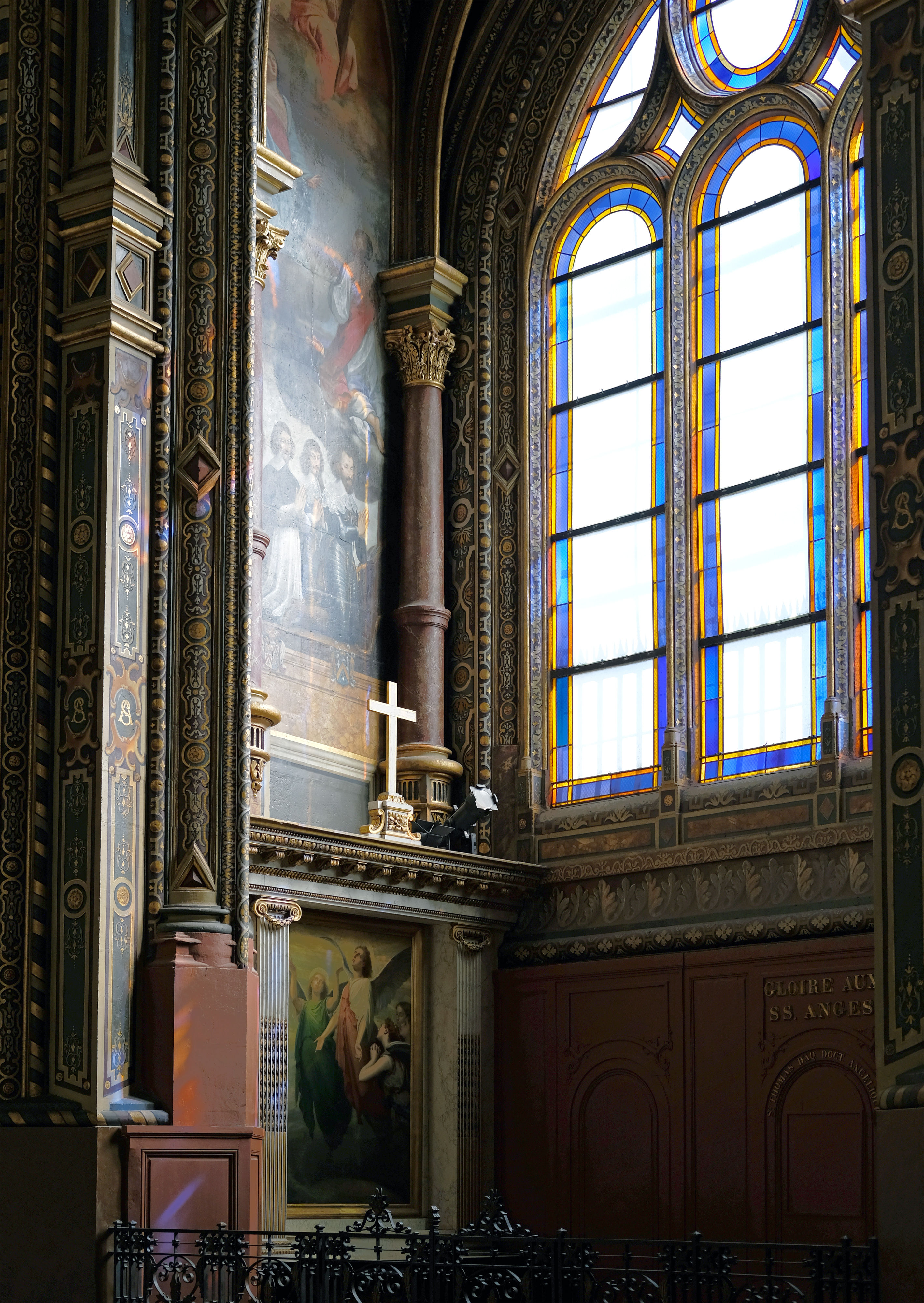
Chapelle vue du nord-ouest.
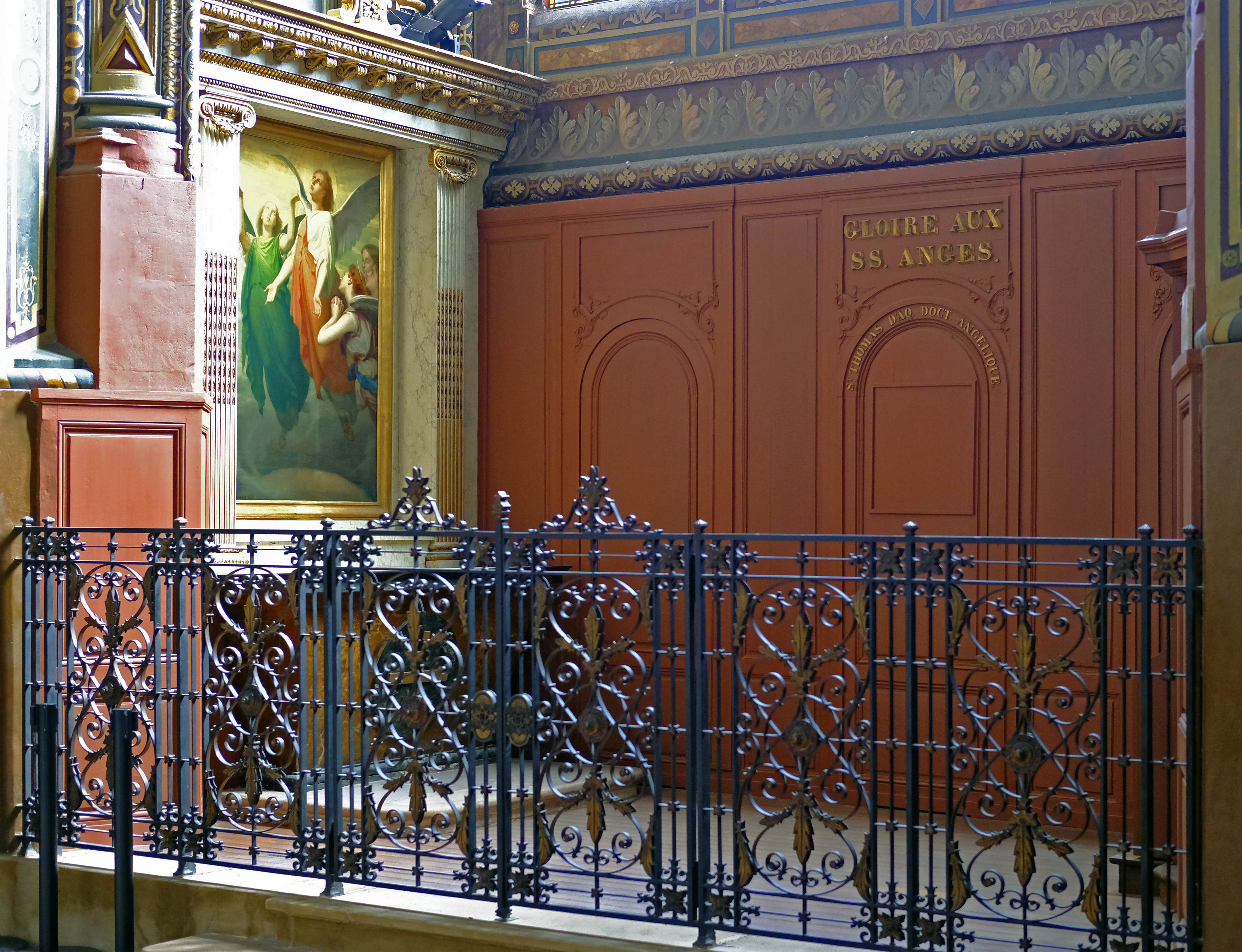
Armand Cambon, Les Saints Anges portant à Dieu les prières des hommes (1866).
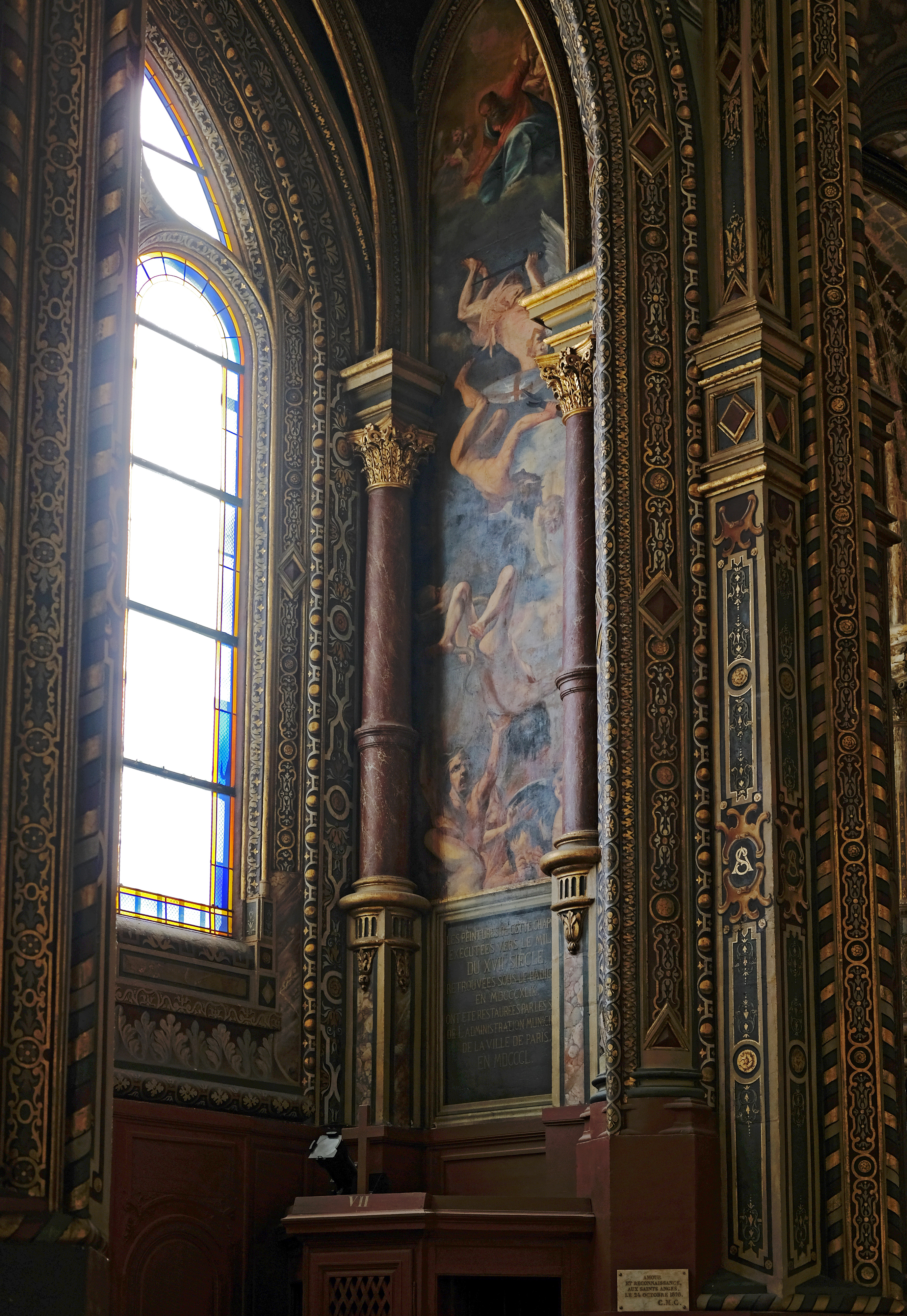
Côté ouest de la chapelle.

Chapelle Sainte-Anne
Peintures d'Hippolyte Lazerges (XIXe siècle).

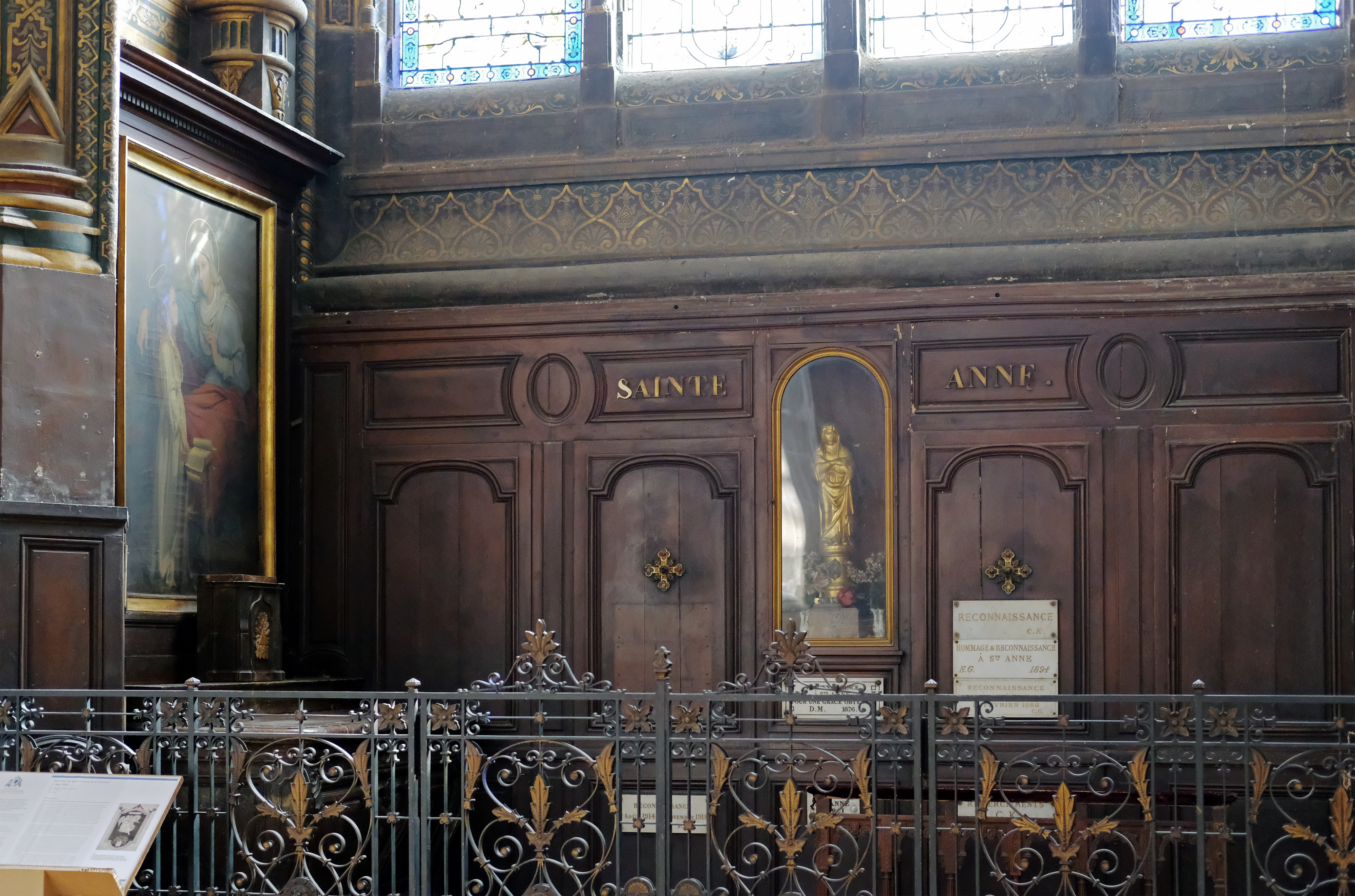
Détail de la chapelle.

Chapelle Sainte-Agnès
Peintures de Théophile Vauchelet (XIXe siècle). Copie de La Déposition du Christ, d'après Luca Giordano.

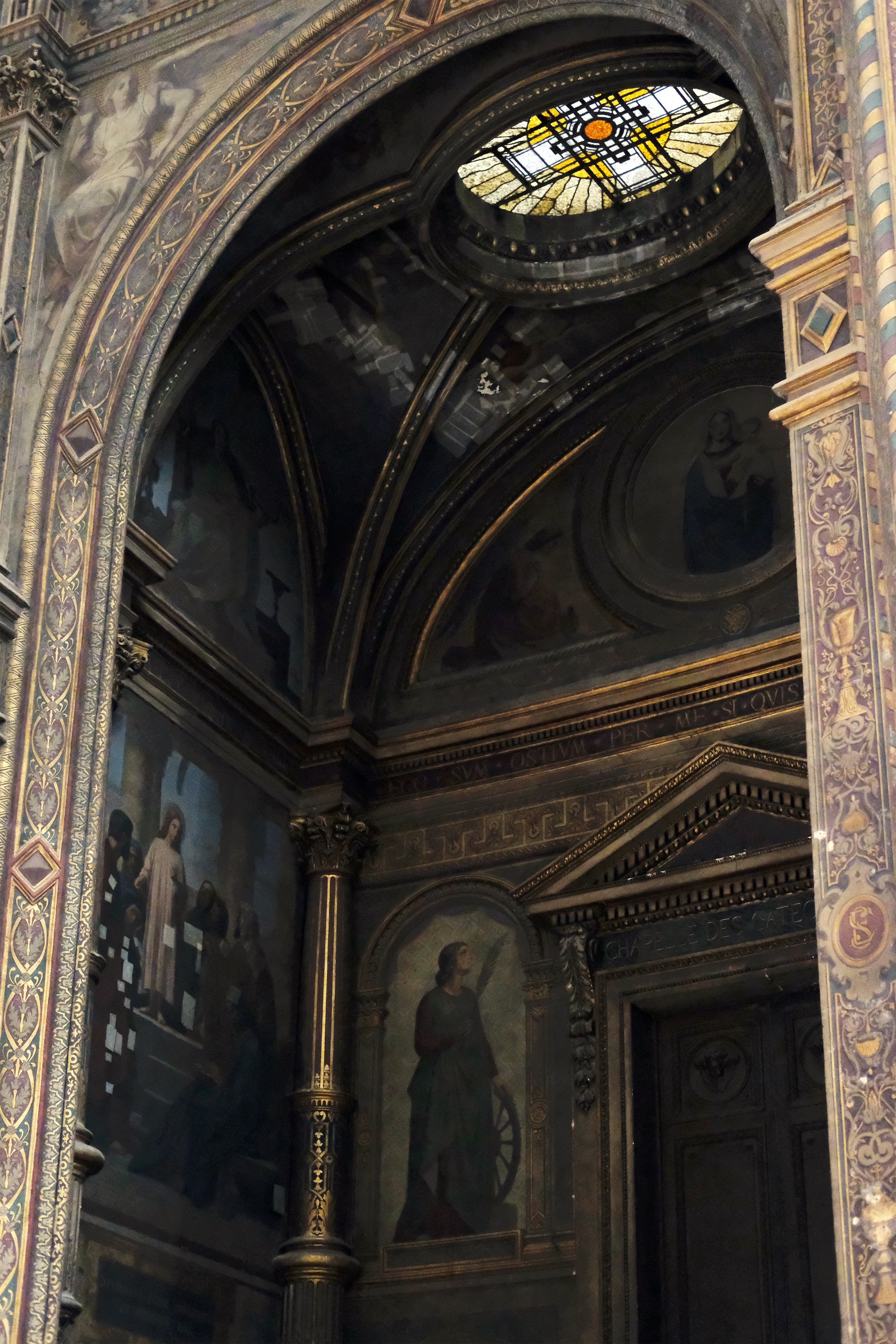
Côté est de la chapelle ; oculus sommital.
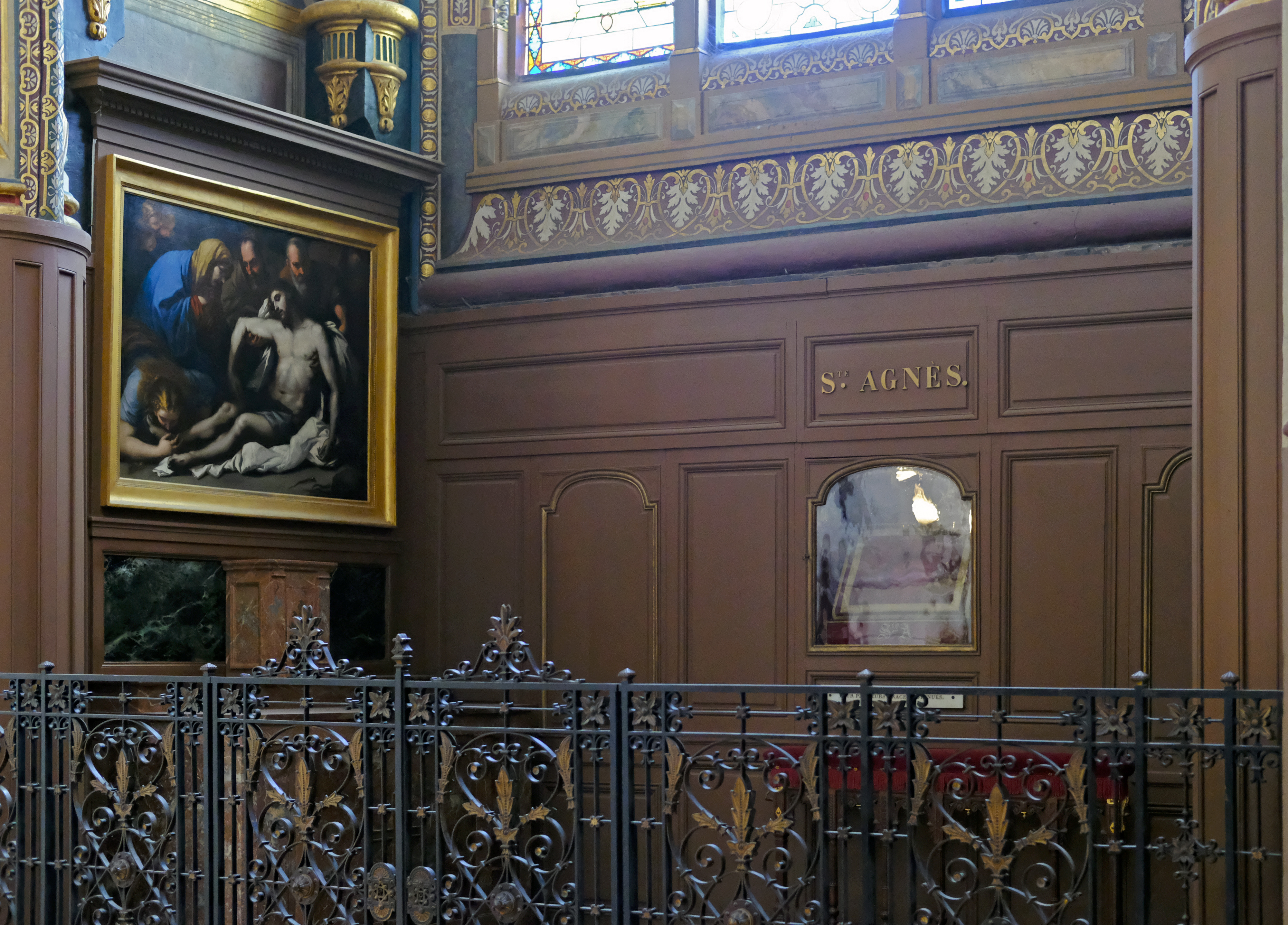
La Déposition du Christ, d'après Luca Giordano.
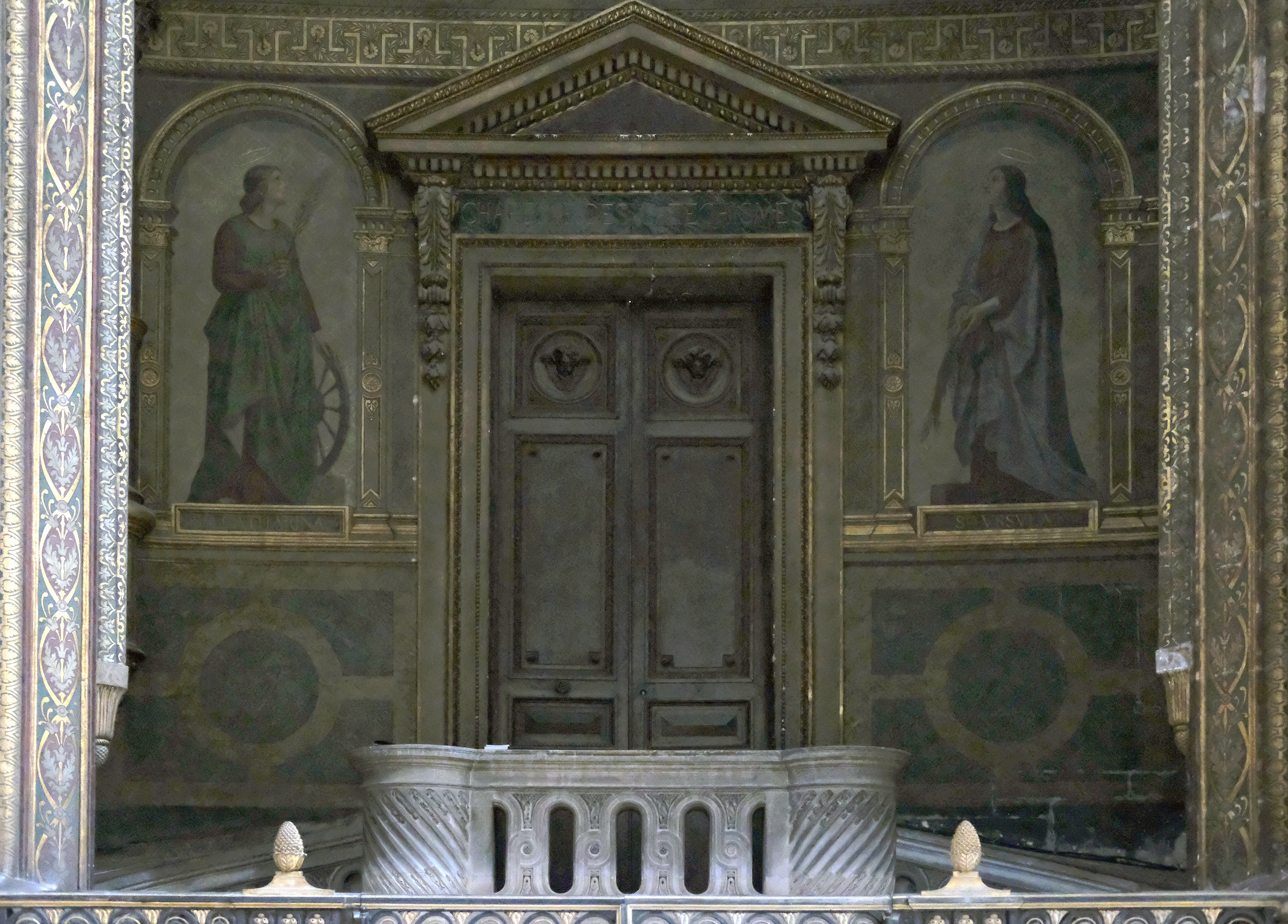
Détail de la chapelle.

Chapelle du Sacré-Cœur
Peintures de Charles-Philippe Larivière (XIXe siècle).

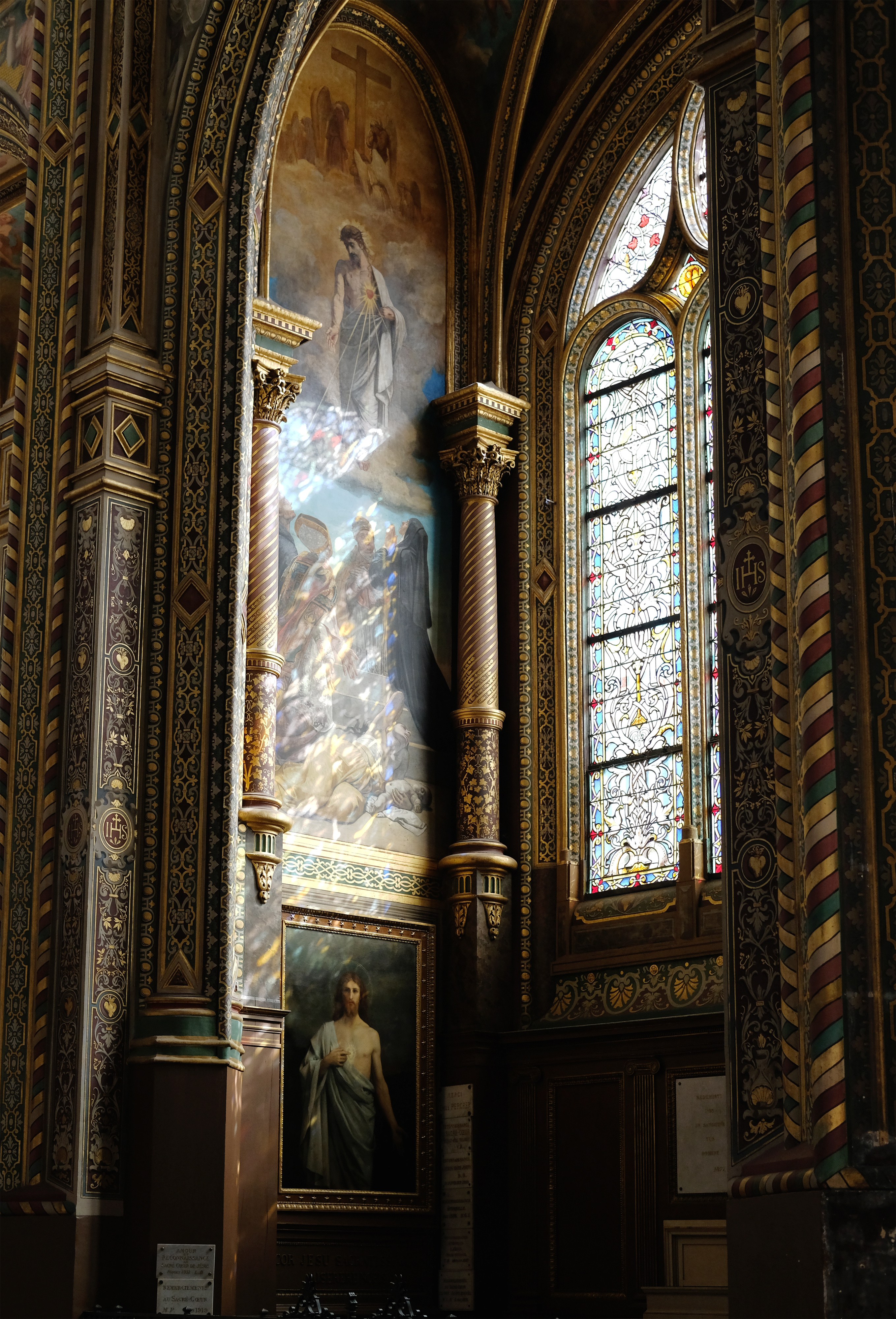
Côté est de la chapelle.

Chapelle des Âmes du Purgatoire
Ecce Homo (1856), haut-relief d'Antoine Étex. La Transfiguration (1855) peinture d'Albert Magimel.

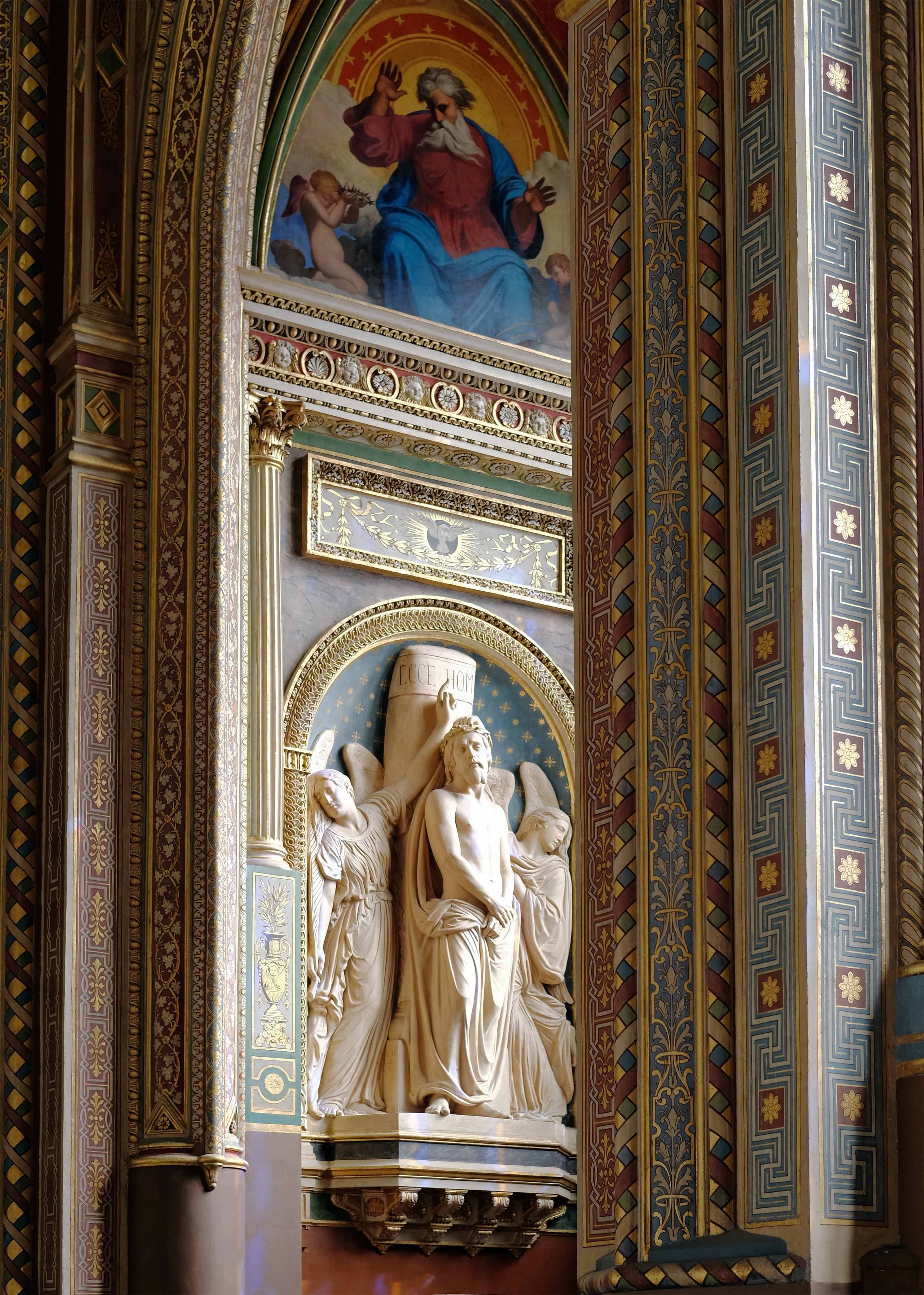
Antoine Étex, Ecce Homo (1856).
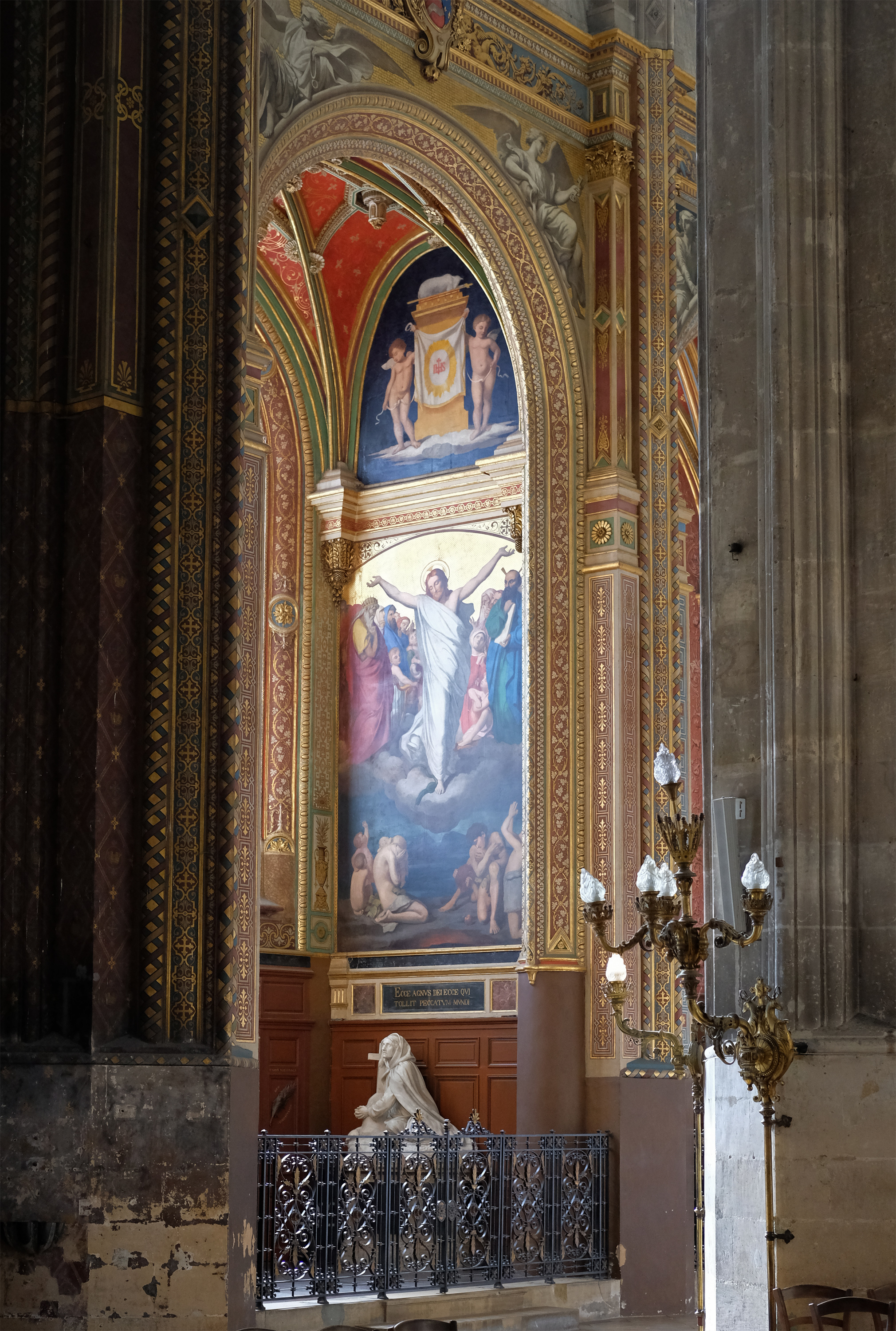
Chapelle vue du nord-est.
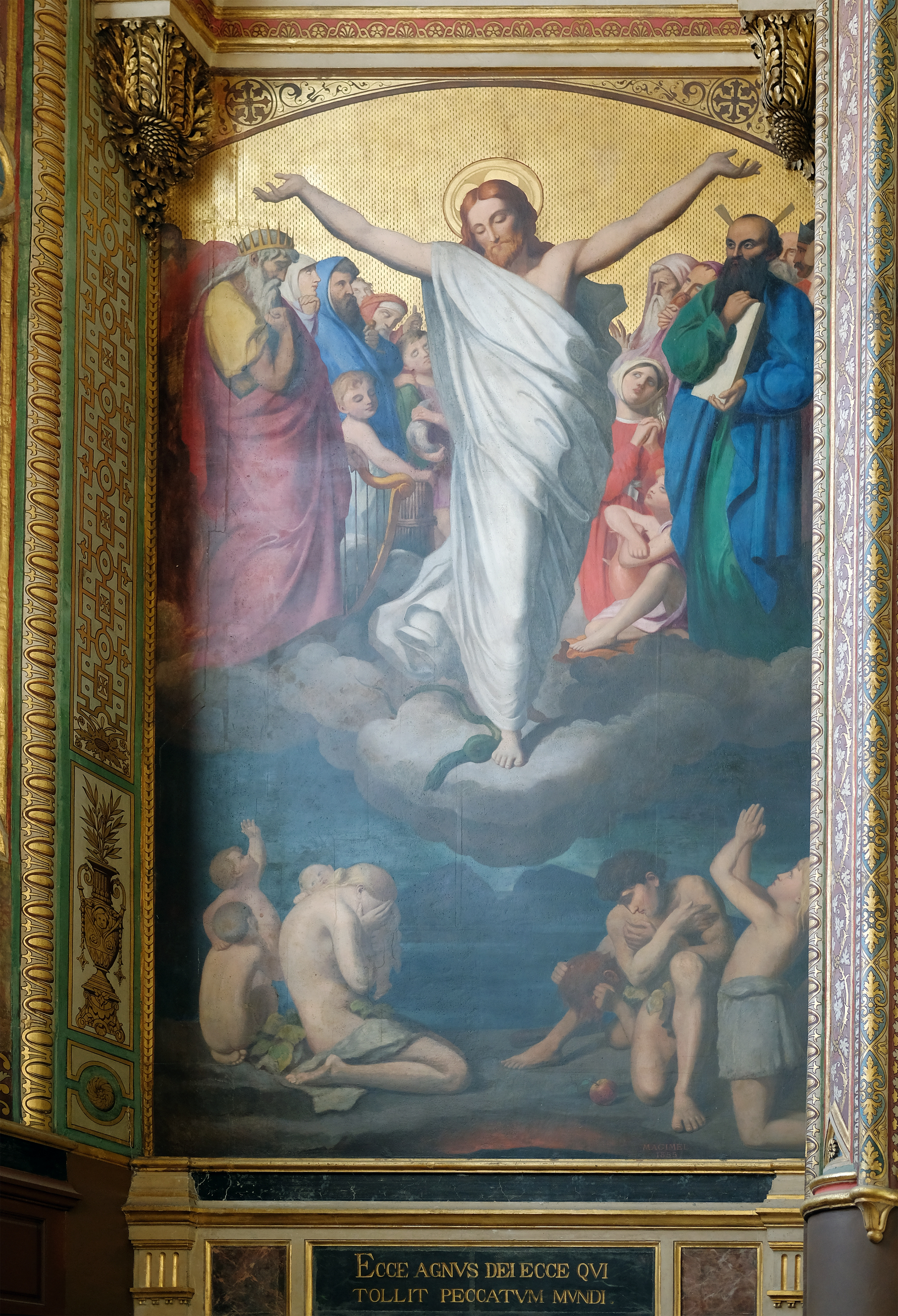
Albert Magimel, La Transfiguration (1855).

Chapelle Saints-Innocents
Le Mariage de la Vierge, haut-relief d'Henry de Triqueti.

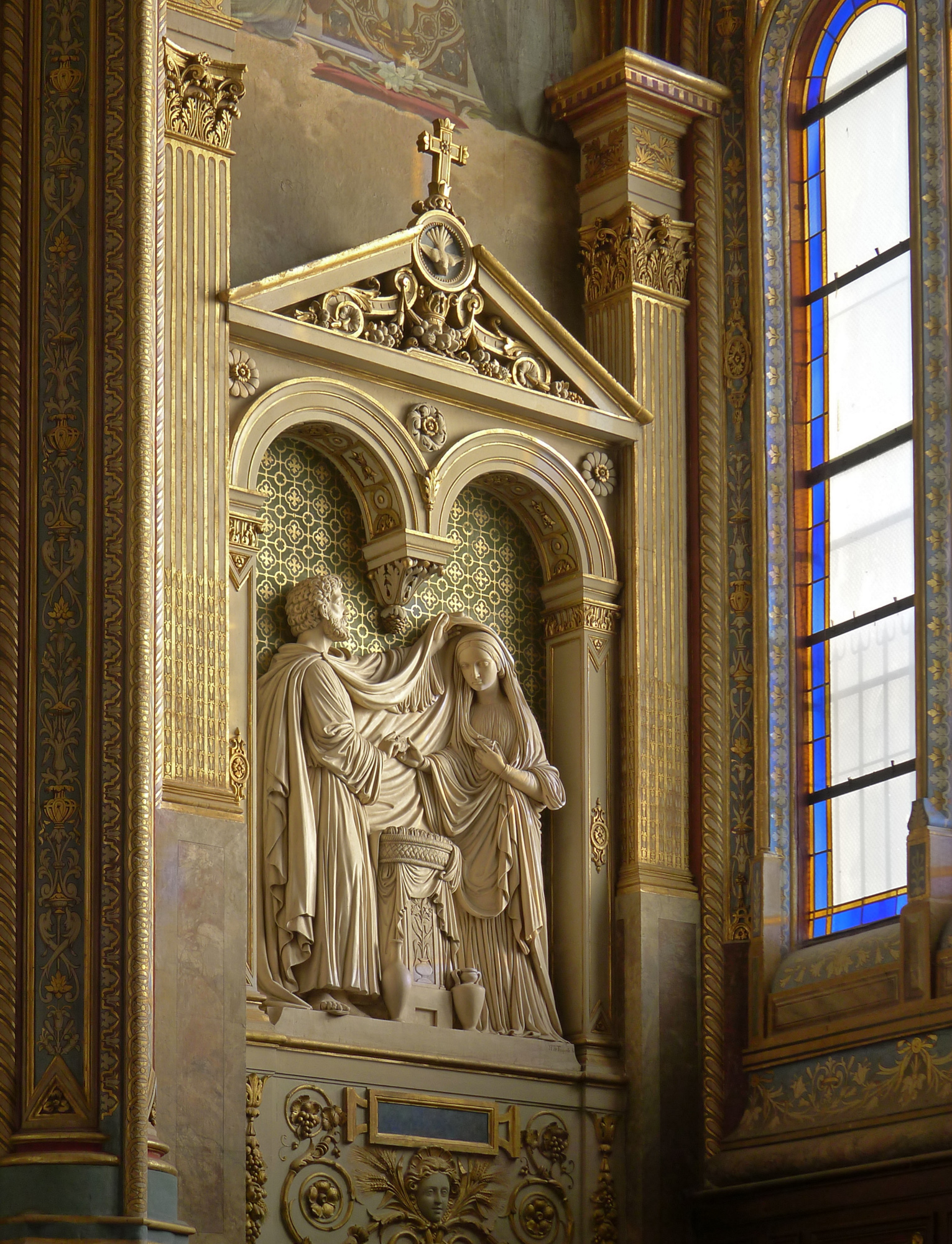
Chapelle des Saints-Innocents, Henry de Triqueti, Le Mariage de la Vierge.
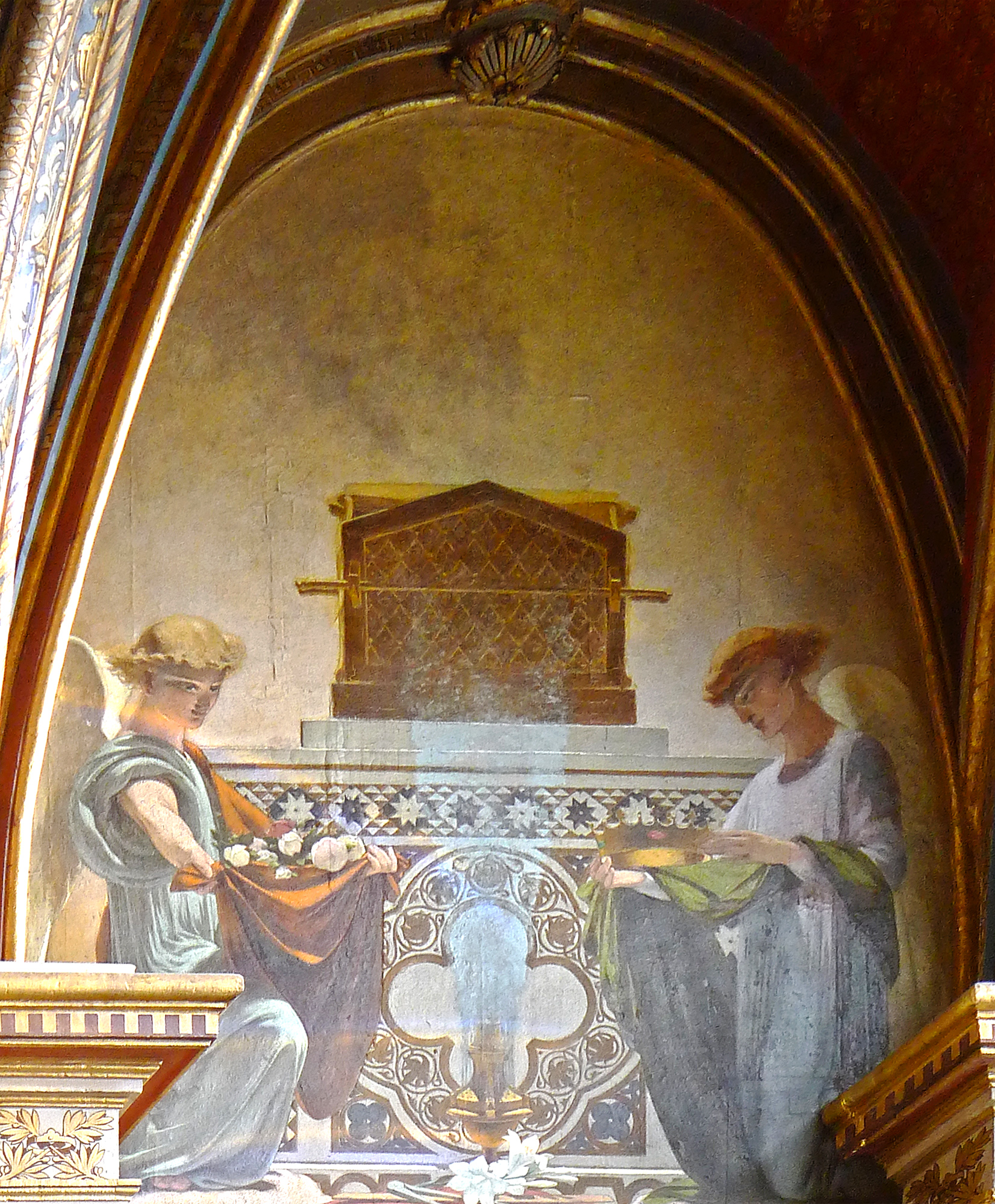
Deux anges (XIXe siècle) au-dessus de l'autel.

Chapelle Saint-Cécile
Le Mariage de la Vierge (1858), tableau de Léon Brunel-Roque.

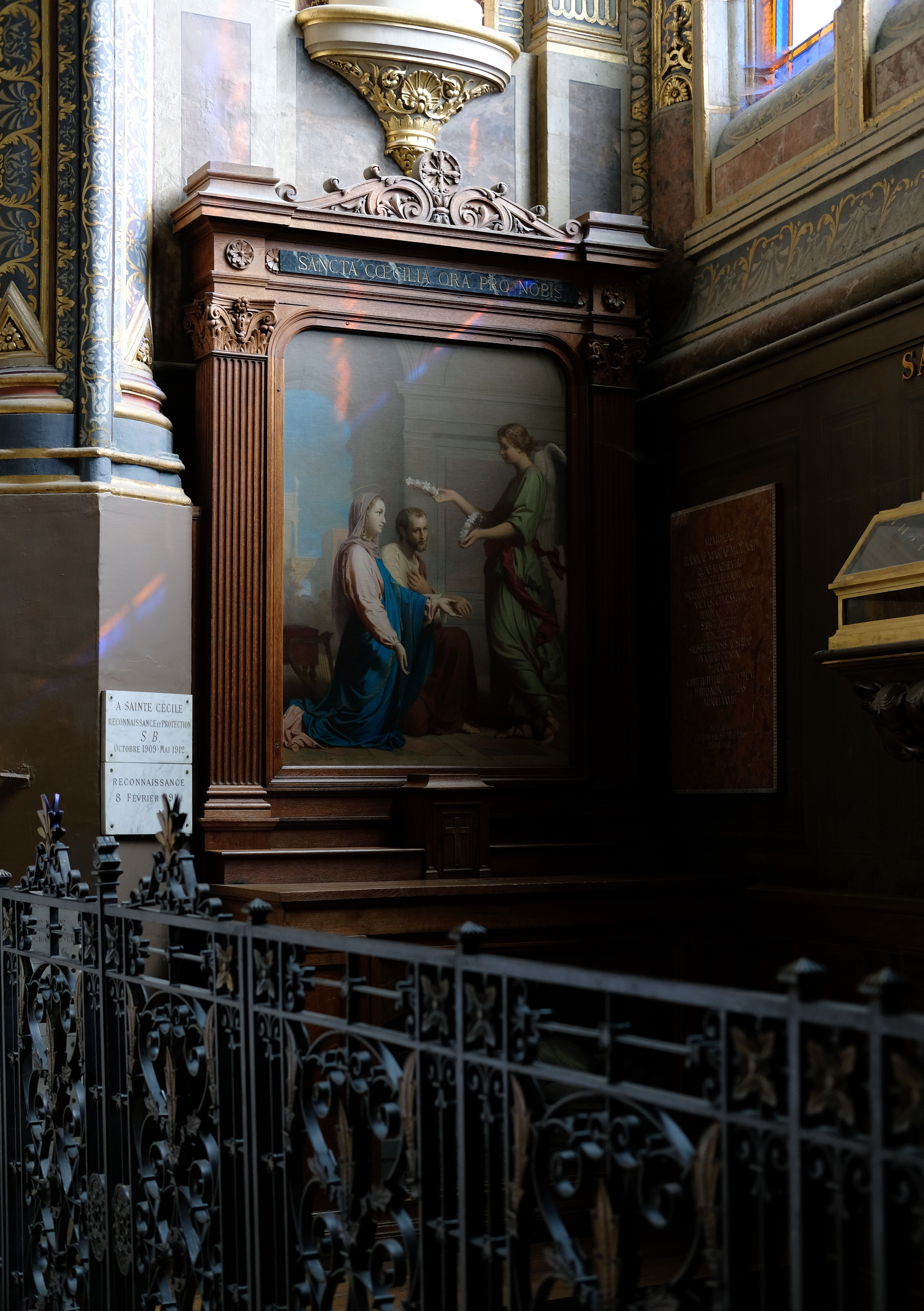
Léon Brunel-Roque, Le Mariage de la Vierge (1858).
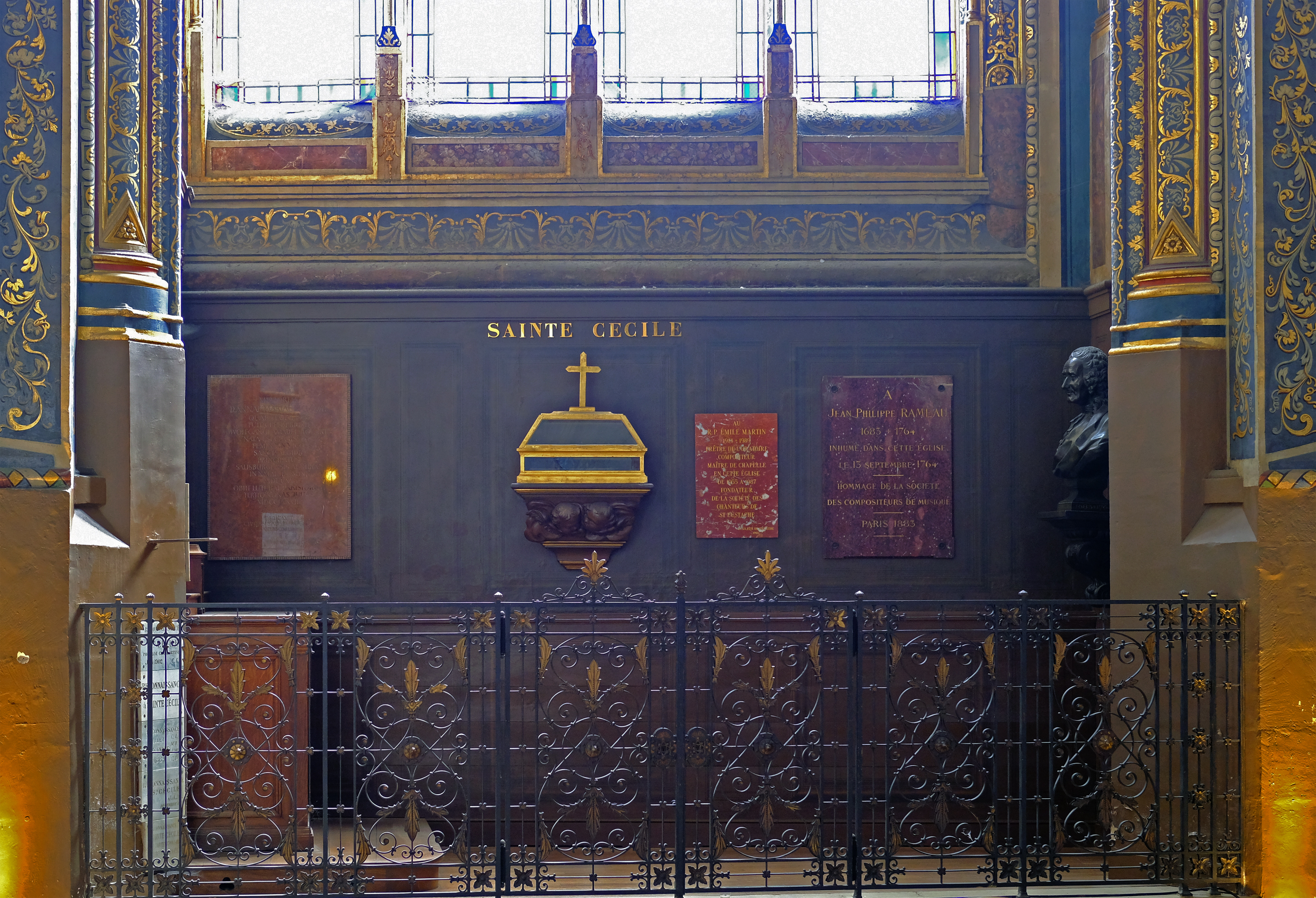
Chapelle Sainte-Cécile.

Chapelle du Calvaire ou de la Crucifixion

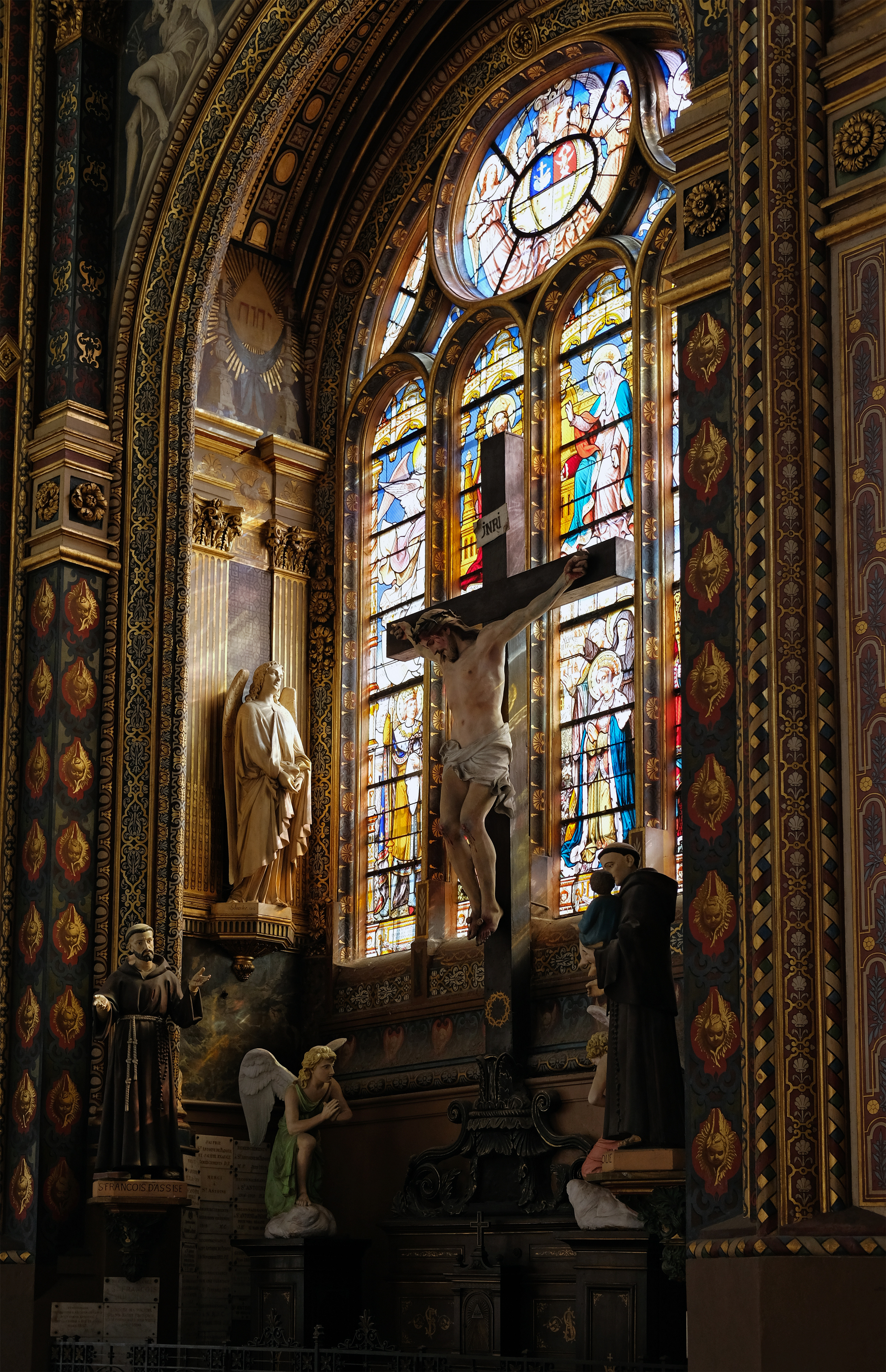
Chapelle vue du nord-ouest.
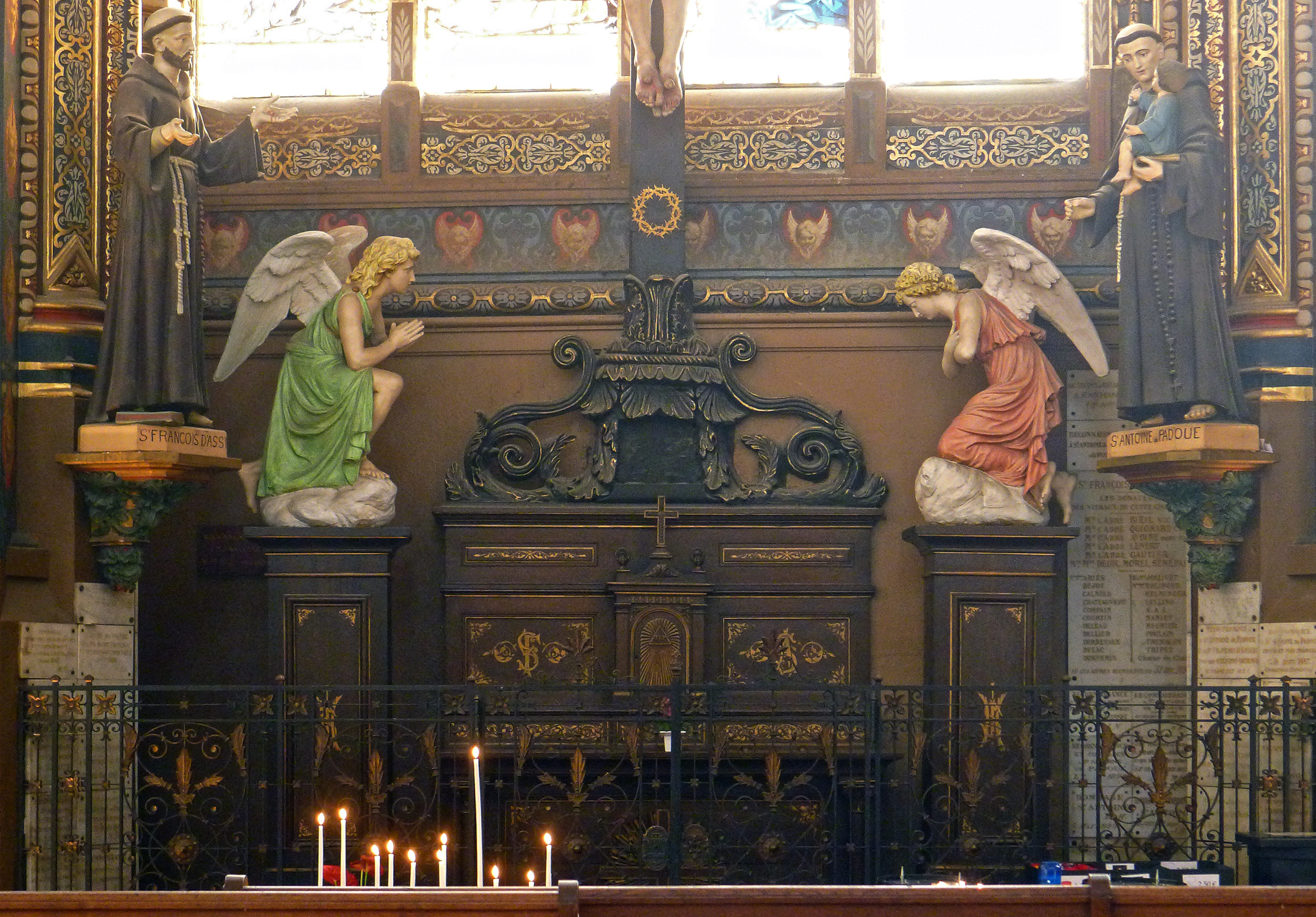
Chapelle du Calvaire, autel.
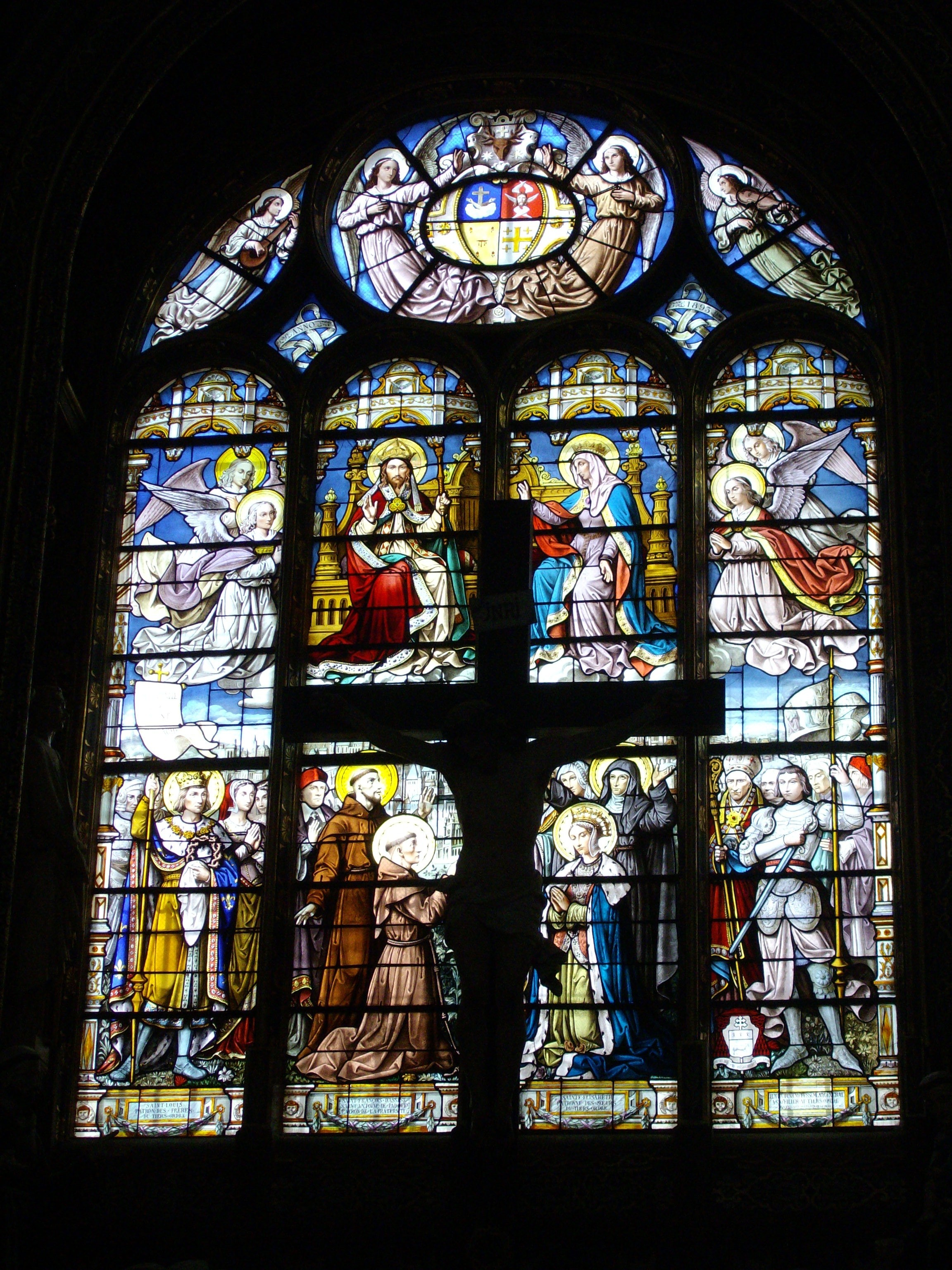
Vitrail du XIXe siècle en arrière-plan du crucifix.

### Peintures et sculptures hors chapelles

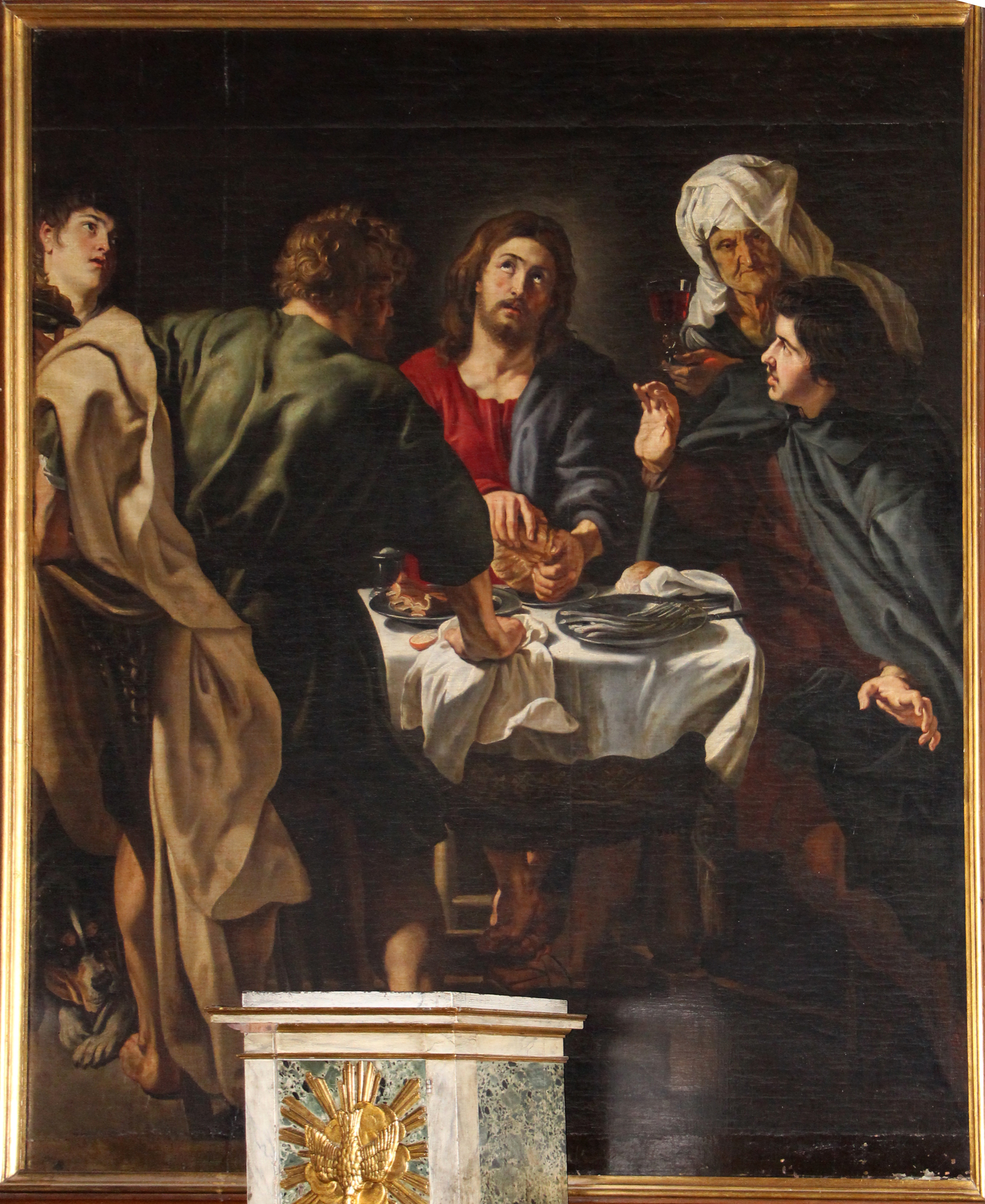
Les Pèlerins d'Emmaüs de Rubens et atelier..
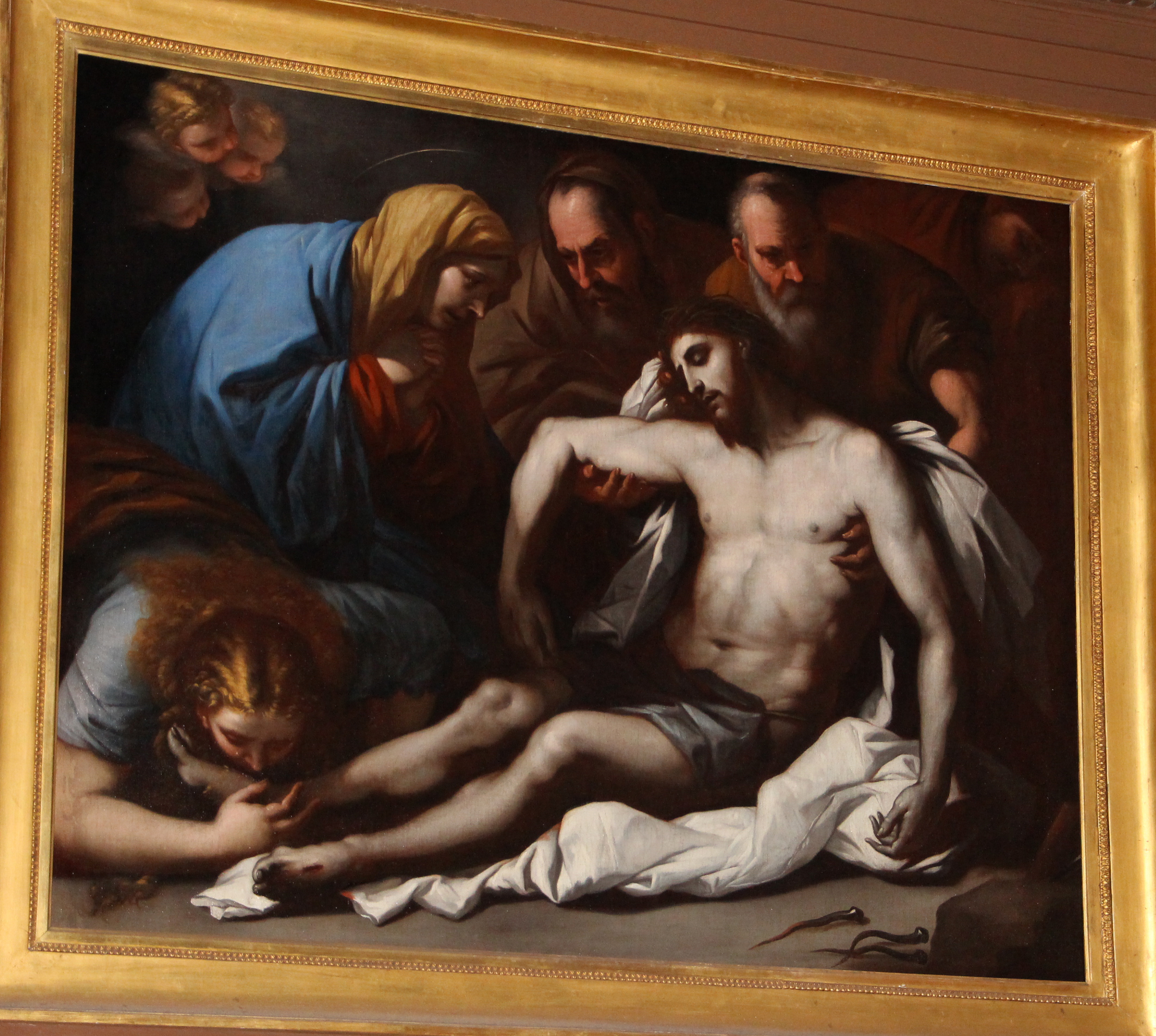
La Déposition du Christ, copie d'atelier d'une œuvre de Luca Giordano..
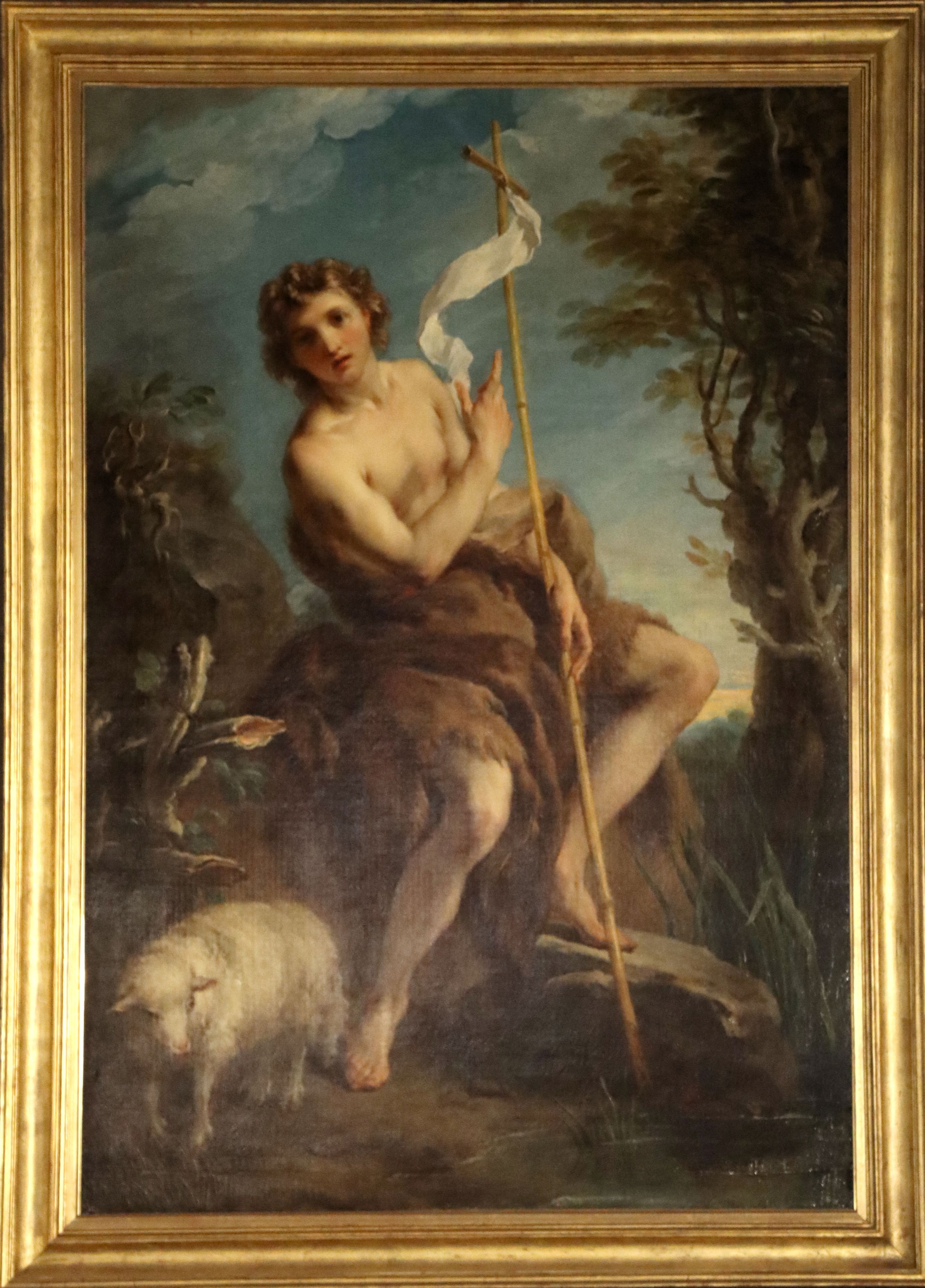
Saint Jean Baptiste de François Lemoyne..
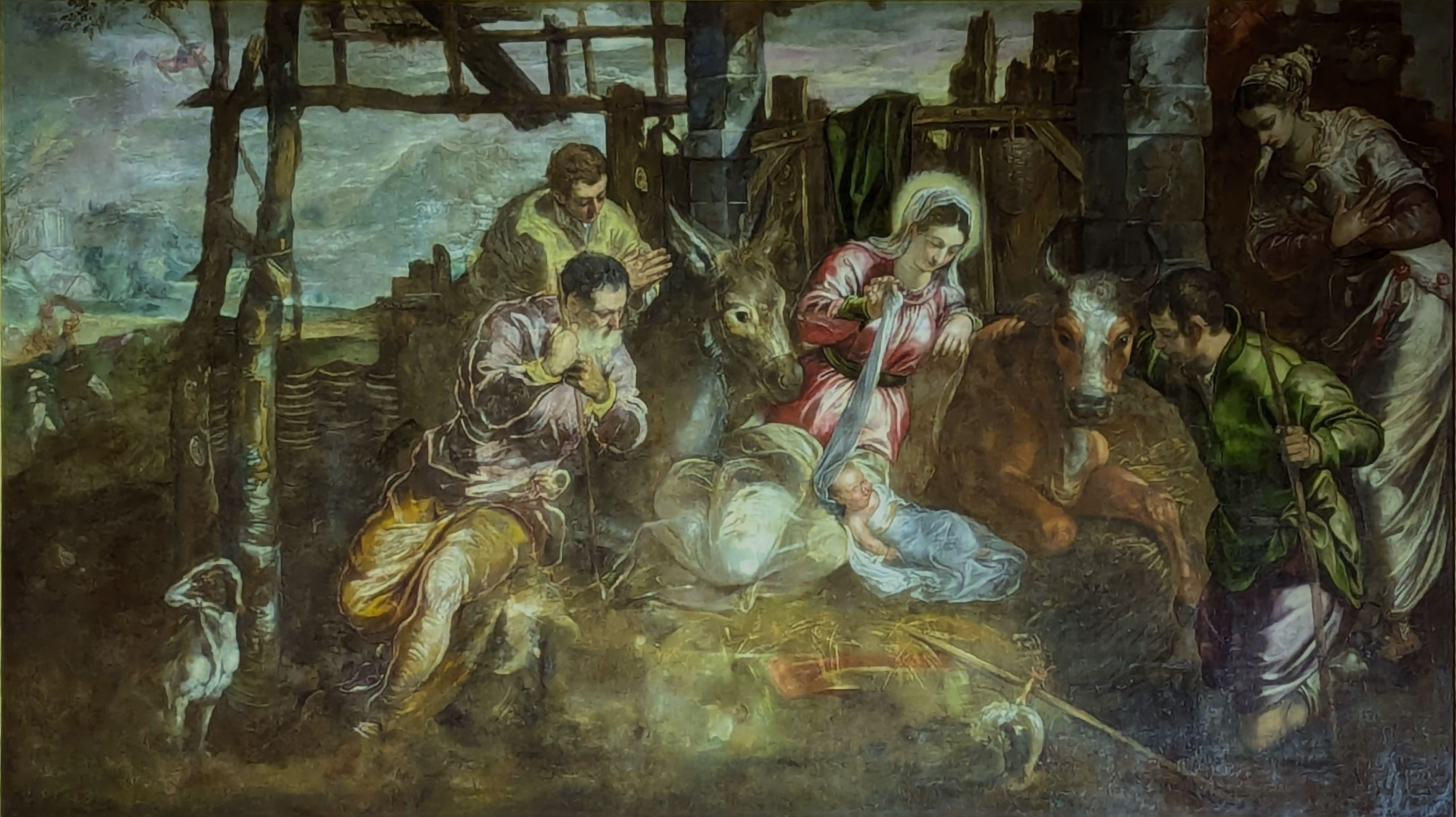
L'Adoration des bergers du Tintoret..

- La Déposition du Christ[40], copie d'atelier d'une œuvre de Luca Giordano conservée au musée de l'Ermitage ;
- L'Adoration des bergers, du Tintoret, accrochée dans la déambulatoire, au revers du choeur[15].
- Adoration des bergers, d’Étienne de La Vallée-Poussin  (accrochée au niveau du transept, en pendant du tableau de Vouet)
- Saint Jean-Baptiste, de François Lemoyne (1688-1737), dans le bas-côté nord ;
- Une copie[41] (partielle) par Alexandre-François Caminade d'un tableau du Dominiquin, Le Martyre de sainte Agnès, est accroché au-dessus de la porte, au bas des collatéraux sud. L'original, peint vers 1620 pour le couvent Sainte-Agnès de Bologne, fut saisi lors de la campagne d'Italie puis exposé au musée du Louvre. C'est là que Caminade en fit une copie, achetée en 1808 par le curé de Saint-Eustache. Le tableau du Dominiquin, restitué à la chute de l'Empire, est maintenant exposé à la pinacothèque de Bologne ;
- Vierge à l'Enfant  (1748) de Pigalle (sculpture).

## Les orgues
L'église possède deux orgues : un en tribune au fond de nef, l'autre dans le chœur.

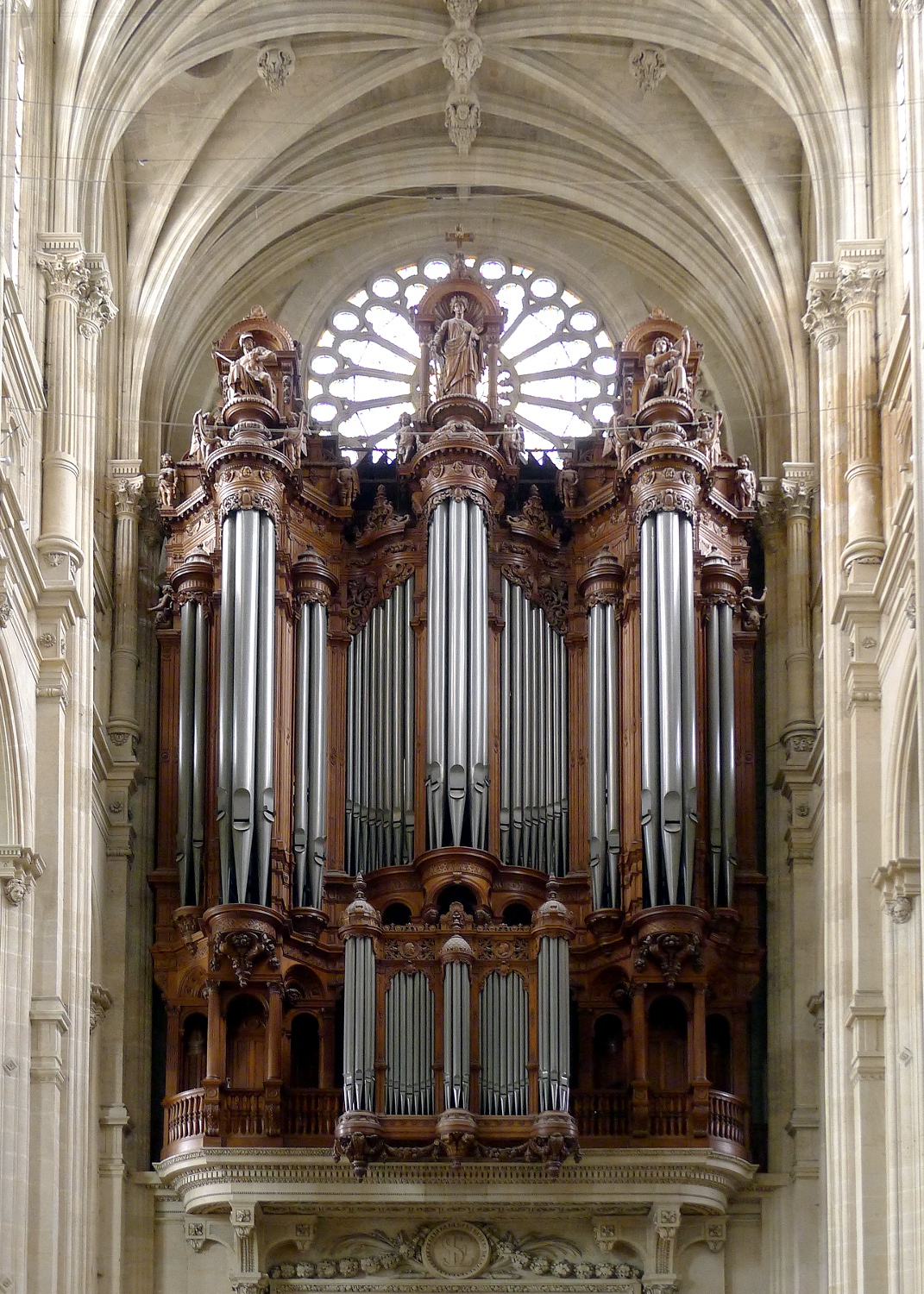
Le grand orgue.
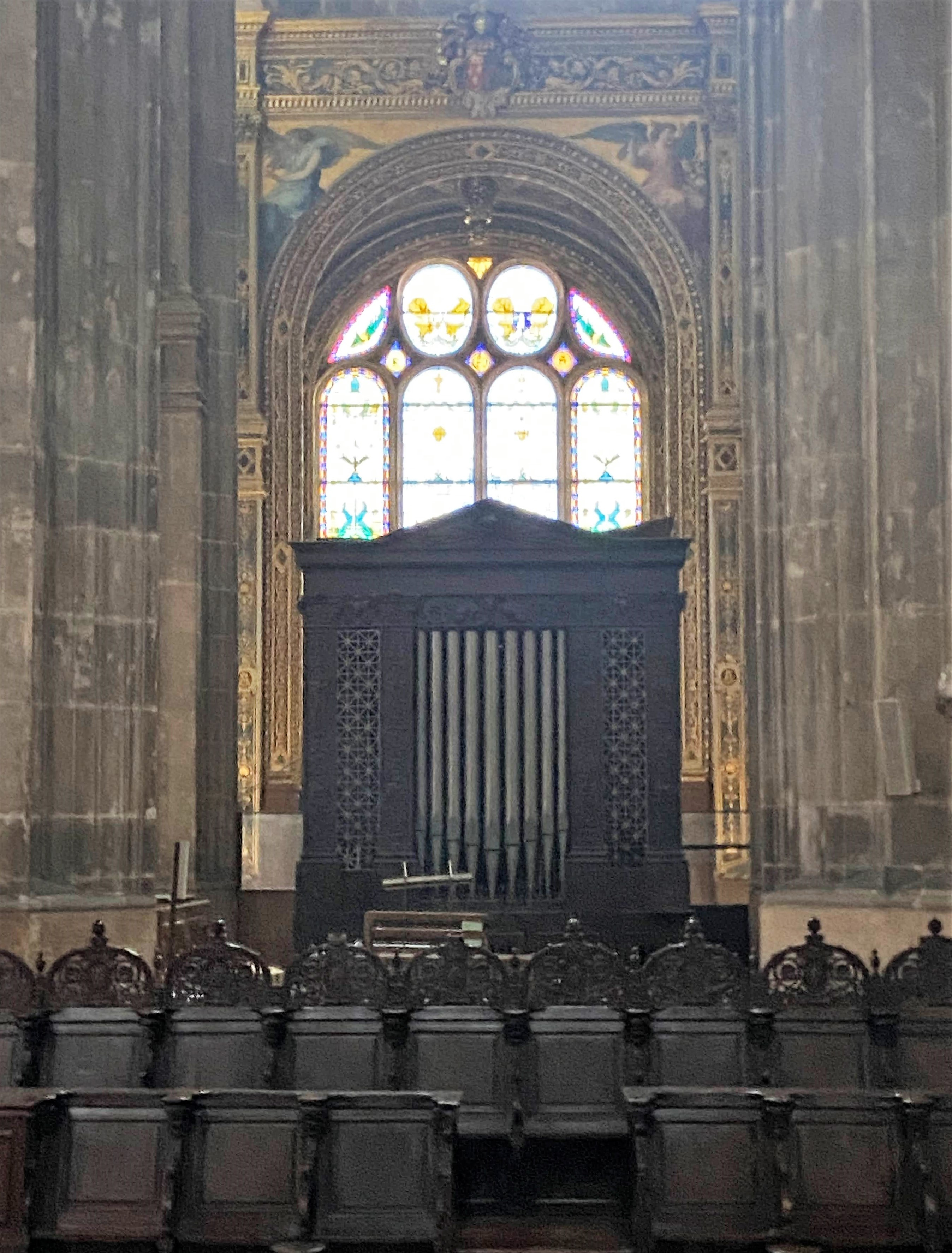
L'orgue de chœur.

### Le grand orgue
Le grand orgue a été reconstruit presque intégralement par le facteur néerlandais van den Heuvel en 1989, à l'exception du buffet qui est d'origine et de quelques jeux.
Il est l'un des plus grands orgues de France, avec ses 101 jeux répartis sur cinq claviers et pédalier.
Thomas Ospital et Baptiste-Florian Marle-Ouvrard en sont les titulaires depuis 2015.

## Cimetières
Il existait un premier cimetière, situé à proximité de l'église, qui fut supprimé avant la construction de l'église actuelle. L'indication de Guillot de Paris dans Le Dit des rues de Paris (vers 1280-1300) permet de situer, approximativement, l'emplacement de ce cimetière :
 « En la rue Raoul Menuicet,

Trouvai un homme qui mucet

Une femme en terre et en siet.

La rue des Estuves en près siet

En près est la rue du Four ».
Ainsi, selon le texte, le cimetière était situé entre la rue des Vieilles-Étuves-Saint-Honoré (rue Sauval actuelle) et la rue Vauvilliers.
Après la suppression de ce cimetière, un nouveau est ouvert entre la rue du Bouloi et la rue Croix-des-Petits-Champs. Celui-ci est supprimé au début du XVIIe siècle et remplacé par le cimetière Saint-Joseph qui se situait entre la rue du Croissant, la rue Montmartre et la rue Saint-Joseph.
L'accroissement de la population autour des Halles et de la paroisse Saint-Eustache oblige l'ouverture d'un autre cimetière situé hors de Paris, dans le faubourg Montmartre (nos 60 à 68 et nos 1-2 rue de Maubeuge) qui porta le nom de cimetière des Porcherons.

#### Bases de données et dictionnaires
- Site officiel
- Ressources relatives à la religion :   - Clochers de France
  - GCatholic.org
  - Observatoire du patrimoine religieux
- Ressources relatives à l'architecture :   - Mérimée
  - PSS
  - Structurae
- Ressource relative au spectacle :   - Kunstenpunt
- Ressource relative à la musique :   - MusicBrainz
- Notices d'autorité :   - VIAF
  - IdRef
  - GND
  - Israël